# Südtirol
Südtirol (italienisch Alto Adige, Sudtirolo; ladinisch Südtirol), amtlich Autonome Provinz Bozen – Südtirol, ist die nördlichste Provinz Italiens und bildet zusammen mit der Provinz Trient die autonome Region Trentino-Südtirol. Seit Inkrafttreten der erweiterten Autonomie im Jahr 1972 genießt Südtirol umfassende Selbstverwaltungsrechte und wird entsprechend als „autonome Provinz“ oder „Land“ bezeichnet. Das mitten in den Alpen gelegene Gebiet hat rund 530.000 Einwohner, seine Landeshauptstadt ist Bozen.
Südtirol zählt zu jenen Gebieten Italiens mit einer starken Regionalkultur. Diese ist auf die alpenromanische und spätere bairische Besiedlung sowie auf die lange gemeinsame Geschichte Tirols zurückzuführen. Insbesondere mit dem nördlichen Nachbarland Österreich verbindet Südtirol eine gemeinsame Geschichte der Zugehörigkeit zu den Habsburgischen Erblanden (ab 1363) und später zur Doppelmonarchie Österreich-Ungarn, die im Jahr 1918 aufgelöst wurde. Die europäische Einigungsbewegung ermöglichte eine grenzüberschreitende Zusammenarbeit mit den anderen Teilen der historischen Region Tirol, die seit Gründung der Europaregion Tirol–Südtirol–Trentino am Beginn einer institutionellen Verflechtung steht.
Die Bevölkerung Südtirols setzt sich derzeit zu über 57 % aus Deutschsprachigen, zu rund 23 % aus Italienischsprachigen und zu knapp 4 % (hauptsächlich im Dolomitengebiet) aus Ladinischsprachigen zusammen. Inner- und außereuropäische Migration hat insbesondere seit den 1990er Jahren zu einer weiteren Diversifizierung der Bevölkerungszusammensetzung geführt.
Das in weiten Teilen ländliche Südtirol zählt zu den wohlhabendsten Gebieten Italiens und der Europäischen Union. Wirtschaftlich war das an der Brenner-Transitroute gelegene Land lange Zeit in erster Linie landwirtschaftlich geprägt. Seit der zweiten Hälfte des 20. Jahrhunderts spielen Dienstleistungsbereiche wie Handel, Verkehr und Tourismus eine herausragende Rolle.

## Lage

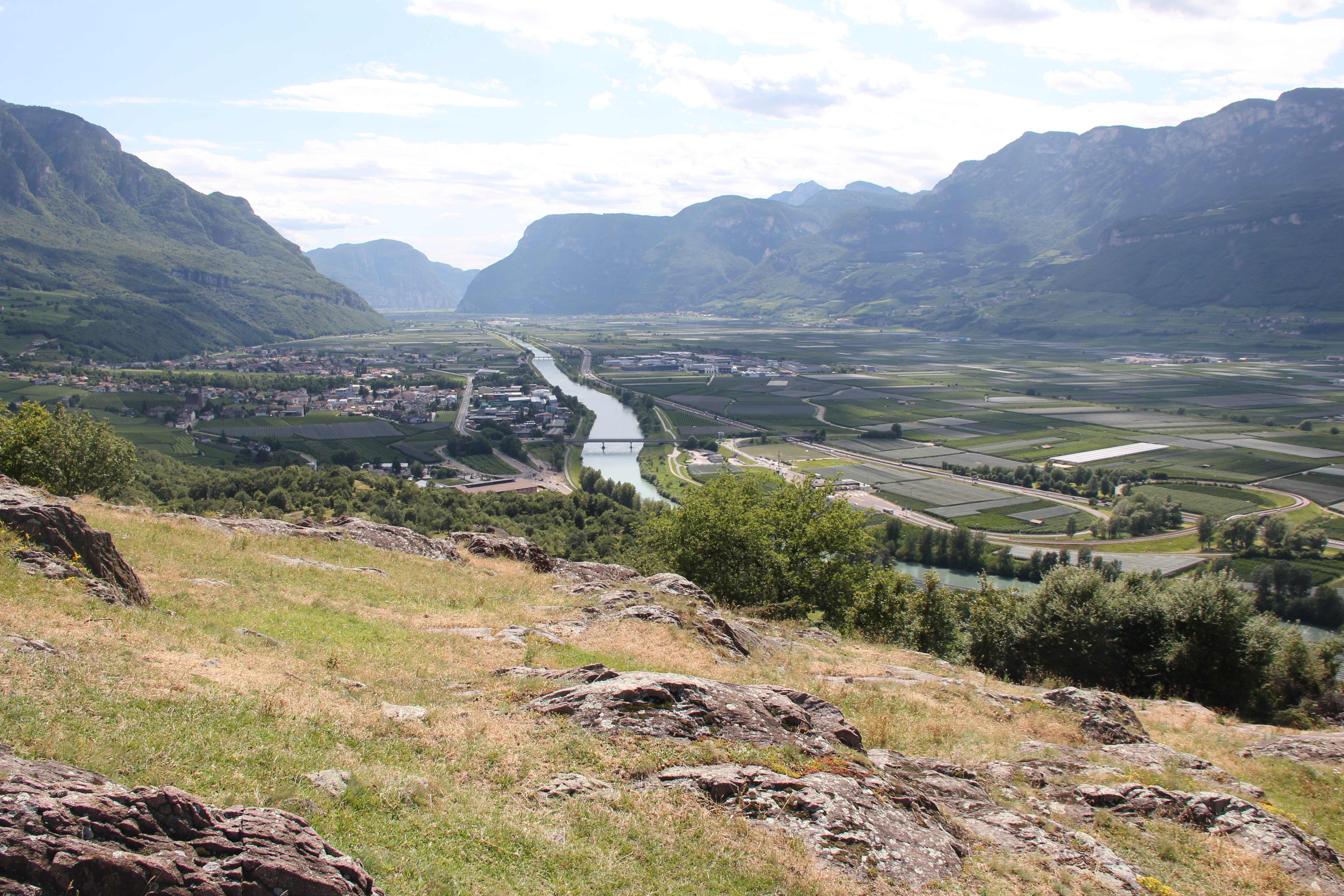
Südtirol (hier das Unterland) verbindet über die Brenner-Transitroute Nord und Süd.

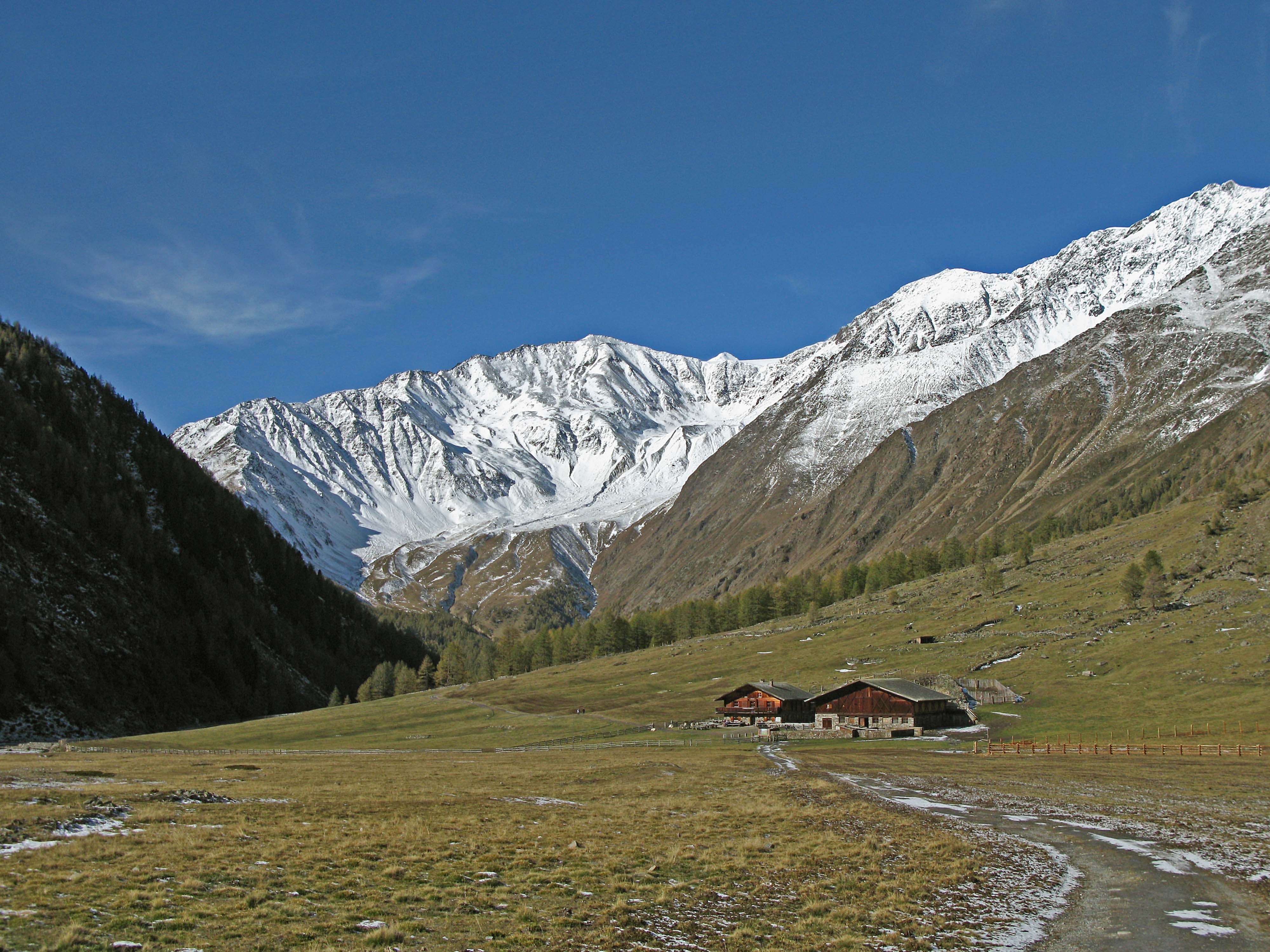
Der Alpenhauptkamm (hier im Bereich des Pfossentals) bildet die Nordgrenze Südtirols.

Südtirol befindet sich zur Gänze in den Alpen. Das Land ist sowohl die nördlichste als auch mit einer Gesamtfläche von 7400 km² eine der größten Provinzen Italiens. Durchzogen wird es in Nord-Süd-Richtung von der bedeutenden Brenner-Transitroute, die Deutschland und Österreich mit Oberitalien verbindet. Die nächstgelegenen Millionenstädte sind München etwa 180 km nördlich von Bozen und Mailand etwa 200 km südwestlich.
Südtirol liegt sowohl an der italienisch-österreichischen als auch an der italienisch-schweizerischen Grenze. Im Norden und Osten trifft Südtirol auf die österreichischen Bundesländer Tirol (Nordtirol, Osttirol) und – an einem kleinen Teilstück – an das Bundesland Salzburg. Die Nordgrenze orientiert sich dabei seit der Teilung Tirols nach dem Ende des Ersten Weltkriegs größtenteils am Alpenhauptkamm. Im Westen stößt Südtirol an den Schweizer Kanton Graubünden. Innerhalb Italiens ist es im Südwesten von der lombardischen Provinz Sondrio, im Süden vom Trentino und im Südosten von der zu Venetien gehörenden Provinz Belluno umgeben.
|                             | Bundesland Tirol (Österreich) Landesteil Nordtirol | Bundesland Salzburg (Österreich)                  |
| Kanton Graubünden (Schweiz) | Kompassrose, die auf Nachbargemeinden zeigt        | Bundesland Tirol (Österreich) Landesteil Osttirol |
| Lombardei Provinz Sondrio   | Trentino                                           | Venetien Provinz Belluno                          |

## Namens- und Begriffsgeschichte

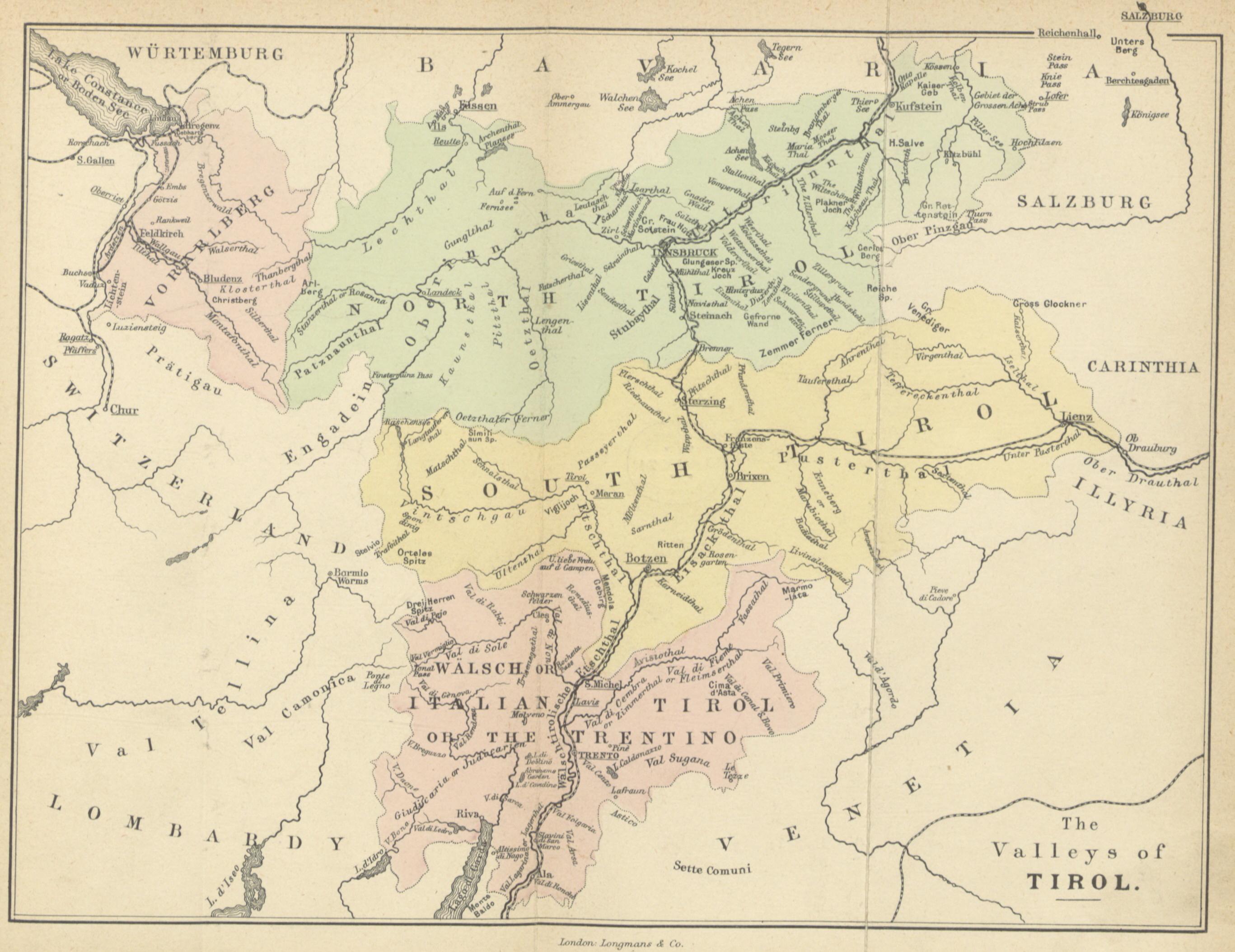
Landkarte The Valleys of Tirol aus dem Jahr 1874, in der in etwa das heutige Südtirol und Osttirol als South Tirol bezeichnet werden; der italienischsprachige Landesteil scheint als Wälsch- or Italian Tirol or the Trentino auf.

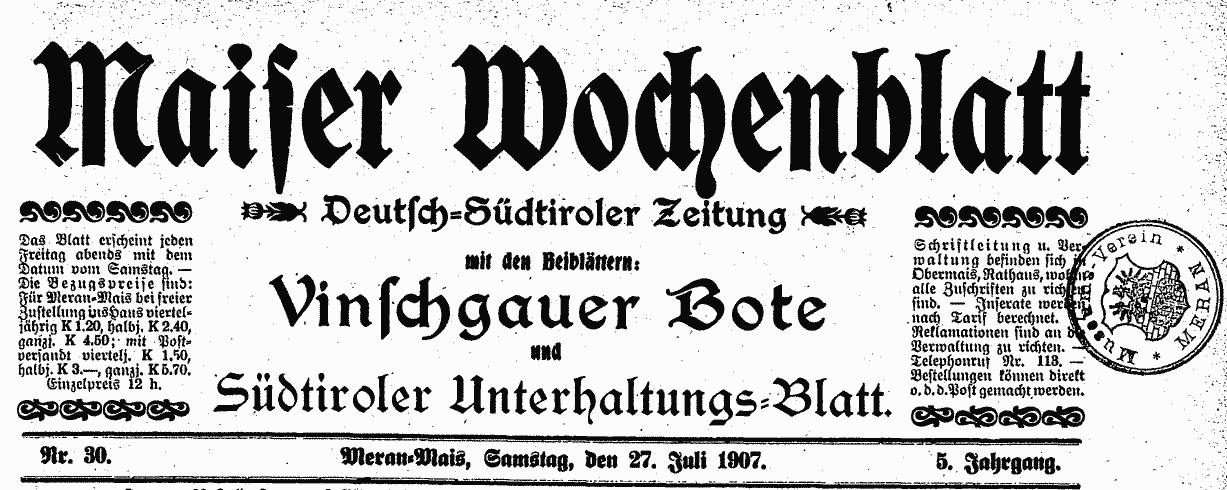
Gleichbedeutende Verwendung von Deutsch-Südtirol und Südtirol im „Maiser Wochenblatt“ (1907)

„Südtirol“ als Bezeichnung einer politischen Verwaltungseinheit: Ein vom größeren Tiroler Gesamtzusammenhang politisch und juridisch abgegrenztes Südtirol gibt es erst als unmittelbare Folge des Ersten Weltkriegs: War Tirol bis dahin ein geschlossener Teil Österreich-Ungarns, so wurden das heutige Südtirol und das Trentino (ehemals Welschtirol) im Friedensvertrag von 1919 Italien zugesprochen. Die faschistische Administration gründete im Januar 1927 die mehrheitlich deutschsprachige Provinz Bozen. Diese erlangte mit dem ersten Autonomiestatut von 1948 ihren heutigen geographischen Umfang, wurde jedoch amtlich noch als Tiroler Etschland bezeichnet. Die für dieses Gebiet seit den 1920er Jahren allgemein übliche Bezeichnung Südtirol wurde mit dem zweiten Autonomiestatut von 1972 erstmals offiziell anerkannt. Seither verwendet die Landesverwaltung als Eigenbezeichnung die Langform Autonome Provinz Bozen – Südtirol und die Kurzform Land Südtirol. Das italienische Äquivalent hierzu lautet Provincia autonoma di Bolzano – Alto Adige, das ladinische Provinzia Autonoma de Balsan – Südtirol (auf Gadertalisch) und Provinzia Autonoma de Bulsan – Südtirol (auf Grödnerisch).
„Südtirol“ als topographische Bezeichnung: Der Name „Südtirol“ bzw. seine Entsprechungen in anderen Sprachen (South Tyrol oder Tirol im Englischen, Tyrol du Sud im Französischen) fanden bereits im 19. Jahrhundert Verbreitung, konnten sich jedoch auf verschiedene südliche Gebiete der Grafschaft Tirol beziehen, die das moderne Südtirol teilweise oder gar nicht einschlossen. Im weitesten Sinne wurden mit „Südtirol“ alle Tiroler Gebiete südlich des Alpenhauptkamms bezeichnet, die auf der Grundlage der sprachlichen Mehrheitsverhältnisse weiter in „Deutsch-Südtirol“ und „Welsch-Südtirol“ (oder „Welschtirol“) unterteilt wurden. Nach der Annexion des Südteils Tirols durch Italien vollzog sich in den 1920er Jahren ein Bedeutungswandel, durch den „Südtirol“ zum Synonym für die hauptsächlich von einer deutschsprachigen Bevölkerung besiedelte „Provinz Bozen“ aufrückte.
Entstehung und Verwendung der italienischen Bezeichnungen „Alto Adige“ und „Sudtirolo“: Die italienische Bezeichnung Alto Adige (zu Deutsch „Oberetsch“ oder „Hochetsch“) für die deutschsprachigen Teile Tirols südlich der Wasserscheide wurde zu Beginn des 20. Jahrhunderts im Zuge des Irredentismus geprägt und verbreitet. Man bediente sich dabei des Namens des Département Haut-Adige (Dipartimento dell’Alto Adige) im napoleonischen Königreich Italien, das von 1810 bis 1813 bestand und größtenteils das heutige Trentino sowie einige angrenzende Gebiete, darunter auch den Südteil des heutigen Südtirols mit der Stadt Bozen, umfasste. In der zweiten Hälfte des 20. Jahrhunderts entstand die italienische Alternativbezeichnung Sudtirolo, die eine gewisse Verbreitung gefunden hat, jedoch hinter Alto Adige zurücksteht.

## Physische Geographie

### Geologie
Quer durch Südtirol verläuft grob in Südwest-Nordost-Richtung die Periadriatische Naht, die die Südalpen von den Zentralalpen trennt. In Südtirol treten zumindest drei der vier Hauptbauelemente der Alpen zutage: Das Südalpin kommt südlich der Periadriatischen Naht zum Vorschein, das Ostalpin nördlich davon und im nördlichen Landesteil östlich des Brenners das Tauernfenster, in dem das Penninikum und nach Angaben einiger Autoren auch das Helvetikum sichtbar werden.
Im Südalpin lässt sich in Südtirol in groben Zügen folgender Aufbau erkennen: Das unterste Stockwerk bildet das kristalline Grundgebirge. Vor etwa 280 Millionen Jahren, im unteren Perm, kam es zu mehrfachen magmatischen Ereignissen. An der nördlichen Grenze des Südalpins entstand damals der Brixner Granit, etwa zeitgleich kam es weiter südlich, im Großraum Bozen, zu starker vulkanischer Aktivität, die den Etschtaler Vulkanit-Komplex ausformte. Im Oberen Perm setzte eine Periode ein, in der Sedimentgesteine gebildet wurden. Zu Beginn waren es teilweise klastische Sedimente, wozu etwa der Grödner Sandstein zählt. In der Trias entstanden dann mächtige Karbonatplattformen aus Dolomitgestein; dieser Vorgang wurde in der mittleren Trias von einer kurzen, aber heftigen vulkanischen Aktivitätsphase unterbrochen.
Das Ostalpin besteht in Südtirol vorwiegend aus metamorphem Gestein wie Gneisen oder Glimmerschiefern mit vereinzelten Marmoreinlagerungen (siehe auch Laaser Marmor) und metamorph überprägten mesozoischen Sedimentgesteinen (etwa am Ortler oder südwestlich des Brenners). Im Tauernfenster kommen verschiedene metamorphe Gesteine zum Vorschein, u. a. Hochstegenmarmor (etwa am Wolfendorn), Grünschiefer (etwa am Hochfeiler) oder Gesteine des Zentralgneises (überwiegend im Bereich des Zillertaler Hauptkamms).
Das Land Südtirol hat zahlreiche geologische Naturdenkmäler unter Schutz gestellt. Zu den bekanntesten zählen die Bletterbachschlucht, ein 12 km langer Canyon in der Gemeinde Aldein, und die Rittner Erdpyramiden, die mit einer Höhe von bis zu 30 m die größten Europas sind.

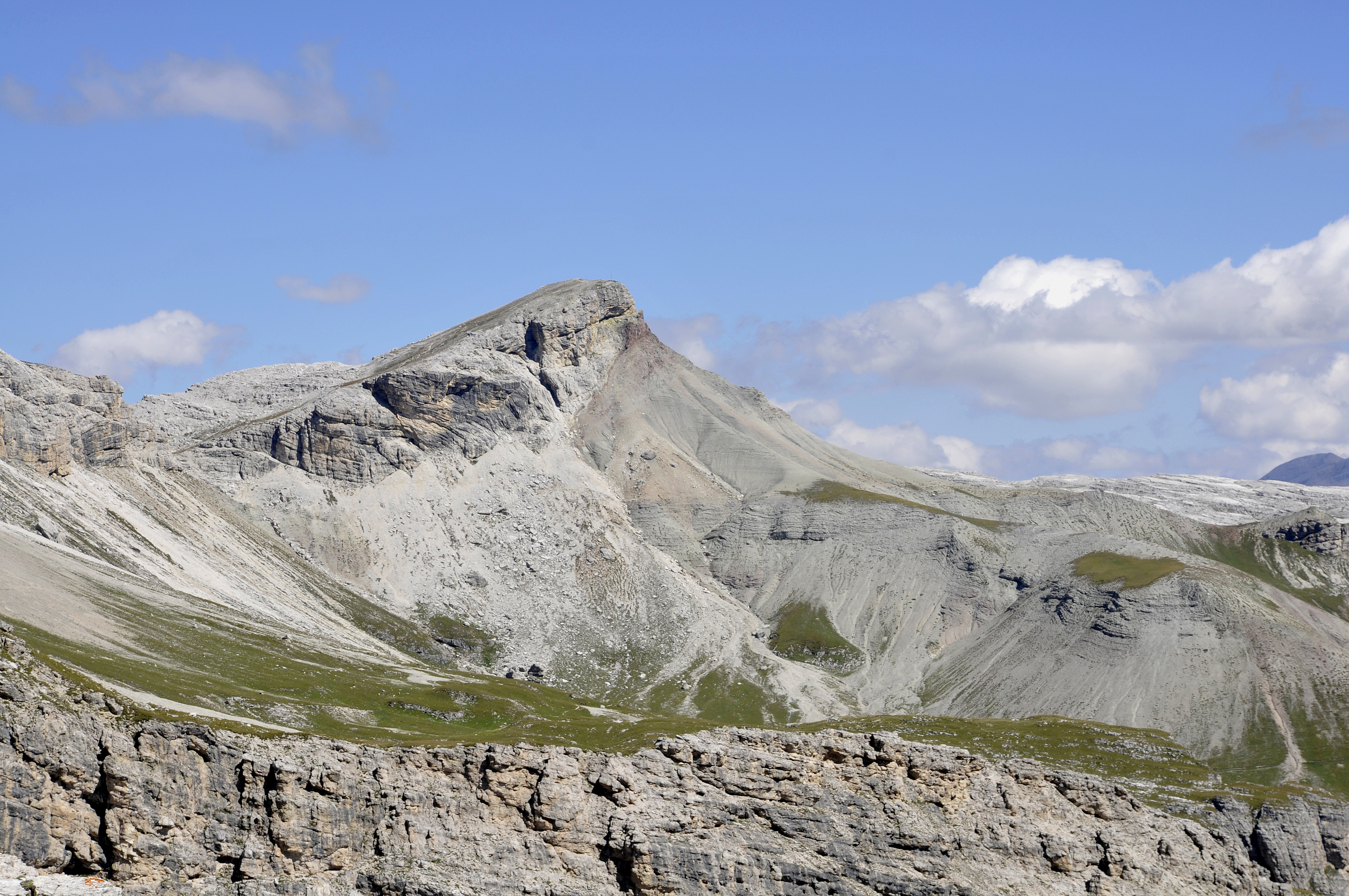
Südalpines Gestein: Dolomit am Puezkofel
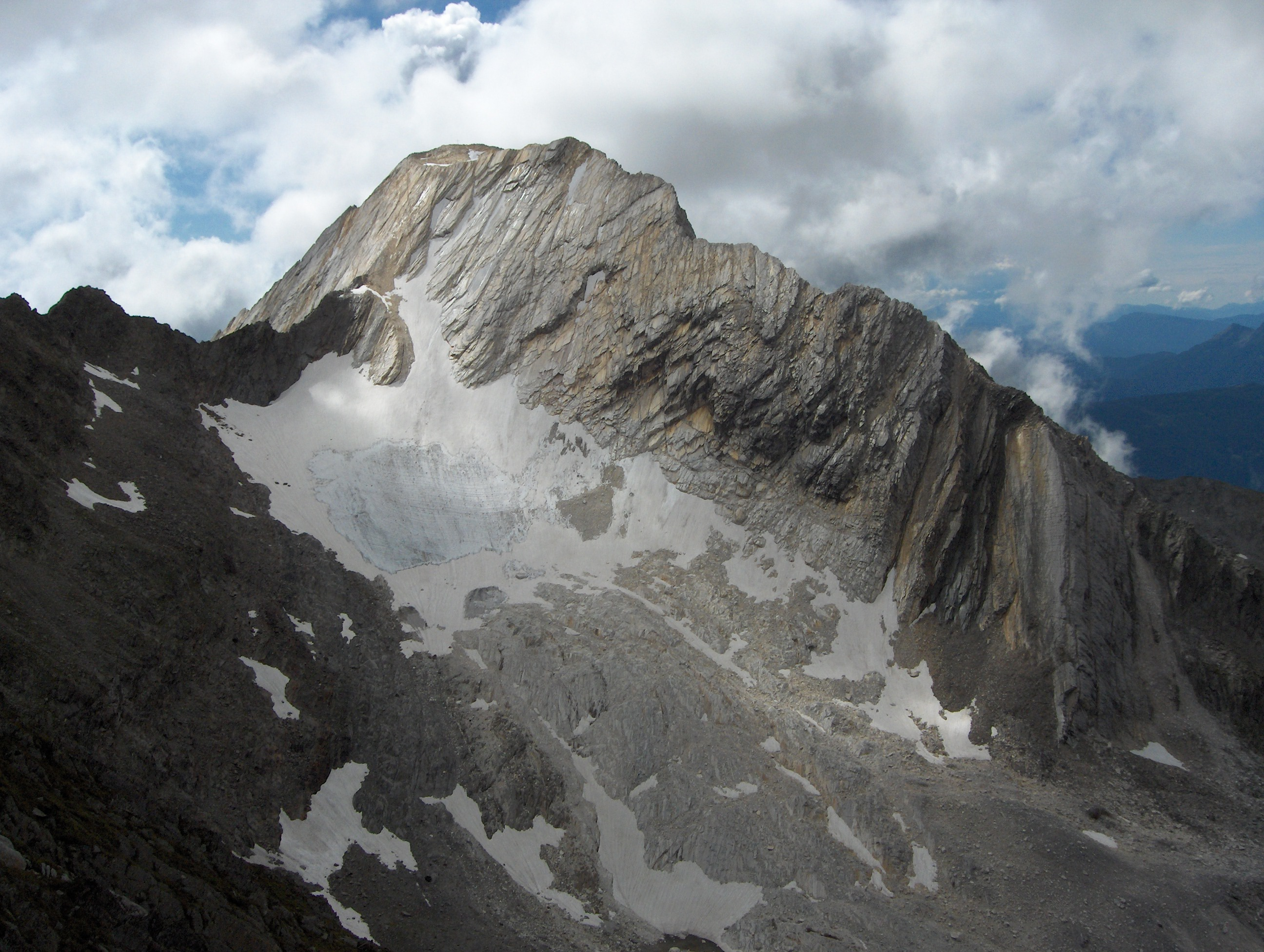
Ostalpines Gestein: Glimmerschiefer, Gneis und Marmor am Lodner
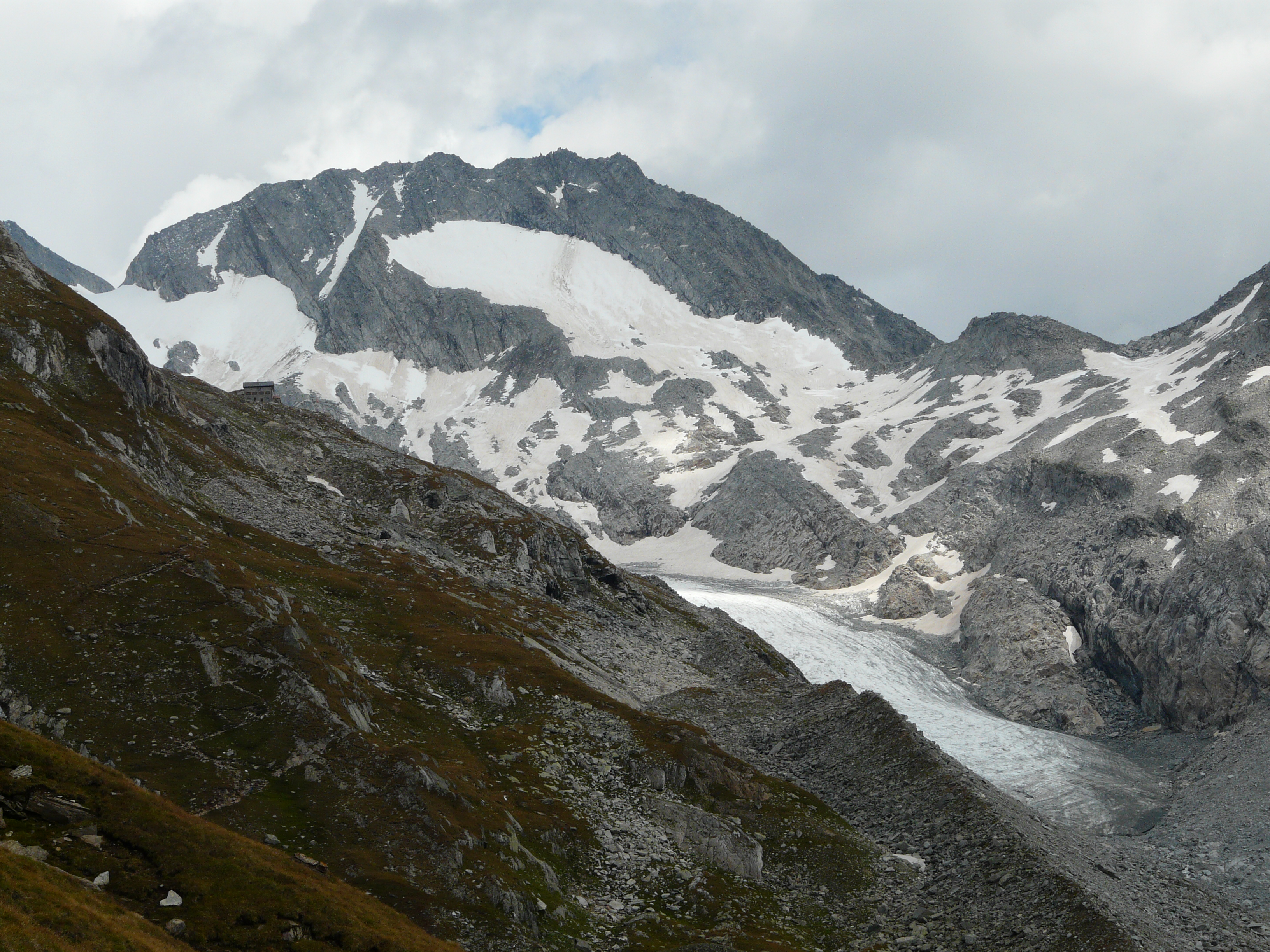
Penninisches Gestein: Zentralgneis am Niederen Weißzint
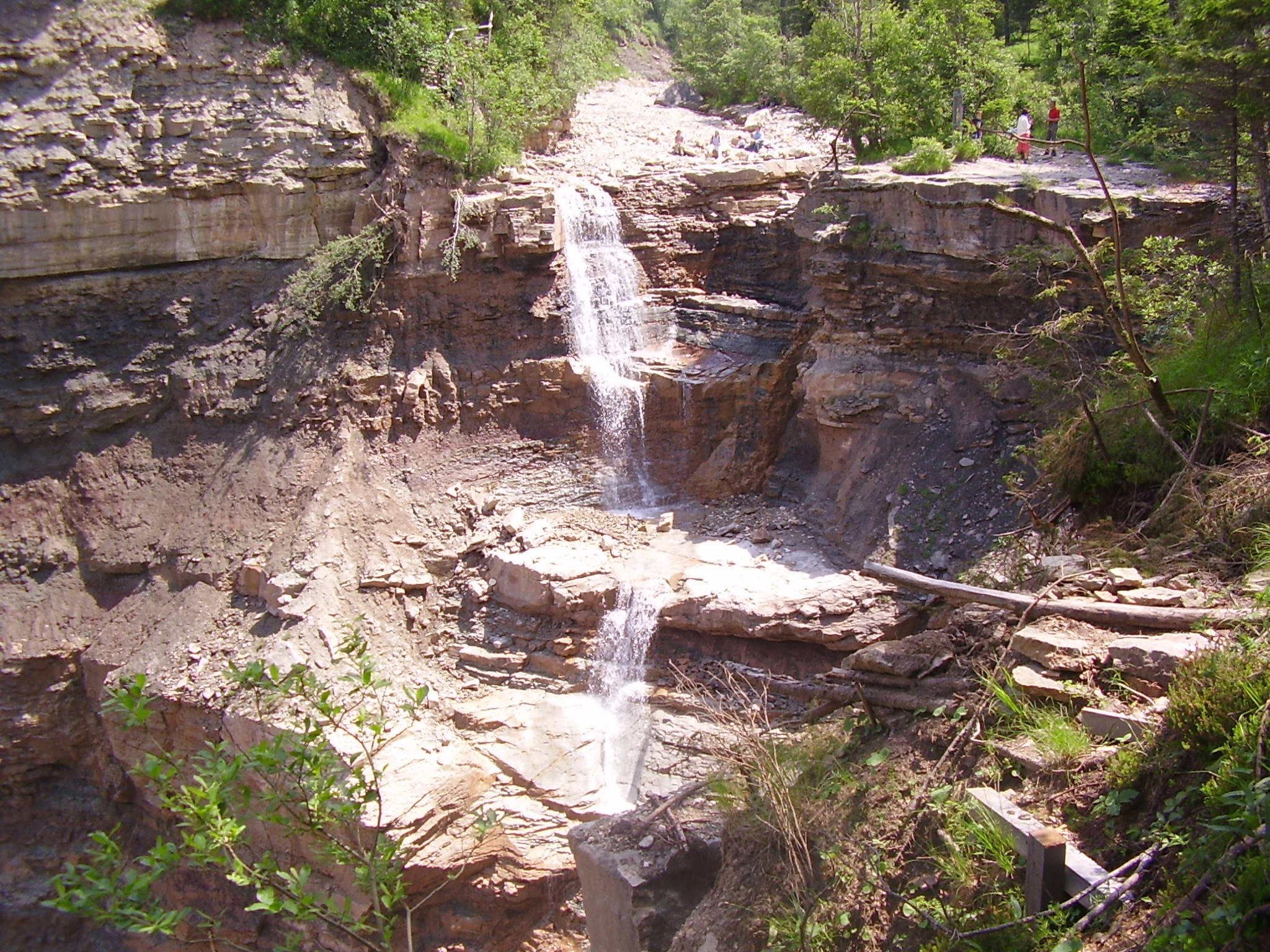
Naturdenkmal: Bletterbachschlucht am Regglberg
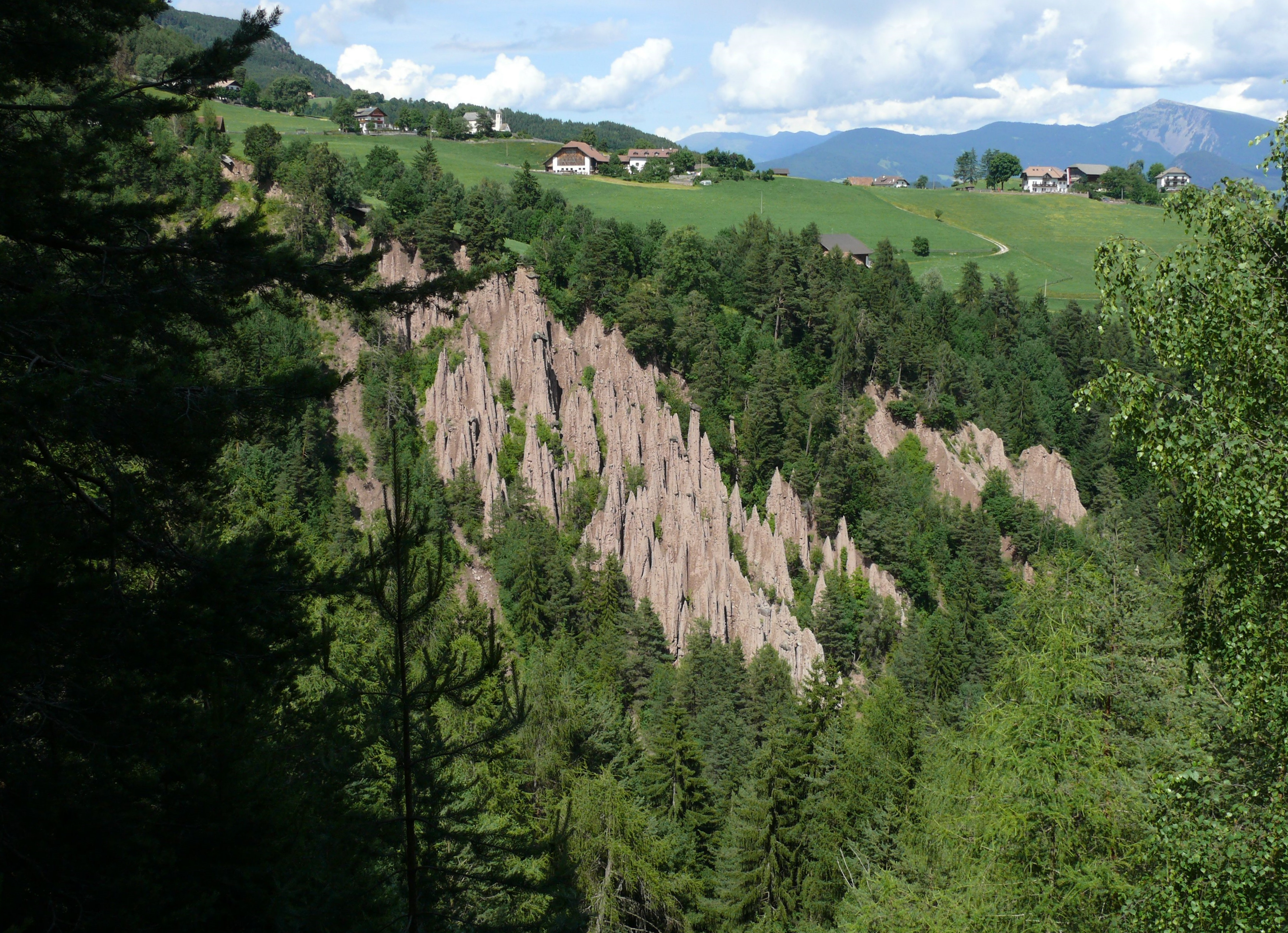
Naturdenkmal: Erdpyramiden am Ritten

### Klima
In Südtirol herrscht ein Kontinentalklima mit markanten jahreszeitlichen Schwankungen vor, das in tieferen Lagen eine relativ milde Ausprägung annimmt. Aufgrund seiner inneralpinen, durch Gebirgsketten abgeschirmten Lage ist das Land vor nördlichen Kälteströmungen und Feuchtluftmassen aus dem Mittelmeerraum einigermaßen geschützt. Dementsprechend haben bestimmende Wetterwirkungen Mitteleuropas nur einen abgeschwächten Einfluss, und Südtirol ist auch deutlich niederschlagsärmer als die umliegenden Gebiete. Die relative Sonnenscheindauer in Südtirol ist mit 55–60 % beachtlich hoch. Die Winde wehen im Frühling und Herbst am stärksten, die oftmals Inversionswetterlagen mit sich bringenden Winter sind meist windstill, die Sommer vielerorts von Berg- und Talwind-Zirkulation gekennzeichnet. Die klimatischen und Witterungsbedingungen variieren jedoch je nach Landesteil, Exposition und Höhenlage beträchtlich (so können Weinbau und Gletschergebiete fallweise nur durch wenige Kilometer Distanz voneinander getrennt sein). Generell sind der Norden und Osten des Landes vergleichsweise rauer als der mildere Süden und Westen.
|                        | Jan  | Feb  | Mär  | Apr  | Mai  | Jun  | Jul   | Aug  | Sep  | Okt  | Nov  | Dez  |   |       |
| Mittl. Temperatur (°C) | 1,3  | 4,3  | 9,4  | 13,5 | 18,4 | 22,3 | 23,7  | 22,8 | 18,1 | 13,2 | 6,7  | 1,8  | ⌀ | 13    |
| Mittl. Tagesmax. (°C)  | 6,2  | 9,8  | 15,4 | 19,4 | 24,5 | 28,7 | 30,3  | 29,1 | 23,9 | 18,3 | 11,3 | 6,1  | ⌀ | 18,6  |
| Mittl. Tagesmin. (°C)  | −3,5 | −1,2 | 3,5  | 7,6  | 12,3 | 16,0 | 17,1  | 16,6 | 12,3 | 8,1  | 2,1  | −2,6 | ⌀ | 7,4   |
|                        |      |      |      |      |      |      |       |      |      |      |      |      |   |       |
| Niederschlag (mm)      | 20,5 | 19,9 | 35,0 | 46,8 | 62,8 | 63,2 | 100,5 | 80,8 | 59,7 | 52,0 | 80,8 | 45,2 | Σ | 667,2 |
|                        |      |      |      |      |      |      |       |      |      |      |      |      |   |       |
| Regentage (d)          | 2    | 3    | 5    | 6    | 8    | 8    | 8     | 9    | 7    | 6    | 7    | 5    | Σ | 74    |

| −3,5 |

| −1,2 |

| 3,5 |

| 7,6 |

| 12,3 |

| 16,0 |

| 17,1 |

| 16,6 |

| 12,3 |

| 8,1 |

| 2,1 |

| −2,6 |

| −3,5 |

| −1,2 |

| 3,5 |

| 7,6 |

| 12,3 |

| 16,0 |

| 17,1 |

| 16,6 |

| 12,3 |

| 8,1 |

| 2,1 |

| −2,6 |

| N i e d e r s c h l a g | 20,5 | 19,9 | 35,0 | 46,8 | 62,8 | 63,2 | 100,5 | 80,8 | 59,7 | 52,0 | 80,8 | 45,2 |
|                         | Jan  | Feb  | Mär  | Apr  | Mai  | Jun  | Jul   | Aug  | Sep  | Okt  | Nov  | Dez  |

|                        | Jan  | Feb  | Mär  | Apr  | Mai  | Jun  | Jul  | Aug  | Sep  | Okt  | Nov  | Dez  |   |       |
| Mittl. Temperatur (°C) | 0,2  | 3,1  | 7,3  | 11,2 | 15,8 | 19,3 | 20,6 | 19,7 | 15,6 | 11,0 | 5,2  | 0,5  | ⌀ | 10,8  |
| Mittl. Tagesmax. (°C)  | 4,1  | 7,9  | 12,8 | 17,0 | 21,8 | 25,6 | 26,9 | 25,6 | 21,2 | 15,9 | 9,1  | 3,5  | ⌀ | 16    |
| Mittl. Tagesmin. (°C)  | −3,8 | −1,8 | 1,9  | 5,4  | 9,8  | 13,1 | 14,3 | 13,9 | 10,1 | 6,1  | 1,4  | −2,5 | ⌀ | 5,7   |
|                        |      |      |      |      |      |      |      |      |      |      |      |      |   |       |
| Niederschlag (mm)      | 16,6 | 14,9 | 26,6 | 32,2 | 47,9 | 70,4 | 72,4 | 85,8 | 53,1 | 48,2 | 74,3 | 29,7 | Σ | 572,1 |
|                        |      |      |      |      |      |      |      |      |      |      |      |      |   |       |
| Regentage (d)          | 3    | 3    | 4    | 6    | 6    | 9    | 9    | 11   | 7    | 6    | 7    | 5    | Σ | 76    |

| −3,8 |

| −1,8 |

| 1,9 |

| 5,4 |

| 9,8 |

| 13,1 |

| 14,3 |

| 13,9 |

| 10,1 |

| 6,1 |

| 1,4 |

| −2,5 |

| −3,8 |

| −1,8 |

| 1,9 |

| 5,4 |

| 9,8 |

| 13,1 |

| 14,3 |

| 13,9 |

| 10,1 |

| 6,1 |

| 1,4 |

| −2,5 |

| N i e d e r s c h l a g | 16,6 | 14,9 | 26,6 | 32,2 | 47,9 | 70,4 | 72,4 | 85,8 | 53,1 | 48,2 | 74,3 | 29,7 |
|                         | Jan  | Feb  | Mär  | Apr  | Mai  | Jun  | Jul  | Aug  | Sep  | Okt  | Nov  | Dez  |

|                        | Jan  | Feb  | Mär  | Apr  | Mai  | Jun  | Jul   | Aug   | Sep  | Okt  | Nov  | Dez  |   |       |
| Mittl. Temperatur (°C) | −1,9 | 0,5  | 4,4  | 8,4  | 13,2 | 17,1 | 18,5  | 17,8  | 13,4 | 9,2  | 3,3  | −1,4 | ⌀ | 8,6   |
| Mittl. Tagesmax. (°C)  | 3,2  | 5,8  | 10,1 | 14,2 | 19,3 | 23,4 | 25,2  | 24,1  | 19,4 | 14,4 | 7,5  | 2,8  | ⌀ | 14,2  |
| Mittl. Tagesmin. (°C)  | −7,0 | −4,7 | −1,3 | 2,5  | 7,2  | 10,7 | 11,9  | 11,5  | 7,5  | 3,9  | −0,8 | −5,6 | ⌀ | 3     |
|                        |      |      |      |      |      |      |       |       |      |      |      |      |   |       |
| Niederschlag (mm)      | 26,3 | 18,9 | 26,0 | 30,1 | 75,7 | 84,2 | 105,0 | 103,3 | 48,8 | 57,4 | 75,0 | 48,4 | Σ | 699,1 |
|                        |      |      |      |      |      |      |       |       |      |      |      |      |   |       |
| Regentage (d)          | 4    | 4    | 5    | 6    | 10   | 11   | 11    | 11    | 8    | 7    | 7    | 6    | Σ | 90    |

| −7,0 |

| −4,7 |

| −1,3 |

| 2,5 |

| 7,2 |

| 10,7 |

| 11,9 |

| 11,5 |

| 7,5 |

| 3,9 |

| −0,8 |

| −5,6 |

| −7,0 |

| −4,7 |

| −1,3 |

| 2,5 |

| 7,2 |

| 10,7 |

| 11,9 |

| 11,5 |

| 7,5 |

| 3,9 |

| −0,8 |

| −5,6 |

| N i e d e r s c h l a g | 26,3 | 18,9 | 26,0 | 30,1 | 75,7 | 84,2 | 105,0 | 103,3 | 48,8 | 57,4 | 75,0 | 48,4 |
|                         | Jan  | Feb  | Mär  | Apr  | Mai  | Jun  | Jul   | Aug   | Sep  | Okt  | Nov  | Dez  |

|                        | Jan  | Feb  | Mär  | Apr  | Mai  | Jun  | Jul   | Aug   | Sep  | Okt  | Nov  | Dez  |   |      |
| Mittl. Temperatur (°C) | −5,0 | −2,7 | 1,6  | 5,6  | 10,6 | 14,5 | 16,1  | 15,3  | 10,7 | 7,0  | 1,3  | −4,6 | ⌀ | 5,9  |
| Mittl. Tagesmax. (°C)  | −0,4 | 3,1  | 7,6  | 11,6 | 16,9 | 21,3 | 23,0  | 21,6  | 16,9 | 12,3 | 5,6  | −0,7 | ⌀ | 11,6 |
| Mittl. Tagesmin. (°C)  | −9,6 | −8,5 | −4,3 | −0,5 | 4,3  | 7,7  | 9,3   | 9,0   | 4,6  | 1,7  | −3,1 | −8,4 | ⌀ | 0,2  |
|                        |      |      |      |      |      |      |       |       |      |      |      |      |   |      |
| Niederschlag (mm)      | 24,5 | 17,0 | 35,4 | 55,6 | 69,1 | 91,4 | 112,8 | 109,5 | 79,0 | 57,7 | 72,2 | 42,8 | Σ | 767  |
|                        |      |      |      |      |      |      |       |       |      |      |      |      |   |      |
| Regentage (d)          | 5    | 4    | 5    | 8    | 11   | 11   | 12    | 13    | 8    | 7    | 7    | 6    | Σ | 97   |

| −9,6 |

| −8,5 |

| −4,3 |

| −0,5 |

| 4,3 |

| 7,7 |

| 9,3 |

| 9,0 |

| 4,6 |

| 1,7 |

| −3,1 |

| −8,4 |

| −9,6 |

| −8,5 |

| −4,3 |

| −0,5 |

| 4,3 |

| 7,7 |

| 9,3 |

| 9,0 |

| 4,6 |

| 1,7 |

| −3,1 |

| −8,4 |

| N i e d e r s c h l a g | 24,5 | 17,0 | 35,4 | 55,6 | 69,1 | 91,4 | 112,8 | 109,5 | 79,0 | 57,7 | 72,2 | 42,8 |
|                         | Jan  | Feb  | Mär  | Apr  | Mai  | Jun  | Jul   | Aug   | Sep  | Okt  | Nov  | Dez  |

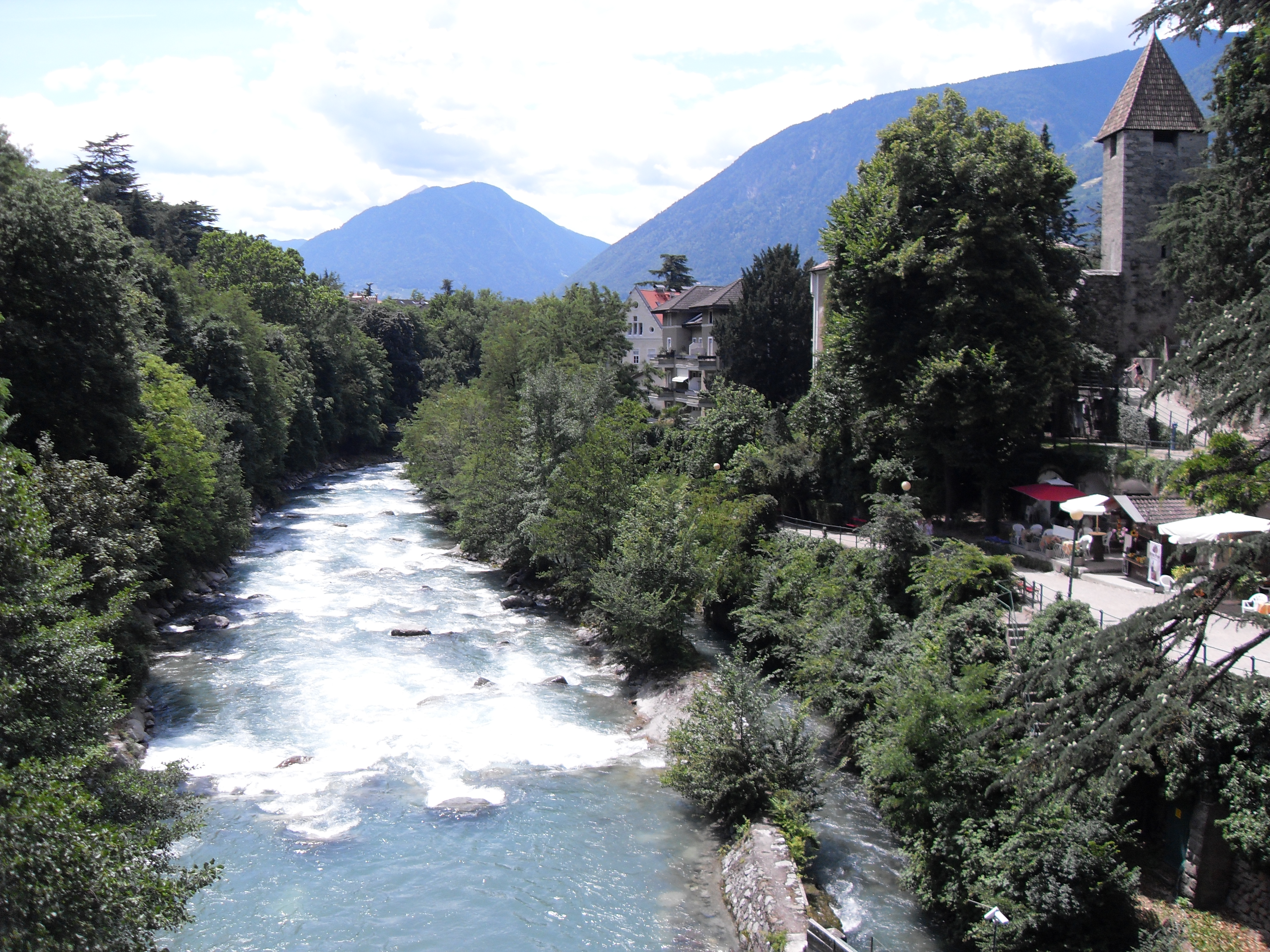
Sommer in Meran
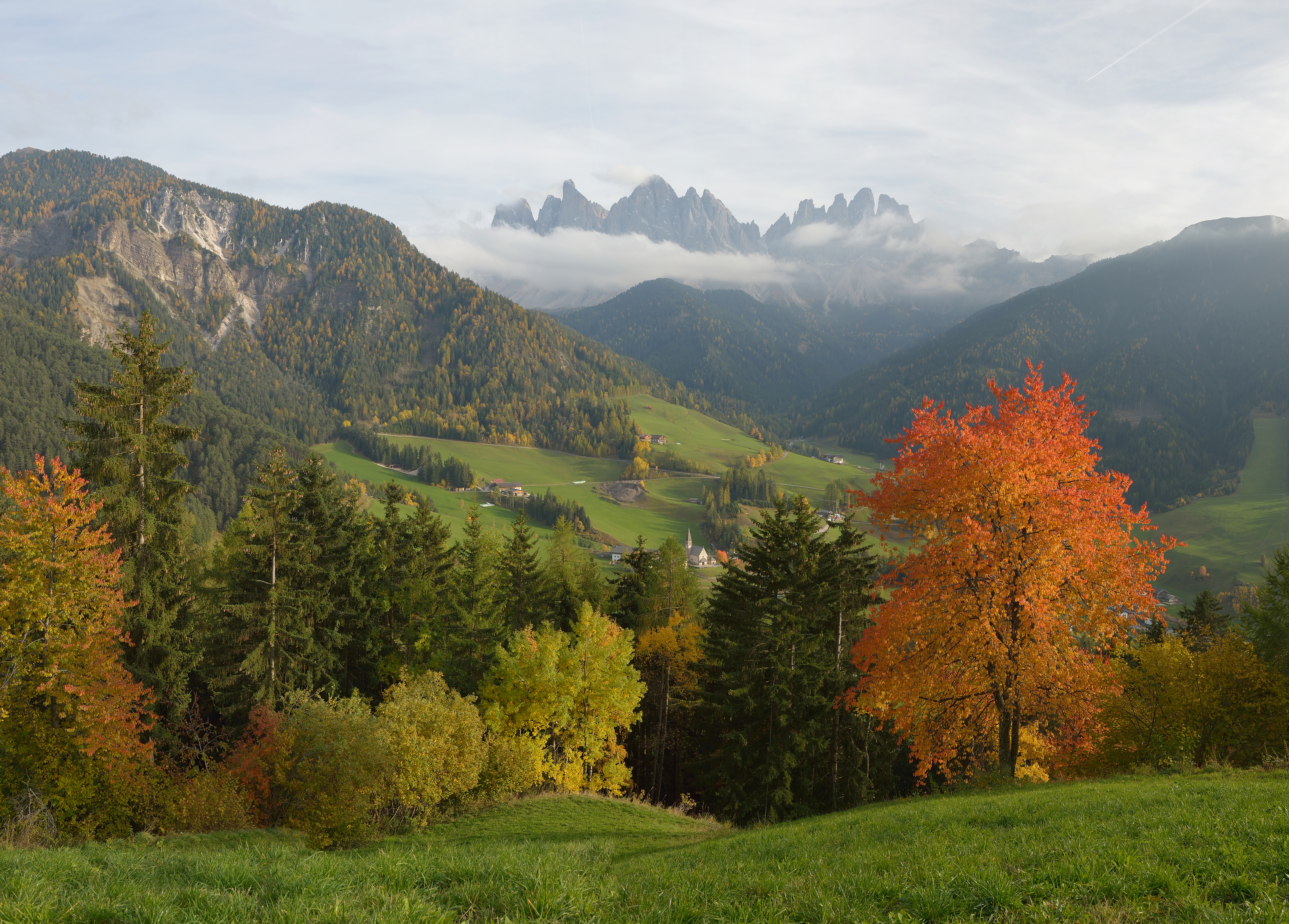
Herbst in Villnöß
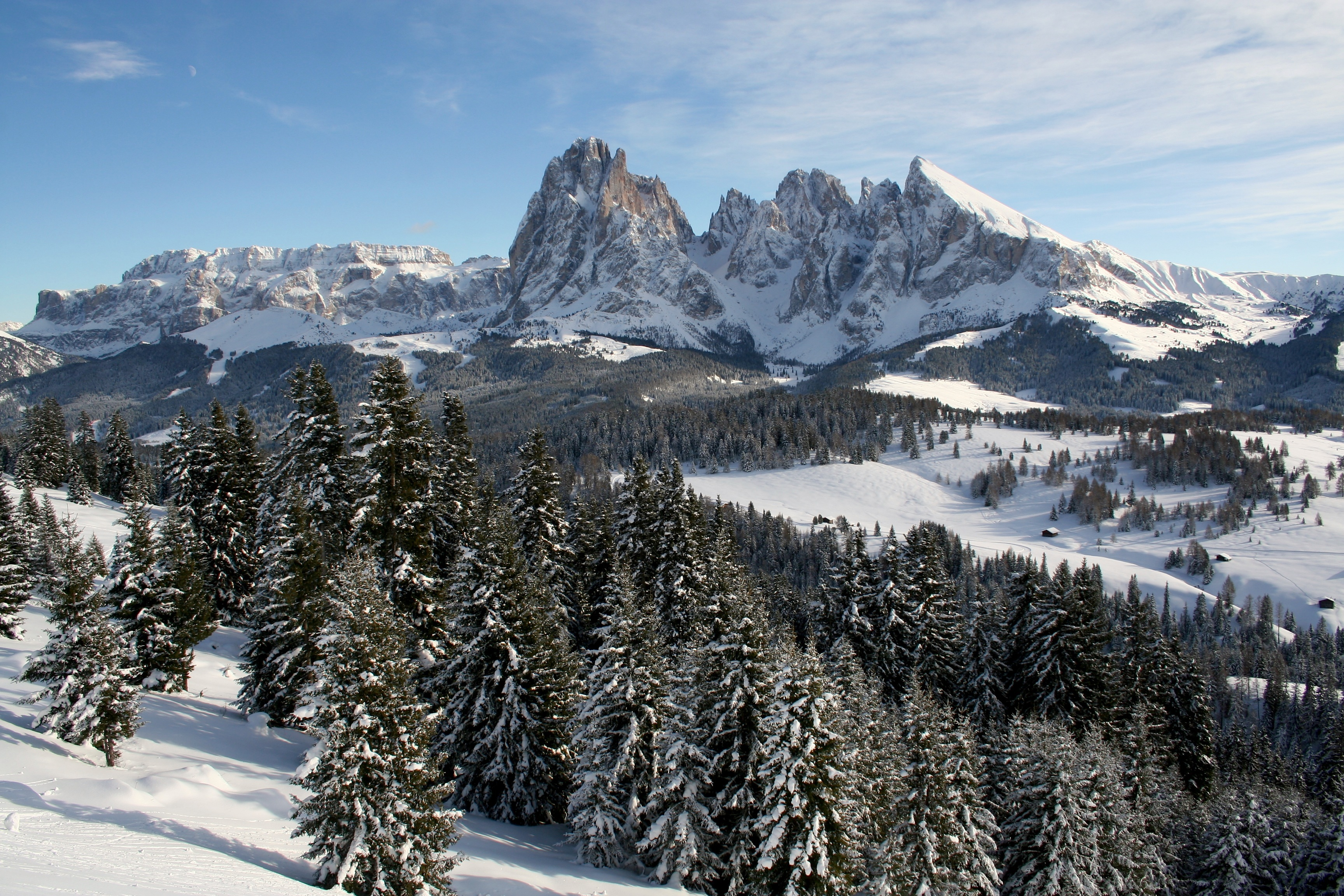
Winter in Gröden
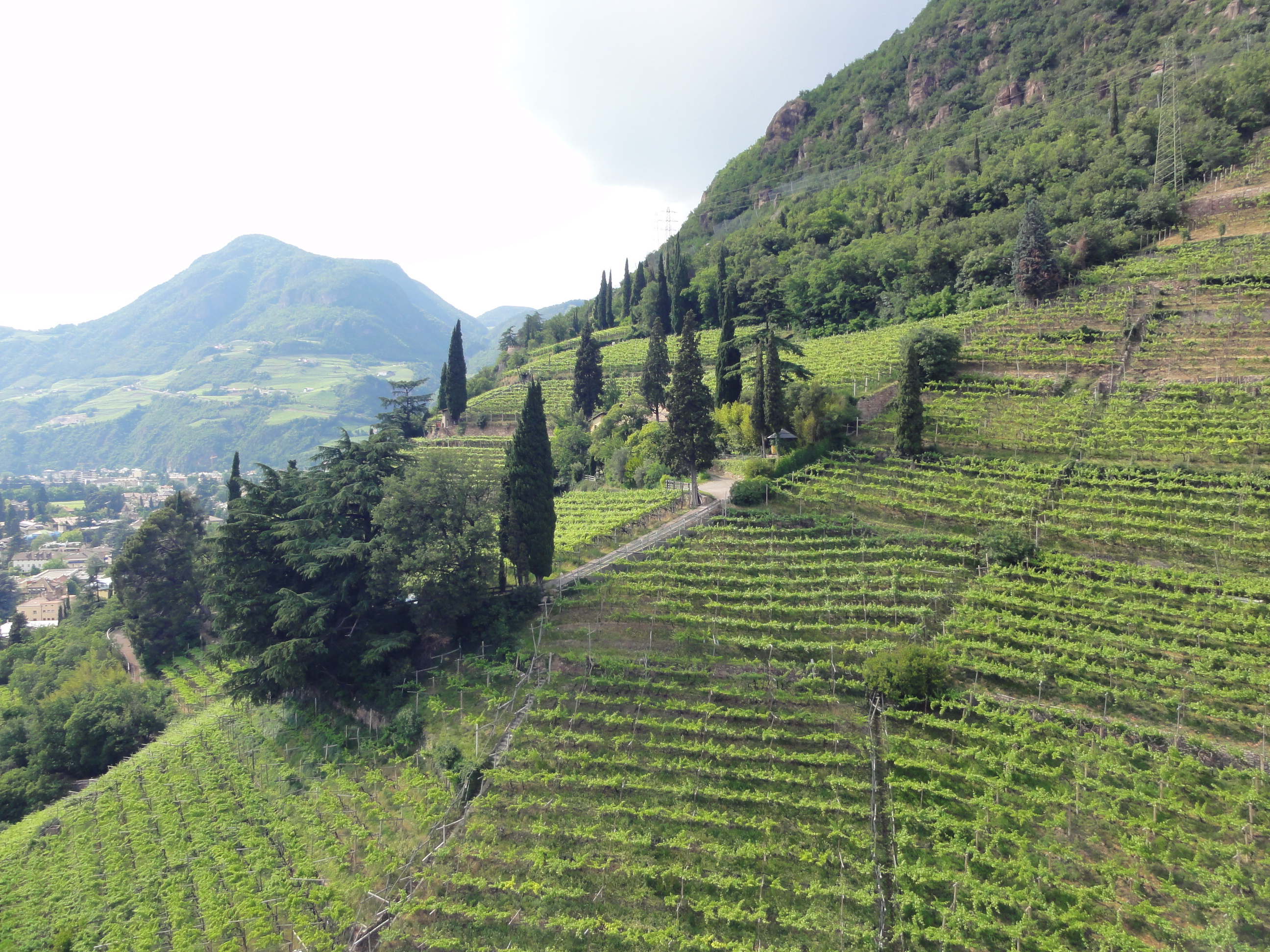
Weinberge in Bozen
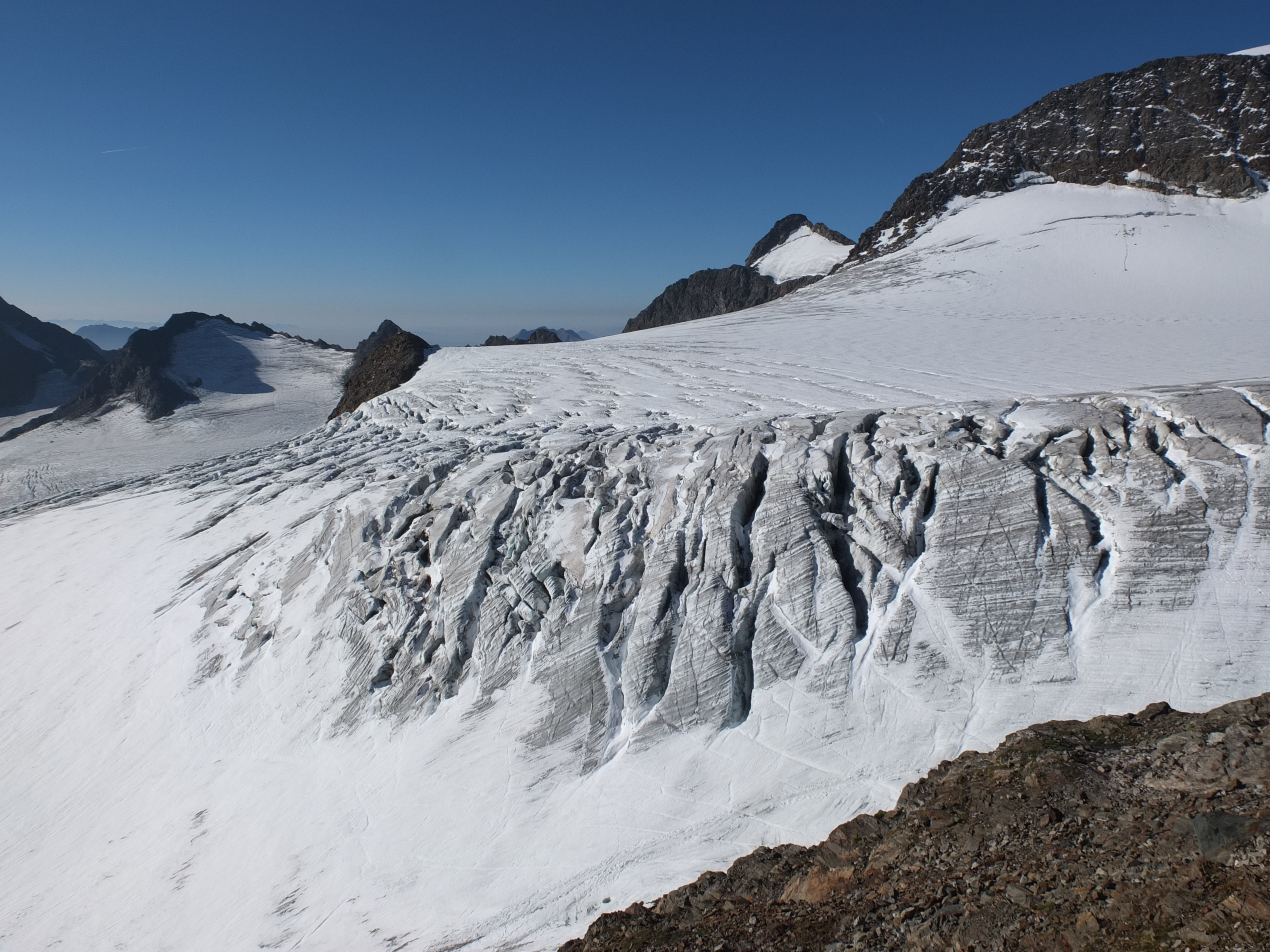
Übeltalferner am Alpenhauptkamm

### Gebirge
Südtirol hat gemäß der Alpenvereinsteilung Anteil an 13 Gebirgsgruppen der Ostalpen, von denen allerdings nur die Sarntaler Alpen zur Gänze innerhalb der Landesgrenzen liegen. Die übrigen zwölf sind (im Uhrzeigersinn im Westen beginnend): Sesvennagruppe, Ötztaler Alpen, Stubaier Alpen, Zillertaler Alpen, Venedigergruppe, Rieserfernergruppe, Villgratner Berge, Karnische Alpen, Dolomiten, Fleimstaler Alpen, Nonsberggruppe und Ortler-Alpen. Besonders prominent sind die Dolomiten, die in Teilen 2009 von der UNESCO als „Welterbe Dolomiten“ anerkannt wurden.
Obwohl vereinzelte Massive nahe an die 4000-m-Grenze heranreichen und eine starke Vergletscherung aufweisen (vor allem in den Ortler-Alpen und am Alpenhauptkamm), dominiert in Südtirol der Anteil von Bergen mit Höhen zwischen 2000 und 3000 m bei weitem. Unter der Vielzahl an Gipfeln ragen drei aufgrund ihrer alpinistischen oder kulturellen Bedeutung heraus: der Ortler (3905 m) als höchster Berg Südtirols, der Schlern (2563 m) als „Wahrzeichen“ des Landes und die Drei Zinnen (2999 m) als Zentrum des Alpinkletterns. Zu weiteren bekannten Bergen zählen u. a. die Königspitze (3851 m), die Weißkugel (3739 m), der Similaun (3599 m), die Hochwilde (3480 m), das Sarner Weißhorn (2705 m), der Hochfeiler (3509 m), die Dreiherrnspitze (3499 m), der Hochgall (3436 m), der Peitlerkofel (2875 m), der Langkofel (3181 m) und die Rosengartenspitze (2981 m).
Weiträumige Gebirgslandschaften, etwa 34 % der Gesamtfläche Südtirols, sind Almgebiete (darunter etwa die 57 km² große Seiser Alm). Diese liegen vorwiegend oberhalb der Waldgrenze und haben wichtige landwirtschaftliche, ökologische und inzwischen auch touristische Funktionen. Entlang der Haupttäler fallen die Gebirgsketten vielerorts über sanfte Terrassenlandschaften, die erdgeschichtliche Reste älterer Talsysteme darstellen, zu den Talböden ab; zwischen unwirtlichem Hochgebirge und ehemals versumpften oder tief eingeschnittenen Talgründen gelegen, kommt diesen als „Mittelgebirge“ bezeichneten Gegenden (darunter beispielsweise das Schlerngebiet) eine besondere siedlungsgeschichtliche Bedeutung zu.

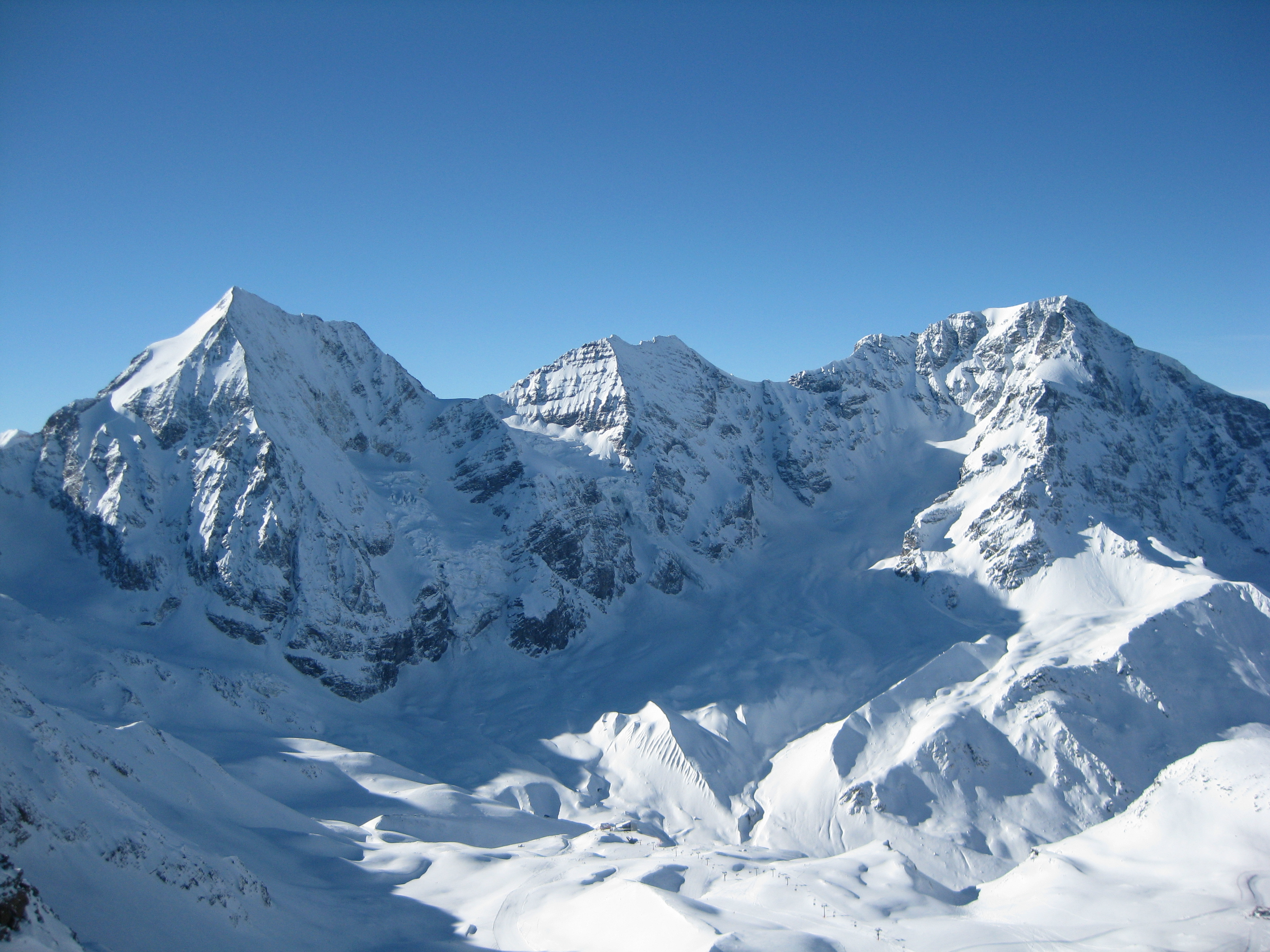
Königspitze, Zebrù und Ortler in den Ortler-Alpen
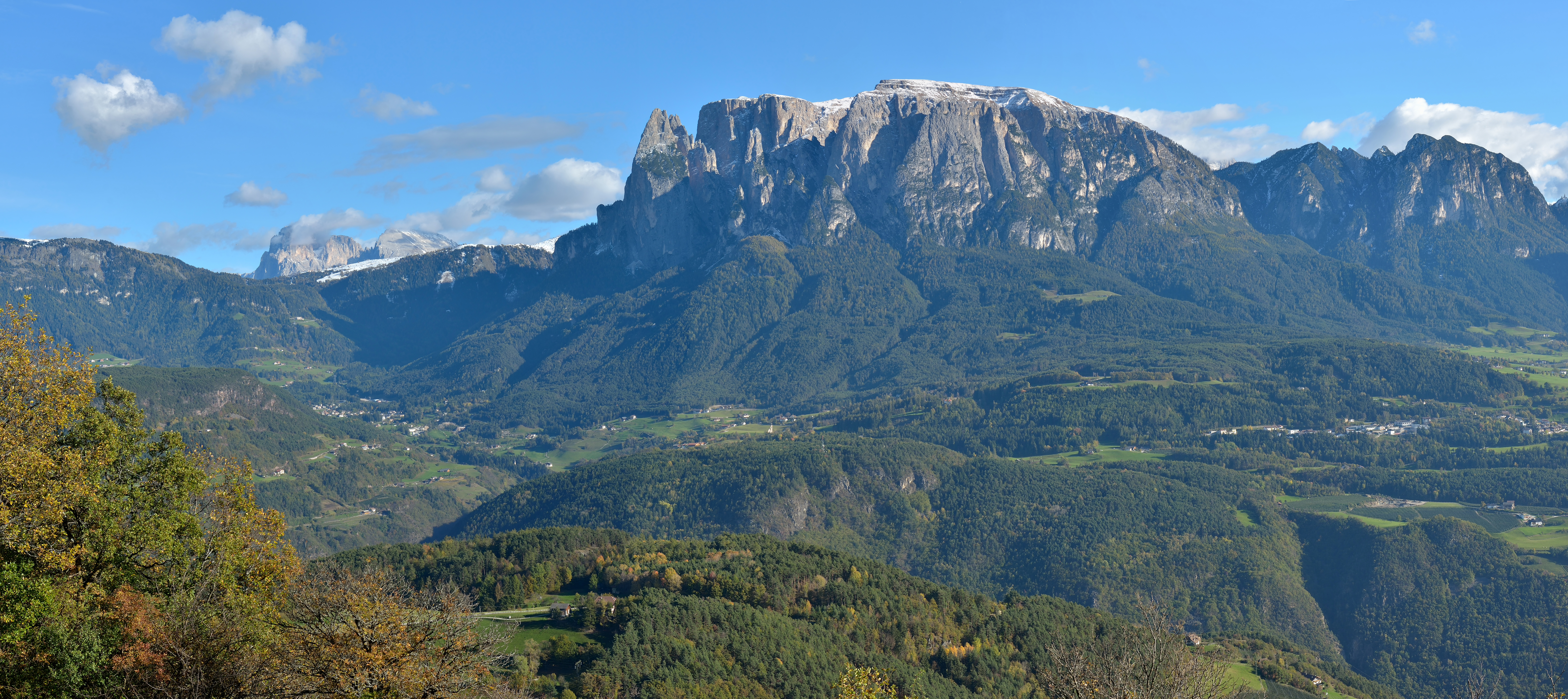
Schlern in den westlichen Dolomiten
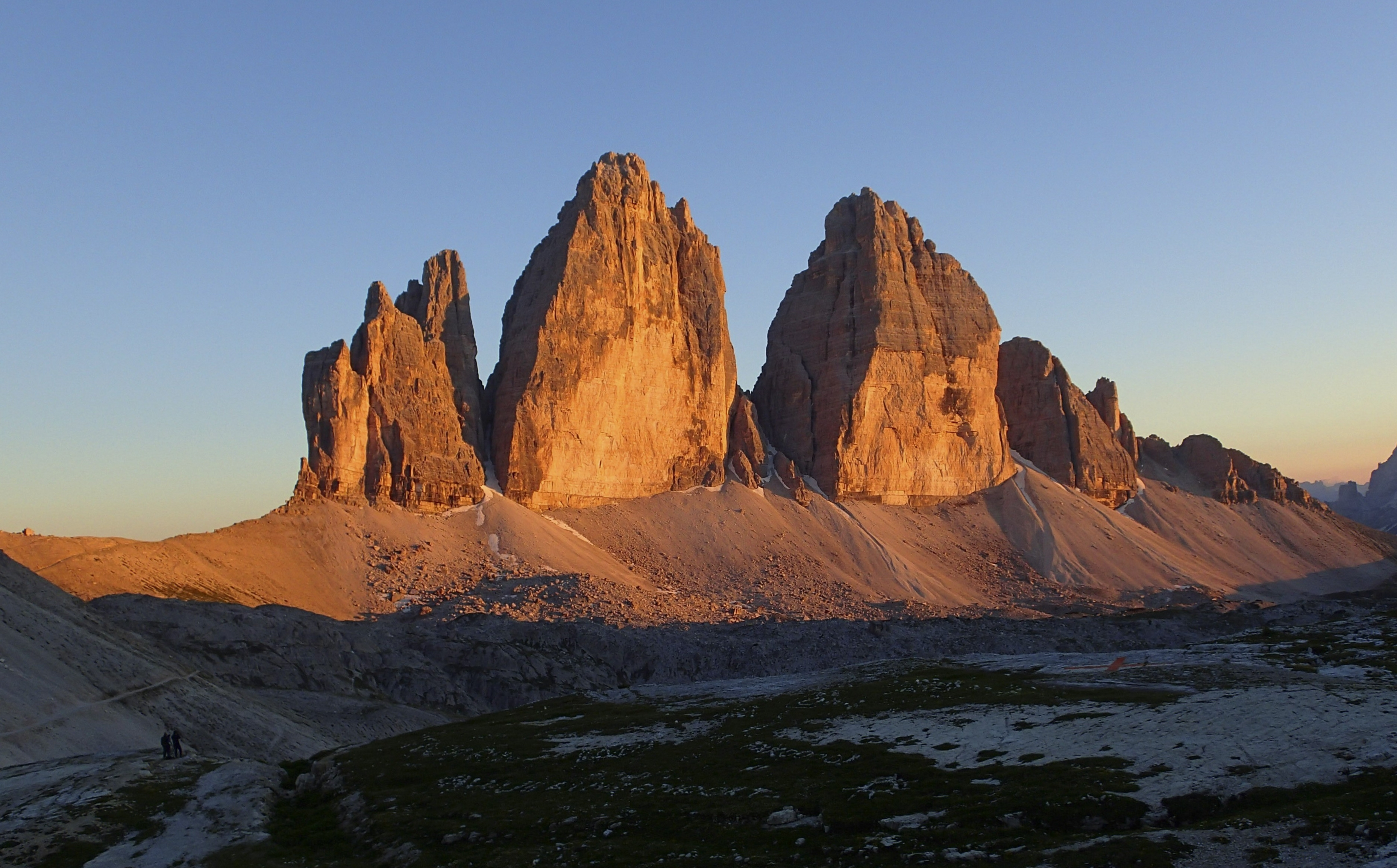
Drei Zinnen in den östlichen Dolomiten
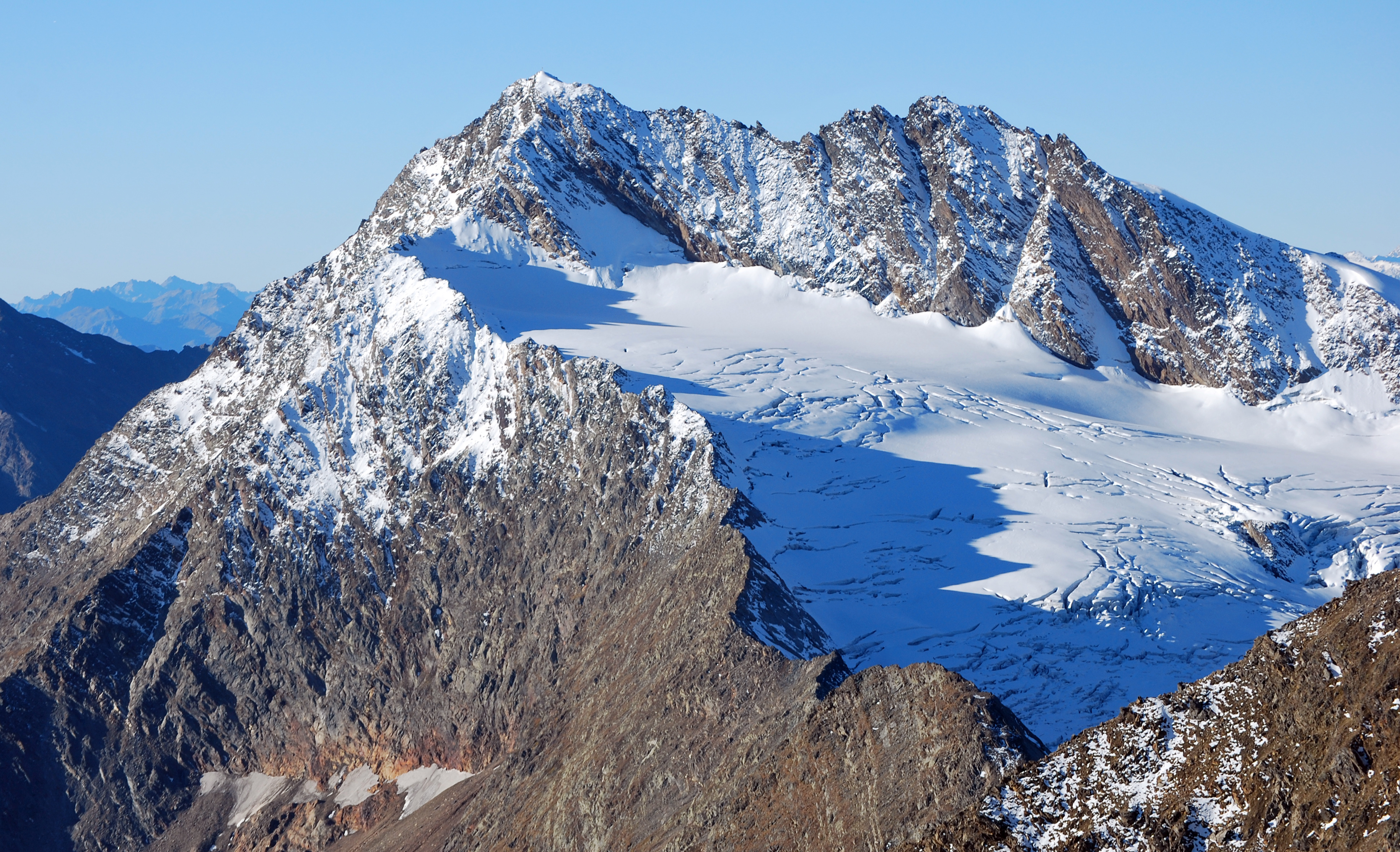
Hochwilde in den Ötztaler Alpen
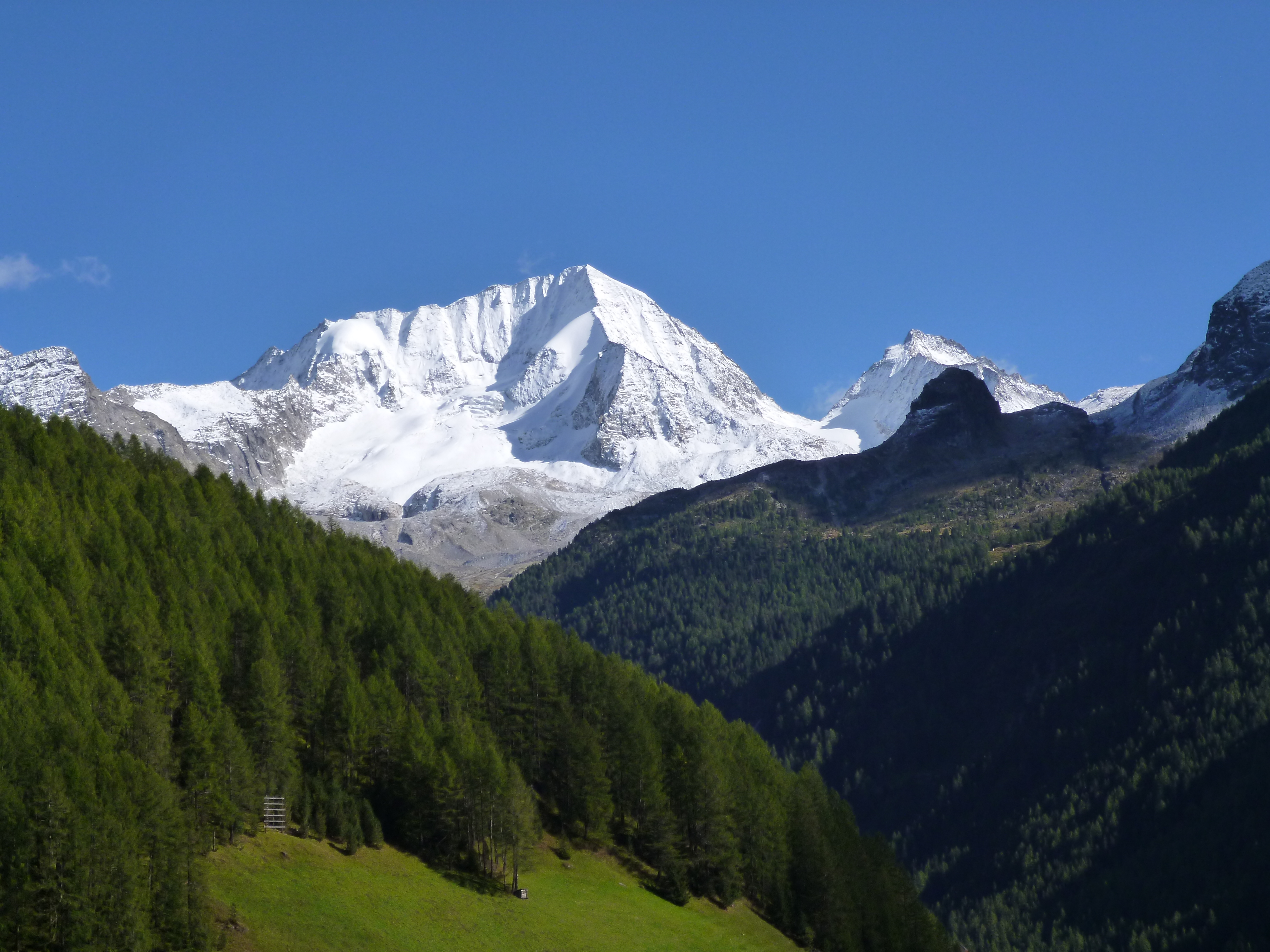
Hochgall in der Rieserfernergruppe

### Täler
Die drei großen Haupttäler Südtirols sind das Etschtal, das Eisacktal und das Pustertal, die vom eiszeitlichen Etschgletscher und seinen Zuflüssen ausgeformt wurden. Der höchstgelegene Teil des Etschtals im Westen Südtirols vom Reschen (1507 m) bis zur Töll (ca. 500 m) bei Meran wird Vinschgau genannt, der südlichste Abschnitt von Bozen bis zur Salurner Klause (207 m) in Überetsch und Unterland gegliedert. Von dort setzt sich das Etschtal in südliche Richtung fort, bis es bei Verona in der Po-Ebene aufgeht. Bei Bozen mündet das Eisacktal ins Etschtal. Das Eisacktal zieht sich von Bozen nordostwärts bis zur Franzensfeste, wo es in das Wipptal übergeht, das zunächst Richtung Nordwesten und dann Richtung Norden über den Brenner bis nach Innsbruck führt. Bei der Stadt Brixen trifft das Eisacktal auf das ostwärts streichende Pustertal, das an Bruneck vorbei und über den Toblacher Sattel (1210 m) bis nach Lienz reicht. Neben den drei großen Haupttälern gibt es in Südtirol noch eine große Anzahl von Nebentälern. Zu den bedeutenderen besiedelten Nebentälern zählen (von West nach Ost) u. a. Sulden, Schnals, Ulten, Passeier, Ridnaun, das Sarntal, Pfitsch, Gröden, das Gadertal, das Tauferer Ahrntal und Antholz.
Im gebirgigen Südtirol liegen etwa 64,5 % der Gesamtfläche des Landes oberhalb von 1500 m s.l.m. und lediglich 14 % unterhalb von 1000 m. Daher konzentriert sich ein Großteil der Bevölkerung auf verhältnismäßig geringe Flächen in den Tälern in Höhenlagen zwischen etwa 200 und 1200 m – überwiegend im Bereich ausgedehnter Schwemmkegel und breiter Talkessel. Die am dichtesten besiedelten Gebiete sind im Etschtal anzutreffen, wo sich mit Bozen, Meran und Leifers drei der vier größten Städte befinden. Die flachen Talböden werden vor allem landwirtschaftlich genutzt.

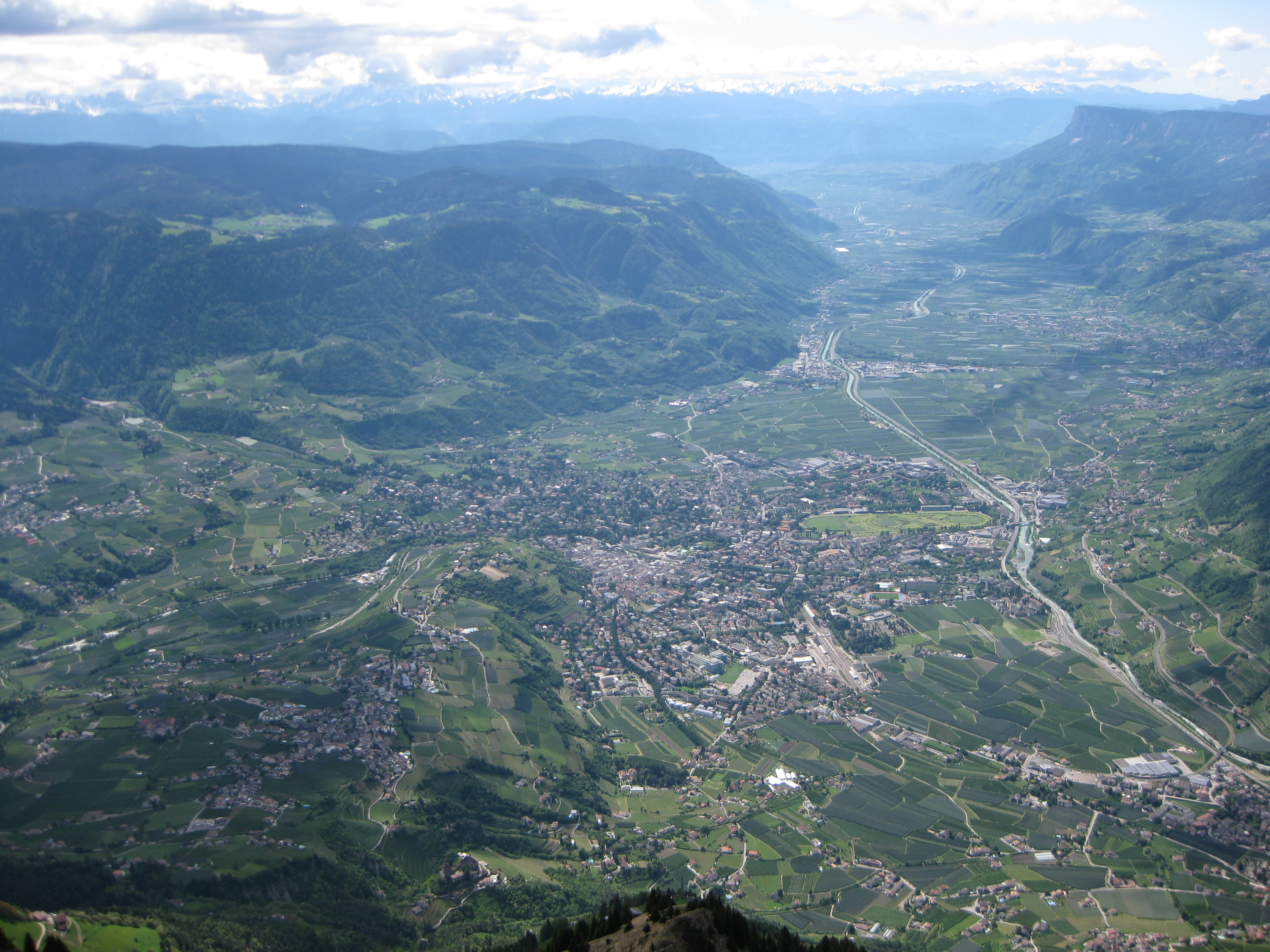
Etschtal bei Meran
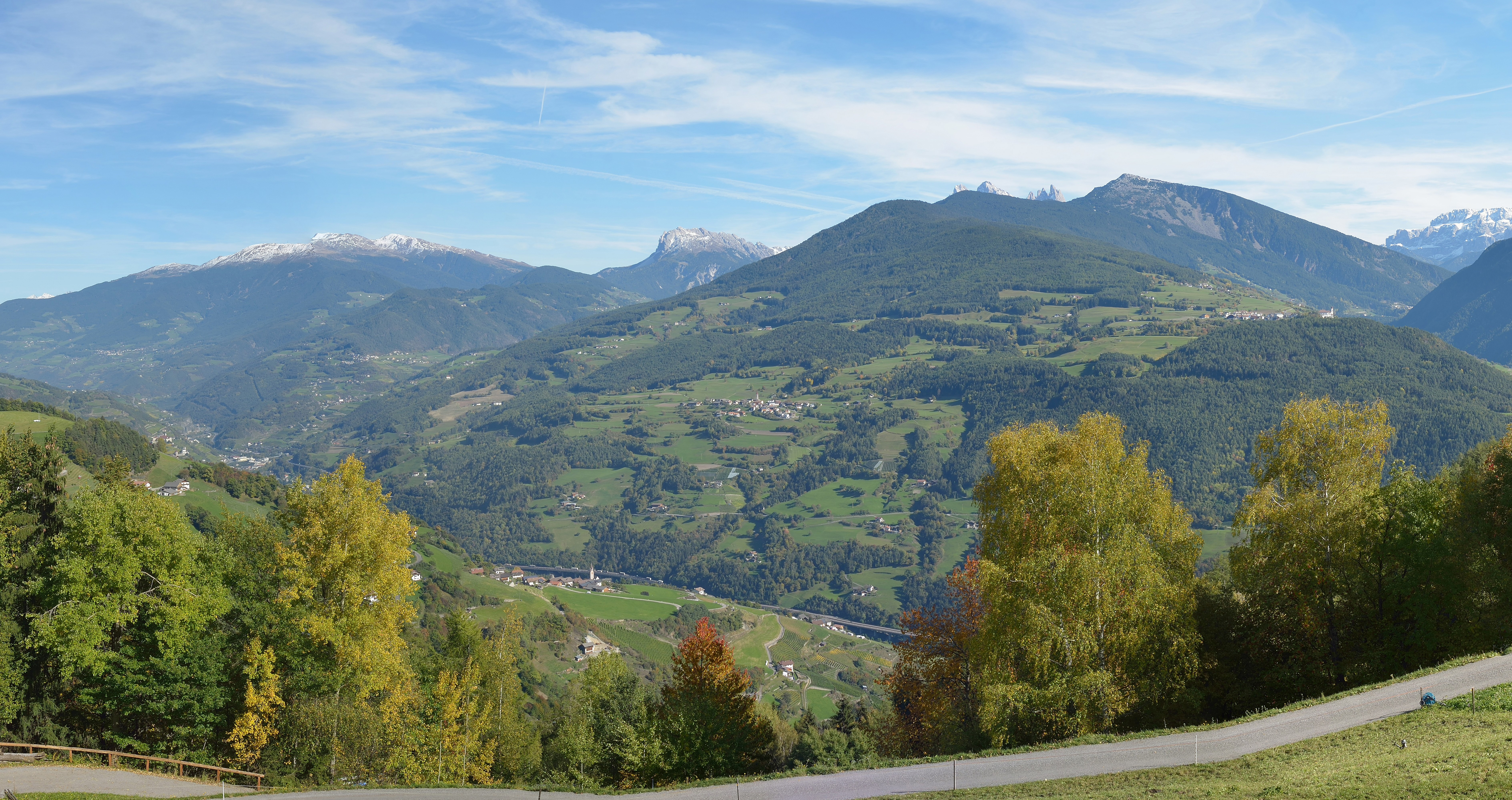
Eisacktal bei Barbian
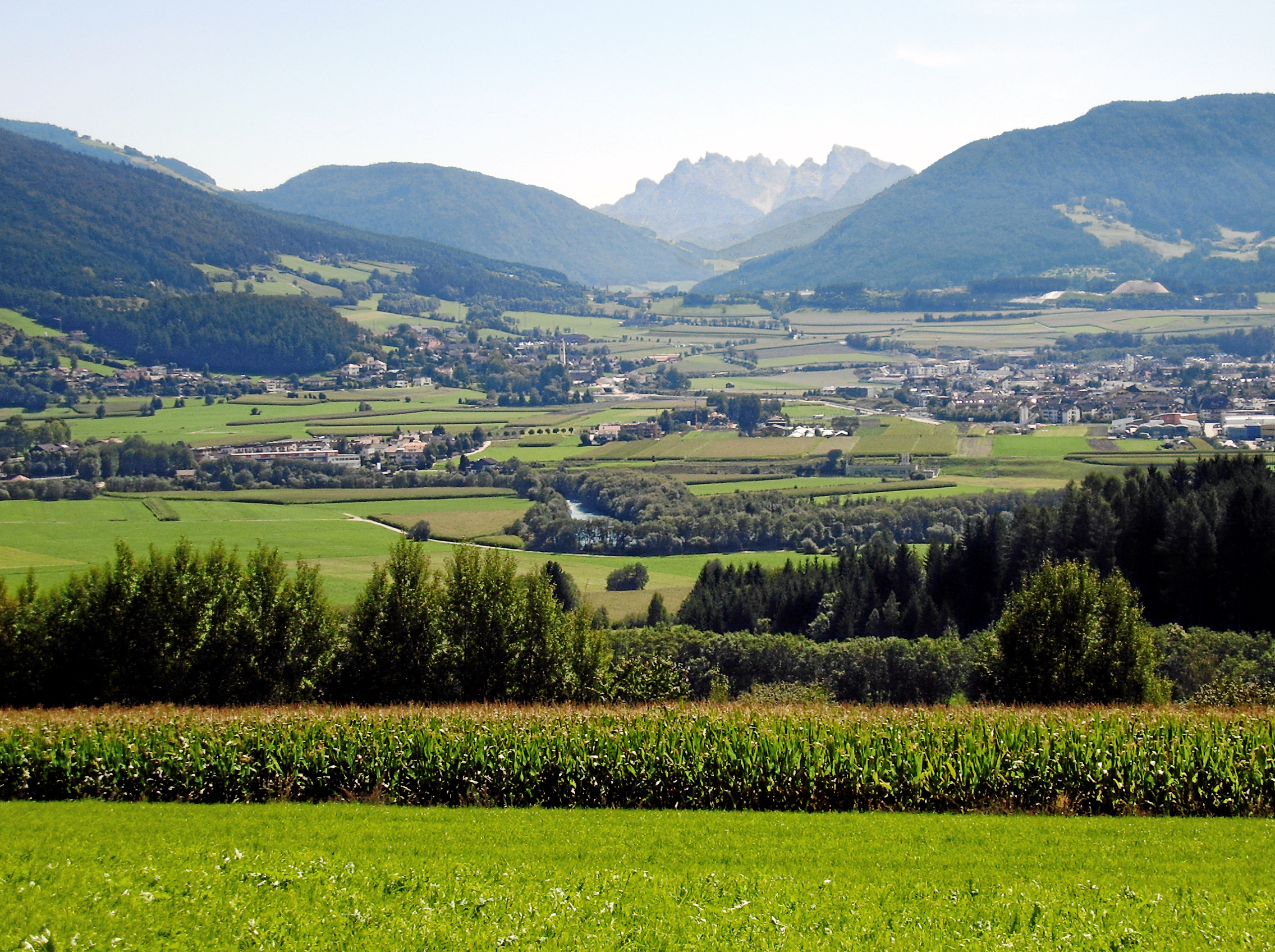
Pustertal bei Bruneck
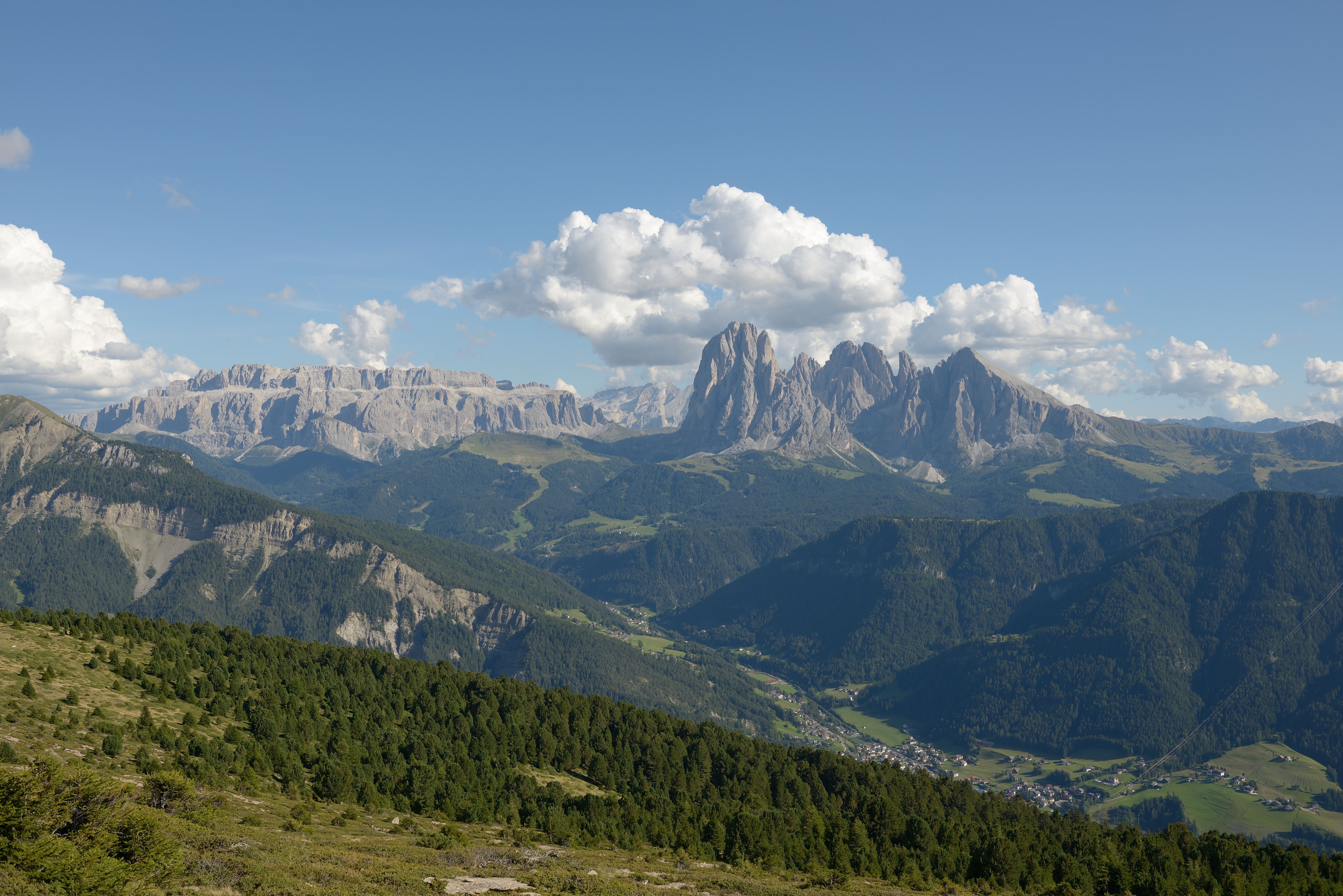
Gröden bei St. Ulrich
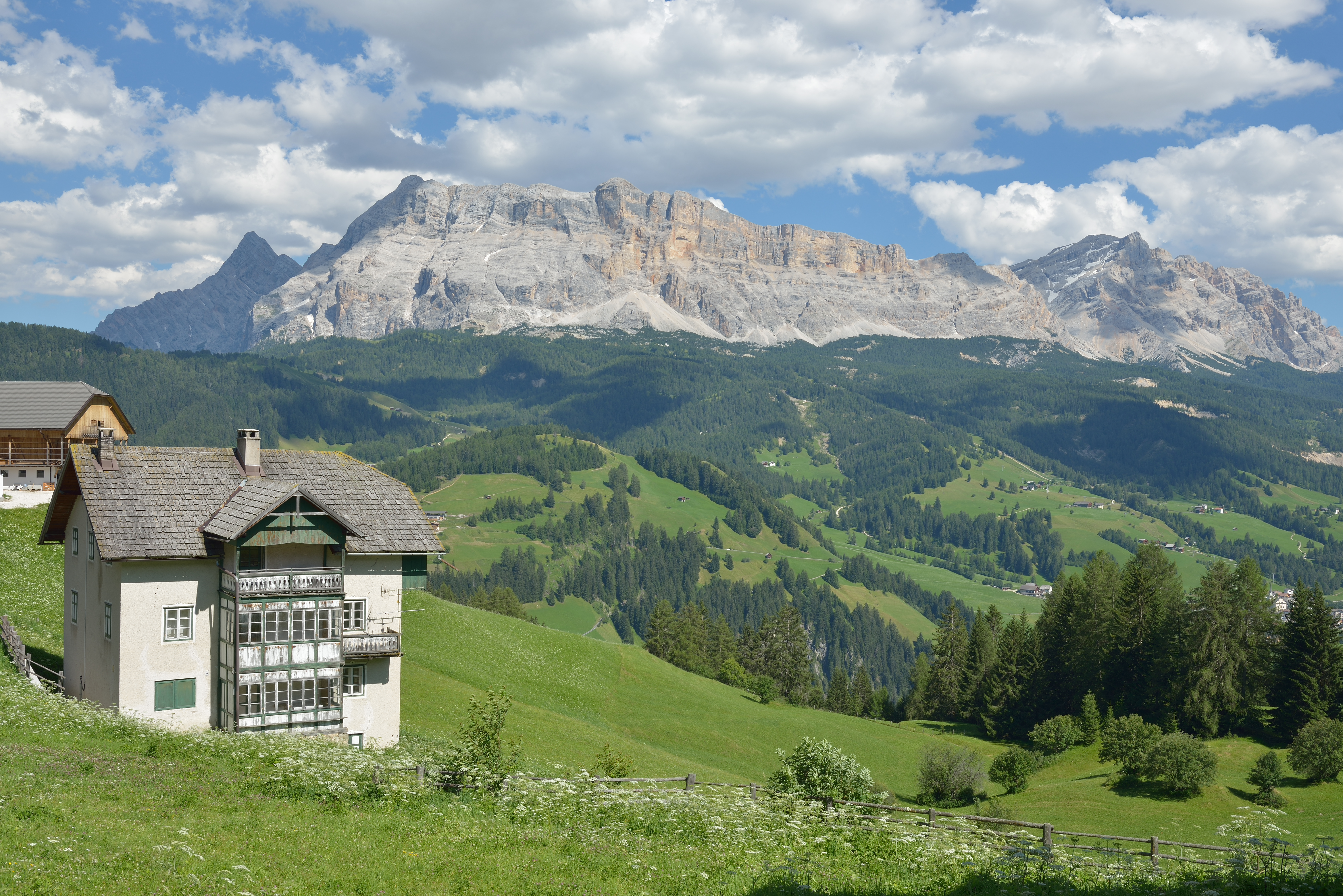
Gadertal bei Abtei

### Gewässer
Der bedeutendste Fluss Südtirols ist die Etsch, die am Reschenpass entspringt, bis zur Landesgrenze an der Salurner Klause eine Strecke von etwa 140 km zurücklegt und anschließend weiter Richtung Po-Ebene und zum Adriatischen Meer fließt. Die Etsch, deren insgesamt 415 km Länge in Italien allein vom Po übertroffen werden, entwässert 97 % der Landesfläche. Zu ihrem Flusssystem gehören auch der rund 100 km lange Eisack und die rund 80 km lange Rienz, die beiden nächstgrößten Flüsse Südtirols. Gespeist werden sie durch zahlreiche Flüsse und Bäche der Nebentäler. Unter den bedeutendsten Zubringern kann man etwa die Plima, die Passer, die Falschauer, die Talfer, die Ahr und die Gader nennen. Die übrigen 3 % der Landesfläche werden durch die Flusssysteme der Drau und des Inn zum Schwarzen Meer bzw. durch das Flusssystem des Piave zur Adria hin entwässert.
In Südtirol gibt es 176 natürliche Seen mit einer Fläche von mehr als einem halben Hektar, der Großteil davon über 2000 m hoch gelegen. Nur 13 natürliche Seen sind größer als 5 ha, lediglich drei davon liegen unterhalb von 1000 m Höhe: der Kalterer See (215 m), der Große (492 m) und der Kleine Montiggler See (514 m). Zu den für die Energieerzeugung genutzten Stauseen in Südtirol zählen u. a. der Reschensee (1498 m), der mit 523 ha Fläche das größte stehende Gewässer Südtirols bildet, der Zufrittsee (1850 m) und der Arzkarsee (2250 m).
Zu den vom Land Südtirol ausgewiesenen Naturdenkmälern gehören zahlreiche hydrologische Objekte, darunter Bachläufe, Wasserfälle, Moore, Gletscher und Bergseen wie der Pragser Wildsee (1494 m), der Karersee (1519 m) oder die Spronser Seen (2117–2589 m).

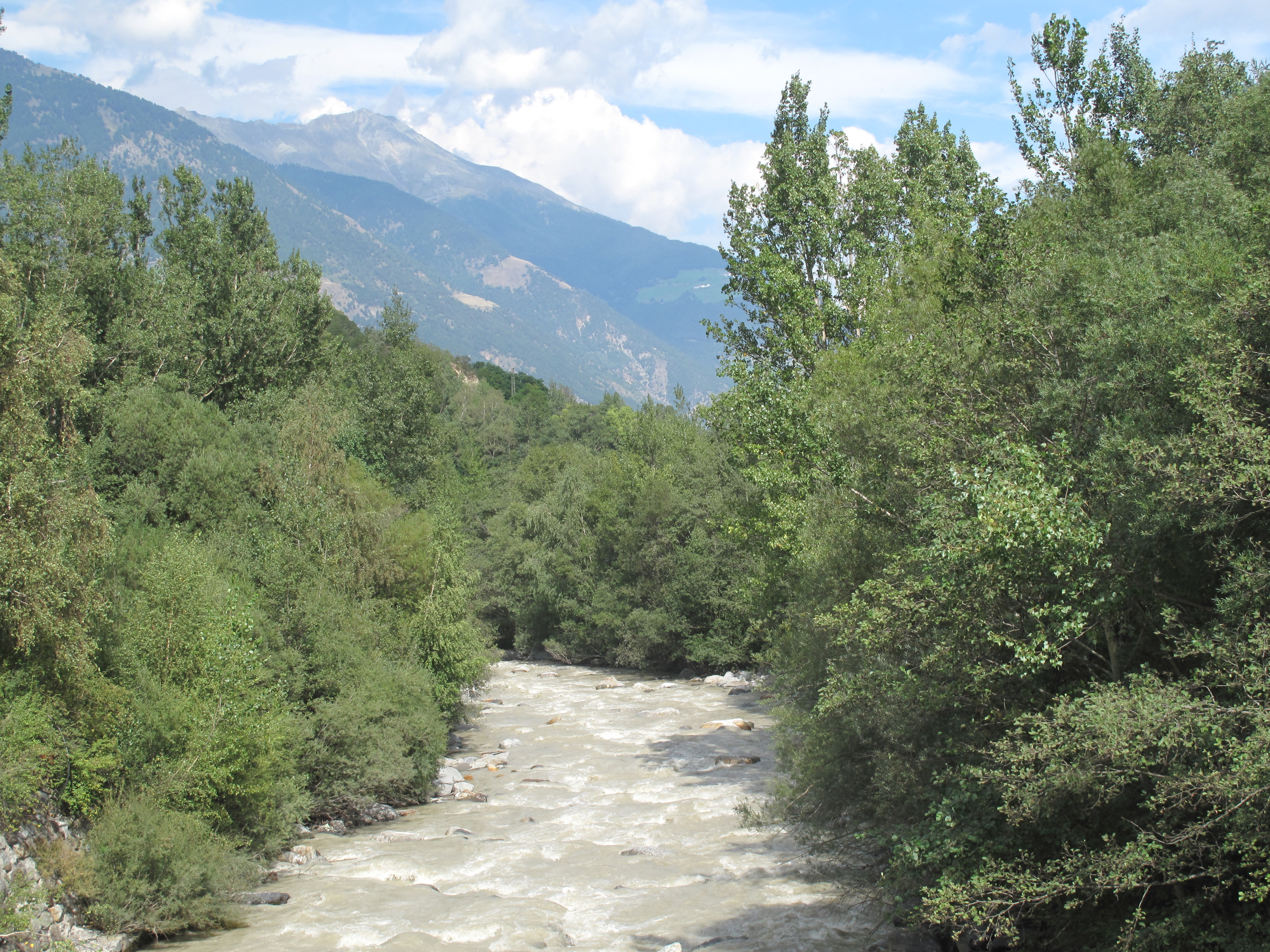
Oberlauf der Etsch im Vinschgau
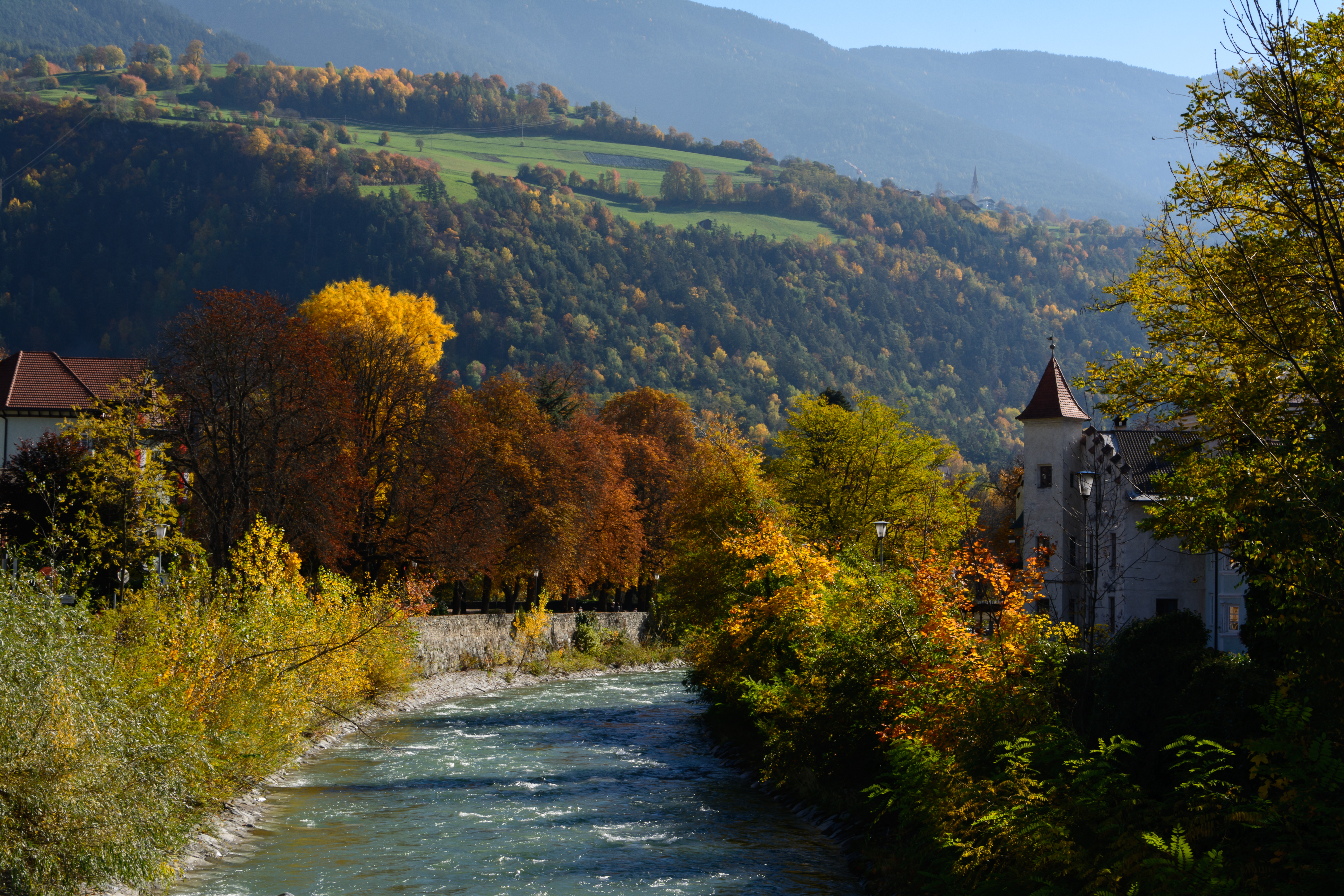
Eisack in Brixen
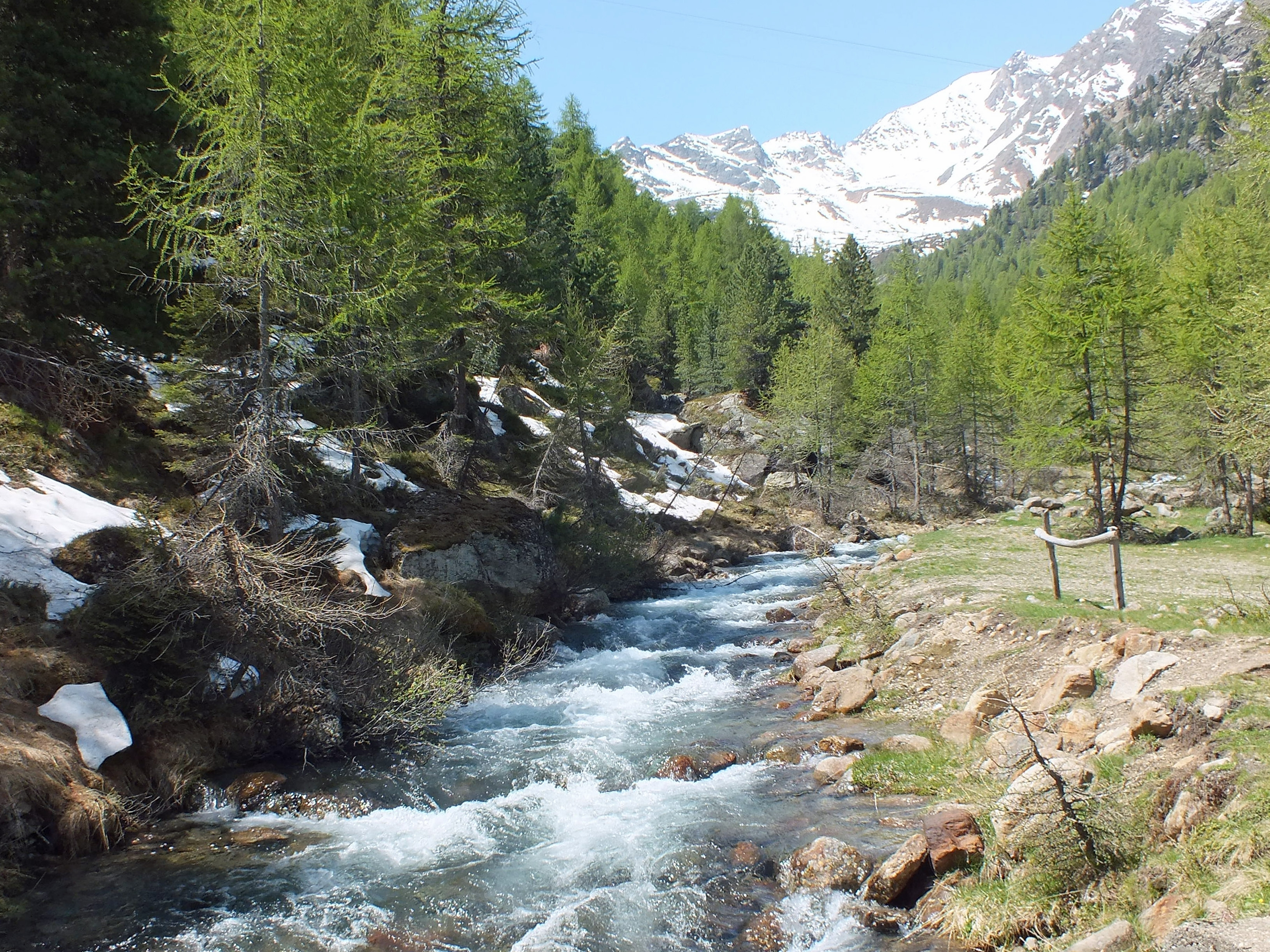
Falschauer in Ulten
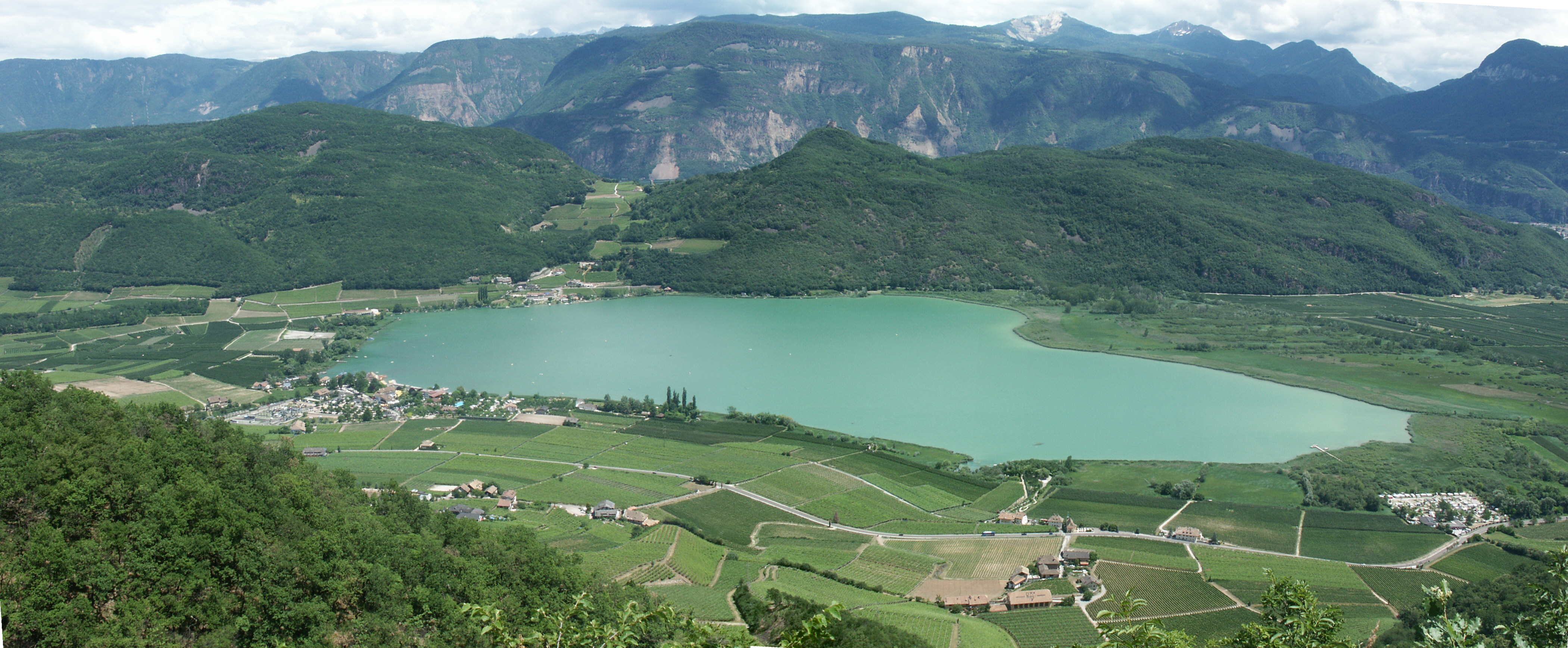
Kalterer See im Überetsch
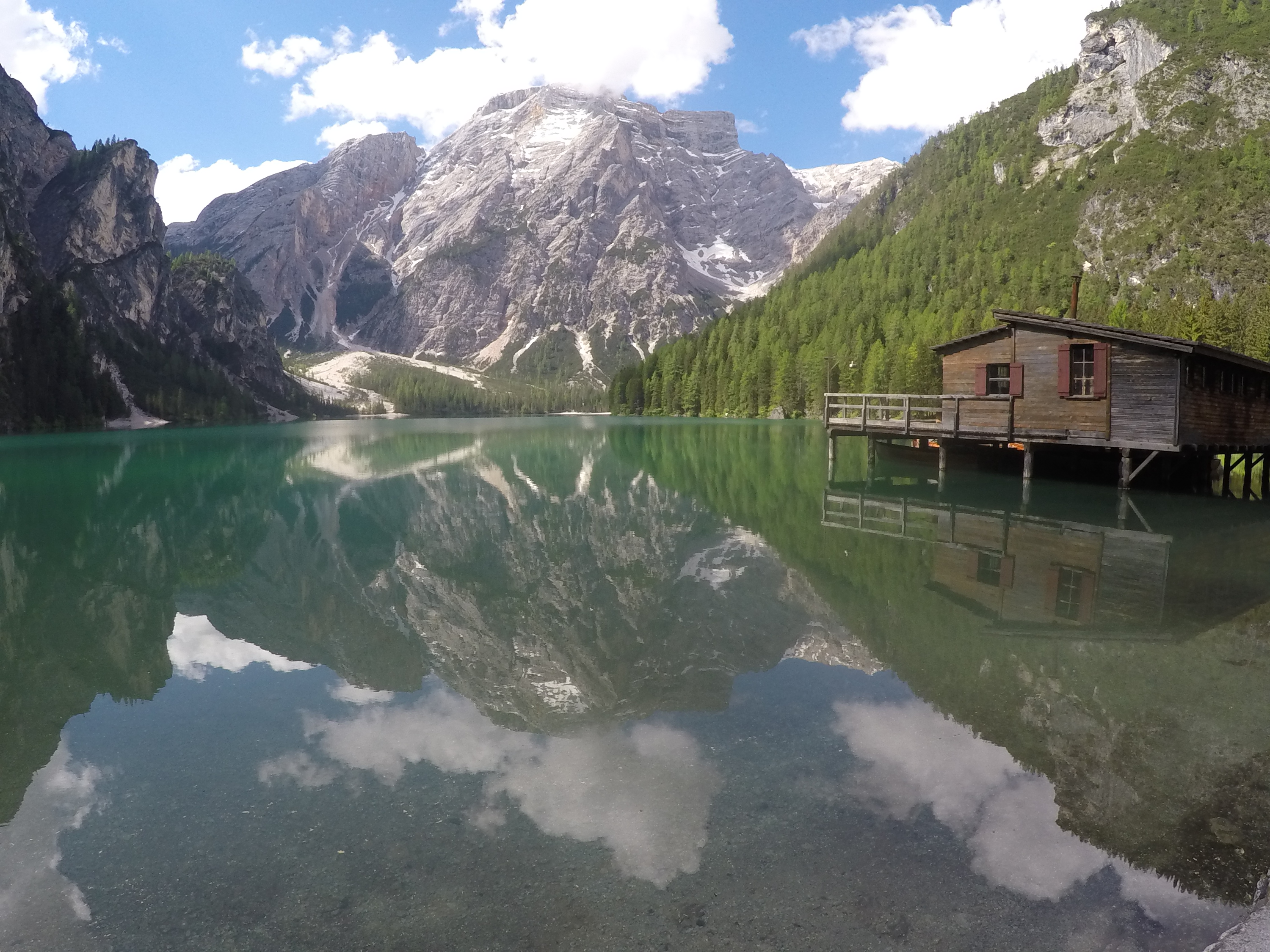
Pragser Wildsee in Prags

### Vegetation
Etwa 50 % der Südtiroler Landesfläche sind bewaldet, weitere 40 % liegen oberhalb von 2000 m und somit großteils jenseits der Waldgrenze, die zwischen 1900 und 2200 m variiert. Jeweils mehr als die Hälfte der gesamten Waldfläche liegt in über 20° geneigtem Gelände und in Höhenlagen zwischen 1200 und 1800 m. Etwa 24 % der Waldfläche sind als Siedlungen, Verkehrswege und sonstige menschliche Infrastrukturen bewahrender Schutzwald klassifizierbar. Eine Hemerobie-Studie aus dem Jahr 1997 stufte die Südtiroler Wälder zu etwa 35 % als naturnah oder natürlich, zu etwa 41 % als mäßig verändert und zu etwa 24 % als stark verändert oder künstlich ein.
Die flachen Talgründe waren ursprünglich vollständig mit Auwäldern bedeckt, von denen sich nur noch sehr kleine Reste entlang der Flüsse erhalten haben. Die restlichen Flächen sind Siedlungen und landwirtschaftlichem Nutzgebiet gewichen. An den Talhängen finden sich bis auf Höhen von 800 oder 900 m submediterrane Laubmischwälder, die vorwiegend durch wärmeliebende Manna-Eschen, Hopfenbuchen, Zürgelbäume, Edelkastanien und Flaumeichen charakterisiert werden. Ab etwa 600 m können stattdessen (seltener) Rotbuchenwälder oder schwierige und karge Standorte besiedelnde Kiefernwälder auftreten. In Höhenlagen zwischen 800 und 1500 m sind Fichten-Tannenwälder anzutreffen, zwischen 900 und 2000 m herrschen montane und subalpine Fichtenwälder vor. Letztere sind oftmals mit Baumarten wie Lärchen, Vogelbeeren, Weiß-Kiefern und Zirben durchmischt. Die Lärchen- und Zirbenwälder am oberen Rand des Waldgürtels nehmen verhältnismäßig geringe Flächenanteile ein. Jenseits der Waldgrenze bestimmen subalpine Zwergstrauchgesellschaften, alpine Rasen und zuletzt alpine Tundra als Vegetationstypen das Landschaftsbild.

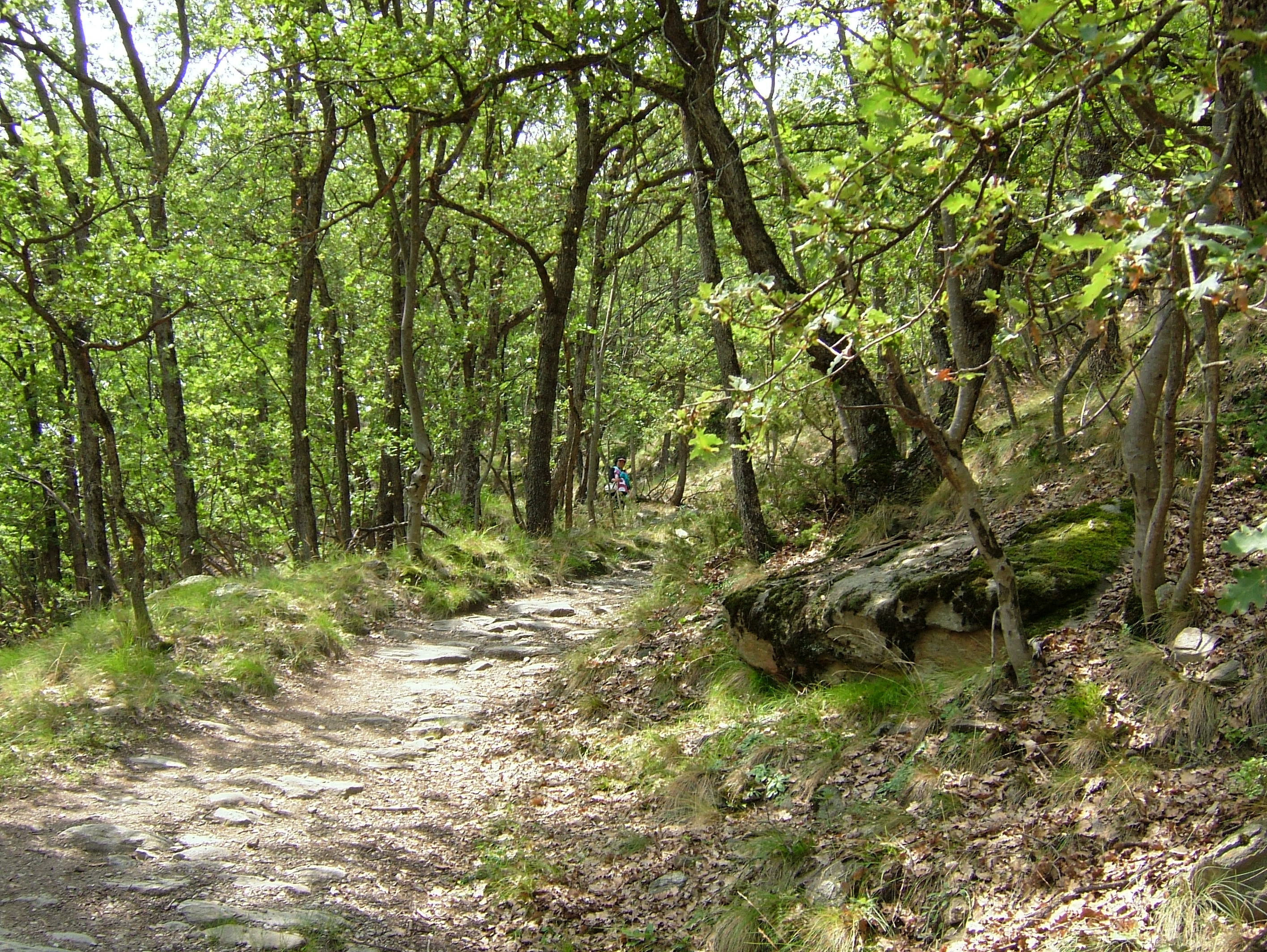
Laubmischwald am Vinschger Sonnenberg
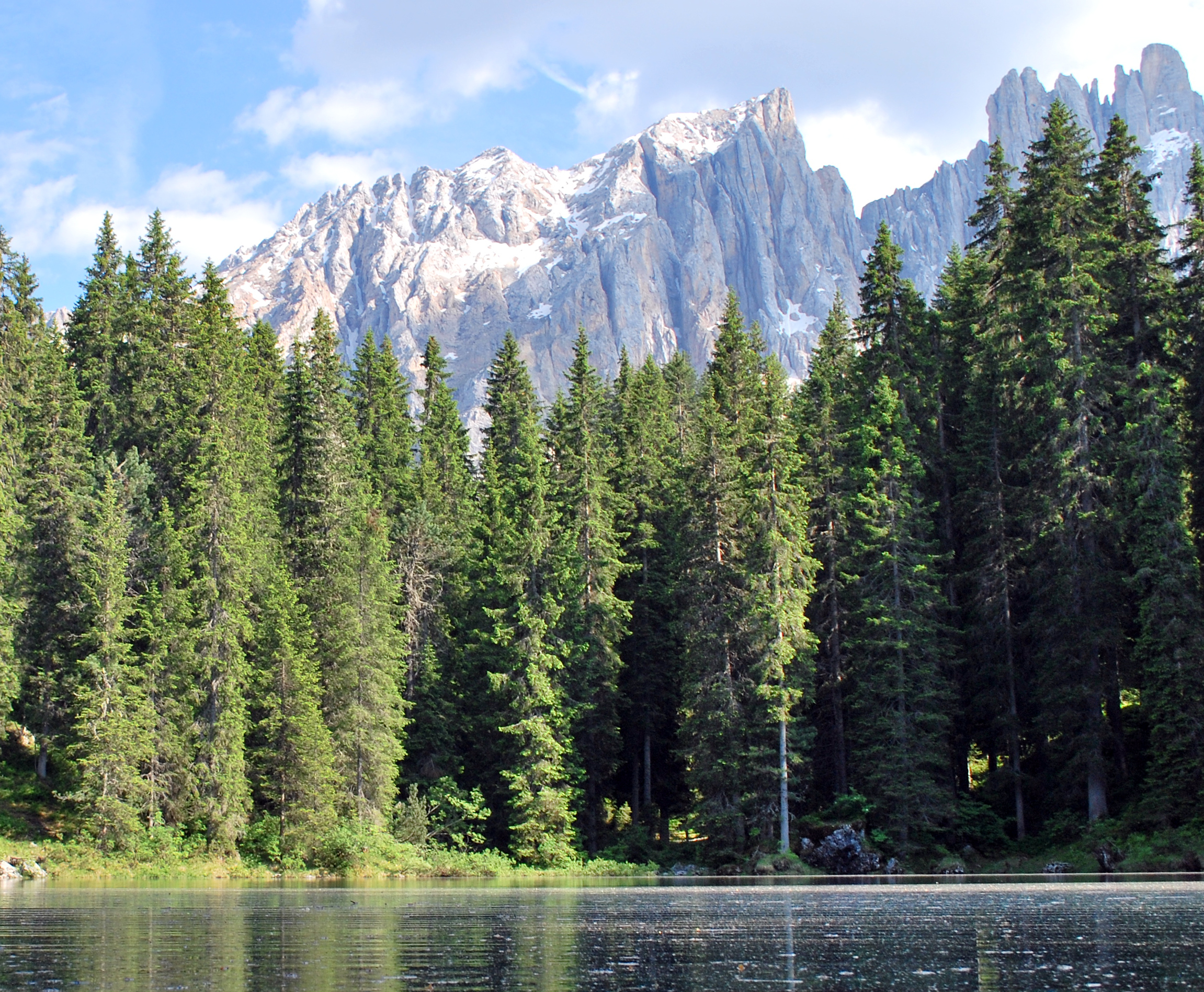
Fichten- und Tannenbestände im Latemarwald
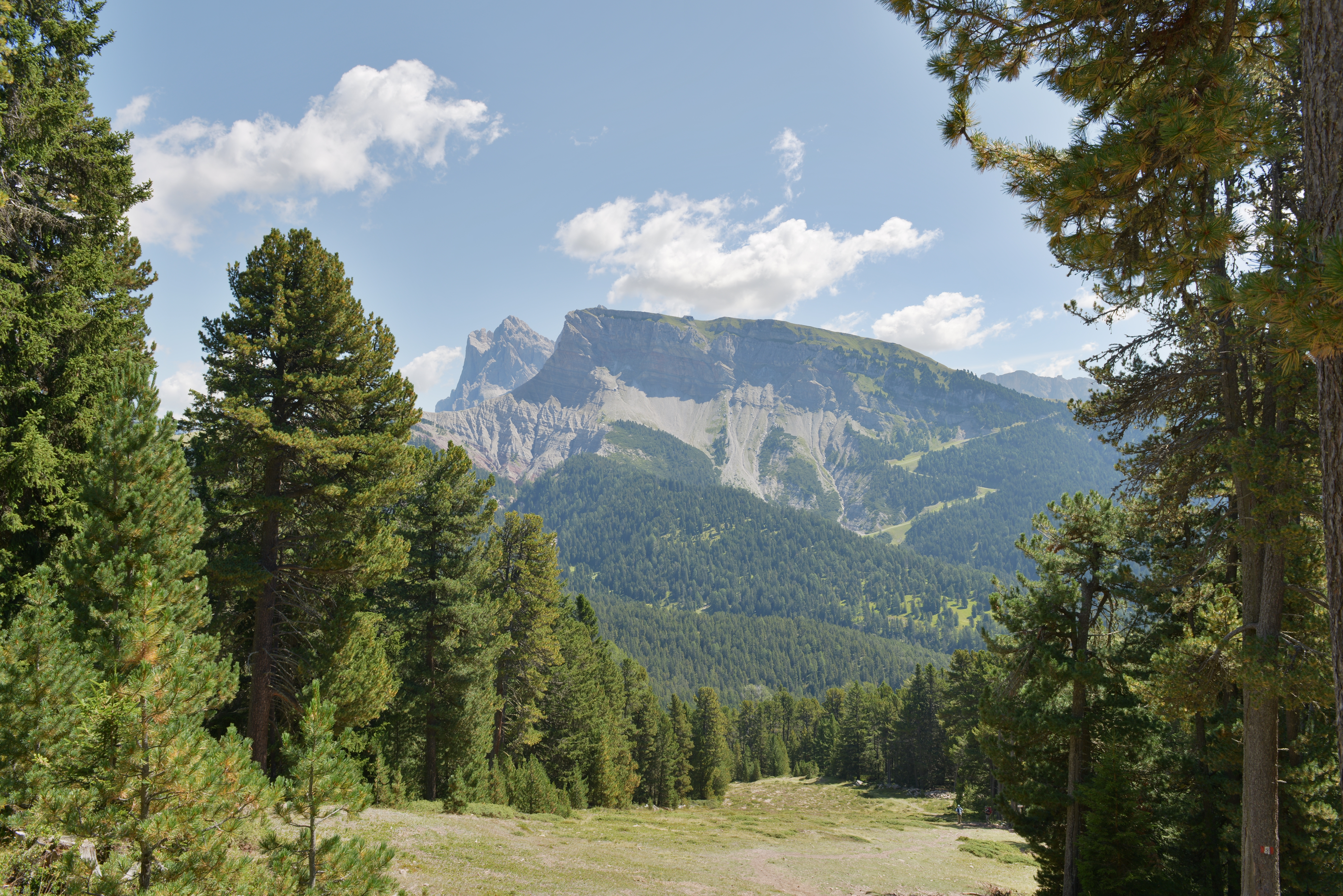
Zirben- und Lärchenbestände im Raschötzer Wald
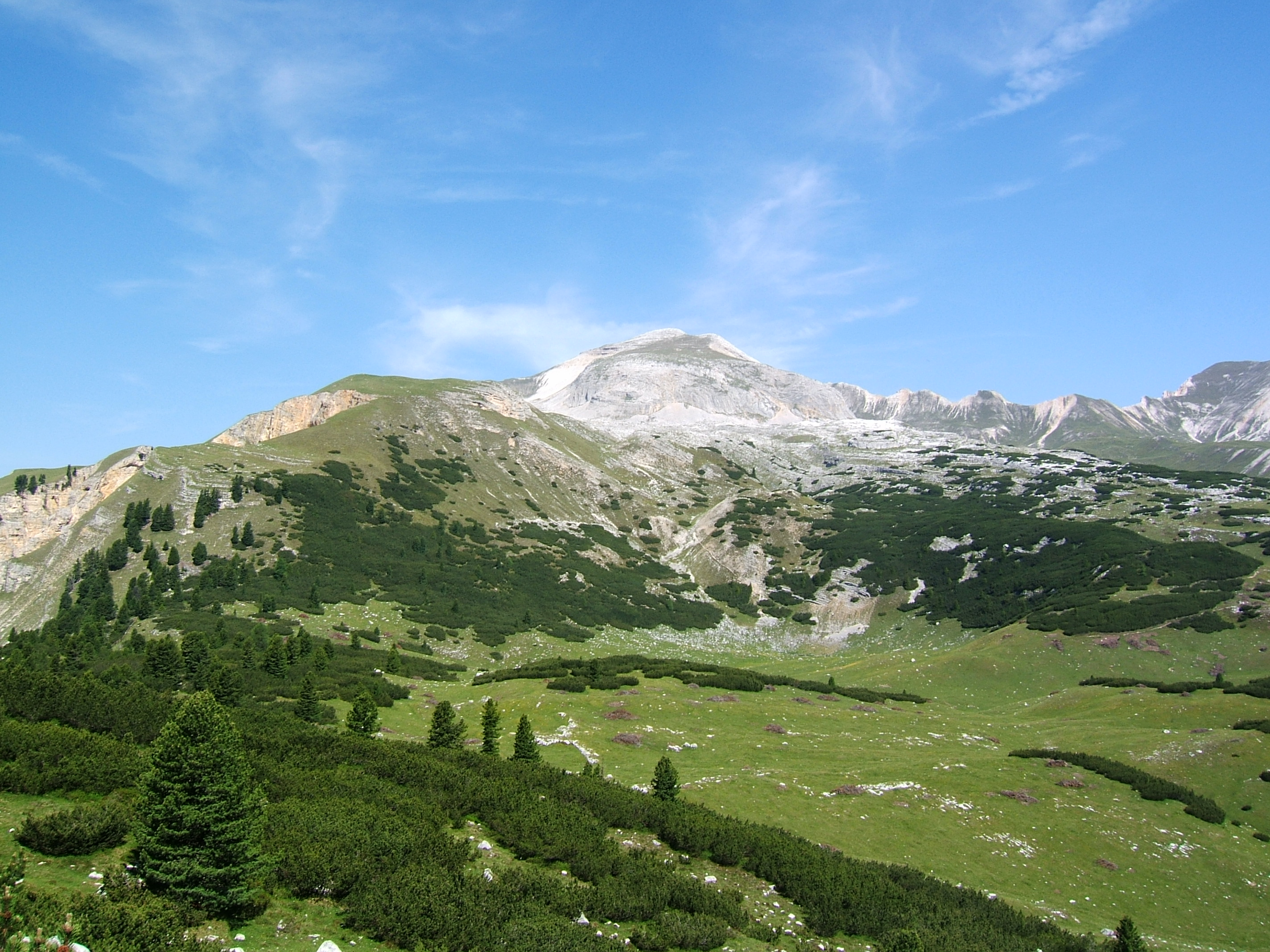
Zwergsträucher am Muntejela de Senes
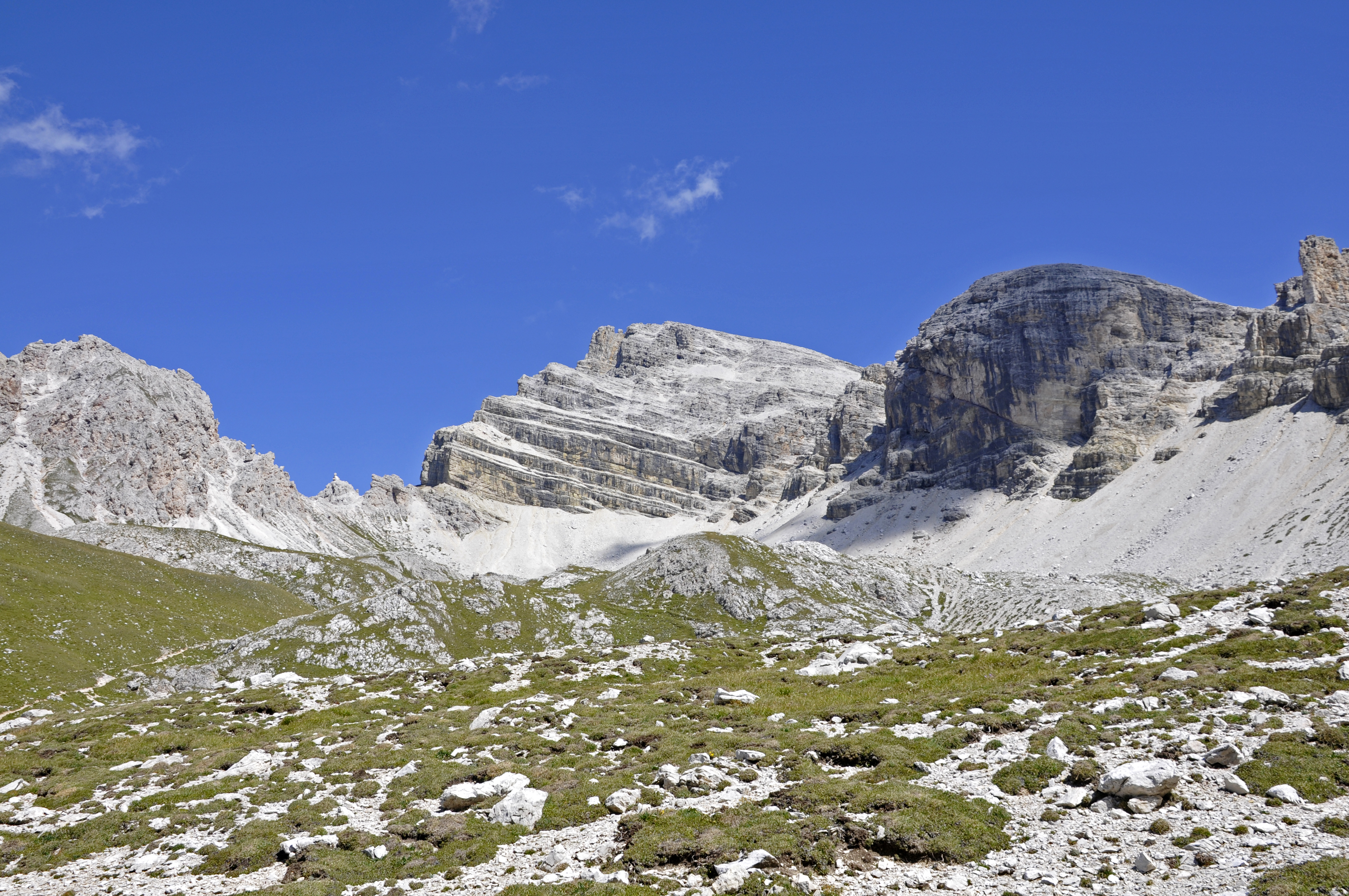
Alpine Rasen am Piz Duleda

### Flora und Fauna

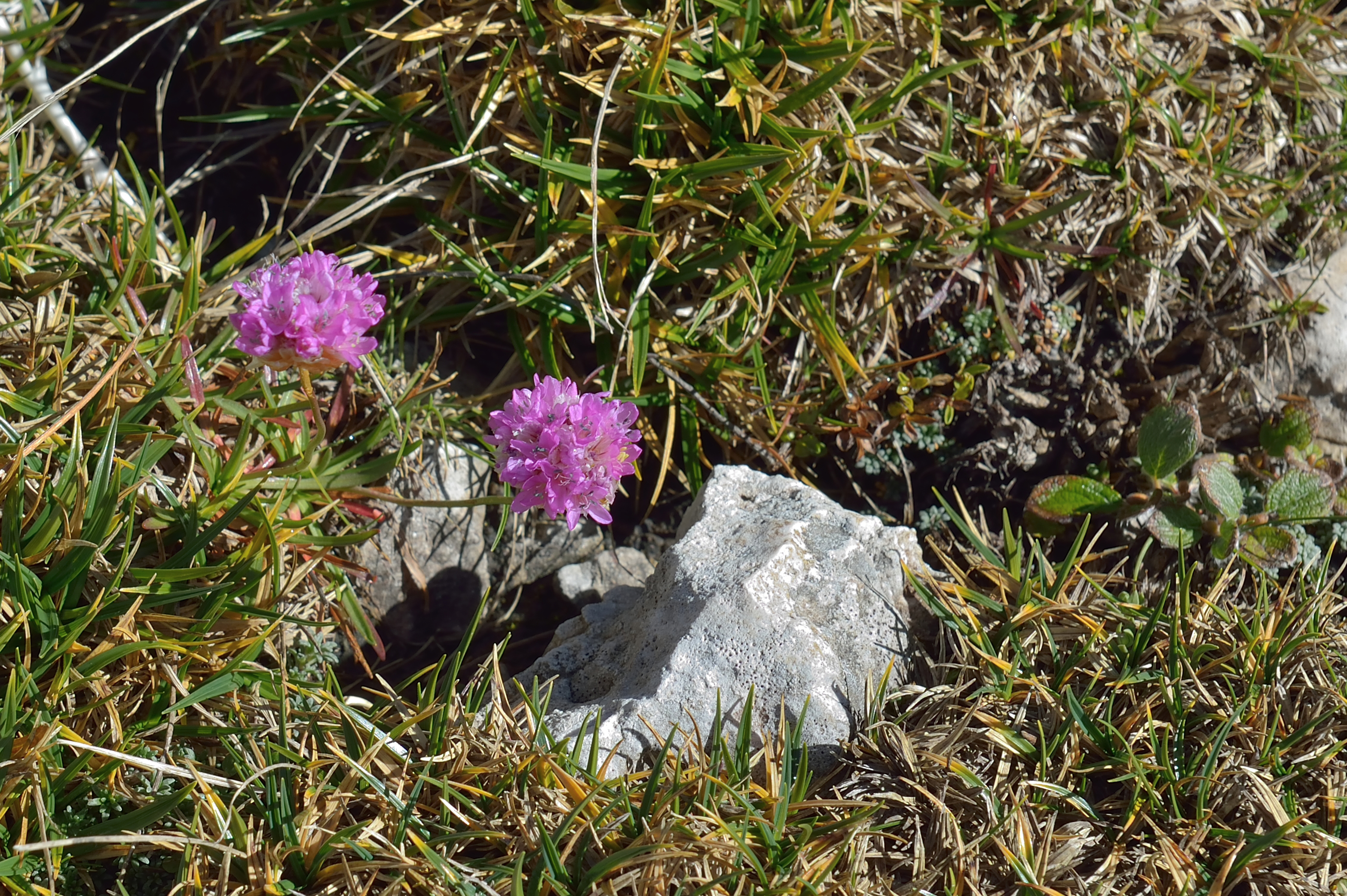
Alpen-Grasnelke

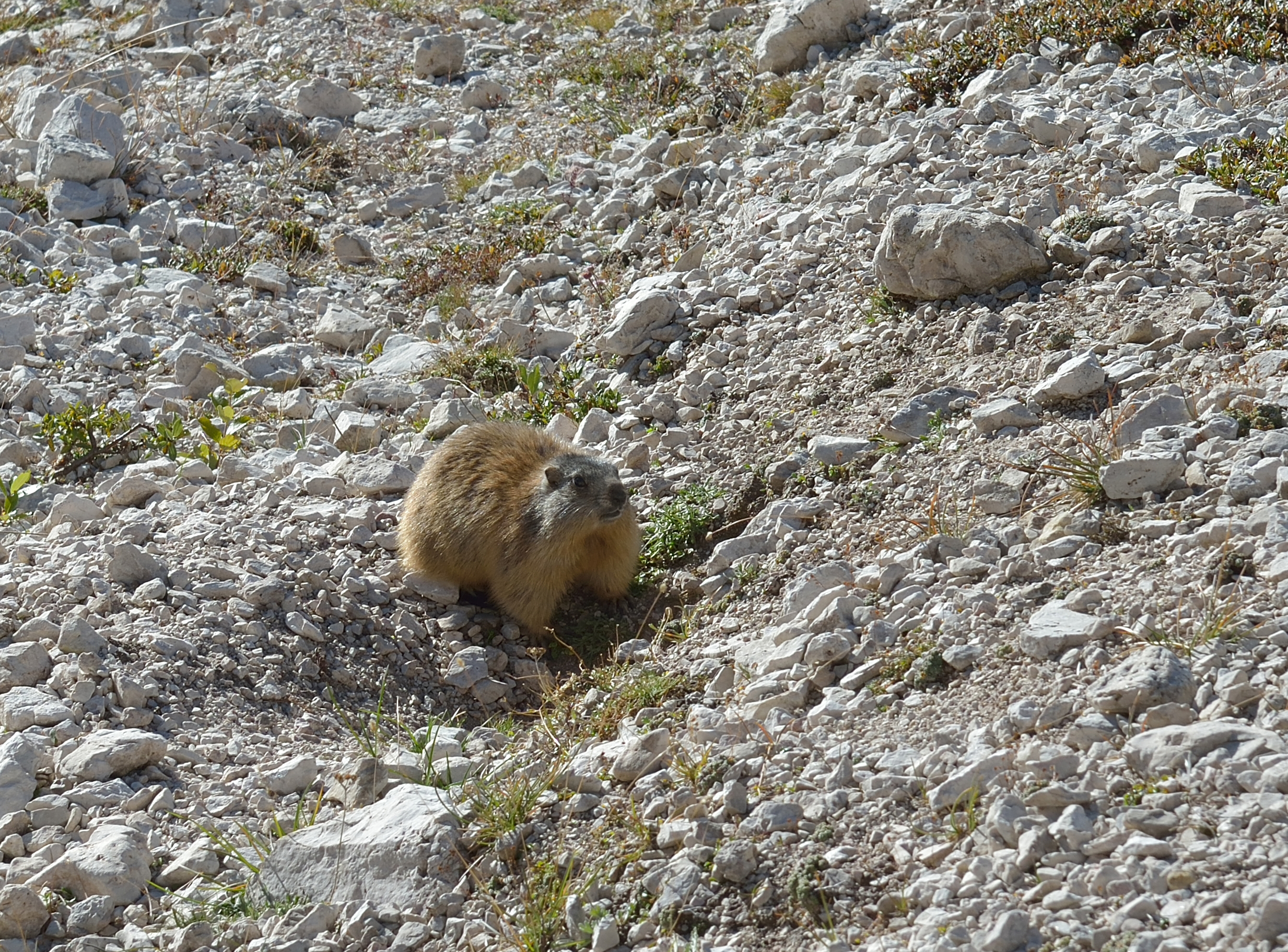
Alpenmurmeltier

Flora: Die aktuelle Pflanzenwelt Südtirols ist das Ergebnis einer Abfolge von Aussterbens- und Wiederbesiedlungsphasen nach der Würm-Kaltzeit, die zu einer kompletten Vergletscherung des Alpenraums geführt hatte. Aufgrund der Vielfalt seiner geomorphologischen und klimatischen Gegebenheiten beherbergt Südtirol eine verhältnismäßig artenreiche Flora. Es bestehen Lebensräume sowohl für xerophile als auch hygrophile Gewächse, wärmeliebende Pflanzen kommen ebenso vor wie an hochalpine oder gar nivale Bedingungen angepasste. In Südtirol sind etwa 2500 rezente Arten an Farn- und Blütenpflanzen nachgewiesen; somit beherbergt das Land – auf gerade mal 0,07 % der Gesamtfläche des Kontinents – fast ein Fünftel der bekannten Flora Europas. Die größte Artenvielfalt findet sich im Etschtal zwischen Meran und der Salurner Klause sowie im unteren Eisacktal; bei der Alpenflora nimmt das Schlern-Rosengarten-Gebiet eine besondere Stellung ein.
Die örtliche Flora konnte bereits seit dem Wirken der Botaniker Karl Wilhelm von Dalla Torre und Ludwig von Sarnthein zu Beginn des 20. Jahrhunderts als verhältnismäßig gut erforscht gelten. Die in den 1970er Jahren angestoßene und seit 1998 vom Naturmuseum Südtirol koordinierte systematische Rasterkartierung führte nochmals zu einem deutlichen Erkenntnisschub: Der 2006 publizierte Katalog der Gefäßpflanzen Südtirols konnte bereits auf ca. 300.000 Einzelbeobachtungen zurückgreifen und etwa 70 bisher nicht erfasste heimische Arten verzeichnen. 84 Arten, Gattungen oder Familien sind durch ein Landesgesetz geschützt. Zudem wurden zahlreiche botanische Objekte vom Land Südtirol als Naturdenkmäler eingestuft, darunter etwa die jahrhundertealten Ultner Urlärchen und die Versoaln-Rebe in Prissian.
Fauna: Schätzungen gehen von mindestens 32.000 rezenten in Südtirol heimischen Tierarten aus; bis 1996 konnten davon nur rund 14.700 nachgewiesen werden (in Deutschland waren es bis 2004 etwa 48.000). Die Zahl der bisher gefundenen fossilen Tierarten beträgt ca. 5000. Mehr als die Hälfte der bekannten Südtiroler Fauna entfällt auf die verhältnismäßig gut erforschten Ordnungen Käfer und Schmetterlinge. Rund 460 Arten (ohne Haustiere) sind Wirbeltiere, während in Mitteleuropa etwa 750 Arten bekannt sind. Die in Südtirol vorkommende Avifauna umfasst etwa 350 Vogelarten; die Zahl der heimischen Säugetiere lässt sich auf 60 bis 80 Arten taxieren, wobei in den 2000er Jahren mit dem Braunbären und dem Wolf zwei einst ausgerottete Spezies zurückgekehrt sind.
Als Pionier der Südtiroler Zoologie gilt Vinzenz Maria Gredler, der sich im 19. Jahrhundert insbesondere den heimischen Schnecken, Käfern, Ameisen und Amphibien widmete. Seit 1996 liegt mit Die Tierwelt Südtirols die erste Gesamtdarstellung der heimischen Fauna mit einem kompletten Verzeichnis der bis dato nachgewiesenen Arten vor. 71 Tierarten bzw. -gruppen sind durch ein Landesgesetz geschützt. Eine 1994 erstellte Rote Liste stufte von 7398 untersuchten Tierarten in Südtirol nur etwa 59 % als ungefährdet ein; die häufigsten, speziell niedere Lagen betreffenden Bedrohungsursachen waren die Intensivbewirtschaftung sowie die Einengung, Verbauung und Verkehrserschließung von Lebensräumen.

## Humangeographie

### Gemeinden
Südtirol zählt 116 Gemeinden, acht davon haben den Status einer Stadt. Bozen ist mit einer Bevölkerungszahl von über 100.000 Einwohnern die einzige Großstadt. Zum Stichtag 31. Dezember 2018 hatten 15 Gemeinden weniger als 1000 Einwohner. Die flächenmäßig größte ist die Gemeinde Sarntal, die sich über 302,50 km² erstreckt, die kleinste Kuens mit lediglich 1,66 km². Im kommunalen Aufgabenbereich befinden sich u. a. die Trinkwasserversorgung, Abwasserentsorgung, gewisse Bereiche der Raumordnung, Verwaltung und Gestaltung des Territoriums sowie kulturelle Dienste.
Eine Interessensvertretung der Gemeinden und Bezirksgemeinschaften ist der 1954 in Bozen als Genossenschaft gegründete Südtiroler Gemeindenverband (Consorzio dei Comuni della Provincia di Bolzano), welcher politische Aufgaben wahrnimmt und seinen Mitgliedern verschiedene Dienstleistungen im Rahmen der öffentlichen Verwaltungstätigkeit bietet.

Gemeinden Südtirols

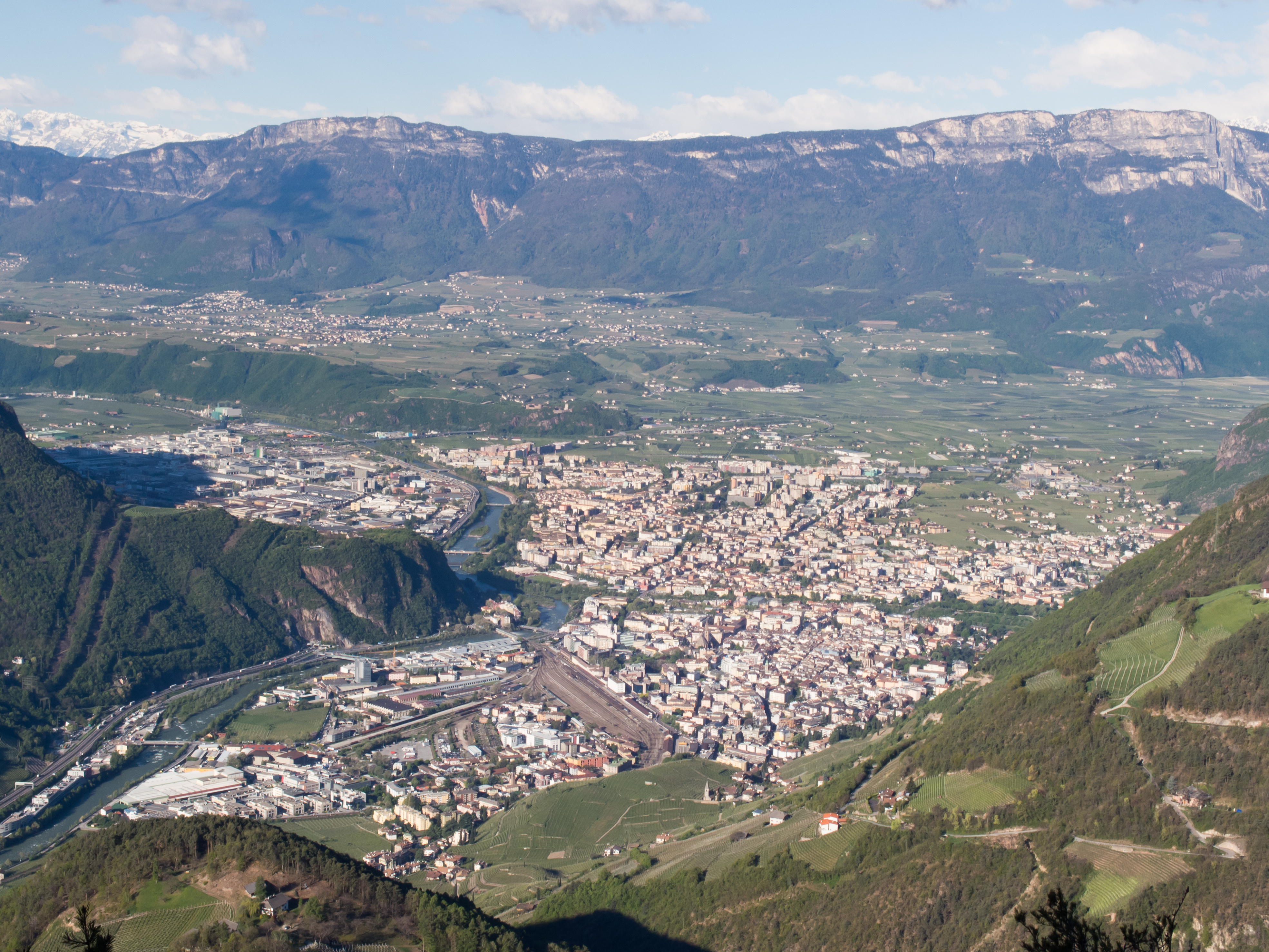
Bozen
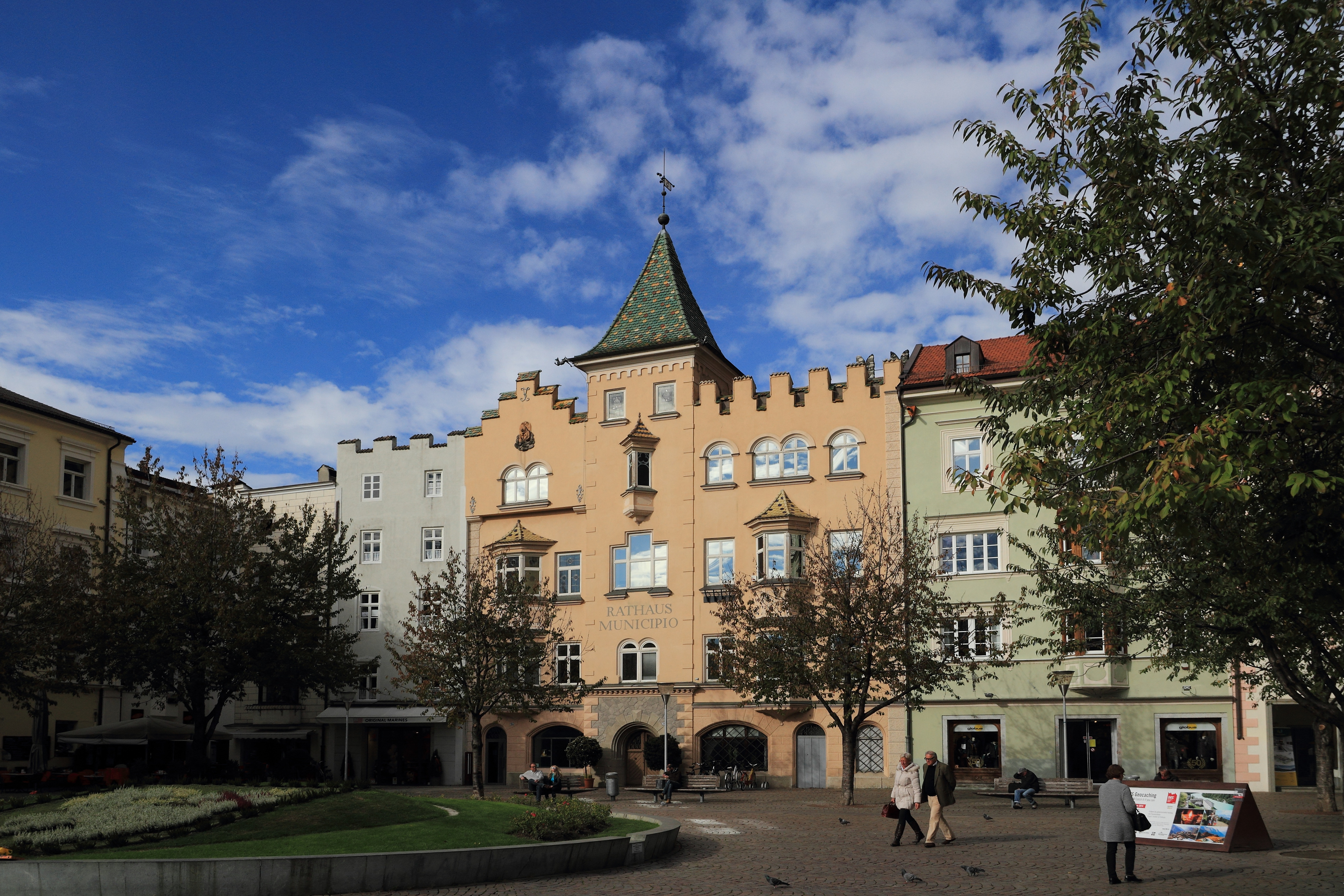
Brixen
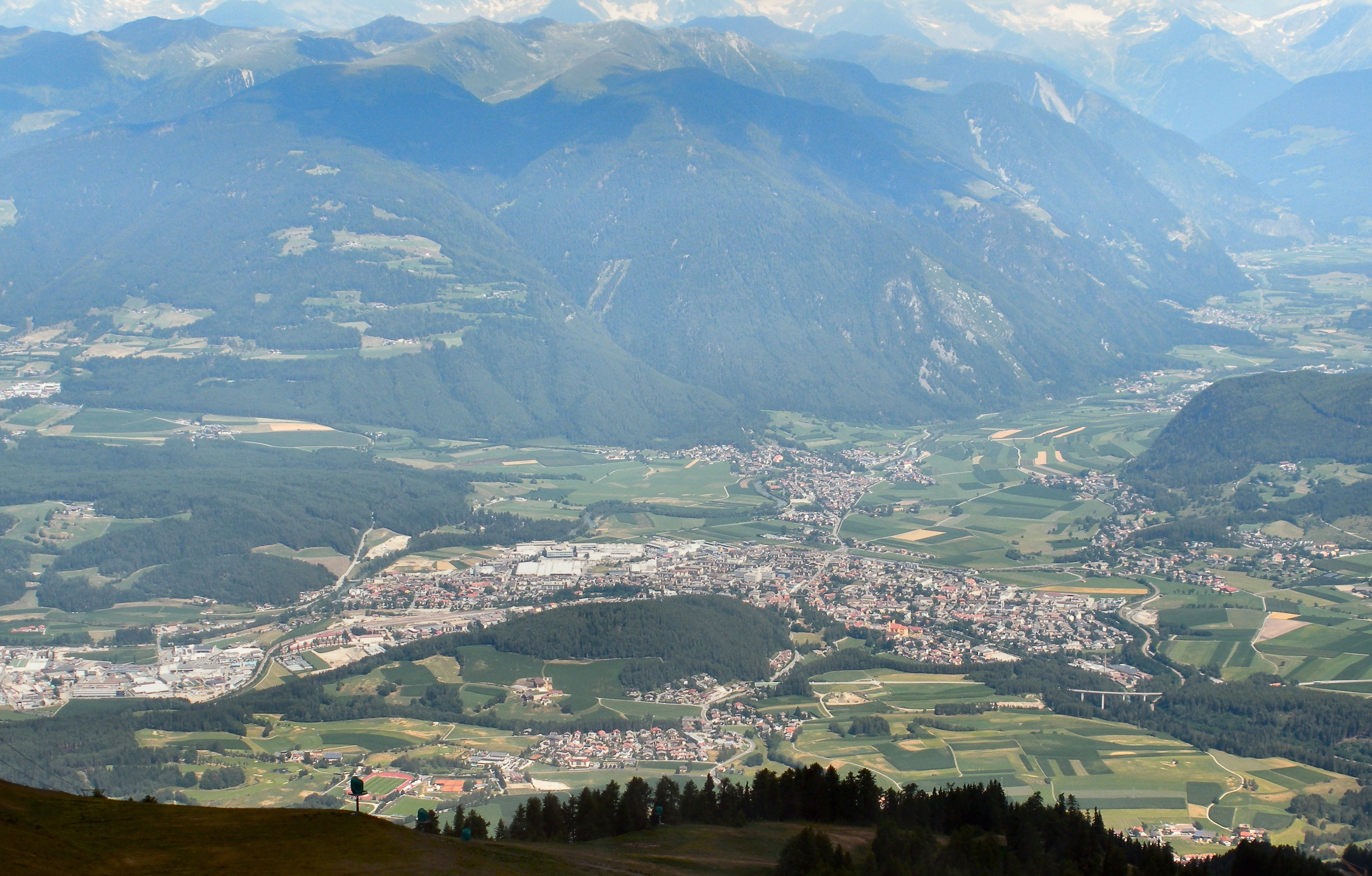
Bruneck
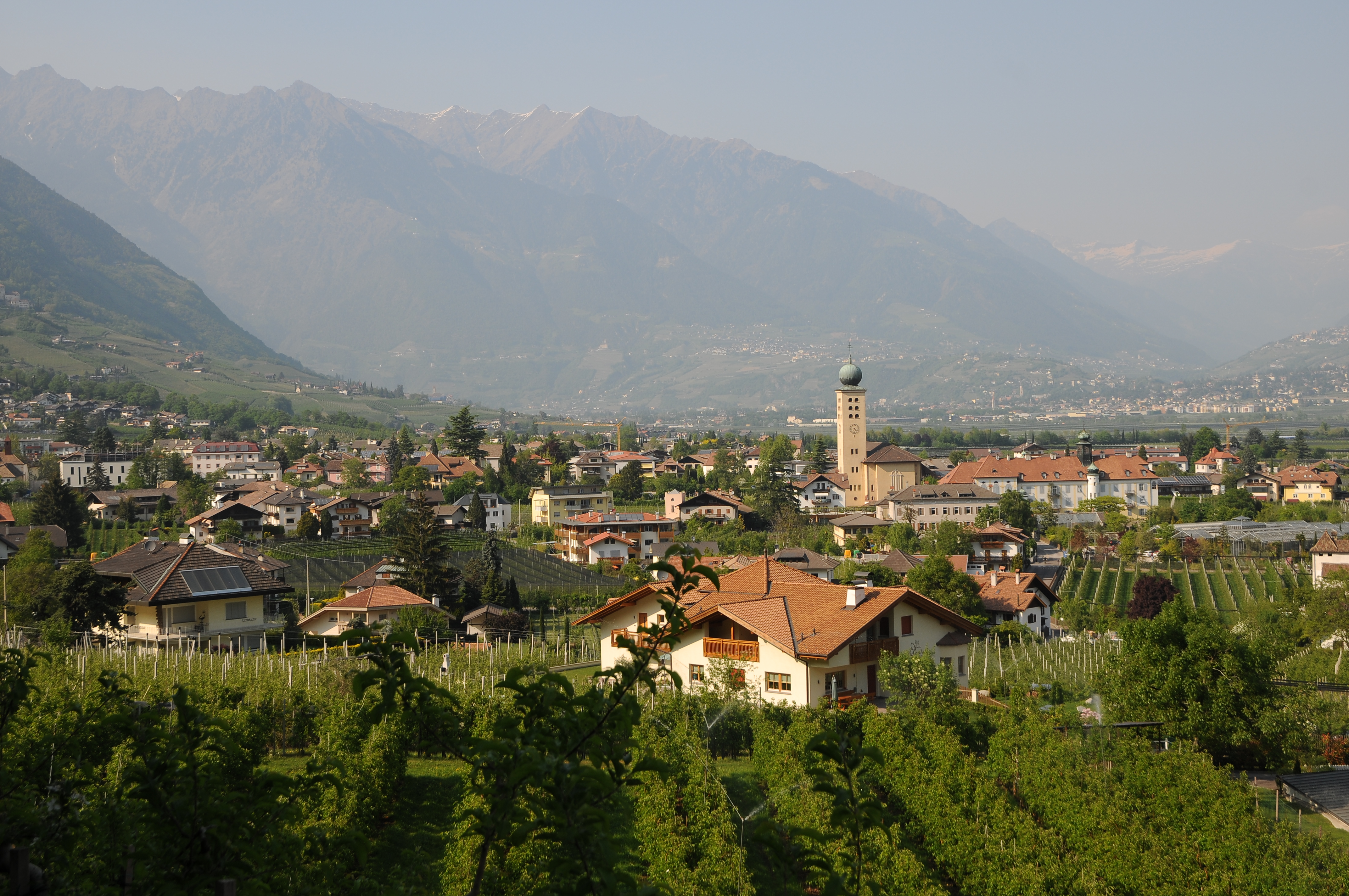
Lana
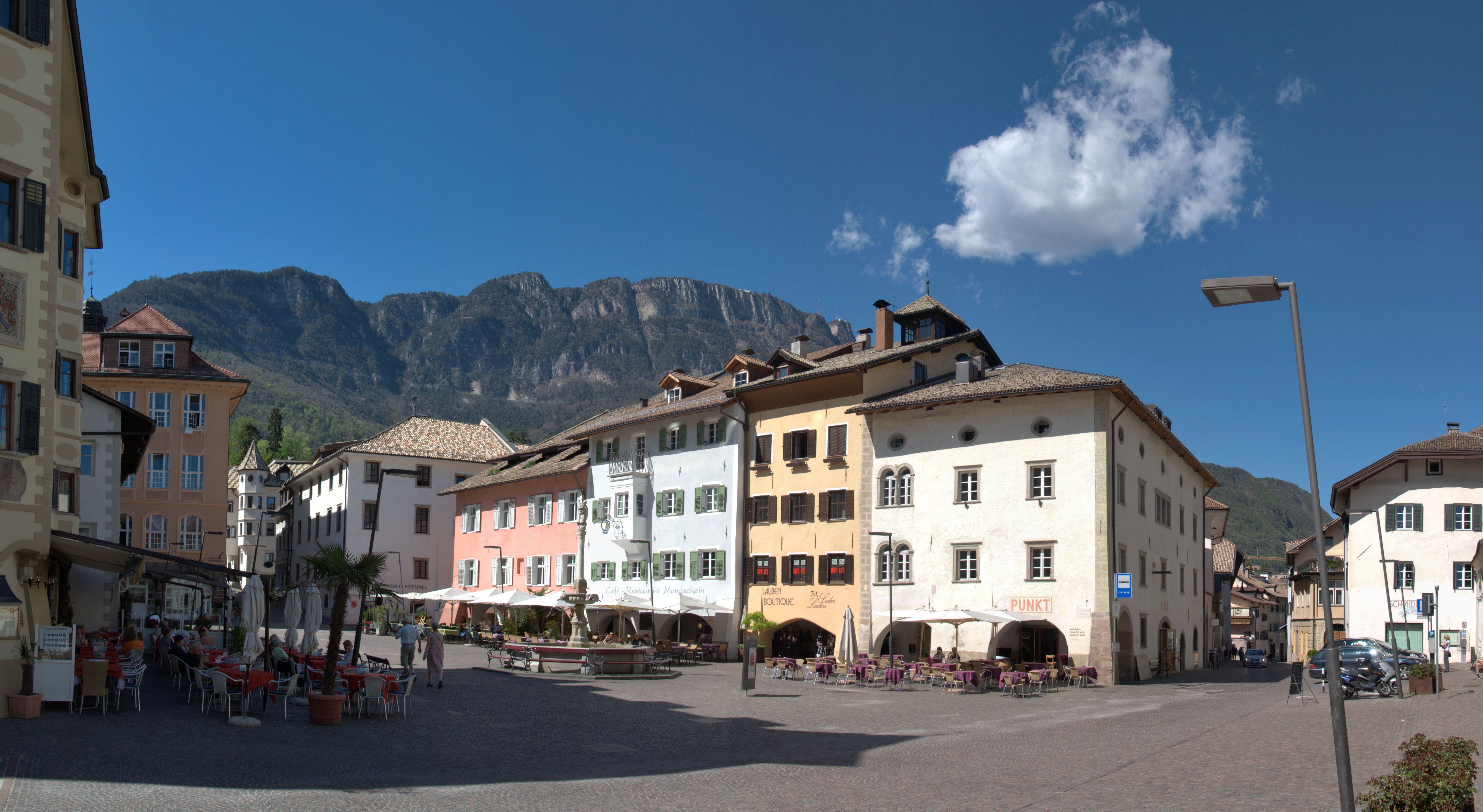
Kaltern

| Deutscher Name | Italienischer Name | Ladinischer Name  | Einwohner 31. Dezember 2023 |
| -------------- | ------------------ | ----------------- | --------------------------- |
| Bozen          | Bolzano            | Balsan, Bulsan    | 106.357                     |
| Meran          | Merano             | Maran             | 41.404                      |
| Brixen         | Bressanone         | Persenon, Porsenù | 23.002                      |
| Leifers        | Laives             |                   | 18.468                      |
| Bruneck        | Brunico            | Bornech, Burnech  | 17.124                      |
| Eppan          | Appiano            |                   | 15.002                      |
| Lana           | Lana               |                   | 12.595                      |
| Kaltern        | Caldaro            |                   | 8.181                       |
| Ritten         | Renon              | Renon             | 8.147                       |
| Sarntal        | Sarentino          |                   | 7.215                       |

- Bozen
- Brixen
- Bruneck
- Lana
- Kaltern

### Bezirksgemeinschaften

Bezirksgemeinschaften Südtirols

Südtirol ist in acht Bezirksgemeinschaften untergliedert, wobei die Landeshauptstadt Bozen alleine eine Bezirksgemeinschaft darstellt. Politisch haben Bezirksgemeinschaften eine untergeordnete Bedeutung, sie verfügen über keine direkt gewählten Organe. Ihre Aufgaben bestehen in der Koordination der kulturellen, sozialen, wirtschaftlichen und ökologischen Entwicklung der Mitgliedsgemeinden. Darüber hinaus werden den Bezirksgemeinschaften aus organisatorischen Gründen diverse Aufgaben des Landes Südtirol oder der Gemeinden übertragen. Dazu zählen u. a. die Sozialdienste sowie Zuständigkeiten im Umweltbereich.
| Bezirksgemeinschaft | Hauptort   | Gemeinden | Fläche (km²) | Einwohner (2018) |
| ------------------- | ---------- | --------- | ------------ | ---------------- |
| Bozen               | Bozen      | 1         | 52           | 107.739          |
| Burggrafenamt       | Meran      | 26        | 1.101        | 104.216          |
| Eisacktal           | Brixen     | 13        | 624          | 53.648           |
| Pustertal           | Bruneck    | 26        | 2.071        | 83.114           |
| Salten-Schlern      | Bozen      | 13        | 1.037        | 50.111           |
| Überetsch-Unterland | Neumarkt   | 18        | 424          | 75.919           |
| Vinschgau           | Schlanders | 13        | 1.442        | 35.974           |
| Wipptal             | Sterzing   | 6         | 650          | 20.457           |

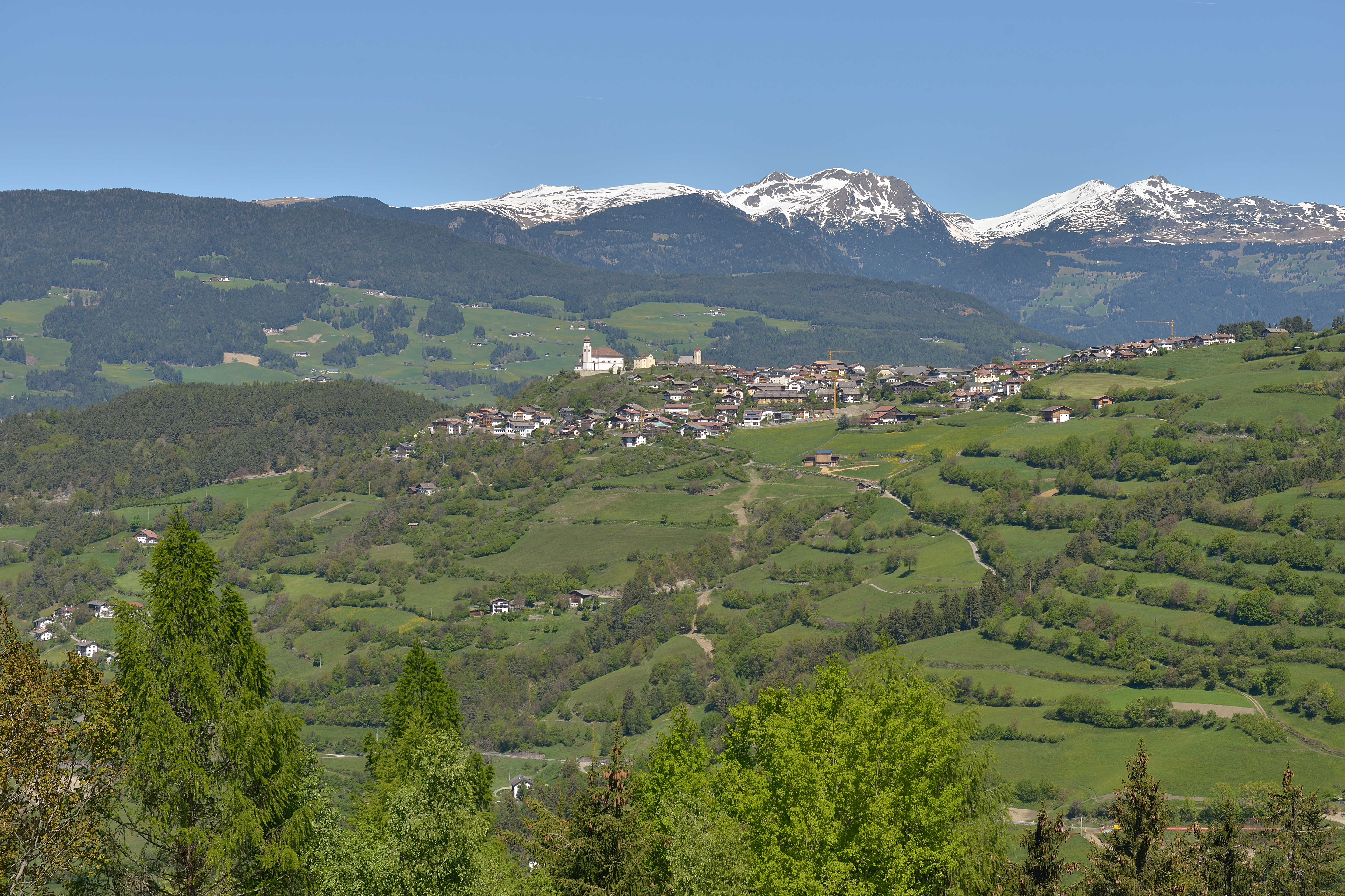
Lajen, Eisacktal
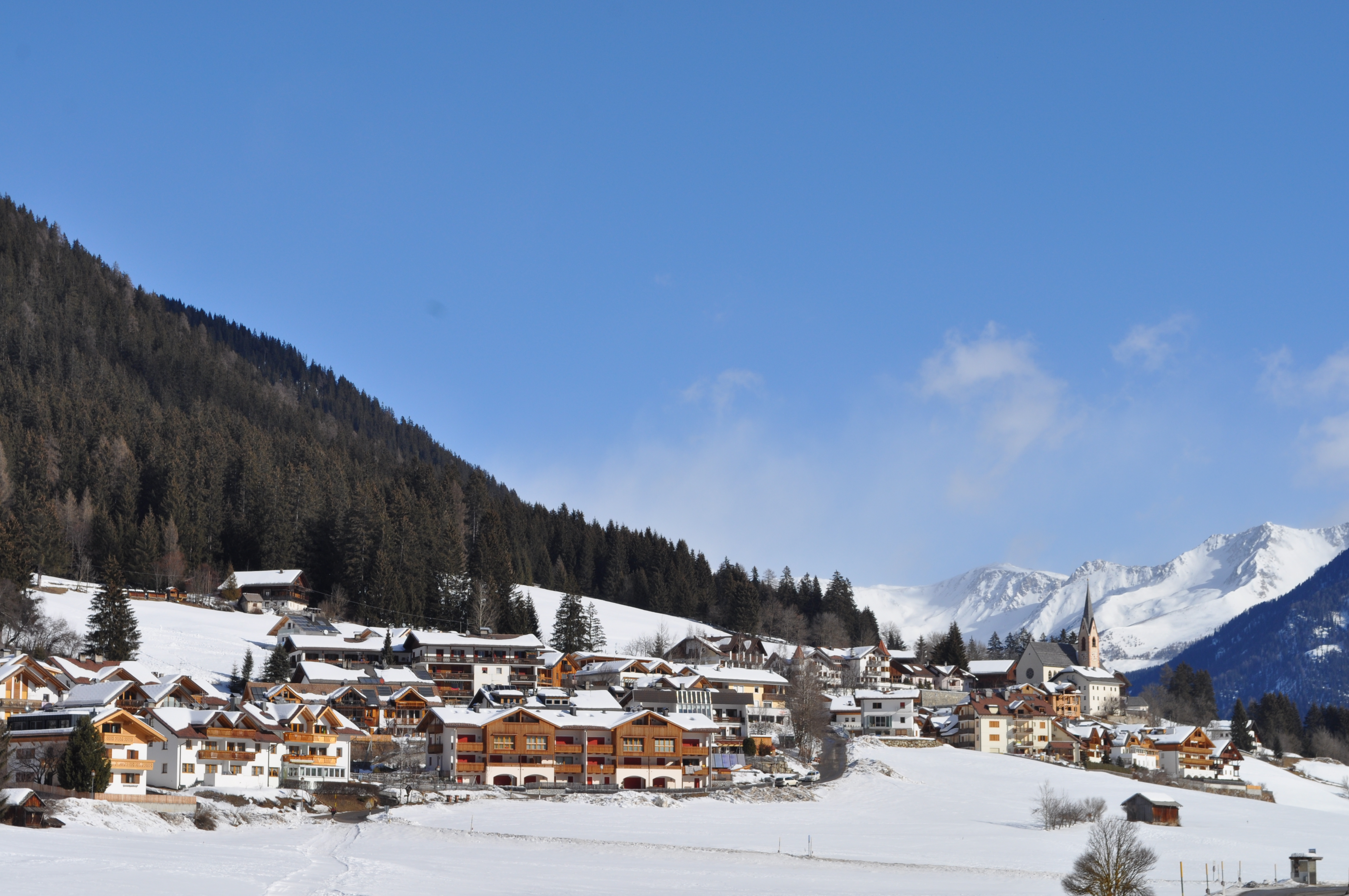
Gsies, Pustertal
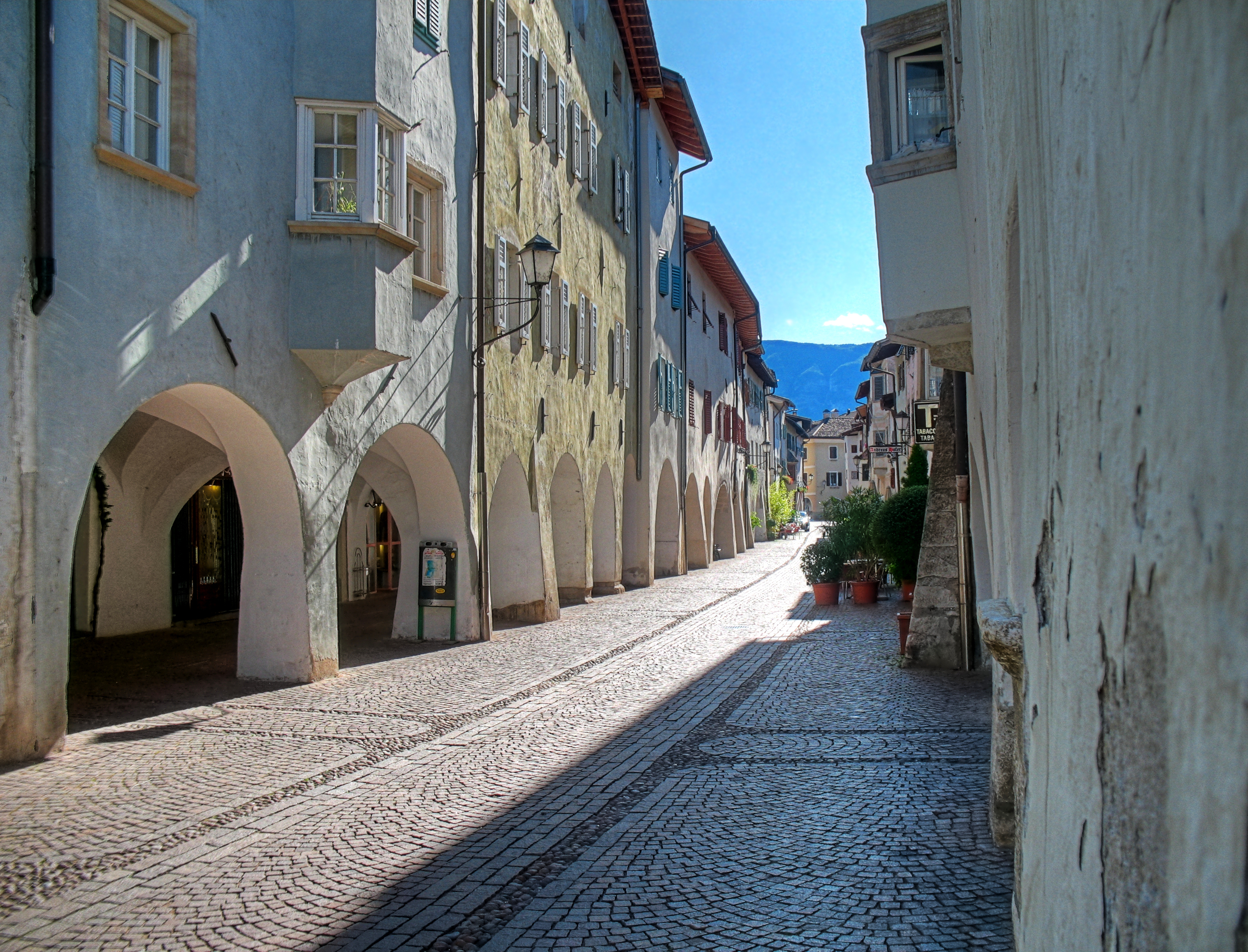
Neumarkt, Überetsch-Unterland
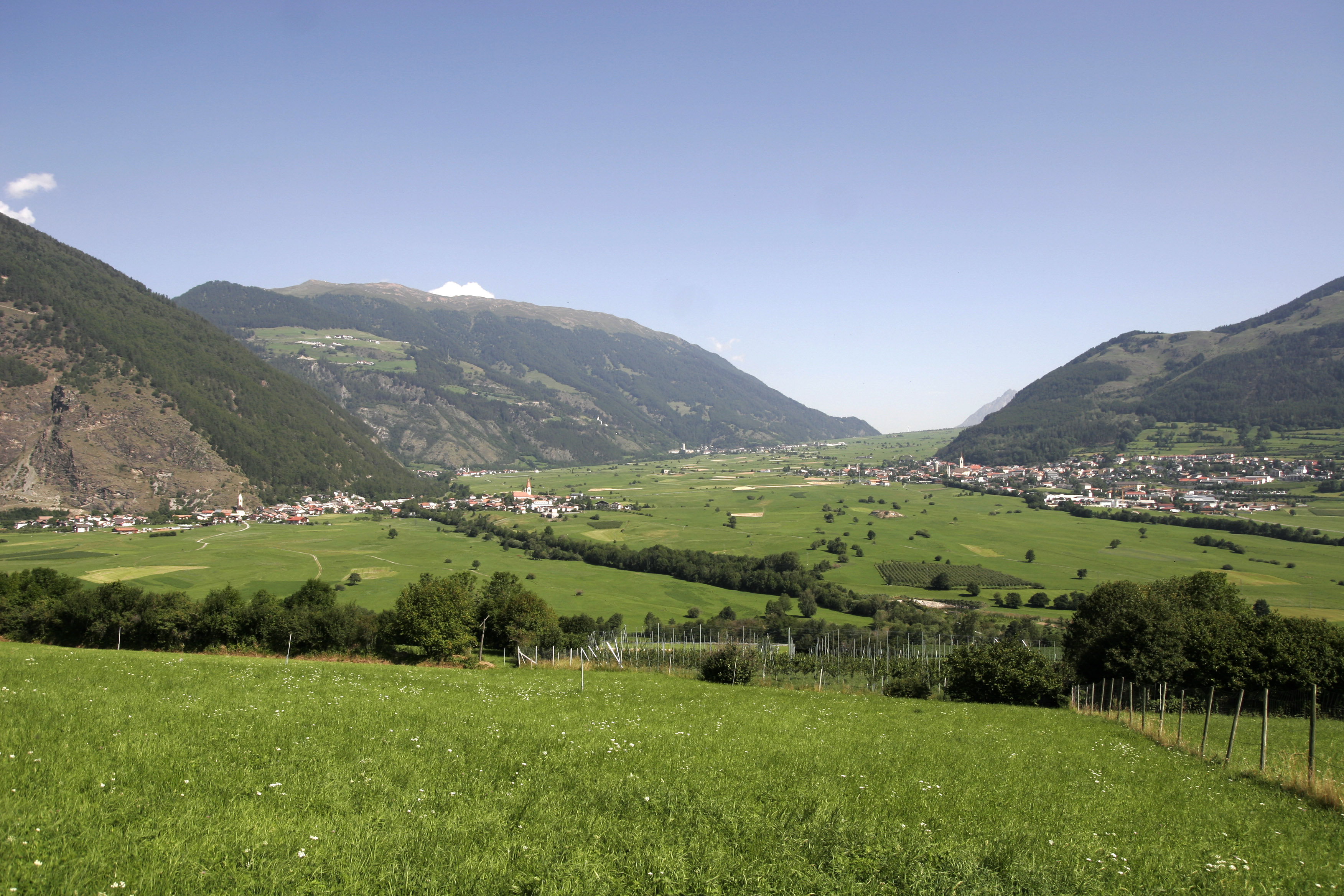
Mals, Vinschgau
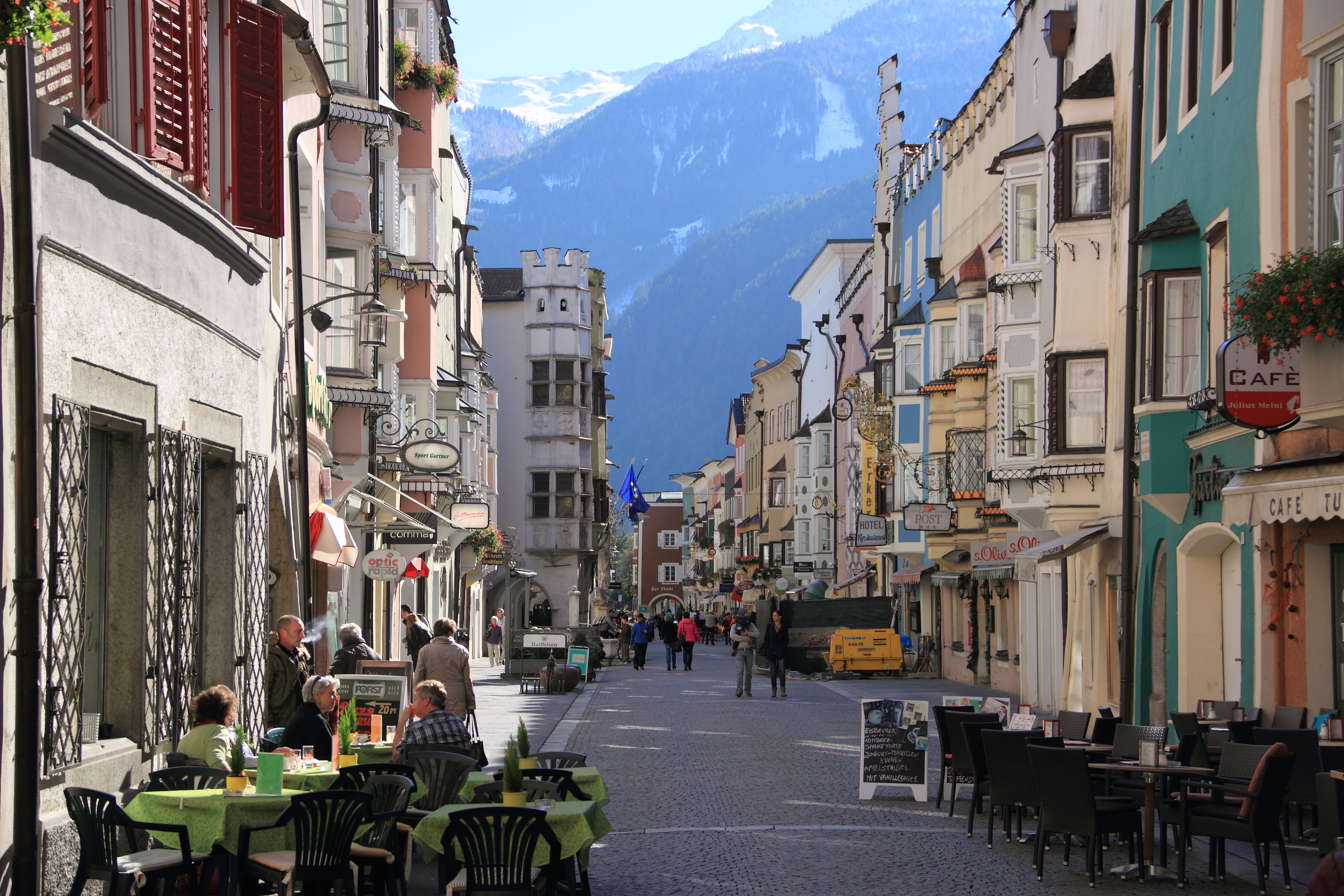
Sterzing, Wipptal

### Schutzgebiete
Auf dem Gebiet der Provinz Bozen sind weiträumige Natur- und Kulturlandschaften (fast ein Viertel der gesamten Landesfläche) in einem Nationalpark sowie in sieben Naturparks besonderen gesetzlichen Schutzmaßnahmen unterstellt. Zudem gibt es zahlreiche Biotope, die per Gesetz vor Umwelteingriffen geschützt sind. Grundsätzlich soll dadurch der Erhalt von natürlichen und naturnahen Lebensräumen gewährleistet werden, damit ein effizienter Schutz seltener oder gefährdeter Pflanzen- und Tierarten gelingen kann. Die speziellen Bestimmungen und Maßnahmen können sich je nach Naturpark- und Biotoptyp sowie entsprechenden Schutzzielen unterscheiden.

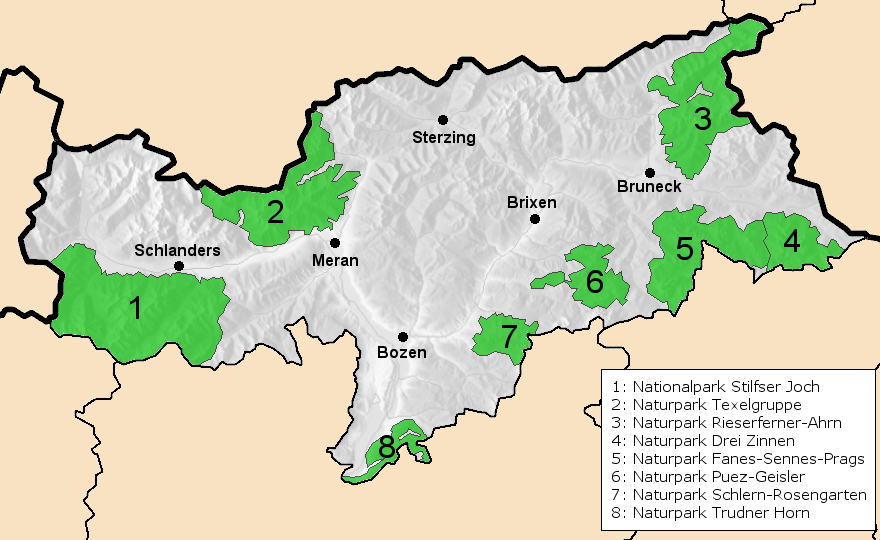
Der Nationalpark und die sieben Naturparks in Südtirol

| Name                          | Fläche (km²) | Gründungsjahr |
| ----------------------------- | ------------ | ------------- |
| Nationalpark Stilfserjoch     | 534,04       | 1935          |
| Naturpark Drei Zinnen         | 118,91       | 1981          |
| Naturpark Fanes-Sennes-Prags  | 254,53       | 1980          |
| Naturpark Puez-Geisler        | 107,22       | 1978          |
| Naturpark Rieserferner-Ahrn   | 313,20       | 1988          |
| Naturpark Schlern-Rosengarten | 72,91        | 1974          |
| Naturpark Texelgruppe         | 313,91       | 1976          |
| Naturpark Trudner Horn        | 68,51        | 1980          |

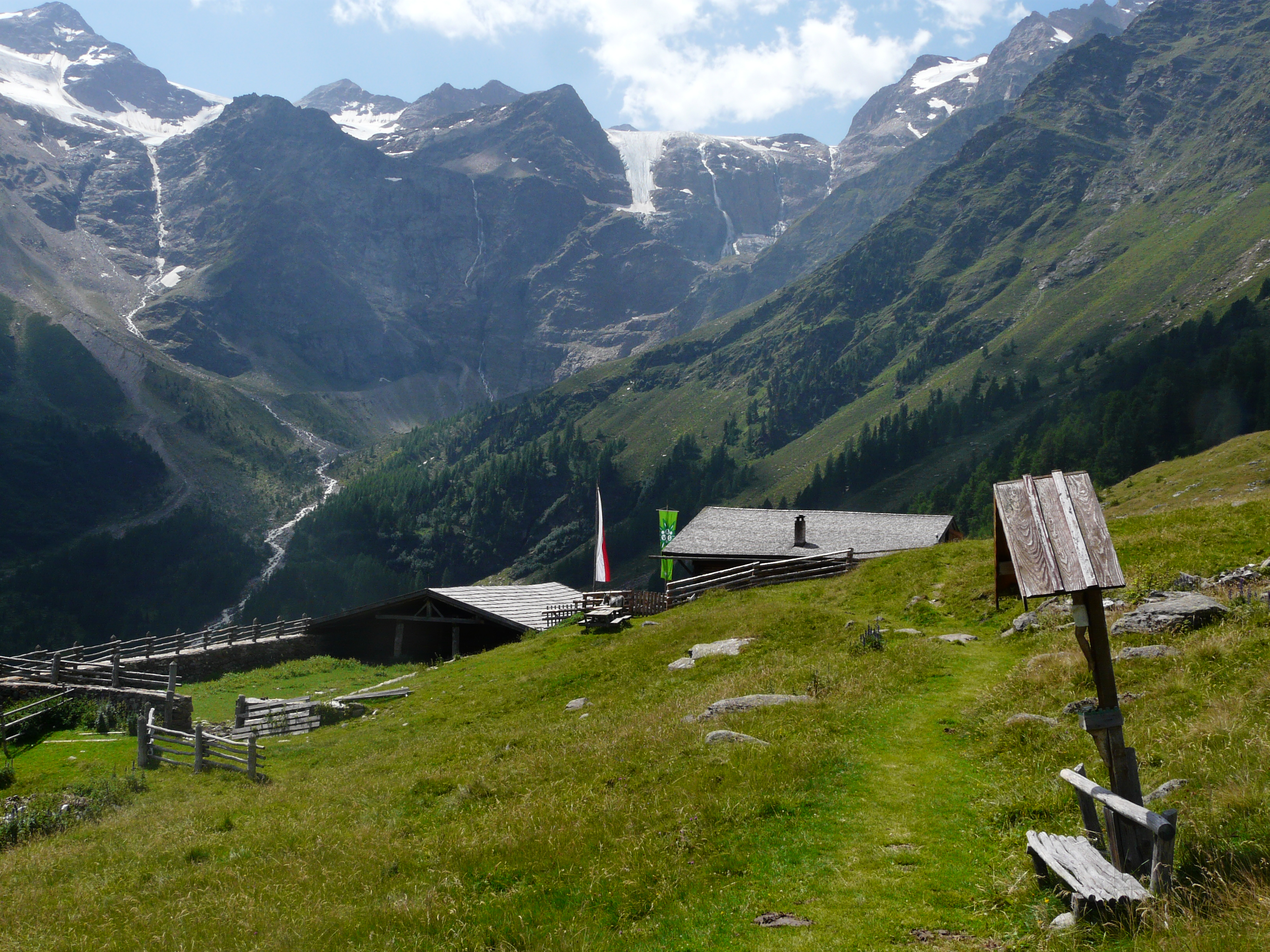
Laaser Tal im Nationalpark Stilfserjoch
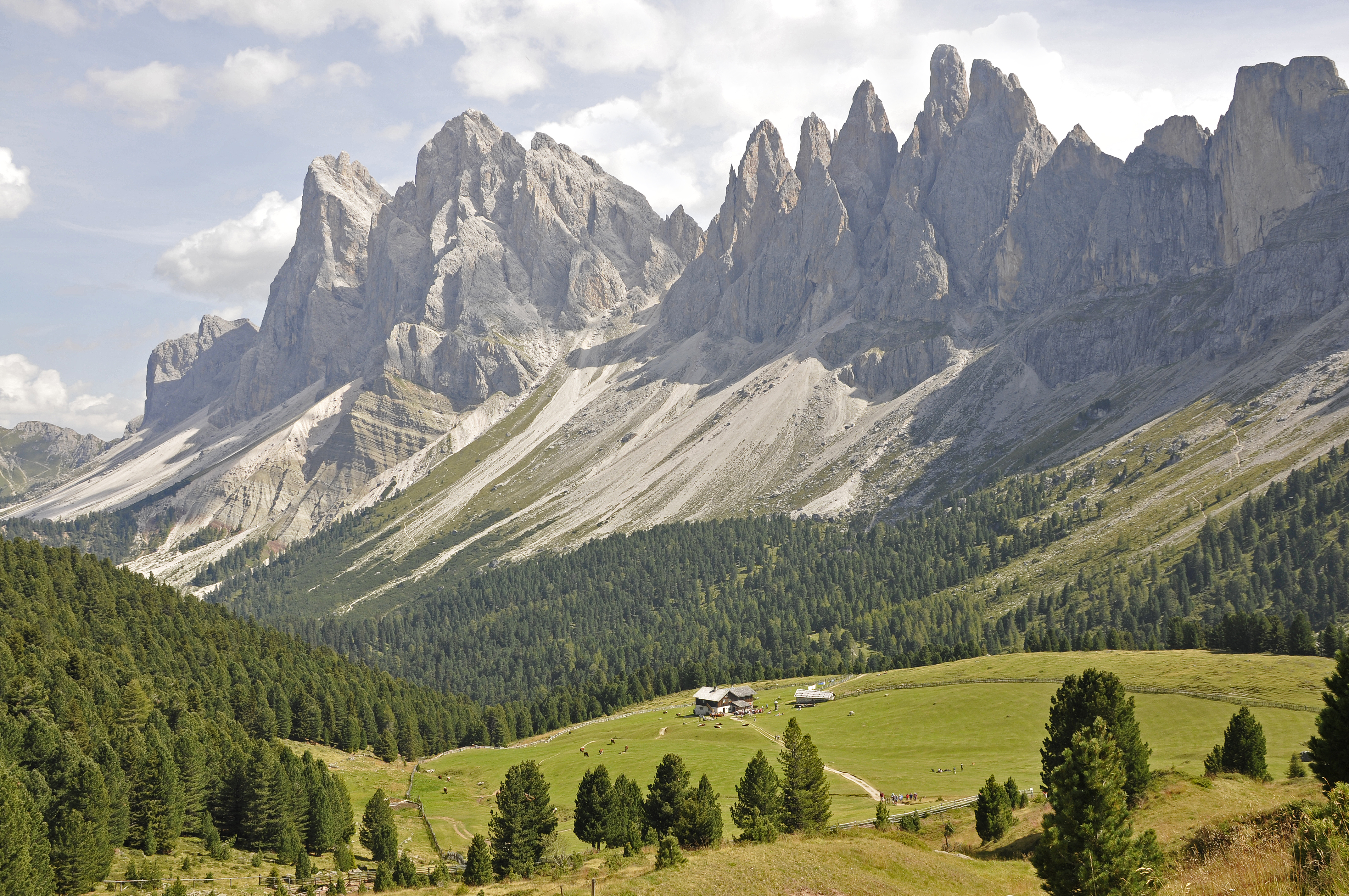
Geislerspitzen im Naturpark Puez-Geisler
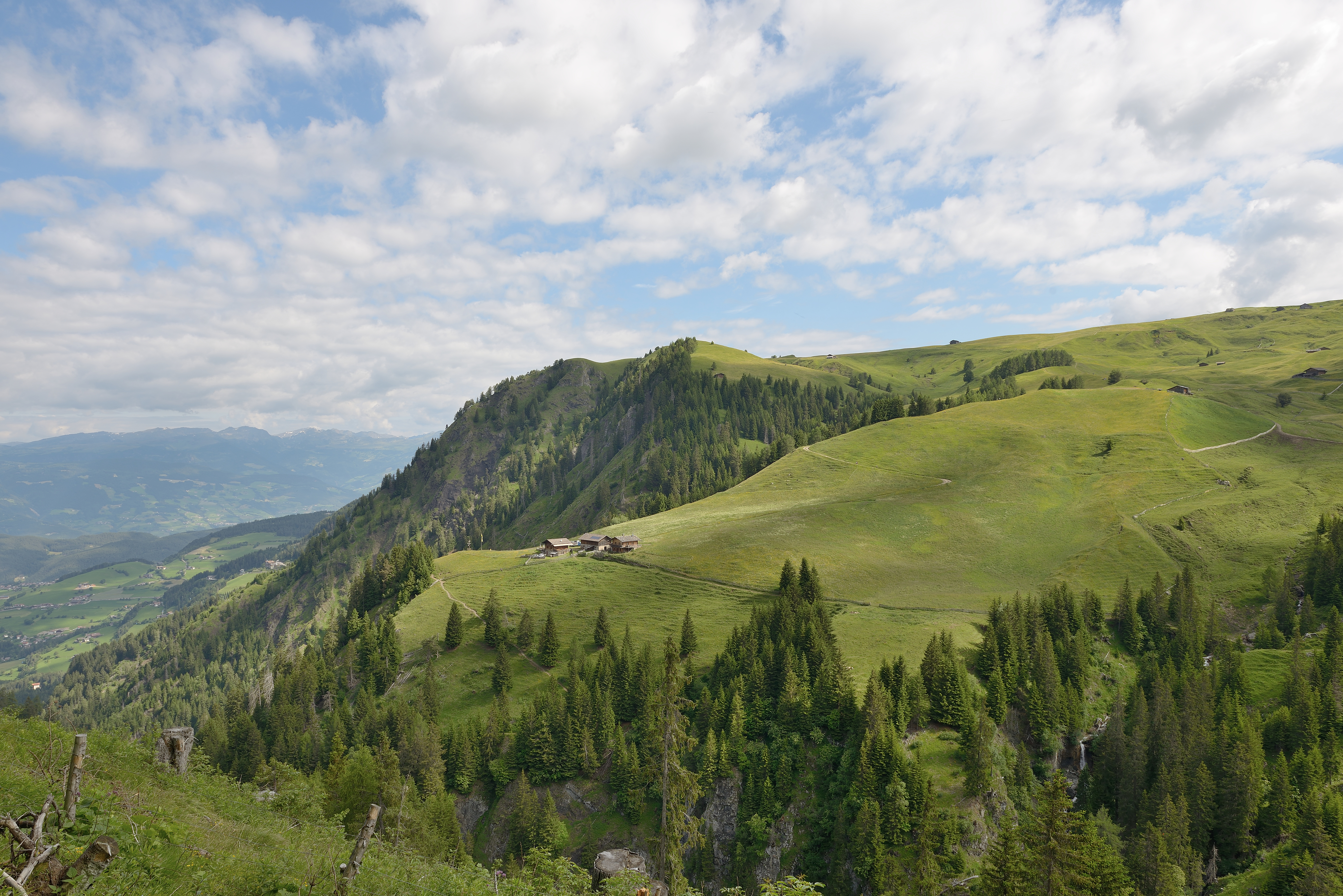
Seiser Alm im Naturpark Schlern-Rosengarten
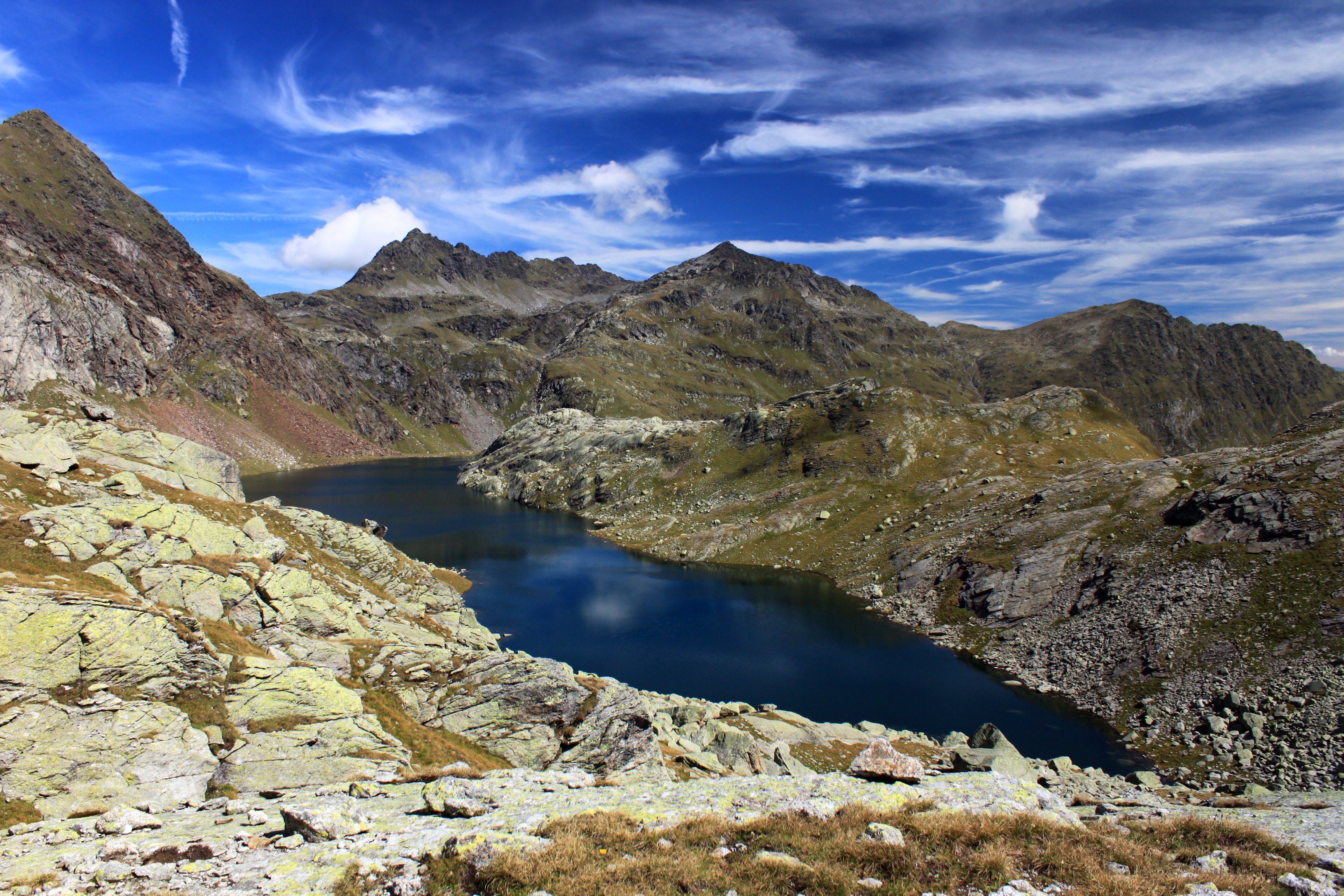
Langsee im Naturpark Texelgruppe
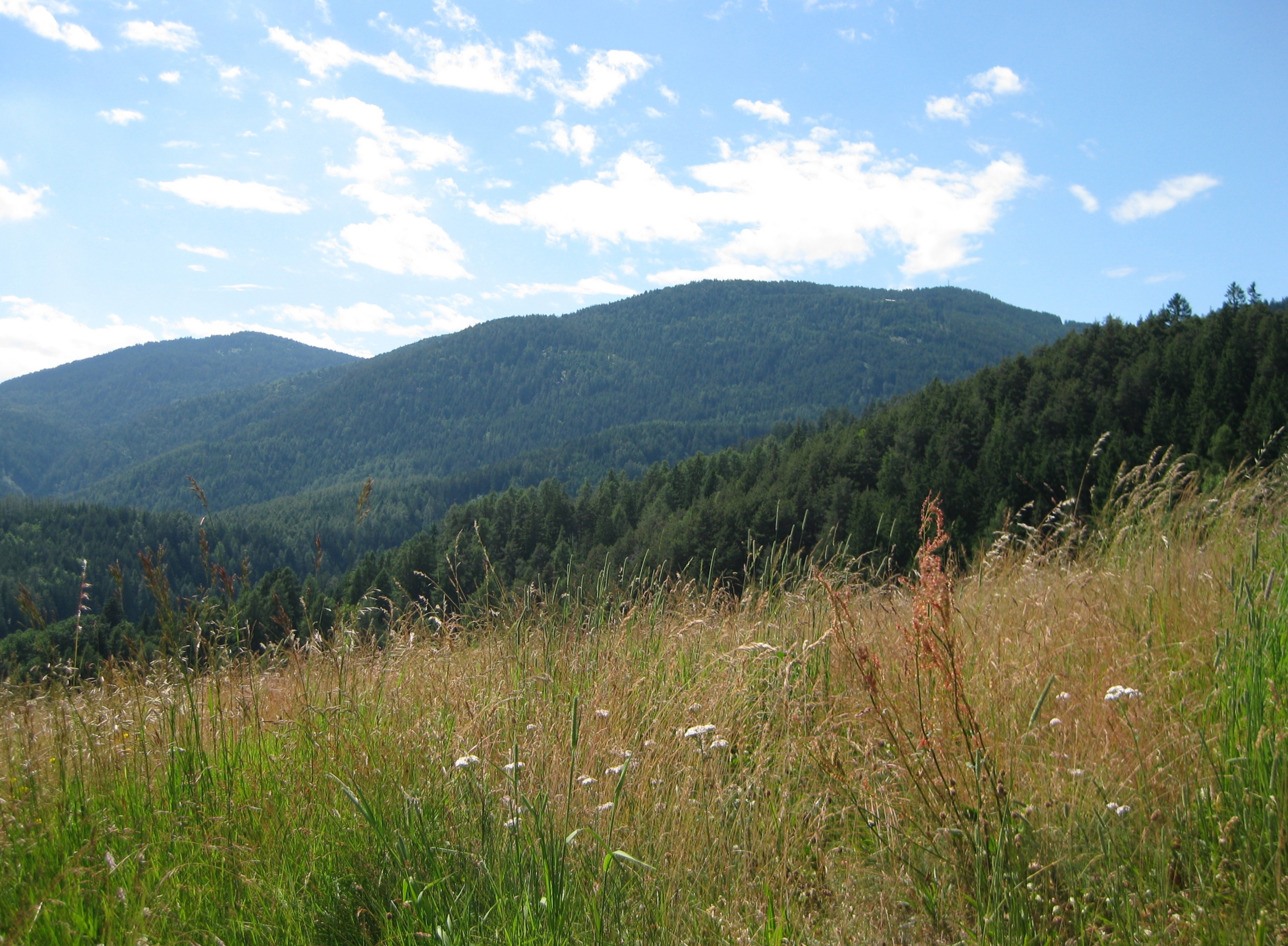
Trudner Horn im Naturpark Trudner Horn

## Bevölkerung

### Demographie
Gemäß amtlicher Bevölkerungsstatistik lebten zum Stichtag 31. Dezember 2021 genau 532.616 Personen in Südtirol. Die Einwohnerzahl ist seit Jahren kontinuierlich im Steigen begriffen. Dieser Umstand beruht bei der im staatlichen Vergleich zwar höchsten, aber dennoch insgesamt rückläufigen Geburtenrate (10 Lebendgeborene je 1000 Einwohner) und der relativ konstant bleibenden Sterberate (8,3 Todesfälle je 1000 Einwohner) auf einer positiven Wanderungsbilanz. 9,5 % der Wohnbevölkerung sind Ausländer.
43,9 % der in Südtirol ansässigen Personen leben in den sieben Gemeinden mit mehr als 10.000 Einwohnern. Im Gegensatz zu vielen anderen Alpenregionen sind die ländlichen Räume von keinen verbreiteten Abwanderungsbewegungen betroffen. Die Lebenserwartung liegt bei 86,2 Jahren für Frauen und 81,4 Jahren für Männer; das Durchschnittsalter beträgt 42,8 Jahre.
Entwicklung der Wohnbevölkerung von 1910 bis 2021

### Sprachen

Geographische Verteilung der Sprachgruppen in Südtirol gemäß der Zählung des Jahres 2024

Sprachliche Vielfalt: Deutsch ist die Muttersprache von über 62 %, Italienisch von etwa 23 % und Ladinisch von rund 4 % der Bevölkerung. Neben diesen einheimischen Bevölkerungsgruppen existiert seit den letzten Jahrzehnten, analog zum gesamteuropäischen Trend, auch eine wachsende Gruppe von Menschen mit Migrationshintergrund, die aus verschiedenen europäischen und außereuropäischen Staaten stammen und ursprünglich keiner der drei genannten Sprachgemeinschaften angehören.
Deutsch: Die Tiroler Dialekte sind geographisch in verschiedene Dialektvarianten ausdifferenziert. Diese südbairischen Mundarten sind trotz Unterschieden einander recht ähnlich und gegenseitig verständlich. Die Verwendung von Standarddeutsch ist in Südtirol großteils auf klar umrissene Domänen (etwa Schule und Verwaltung) beschränkt. Markantes Merkmal sowohl der Südtiroler Dialekte als auch des landesüblichen Standarddeutschen, das als „Südtiroler Deutsch“ eine Standardvarietät der plurizentrischen deutschen Sprache darstellt, sind die in den letzten Jahrzehnten aus dem Italienischen übertragenen Lehnübersetzungen und sonstige Interferenzen. Von den 116 Gemeinden Südtirols haben 102, vorwiegend ländliche Kommunen eine mehrheitlich deutschsprachige Bevölkerung. In 75 Gemeinden liegt diese Mehrheit bei über 90 %.
Italienisch: Anders als unter deutschsprachigen Südtirolern üblich, ist in der italienischsprachigen Gemeinschaft in Südtirol die Standardsprache die dominante Varietät. Dialekte finden kaum Verwendung, da die größtenteils im 20. Jahrhundert entstandene italienische Sprachgruppe in Einwanderungsbewegungen aus verschiedenen Regionen Italiens wurzelt. Nur im Unterland wird von einem kleinen Bevölkerungsanteil traditionell ein lombardisch-venetischer Dialekt gesprochen. Die italienische Sprachgruppe lebt vorwiegend im städtischen Ballungsgebiet um die Landeshauptstadt Bozen. Auch die Städte Meran und Leifers sowie Branzoll, Pfatten und Salurn an der südlichen Landesgrenze sind mehrheitlich italienischsprachig bewohnt. In den Bezirksstädten Brixen und Bruneck sowie in mehreren Gemeinden im Unterland sind größere italienische Gemeinschaften beheimatet.

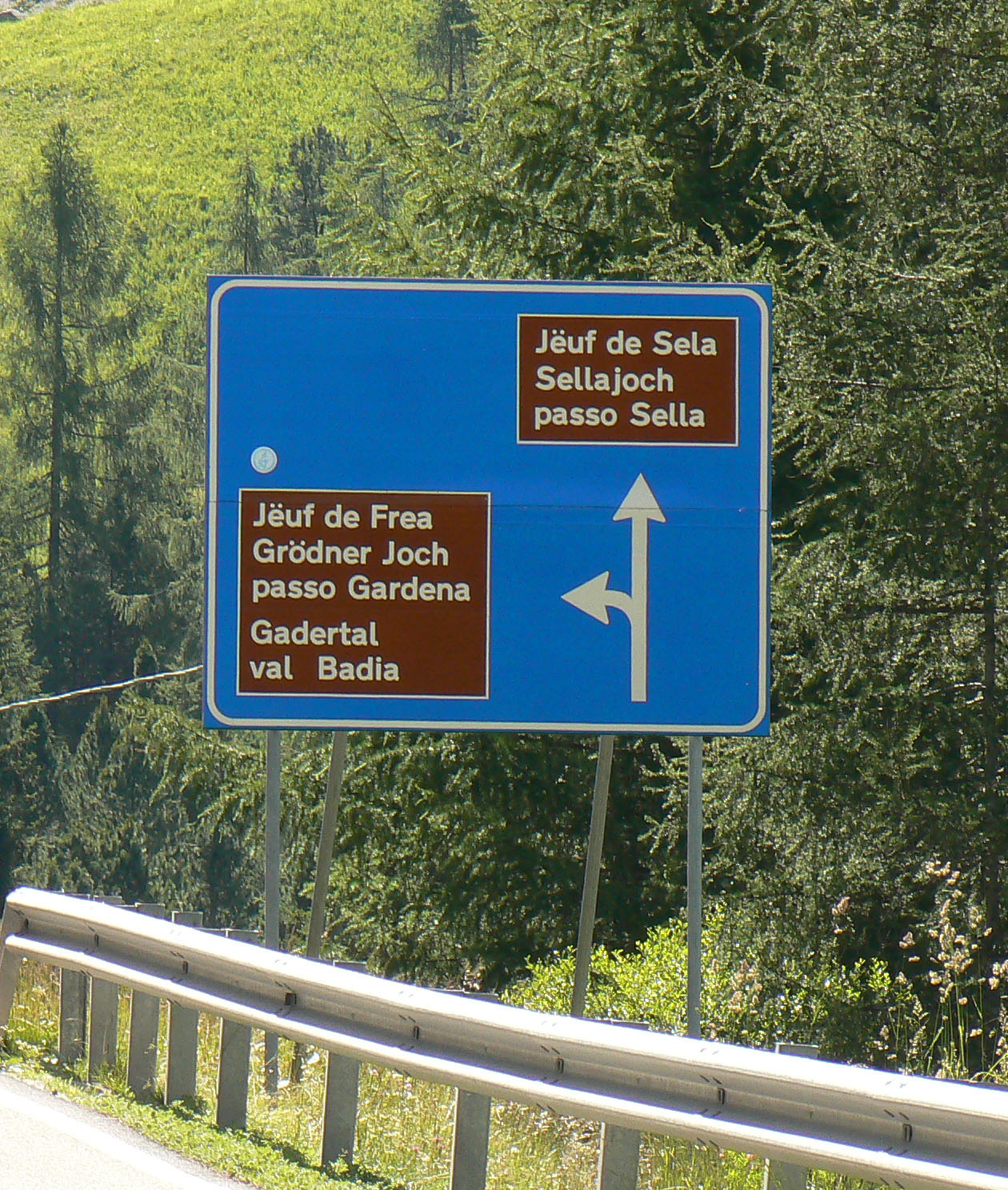
Dreisprachige Beschilderung in Gröden auf Ladinisch, Deutsch und Italienisch

Ladinisch: Im Alltag der Südtiroler Ladinischsprecher finden überwiegend die lokalen Dialekte Verwendung. Die 1998 geschaffene Standardsprache Ladin Dolomitan stößt auch bei offiziellen Institutionen nicht auf volle Akzeptanz. Die ladinische Sprachgruppe, deren Situation stark von Multilingualismus geprägt ist, konzentriert sich auf den Südtiroler Teil Ladiniens – das Gadertal und Gröden in den Dolomiten. Acht dort verortete Gemeinden, nämlich Abtei, Corvara, Enneberg, St. Christina, St. Martin, St. Ulrich, Wengen und Wolkenstein, haben eine ladinische Bevölkerungsmehrheit.
Geschichtliche Entwicklung: Die äußerst heterogenen Tiroler Ortsnamen geben Aufschluss darüber, dass das Gebiet des heutigen Südtirol seit jeher mehrsprachig war. Die Anteile der heute bestehenden Sprachgruppen an der Gesamtbevölkerung unterlagen im Laufe der Geschichte mehrfach Schwankungen. Die Wurzeln der ladinischen Sprachgruppe gehen auf die antike Romanisierung des Alpenraums zurück, der deutschen auf die bajuwarische Siedlungstätigkeit des Frühmittelalters, der italienischen auf die Zuwanderung von Tagelöhnern und Dienstboten ab dem 17. Jahrhundert. In der ersten Hälfte des 20. Jahrhunderts führten der staatlich geförderte Zuzug italienischer Arbeiter (Italianisierung Südtirols) und die politisch motivierte Emigration deutsch- und ladinischsprachiger Südtiroler (Option) zu massiven demographischen Veränderungen. Der italienischsprachige Bevölkerungsanteil stieg dadurch im Zeitraum von 1910 bis 1961 von rund 3 % auf rund 34 % an, nimmt seither aber kontinuierlich ab. Manche Aspekte der Besiedlungsgeschichte lassen sich auch an den Südtiroler Familiennamen nachvollziehen.
Seit der Jahrtausendwende hat sich vor allem die Einwanderung aus Drittländern im Gesellschaftsbild Südtirols bemerkbar gemacht. Zum Stichtag 31. Dezember 2018 lebten 50.746 ausländische Staatsbürger in Südtirol, was einem Anteil von 9,5 % an der lokalen Wohnbevölkerung entspricht, darunter etwa ein Drittel aus EU-Ländern. Die größte Gruppe der Südtiroler mit ausländischer Staatsbürgerschaft waren dabei Albaner, gefolgt von Bundesdeutschen, Pakistanern, Marokkanern und Rumänen. Einen überproportionalen Anteil der nicht-deutschsprachigen Immigranten integriert dabei die italienische Gemeinschaft Südtirols: Der Anteil von Kindern mit Migrationshintergrund lag im Schuljahr 2017/2018 an italienischen Grundschulen bei 25,3 %, an den deutschen Schulen hingegen nur bei 9,2 %, an ladinischen Schulen bei 6,9 %. Der Anteil der Schüler an deutschsprachigen Schulen aller Altersklassen in Südtirol sank dementsprechend sehr leicht von ca. 72 % (2011) auf 71 % (2021), wobei jener der Schüler an italienischsprachigen Schulen im gleichen Zeitraum von 24 % auf 25 % anstieg.
| Jahr | Italienisch | Italienisch | Deutsch | Deutsch | Ladinisch | Ladinisch | Andere | Andere | Gesamt  |
| Jahr | Zahl        | in %        | Zahl    | in %    | Zahl      | in %      | Zahl   | in %   | Gesamt  |
| ---- | ----------- | ----------- | ------- | ------- | --------- | --------- | ------ | ------ | ------- |
| 1880 | 6.884       | 3,4 %       | 186.087 | 90,6 %  | 8.822     | 4,3 %     | 3.513  | 1,7 %  | 205.306 |
| 1890 | 9.369       | 4,5 %       | 187.100 | 89,0 %  | 8.954     | 4,3 %     | 4.862  | 2,3 %  | 210.285 |
| 1900 | 8.916       | 4,0 %       | 197.822 | 88,8 %  | 8.907     | 4,0 %     | 7.149  | 3,2 %  | 222.794 |
| 1910 | 7.339       | 2,9 %       | 223.913 | 89,0 %  | 9.429     | 3,8 %     | 10.770 | 4,3 %  | 251.451 |
| 1921 | 27.048      | 10,6 %      | 193.271 | 75,9 %  | 9.910     | 3,9 %     | 24.506 | 9,6 %  | 254.735 |
| 1931 | 65.503      | 23,2 %      | 195.177 | 69,2 %  | n. d.     | n. d.     | 21.478 | 7,6 %  | 282.158 |
| 1953 | 114.568     | 33,1 %      | 214.257 | 61,9 %  | 12.696    | 3,7 %     | 4.251  | 1,3 %  | 345.772 |
| 1961 | 128.271     | 34,3 %      | 232.717 | 62,2 %  | 12.594    | 3,4 %     | 281    | 0,1 %  | 373.863 |
| 1971 | 137.759     | 33,3 %      | 260.351 | 62,9 %  | 15.456    | 3,7 %     | 475    | 0,1 %  | 414.041 |
| 1981 | 123.695     | 28,7 %      | 279.544 | 64,9 %  | 17.736    | 4,1 %     | 9.593  | 2,2 %  | 430.568 |
| 1991 | 116.914     | 26,5 %      | 287.503 | 65,3 %  | 18.434    | 4,2 %     | 17.657 | 4,0 %  | 440.508 |
| 2001 | 113.494     | 24,5 %      | 296.461 | 64,0 %  | 18.736    | 4,0 %     | 34.308 | 7,4 %  | 462.999 |
| 2011 | 118.120     | 23,3 %      | 314.604 | 62,2 %  | 20.548    | 4,0 %     | 51.795 | 10,5 % | 505.067 |
| 2024 | 121.520     | 22,6 %      | 309.000 | 57,6 %  | 19.853    | 3,7 %     | 86.560 | 16,1 % | 536.933 |

Sprachenpolitik:

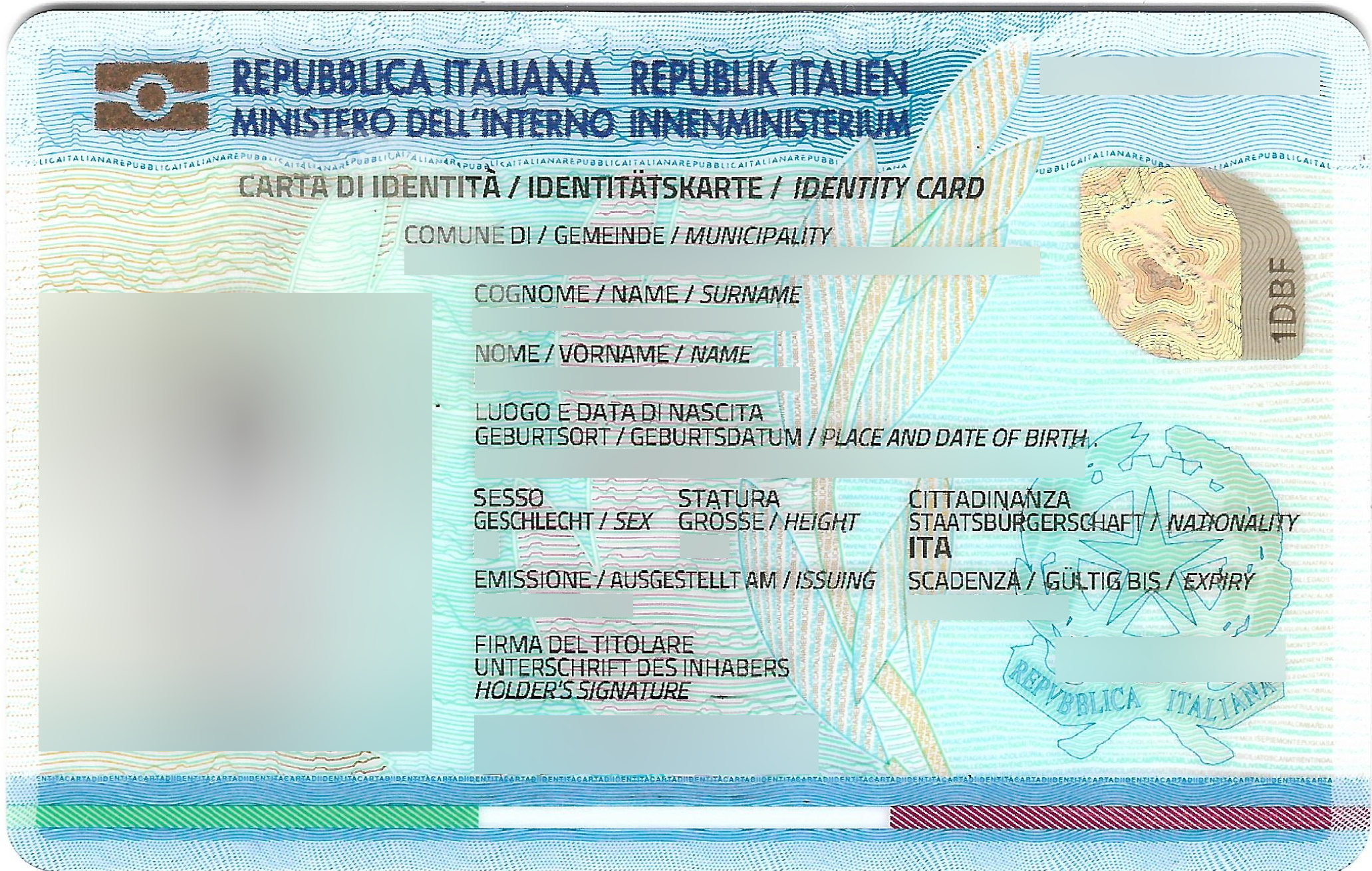
In Südtirol ausgestellte Identitätskarten sind zusätzlich auf Deutsch beschriftet.

In Südtirol gibt es drei offiziell anerkannte Sprachgemeinschaften: eine deutschsprachige, eine italienischsprachige und eine ladinischsprachige. Ihre jeweilige kulturelle Eigenart wird vom italienischen Staat per Gesetz und durch entsprechende Maßnahmen der öffentlichen Verwaltung in ihrem Fortbestand gesichert.
Die Sprachen der drei autochthonen Sprachgemeinschaften, nämlich Deutsch, Italienisch und Ladinisch, sind in der Provinz Bozen auch die offiziellen Amtssprachen, wobei dies für das Ladinische nur in den mehrheitlich von Ladinern bewohnten Talschaften gilt. Die amtliche Mehrsprachigkeit bringt mit sich, dass sämtliche Orts- und Straßenschilder sowie ein Großteil aller öffentlichen Beschilderungen mehrsprachig beschriftet sind. Die Toponomastik in Südtirol bzw. der amtliche Status der verschiedensprachigen Toponyme ist allerdings seit langem Grund für politische Auseinandersetzungen.
Alle öffentlich Bediensteten müssen Deutsch- und Italienischkenntnisse nachweisen können („Zweisprachigkeitsnachweis“), vor allem in den ladinischen Gemeinden zusätzlich Ladinischkenntnisse („Dreisprachigkeitsnachweis“). Der sogenannte „ethnische Proporz“ garantiert, dass Stellen im öffentlichen Dienst gleichmäßig zwischen den drei Sprachgruppen aufgeteilt werden. Alle Bewerber müssen dementsprechend ihre jeweilige „Sprachgruppenzugehörigkeitserklärung“ bzw. „Sprachgruppenzuordnungserklärung“ vorlegen.
| Sprache     | 1981  | 1991  | 2001  | 2011  | 2024  |
| ----------- | ----- | ----- | ----- | ----- | ----- |
| Deutsch     | 66,40 | 67,99 | 69,15 | 69,41 | 68,61 |
| Italienisch | 29,38 | 27,65 | 26,47 | 26,06 | 26,98 |
| Ladinisch   | 04,21 | 04,36 | 04,37 | 04,53 | 04,41 |

### Religionen

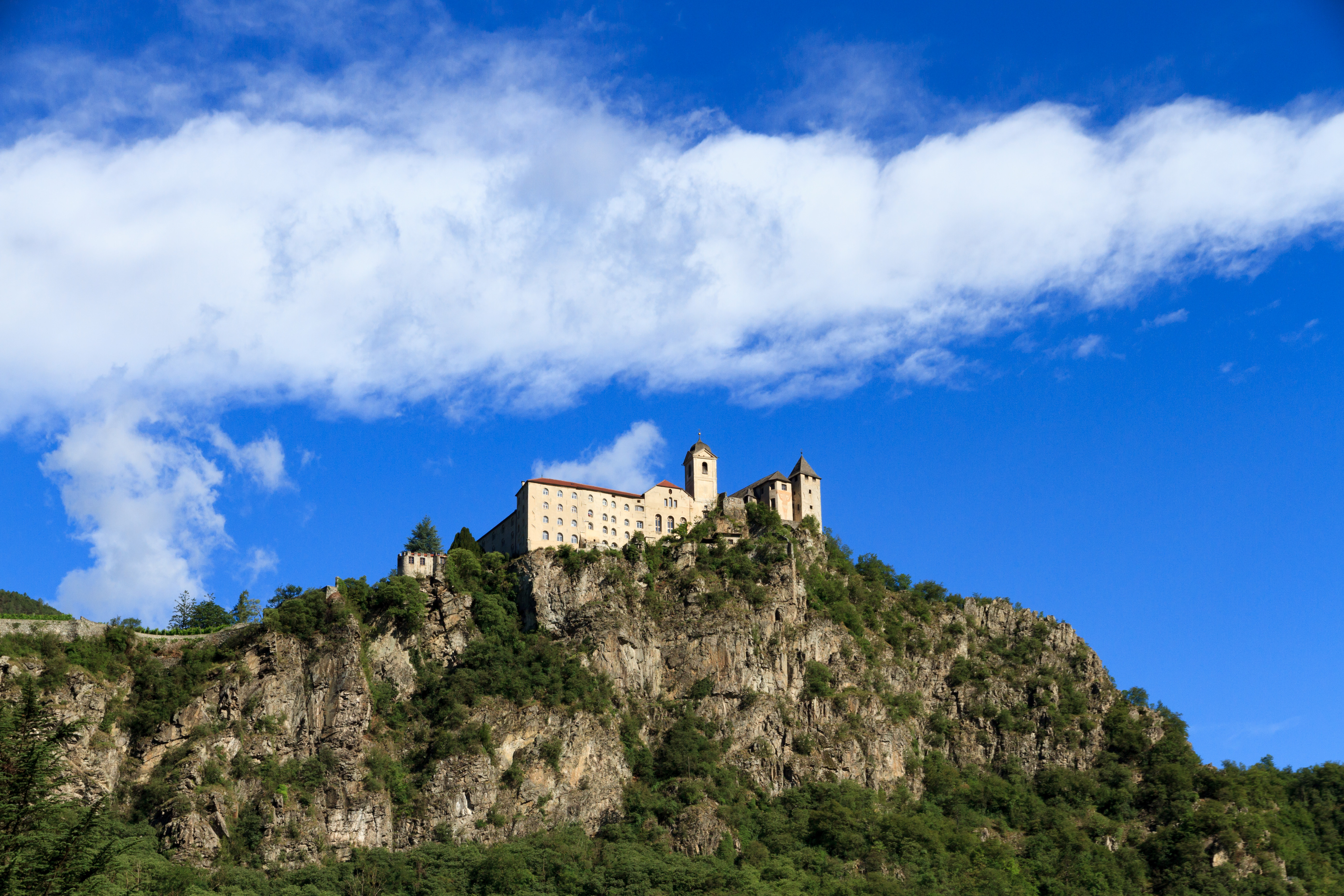
Kloster Säben, errichtet an einer frühchristlichen Stätte

Katholische Kirche: Die überwiegende Mehrheit der Bevölkerung Südtirols ist römisch-katholisch getauft. Bereits aus der Spätantike sind frühchristliche Stätten im Gebiet archäologisch nachgewiesen; Säben im Eisacktal entwickelte sich in dieser Zeit zu einem bedeutenden kirchlichen Zentrum, das erst im ausgehenden Frühmittelalter von Brixen als Bischofssitz abgelöst wurde. Das Territorium des heutigen Südtirol war über Jahrhunderte zwischen den Bistümern Brixen, Chur (bis 1808/1816) und Trient (bis 1964) aufgeteilt. Berühmtester Bischof von Brixen war der Universalgelehrte Nikolaus von Kues. Bedeutende Gestalten des regionalen Kirchenlebens waren im 19. Jahrhundert der seliggesprochene Bischof von Trient Johann Nepomuk von Tschiderer und die Mystikerin Maria von Mörl. Unter Bezugnahme auf die modernen politischen Grenzen wurde 1964 das Bistum Brixen, das nach dem Ersten Weltkrieg seine umfangreichen Nord- und Osttiroler Gebiete verloren hatte, zur Diözese Bozen-Brixen erweitert, deren Ausdehnung nun mit jener der Provinz Bozen identisch ist. Geführt wurden die Gläubigen seither von den Bischöfen Joseph Gargitter (1964–1986), Wilhelm Egger (1986–2008), Karl Golser (2008–2011) und Ivo Muser (seit 2011). Die Diözese umfasst 28 Dekanate und 281 Pfarreien (Stand: 2014), ihre Bischofskirchen sind der Brixner Dom und der Bozner Dom. Als Diözesanpatrone werden Kassian und Vigilius verehrt. Wichtige Bezugspersonen in aktuellen Diskursen der lokalen katholischen Kirche sind der Heilige Josef Freinademetz und der Selige Josef Mayr-Nusser.

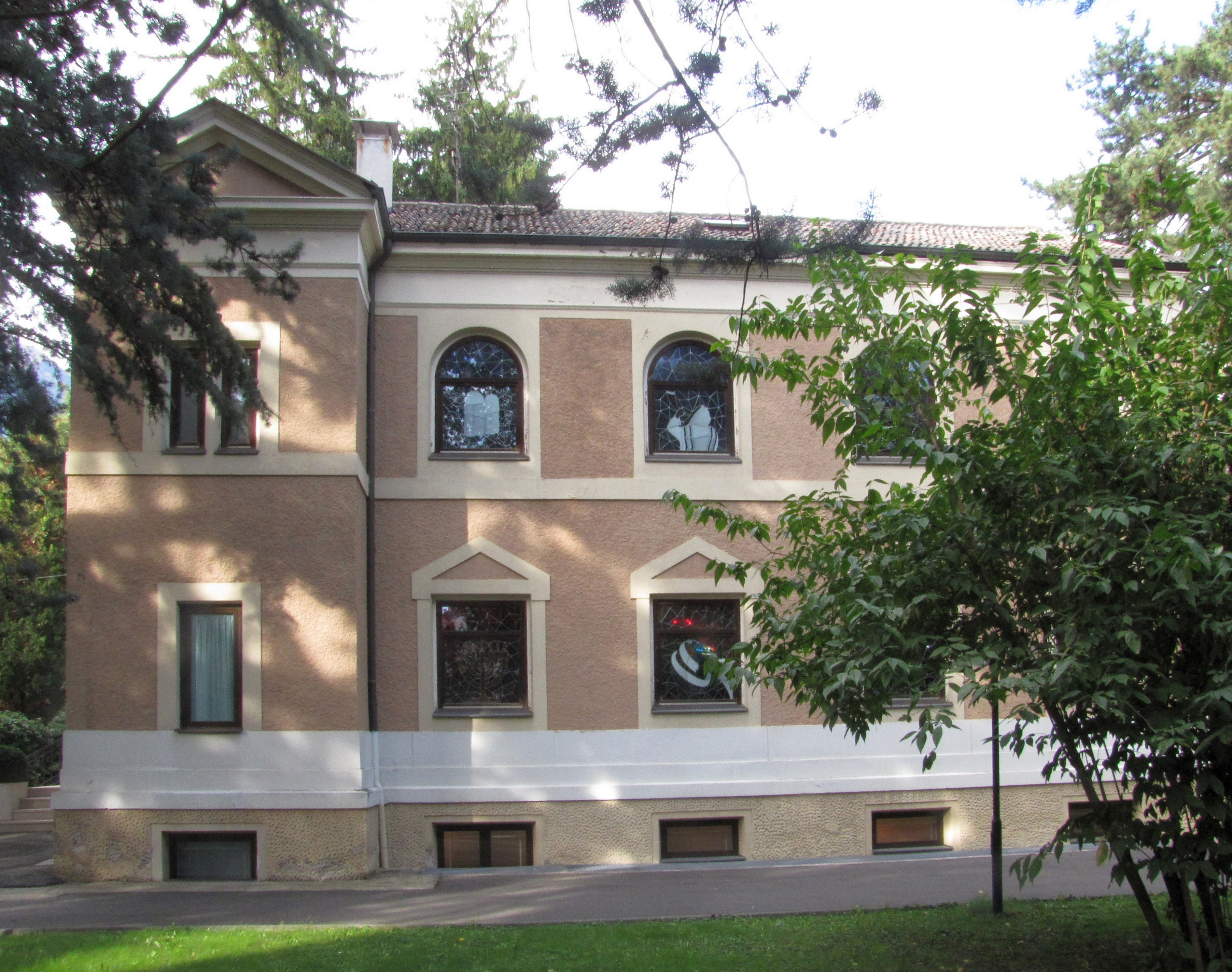
Die Synagoge Meran

Andere Glaubensgemeinschaften: Die älteste noch bestehende nichtchristliche Glaubensgemeinschaft Südtirols ist die jüdische Gemeinde Merans. In der touristisch früh erschlossenen Kurstadt entstanden zudem im 19. Jahrhundert mehrere konfessionelle Kleingruppen. Dort wurde 1861 die evangelisch-lutherische Gemeinde gegründet, die wie auch die etwas jüngere Gemeinde in Bozen der Evangelisch-Lutherischen Kirche in Italien angehört. Zusammen betreuen sie als Eigentümer mehrerer Kirchen und Predigtstätten knapp 1000 Gläubige in Südtirol und im benachbarten Trentino. Auf etwa denselben Zeitraum geht auch die Entstehung der russisch-orthodoxen Diaspora in Meran zurück. Ebenso existiert eine Südtiroler Gemeinschaft der Zeugen Jehovas. Über die gestiegene Einwanderung aus dem arabischen und asiatischen Raum kamen in den vergangenen Jahren Muslime nach Südtirol, deren Anzahl 2015 auf rund 14.000 Gläubige geschätzt wurde.

### Gesellschaftliche Charakteristika
Hohe Dichte an Non-Profit-Organisationen: Die Südtiroler Gesellschaft ist in erheblichem Ausmaß durch die Aktivitäten von Non-Profit-Organisationen geprägt. 2011 waren unter insgesamt 4.927 aktiven Vereinen und Verbänden ohne Erwerbszweck über drei Viertel in den Bereichen Kultur, Sport, Freizeit, Sozialwesen, Zivilschutz und Umweltschutz tätig. Auf 10.000 Einwohner kamen 97,6 Organisationen, was den gesamtstaatlichen Durchschnitt von 50,7 bei weitem übertrifft. Mitglieder übten dabei rund 150.000 institutionalisierte Ehrenämter aus (3.008 je 10.000 Einwohner), was statistisch ebenfalls aus den italienischen Vergleichswerten deutlich heraussticht. Zu den größten Verbänden und Vereinen des Landes zählen u. a. der Verband der Sportvereine Südtirols, der Alpenverein Südtirol, das Weiße Kreuz, der Katholische Verband der Werktätigen, der Landesverband der Freiwilligen Feuerwehren, die Katholische Jungschar, der Verband Südtiroler Musikkapellen und der Schützenbund.
Tendenz zur ethnischen Trennung: Ein weiteres Merkmal der Südtiroler Gesellschaft ist ihre relativ starke Ethnisierung. Diese spiegelt sich in erster Linie in der institutionalisierten Trennung nach Sprachgruppen wider (z. B. sprachlich getrennte Schulsysteme, Zuweisung von Arbeitsplätzen im öffentlichen Dienst nach „ethnischem Proporz“), lässt sich aber auch im Bereich der Wirtschaft (Landwirtschaft und Tourismus als traditionell „deutsche“ Domänen, öffentlicher Dienst und Industrie lange Zeit als primäre Wirtschaftsbasis der „Italiener“) sowie auf Ebene der Non-Profit-Organisationen (italienische Parallelorganisationen wie Club Alpino Italiano, Azione Cattolica, Croce Rossa) und im Bereich der meinungsbildenden Regionalmedien (deutsch- vs. italienischsprachig) eindeutig nachweisen. Gegen diese Ethnisierung, die im Kern auf den ökonomischen Interessensunterschieden der Sprachmilieus beruht und phasenweise nationalistisch übersteigert wurde, praktizierten kleine politische Oppositionskreise sogenannte interethnische Gegenkonzepte, die in den 1970er Jahren im gesellschaftlichen Diskurs erstmals wahrgenommen wurden (Alexander Langer, Neue Linke/Nuova Sinistra). In den 1990er Jahren begann auch die regierende Lokalpolitik, vorhandene Parallelstrukturen in Ansätzen aufzubrechen, etwa durch die Einrichtung der mehrsprachigen Freien Universität Bozen.

## Geschichte

### Ur- und Frühgeschichte

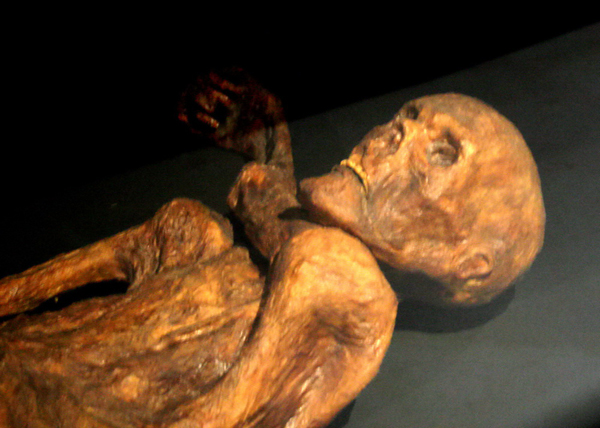
Gletschermumie Ötzi aus dem 4. Jahrtausend v. Chr.

Das Gebiet an Etsch, Eisack und Rienz ist seit der Mittelsteinzeit besiedelt. Die Menschen hielten sich damals im Sommer überwiegend im Hochgebirge oberhalb der Baumgrenze auf. Dies belegen zahlreiche archäologische Fundstellen mit Funden aus dem 7. bis zum 4. Jahrtausend v. Chr. In der darauf folgenden Jungsteinzeit begann der Mensch die fruchtbaren Mittelgebirgsterrassen entlang der Haupttäler zu besiedeln. Wichtige Funde aus dieser Zeit stammen vom Plunacker in Villanders, dem Hügel von Schloss Juval im Vinschgau und vom Tisenjoch („Ötzi“). In der Bronzezeit begann eine Zeit des wirtschaftlichen Aufschwungs, hauptsächlich wegen des Kupferbergbaus. In der späten Bronzezeit (1300–1000 v. Chr.) und der älteren Eisenzeit war das heutige Südtirol von Menschen besiedelt, die Träger der inneralpinen Laugen-Melaun-Kultur waren. Die Räter sind in der jüngeren Eisenzeit Träger der Fritzens-Sanzeno-Kultur und damit die erste namentlich bekannte Urbevölkerung des mittleren Alpenraumes.

### Altertum

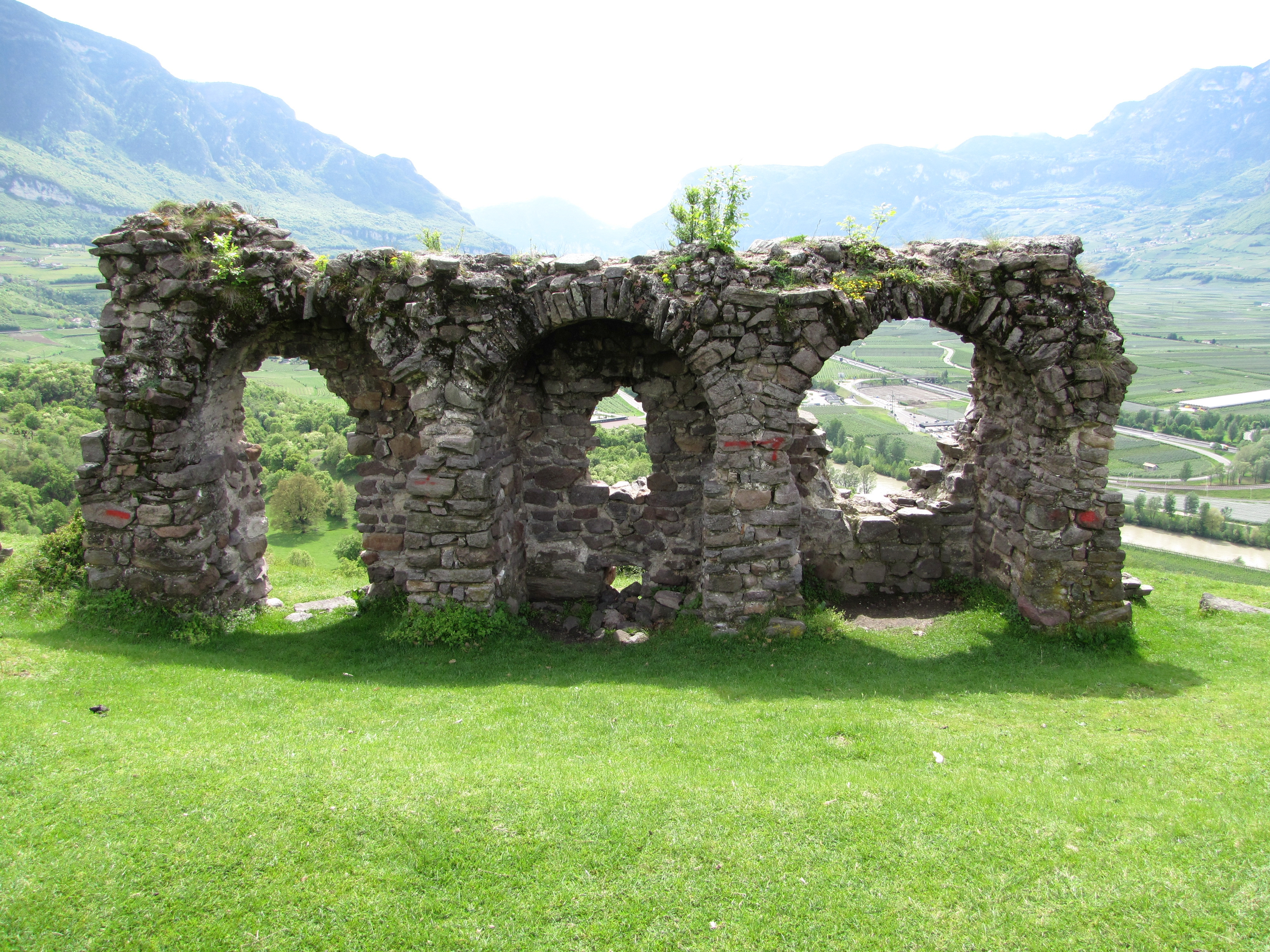
Ruinen auf Castelfeder aus der Zeit zwischen dem 6. und dem 9. Jh. n. Chr.

Vom 1. Jh. v. Chr. bis zur Völkerwanderungszeit gehörte das Gebiet des heutigen Südtirol zum römischen Imperium. Die Römer unterwarfen die Alpenstämme der Breonen, Isarken, Saevaten und Venosten und bauten die Region zu einem strategisch wichtigen Durchzugsgebiet der via Raetia, der via Claudia Augusta und der via Iulia Augusta aus, von denen einige Meilensteine erhalten blieben. Auf diese Zeit gehen keine örtlichen Stadtgründungen zurück, aber aus antiken Quellen sind namentlich die Straßenstationen Endidae, Littamum, Pons Drusi, Sebatum, Sublavio und Vipitenum bekannt. Zu den zahlreichen Funden aus dieser Epoche in Südtirol gehört beispielsweise die bei St. Pauls in der Gemeinde Eppan ergrabene römerzeitliche Villa aus dem 4. Jahrhundert mit sehr gut erhaltenen Fußboden-Mosaiken.
Zwischen dem 6. und 9. Jahrhundert wurde das Gebiet von den Bajuwaren besiedelt, die dort auf die Langobarden und die romanisierte Altbevölkerung stießen. Wichtige Fundstellen und Denkmäler aus dieser Zeit sind der Säbener Berg bei Klausen, Castelfeder bei Auer, St. Peter in Altenburg bei Kaltern und die Kirche St. Prokulus bei Naturns.

### Mittelalter

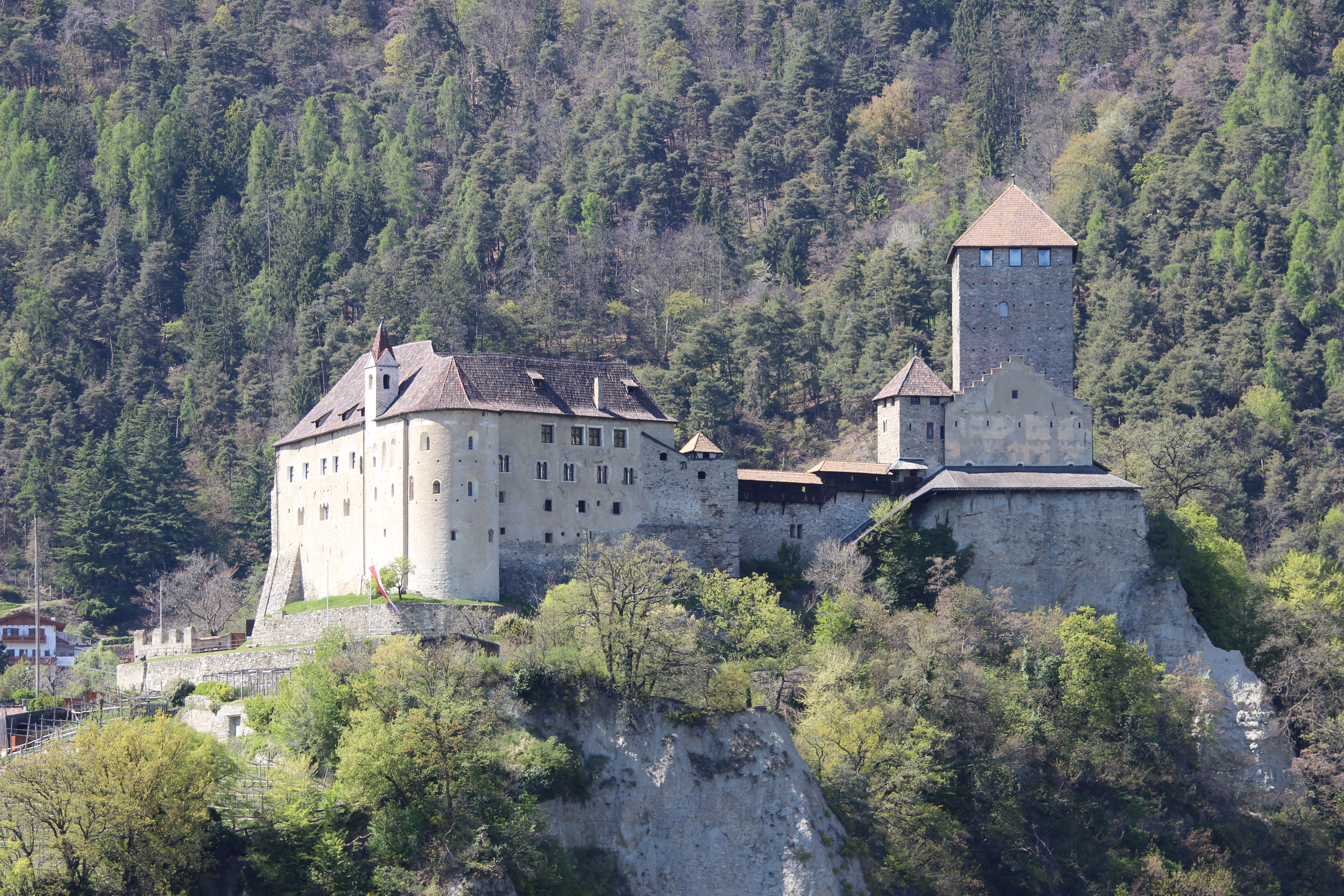
Schloss Tirol, Hauptbauphasen des 11.–13. Jh.s n. Chr.

Als Teil des Herzogtums Baiern zunächst im Fränkischen Reich und später im Heiligen Römischen Reich erlangte das Gebiet strategische Bedeutung, weil seine Straßen eine Verbindung zu Reichsitalien herstellten. Große Teile des Gebiets wurden 1004 und 1027 den Bischöfen von Trient und Brixen als Grafschaften (u. a. das Norital) übertragen.
Im Laufe des 12. und 13. Jahrhunderts gelang es den Grafen von Tirol (den Albertinern und Meinhardinern), ausgehend von Schloss Tirol bei Meran die Grafschaft Tirol zur dominierenden lokalen Herrschaft zu machen. Allmählich nahmen die Talschaften südlich und nördlich des Brenners den Namen Tirol an. Ab dem späten 12. Jahrhundert setzte entlang den überregionalen Verkehrsachsen eine Phase zentralörtlicher Städtegründungen ein, die zu einer erheblichen sozialen Ausdifferenzierung und wirtschaftlichen Verdichtung des Landes führte.
1342 stellte Ludwig von Brandenburg den Landständen den Tiroler Freiheitsbrief aus. Im Jahr 1363 ging die Grafschaft Tirol – nach erfolglosen Akquisitionsversuchen seitens der Wittelsbacher und der Luxemburger – von Margarete von Tirol (später „Maultasch“ genannt) unter Zustimmung der Tiroler Landstände an die Habsburger über, die das Land fast durchgängig bis 1918 regierten. Friedrich IV. verlegte den Amtssitz 1420 nach Innsbruck.

### Frühe Neuzeit
Am Beginn des 16. Jahrhunderts wurde auch der Tiroler Raum von den großräumigen politischen und religiös-ideologischen Umwälzungen erfasst. Michael Gaismair führte um 1525 den lokalen Bauernaufstand an, der nach ersten Zugeständnissen des Tiroler Landesfürsten allerdings gewaltsam niedergeschlagen wurde.
Die Reformation fand in Tirol zeitgleich in der Bewegung der Hutterer besondere Resonanz, einer religiösen Vereinigung, die 1528 von Jakob Hutter gegründet worden war. Die Hutterer waren massiver Verfolgung ausgesetzt. Jakob Hutter wurde 1536 vor dem Goldenen Dachl in Innsbruck auf dem Scheiterhaufen verbrannt. Zahlreiche seiner Anhänger verließen Tirol infolge der Repression und fanden in Mähren, später in Nordamerika, eine neue Heimat.

### 19. Jahrhundert

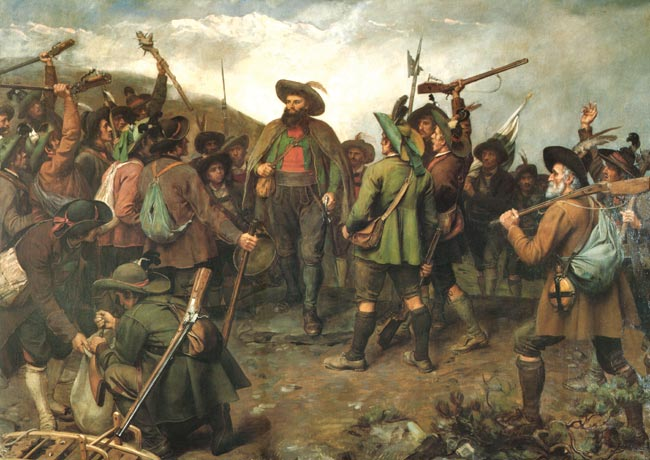
Das heroisierende Gemälde von Franz Defregger mit dem Titel Vorabend der Schlacht am Bergisel zeigt den Tiroler Volksheld Andreas Hofer inmitten seiner Getreuen.

Im Zuge der Französischen Revolution und der anschließenden Eroberungskriege Napoleons kam es auch in Tirol zu Umwälzungen. 1805 fiel ganz Tirol an das mit Frankreich verbündete Bayern, das im Januar 1806 zum Königreich aufstieg. 1808 wurde Tirol in drei bayerische Kreise aufgeteilt (Innkreis, Eisackkreis, Etschkreis); 1809 kam es auch dort zur Aushebung von Truppen für die Bayerische Armee.
Unter der Führung Andreas Hofers entstand eine Widerstandsbewegung, die sich der säkularen, aus Frankreich importierten Neuordnung gewaltsam widersetzte. Nach der militärischen Niederschlagung des Tiroler Volksaufstands wurden Bozen und das Gebiet südlich davon zusammen mit dem Trentino 1810 erstmals an das kurzlebige Königreich Italien angegliedert, 1813 von den Truppen des Kaisertums Österreich jedoch erneut besetzt. Im Zuge der Wiederherstellung der vorrevolutionären Machtverhältnisse in Europa (Restauration) auf dem Wiener Kongress wurde Tirol 1815 erneut als Teil der Habsburgermonarchie bestätigt.
Die Industrielle Revolution hielt in der ersten Hälfte des 19. Jahrhunderts in Tirol erst verspätet Einzug und blieb lange Zeit im Wesentlichen auf die kleinstädtischen Ballungszentren der Region beschränkt; eine sozialdemokratische Partei entstand in Tirol erst 1890, blieb aber weitgehend unbedeutend. Nachhaltige Wirkung entfaltete der Nationalismus deutscher und italienischer Prägung. Erste Kontroversen hatten sich in Tirol diesbezüglich bereits im Revolutionsjahr 1848 abgezeichnet; sie verstärkten sich vor dem Hintergrund des italienischen Risorgimento (1861) und der deutschen Reichsgründung (1871).

### Kriegsjahre und Diktaturen
Erster Weltkrieg: Der Ausbruch des Ersten Weltkriegs erfolgte zu einem Zeitpunkt, an dem die soziale Basis des Vielvölkerstaates Österreich-Ungarn auch in Tirol durch die aufkommenden Nationalismen bereits tief gespalten war. Die Hinrichtung des italienischen Irredentisten Cesare Battisti in Trient im Jahr 1916 gilt als symbolischer Höhepunkt des Tiroler Nationalitätenkonflikts. Ihm war der Kriegseintritt Italiens gegen Österreich-Ungarn aufseiten der Triple Entente im Jahr 1915 vorausgegangen. In diesem Zusammenhang hatte Italien im Londoner Geheimvertrag von seinen Bündnispartnern die Zusicherung erhalten, nach dem Sieg u. a. den südlichen Teil Tirols bis zum Brennerpass annektieren zu können. Damit wurde über die ursprünglichen Ziele des zunächst auf italienischsprachige Gebiete außerhalb des italienischen Staatsgebietes konzentrierten Irredentismus hinausgegriffen und dafür internationale Unterstützung erlangt.
Abtrennung von Österreich: Am 30. Oktober 1918 konstituierte sich der neue Staat Deutschösterreich und betrachtete Deutsch-Südtirol als Bestandteil seines Staatsgebiets. Am 3. November 1918 schloss die kaiserlich-österreichische Armee (Ungarn betrachtete sich seit dem Ende der Realunion am 31. Oktober 1918 als nicht mehr betroffen und verhandelte seinen Waffenstillstand mit Italien in der Folge separat) mit dem Königreich Italien den Waffenstillstand von Villa Giusti. Südtirol wurde daraufhin rasch von italienischen Truppen besetzt.
Deutschösterreich rief am 12. November 1918 die Republik aus. Es hatte allerdings als Teil der Verliererseite des Krieges kaum Einfluss auf den Vertrag von Saint-Germain vom 10. September 1919 (der demzufolge damals als Diktat von Saint-Germain bezeichnet wurde), sah aber zum Vertragsabschluss keine gangbare Alternative. Südtirol wurde gemäß dem Londoner Geheimvertrag Italien zugesprochen. Die Konstituierende Nationalversammlung Deutschösterreichs ratifizierte den Vertrag am 21. Oktober 1919; völkerrechtlich trat er am 16. Juli 1920 in Kraft. Daraufhin erfolgte am 10. Oktober 1920 auch formal die Annexion Südtirols durch Italien, in dem es zunächst zusammen mit dem Trentino als Venezia Tridentina verwaltet wurde.

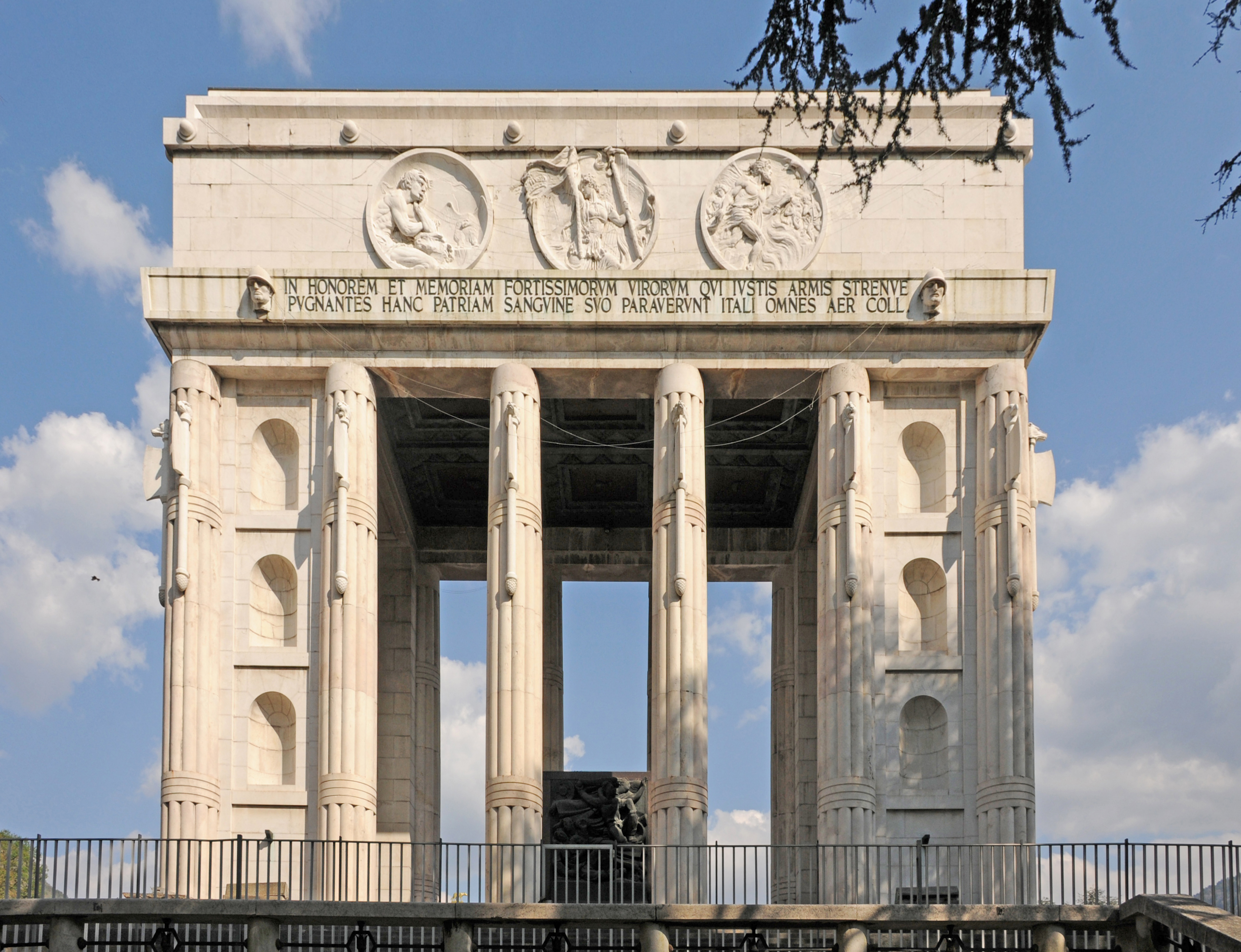
Siegesdenkmal in Bozen, erbaut als Symbol der Italianität, des Faschismus sowie als Denkmal für die italienischen Toten des Ersten Weltkriegs

Italianisierung: Mit der Machtergreifung der Faschisten in Italien im Jahre 1922 begann in Südtirol eine gewaltsame Assimilierungspolitik, die eine vollständige Ausmerzung des altösterreichischen Charakters der Region zum Ziel hatte. Im Rahmen eines von Ettore Tolomei entworfenen umfassenden Italianisierungsprogramms wurde u. a. der Gebrauch der deutschen Sprache im Schulunterricht sowie in allen öffentlichen Einrichtungen verboten; ebenso wurden Vor- und Familiennamen der ortsansässigen Bevölkerung behördlich ins Italienische übersetzt. 1927 wurde die Venezia Tridentina in die mehrheitlich italienischsprachige Provinz Trient und die mehrheitlich deutschsprachige Provinz Bozen geteilt. Besonders ab den 1930er Jahren wurde mittels gezielter Wohnbau- und Industrialisierungspolitik des italienischen Staates versucht, die deutsch- und ladinischsprachige Bevölkerung durch verstärkten italienischen Zuzug zur Minderheit innerhalb Südtirols zu machen. Eliten aus dem Umfeld der katholischen Geistlichkeit sowie des konservativ-deutschnationalen Deutschen Verbands widersetzten sich dieser Entnationalisierungspolitik mit der Einrichtung illegaler Katakombenschulen. Ab Beginn der 1930er Jahre organisierten sich Südtiroler aber auch im nationalsozialistischen Völkischen Kampfring Südtirols (VKS).

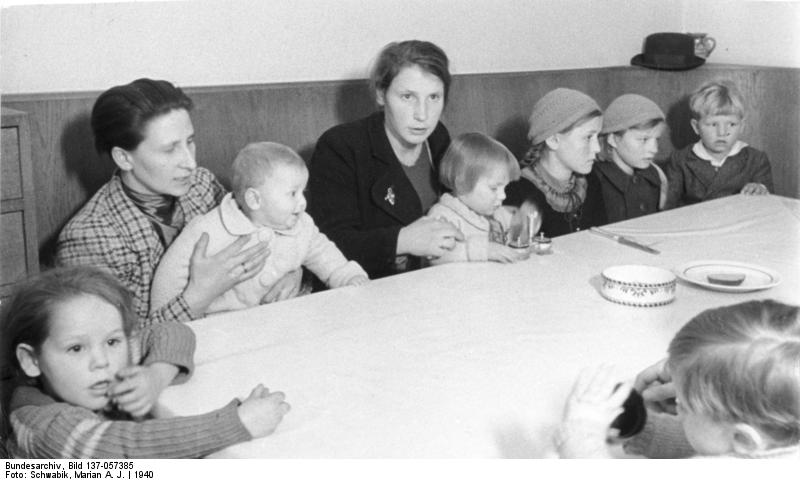
Südtiroler Optanten 1940 nach ihrer Ankunft in Innsbruck

Umsiedlungspolitik: Im Mai 1939 schlossen Benito Mussolini und Adolf Hitler den Stahlpakt; die beiden Diktatoren einigten sich u. a. darauf, „die gemeinsame, für alle Zeiten festgelegte Grenze zwischen Deutschland und Italien“ anzuerkennen, also auch jene zwischen Tirol und Südtirol. Zur Lösung der Südtirolfrage wurde auf Linie der nationalsozialistischen Heim-ins-Reich-Doktrin im Oktober desselben Jahres schließlich ein Umsiedlungsabkommen geschlossen, die sogenannte Option, in der die deutsch- und ladinischsprachige Bevölkerung vor die Wahl gestellt wurde, in das Deutsche Reich abzuwandern oder ohne ethnischen Minderheitenschutz in ihrer Heimat zu bleiben. Der Völkische Kampfring Südtirols unterstützte dieses Abkommen nach anfänglicher Kritik, während sich eine kleine Gruppe um den Andreas-Hofer-Bund der Umsiedlung widersetzte. 86 % der Südtiroler optierten für die Abwanderung. Kurz nach Beginn des Zweiten Weltkriegs wurden Zehntausende in das Deutsche Reich umgesiedelt.
Nationalsozialistische Herrschaft: Mit dem Sturz Mussolinis und dem deutschen Einmarsch in Norditalien endete die Umsiedlung 1943 vorzeitig; Südtirol geriet nun als Operationszone Alpenvorland bis Kriegsende 1945 direkt unter nationalsozialistische Herrschaft (siehe auch Durchgangslager Bozen). Mit dem Einmarsch der US-Streitkräfte im Frühjahr 1945 übernahm die italienische antifaschistische Widerstandsbewegung Comitato di Liberazione Nazionale (CLN) die provisorische Verwaltung Südtirols; gleichzeitig wurde die Südtiroler Volkspartei (SVP) als Sammelpartei der deutsch- und ladinischsprachigen Südtiroler gegründet.

### Nachkriegszeit und Autonomie
Unmittelbare Nachkriegszeit: Am Rande der Pariser Friedenskonferenz 1946 wurde zwischen der österreichischen Bundesregierung Figl I und der Republik Italien die Grundlage für ein Autonomiestatut für Südtirol und die deutschsprachigen Gemeinden des angrenzenden Trentino ausgehandelt (Gruber-De-Gasperi-Abkommen). Darin wurde auch die Schutzfunktion Österreichs für Südtirol verankert, die bis heute von der österreichischen Bundesregierung ausgeübt wird. Die italienische Regierung erweiterte 1948 zwar die Provinz Bozen um einige bis dato der Provinz Trient zugeschlagene mehrheitlich deutschsprachige Gemeinden (vor allem im Unterland und am Deutschnonsberg), fasste die beiden Provinzen aber zur Region Trentino-Tiroler Etschland zusammen. Das sogenannte Erste Autonomiestatut siedelte wesentliche Teile der autonomen Kompetenzen bei dieser mehrheitlich italienischsprachigen Region an, wodurch die politischen Vertreter der deutschsprachigen Südtiroler in eine Minderheitenposition gebracht wurden. Auch andere Bestimmungen des Vertrages blieben im Verlauf der 1950er Jahre zum Großteil unerfüllt. Die italienische Wirtschaftspolitik förderte gleichzeitig die Arbeitsmigration aus den italienischen Nachbarregionen nach Südtirol, gegen die sich unter der alteingesessenen Bevölkerung Widerstände aufbauten. Die Unzufriedenheit weiter Teile der deutschsprachigen Bevölkerung gipfelte vorerst 1957 in der Großkundgebung von Schloss Sigmundskron.
Bombenattentate: Das Klima politischer und ökonomischer Marginalisierung bestärkte einige separatistisch gesinnte Südtiroler (Befreiungsausschuss Südtirol, BAS) ab Mitte der 1950er Jahre in ihrem Vorhaben, durch Bombenattentate eine Loslösung Südtirols von Italien zu erzwingen. Nach Inhaftierung der Führungsriege des BAS infolge der Feuernacht im Jahr 1961 wurden bis in die späten 1980er Jahre zunehmend gewalttätigere Anschläge von Folgegruppierungen verübt, die mit neonazistischen Kreisen aus dem deutschsprachigen Ausland in Verbindung standen.
Diplomatische Lösung: Bereits vor den Ereignissen der Feuernacht wurde die Südtirolfrage im Jahr 1960 mit der Bekanntgabe des Streitfalls zwischen Österreich und Italien durch den damaligen österreichischen Außenminister Bruno Kreisky vor der UNO-Generalversammlung „internationalisiert“, d. h. zum Gegenstand der Aufmerksamkeit über Österreich und Italien hinaus gemacht. Die italienische Regierung wurde dadurch zu einer Lösung des politischen Konflikts mit der ethnischen Minderheit der Südtiroler motiviert. Nach Einsetzung der parlamentarischen Neunzehnerkommission im Jahr 1961 erzielten die Außenminister Giuseppe Saragat (Italien) und Bruno Kreisky (Österreich) 1964 eine erste grundsätzliche Einigung hinsichtlich der Verwirklichung des Maßnahmenpakets, das die Kommission vorgelegt hatte. Nach weiteren Nachverhandlungen wurde 1969 schließlich der sogenannte „Operationskalender“ zur Verwirklichung des „Südtirol-Pakets“ von der Südtiroler Volkspartei und dem österreichischen Nationalrat gutgeheißen und 1971 vom italienischen Parlament verabschiedet. 1972 trat somit das Zweite Autonomiestatut als Verfassungsgesetz in Kraft, das einen bedeutenden Ausbau der Autonomie Südtirols mit sich brachte. 1992 gab die italienische Regierung der österreichischen bekannt, Paket und Operationskalender seien nun im vollen Umfang realisiert. Österreich richtete daraufhin nach Zustimmung der Südtiroler und Tiroler Politiker eine „Streitbeilegungserklärung“ an Italien und an die Vereinten Nationen.
Jüngere Entwicklungen: Begünstigt von weitreichenden Autonomiebefugnissen (teils auch in Budgetangelegenheiten) konnte sich Südtirol zu einer wohlhabenden Region in Europa und einer der bestgestellten Italiens entwickeln. Der mit dem Schengener Abkommen und der Einführung der Gemeinschaftswährung Euro angeschobene europäische Integrationsprozess erleichterte es seit den 1990er Jahren, verstärkt an die lange historische Zusammengehörigkeit des Bundeslandes Tirol und der Länder Südtirol und Trentino anzuknüpfen. Mit der Gründung der Europaregion Tirol–Südtirol–Trentino erfolgte eine Institutionalisierung der grenzüberschreitenden Zusammenarbeit mit den anderen Teilen des ehemaligen Kronlandes Tirol. Symbolhaft für die Entspannung der italienisch-österreichischen Beziehungen in der Südtirolfrage stehen erstmalige Zusammenkünfte hoher politischer Repräsentanten beider Staaten auf Südtiroler Boden: Am 5. September 2012 trafen sich die Staatspräsidenten Giorgio Napolitano und Heinz Fischer zu Konsultationen im Meraner Kurhaus, am 5. Juli 2014 nahmen Ministerpräsident Matteo Renzi und Bundeskanzler Werner Faymann gemeinsam an einer Tagung auf Schloss Prösels teil.

## Politik

### Hoheitssymbole
Südtirol verfügt über ein offizielles Wappen und eine Flagge.
| Wappen von Südtirol | Blasonierung: „Auf Silbergrund alter roter (Tiroler) Adler, goldbewehrt mit roter Zunge und goldenen Flügelspangen.“ |
| Wappen von Südtirol | Wappenbegründung: Das Wappen ist eine Variante des traditionellen Tiroler Wappens. Es wurde von der Südtiroler Landesregierung am 30. Juli 1982 beschlossen und infolge des Dekrets des Präsidenten der Italienischen Republik vom 21. März 1983 genehmigt. |

Die Flagge ist in den Farben Weiß und Rot gehalten, die der alten Tiroler Landesfahne entnommen sind; in der Mitte ist sie mit dem Landeswappen belegt. Ihre offizielle Anerkennung wurde am 7. Oktober 1996 von der Landesregierung beantragt, am 22. November 1996 erfolgte die Genehmigung des Präsidenten.

Flagge Südtirols
Landesbanner Südtirols

### Regional- und Landesautonomie
Südtirol (also die Provinz Bozen) bildet zusammen mit dem Trentino (Provinz Trient) die Region Trentino-Südtirol, eine der insgesamt fünf italienischen Regionen, die mit weitgehenden Gesetzgebungsbefugnissen ausgestattet und dementsprechend auch von der italienischen Verfassung als autonome Regionen mit besonderem Statut anerkannt werden. Das Erste Autonomiestatut wurde 1948 auf der Grundlage des Gruber-De-Gasperi-Abkommens per Verfassungsgesetz eingeführt. Von den politischen Vertretern der deutschsprachigen Südtiroler wurde diese Lösung jedoch als unzureichend empfunden, da mit der Konstituierung einer Gemeinschaftsregion mit dem Trentino de facto eine italienischsprachige Bevölkerungsmehrheit geschaffen wurde. Diese Konstellation begrenzte bei den Wahlen zum Regionalrat und der Bildung der Regionalregierungen das politische Potential der deutschsprachigen Parteien. Gleichzeitig wurde im Verlauf der 1950er und 60er Jahre von Seiten der deutschsprachigen Bevölkerung die fehlende Umsetzung der zugesicherten Maßnahmen zur wirtschaftlichen und kulturellen Förderung kritisiert.
Mit Einführung des Zweiten Autonomiestatus nach mehrjährigen Verhandlungsetappen im Jahr 1972 bzw. im Laufe der bis 1992 dauernden Umsetzung des Maßnahmenpakets wurden die autonomen Kompetenzen erweitert und beinahe zur Gänze von der Region Trentino-Südtirol an die beiden Provinzen Trient und Bozen übergeben. Der mehrheitlich deutschsprachigen Provinz Bozen ist es dadurch vorbehalten, im Landtag in den Bereichen öffentliche Ämter, Raumordnung, Handwerk, Messen und Märkte, Jagd und Fischerei, Kommunikations- und Transportwesen, Fremdenverkehr und Gastgewerbe, Landwirtschaft, Kindergärten, Schulbau und einer Reihe weiterer Kompetenzbereiche eigene Gesetze zu erlassen, deren Umsetzung der Landesregierung obliegt. Obwohl das Autonomiestatut ein Gesetz in Verfassungsrang darstellt, bleiben die autonomen Spielräume Südtirols punktuell Änderungen unterworfen. Einige dieser Änderungen brachte die Verfassungsreform im Jahr 2001 mit daran anschließenden Urteilen des italienischen Verfassungsgerichts. Diverse Zuständigkeiten wurden seit 1992 durch das Europarecht eingeschränkt. Umgekehrt erhielt Südtirol durch bilateral mit der italienischen Regierung ausgehandelte Durchführungsbestimmungen eine Reihe von Befugnissen, die ursprünglich im Autonomiestatut nicht vorgesehen waren. So kann das Land seit 2014 beispielsweise die Sätze der Lokalsteuern (Immobiliensteuer, Abfallgebühren, Zuschläge zu staatlichen Steuern) selbst festlegen.
Um eine den Kompetenzen entsprechende Selbstverwaltung zu ermöglichen, wird Südtirol mit finanziellen Mitteln aus den staatlichen Steuereinnahmen versorgt, bleibt dabei jedoch ein Nettozahler zum italienischen Staatshaushalt. Ein Großteil der in Südtirol einbezahlten Steuern (vor allem der Umsatzsteuer sowie der Einkommens- und Körperschaftsteuer) fließen von Rom an die Landesverwaltung zurück. Der Südtiroler Landeshaushalt belief sich 2015 auf rund 5,3 Milliarden Euro. Das Budget des österreichischen Bundeslandes Tirol wies vergleichsweise rund 3,4 Milliarden Euro auf. Dadurch werden in Südtirol (wie auch im Trentino) von der lokalen Verwaltung zahlreiche Dienstleistungen angeboten, die in anderen italienischen Regionen von der staatlichen Verwaltung übernommen werden oder überhaupt nicht bestehen.

### Politische Landschaft
Seit Ende des Zweiten Weltkriegs und der Konstituierung Südtirols als autonomer Provinz innerhalb der Republik Italien bestimmt die Südtiroler Volkspartei (SVP) das politische Geschehen vor Ort maßgeblich. Sie präsentiert sich als „ethnische Sammelpartei“ aller deutsch- und ladinischsprachigen Südtiroler und konnte als solche von 1948 bis 2008 ununterbrochen die absolute Mehrheit der Mandate im Südtiroler Landtag erreichen. Bei den Landtagswahlen 2013 verfehlte sie erstmals die dafür notwendige Stimmenanzahl, blieb aber stärkste Landtagsfraktion. Entsprechend stellte die SVP bis dato alle Landeshauptleute und stets die Mehrheit der Mitglieder der Südtiroler Landesregierung. Auf kommunaler Ebene ist die SVP in zahlreichen Gemeinden die stärkste politische Kraft.

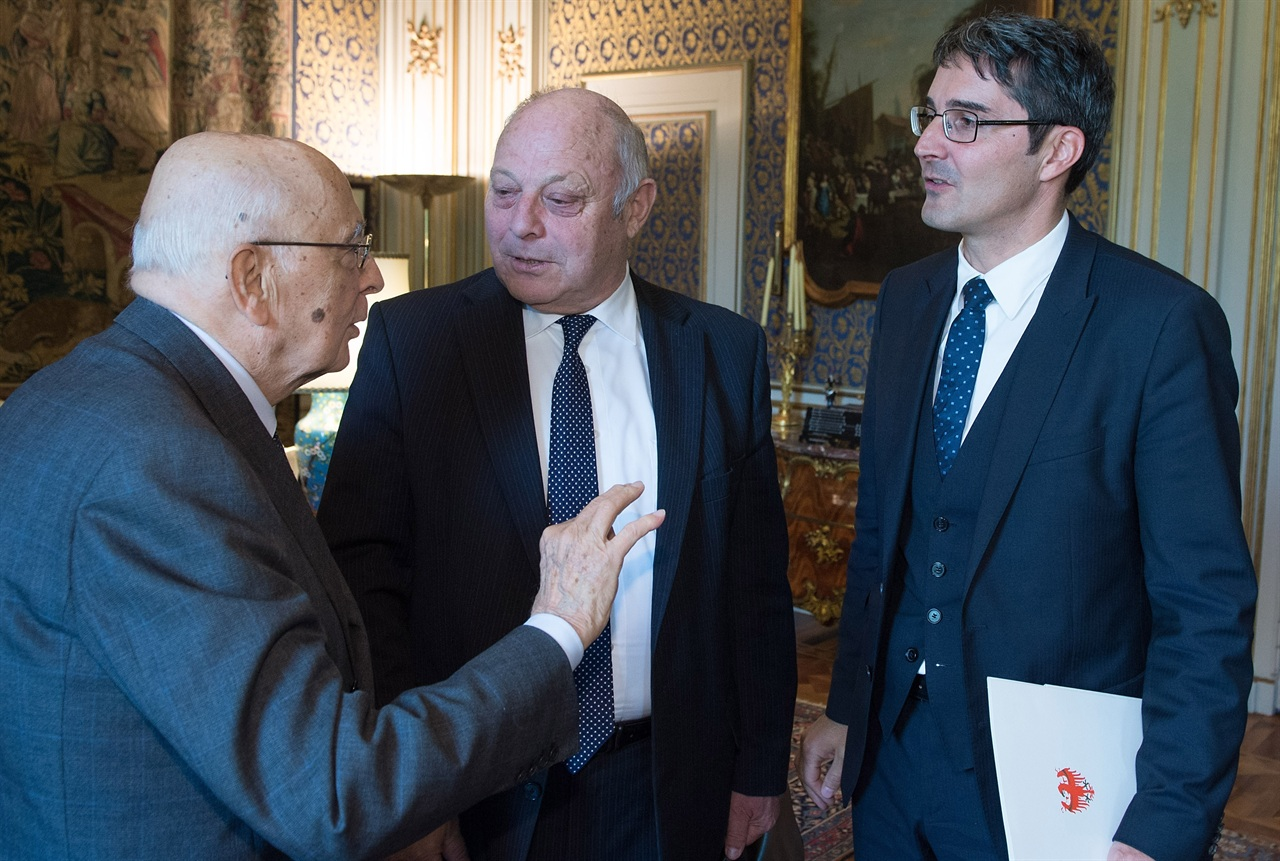
Von links nach rechts: Staatspräsident Giorgio Napolitano, Landeshauptmann Luis Durnwalder und sein designierter Nachfolger Arno Kompatscher bei Konsultationen im Jahr 2013

Im gesamtstaatlichen Kontext verfügt die SVP aufgrund ihres klaren Regionalprofils nur über geringes politisches Gewicht, wenngleich sie als einzige italienische Partei seit 1948 ununterbrochen durch Parlamentarier in der Abgeordnetenkammer und im Senat vertreten ist. Im Sinne ihres regionalistischen Selbstverständnisses strebte die Partei auf staatlicher Ebene bis dato keine direkte Regierungsbeteiligung an; sie verfolgt seit ihrer Gründung vielmehr das Ziel, legislative und exekutive Kompetenzübertragungen vom Staat an die Landesverwaltung zu erlangen, um dadurch eine weitgehende Selbstverwaltung Südtirols zu realisieren (siehe Autonomie Südtirols). Im Zuge der laufenden Ausverhandlung bzw. Umsetzung der Südtiroler Autonomie unterstützte die SVP im italienischen Parlament bis Anfang der 1990er Jahre durchwegs die gesamtstaatliche Regierungspartei Democrazia Cristiana (DC). Nach der Transformation des italienischen Parteiensystems ging die SVP strategische Partnerschaften mit dem tendenziell föderalistischen Mitte-links-Bündnis L’Ulivo ein, aus dem 2007 der Partito Democratico (PD) hervorging.
Neben der Südtiroler Volkspartei entstanden seit den 1960er Jahren auch kleinere regionale Oppositionsparteien. Die Soziale Fortschrittspartei und die Sozialdemokratische Partei Südtirols forderten im Zuge der Ausgestaltung der Regionalautonomie in den 1970er Jahren einen stärkeren Ausbau von Sozial- und Bildungseinrichtungen sowie politischen Pluralismus innerhalb der deutschsprachigen Bevölkerung. Die links-alternative Liste Neue Linke/Nuova Sinistra setzte am Beginn der 1980er Jahre wesentliche Akzente zur Überwindung der ethnischen Trennung der politischen Öffentlichkeit in ein deutsch-/ladinischsprachiges und ein italienischsprachiges Lager. In partieller Kontinuität zu den genannten Bewegungen verfechten die Südtiroler Grünen eine ökosoziale Politik. Die seit den 1980er Jahren entstandenen Parteien Süd-Tiroler Freiheit, Die Freiheitlichen und BürgerUnion üben grundsätzliche Kritik an der Autonomen Provinz Bozen als Institution. Sie fordern eine Loslösung Südtirols von Italien zugunsten unterschiedlicher staatlicher Alternativmodelle (Angliederung an Österreich, Gründung eines Südtiroler Freistaats). Eine stärkere Eigenständigkeit unter ethnisch-territorialen Gesichtspunkten fordern seit den 1990er Jahren ebenso die Ladins Dolomites für die ladinischen Talgemeinschaften.
Der Aktionsradius der gesamtstaatlichen (italienischen) Parteien ist in Südtirol vorwiegend auf den urbanen Raum Bozens und Merans beschränkt, der eine größere Anzahl italienischsprachiger Bürger beheimatet. Bis in die 1990er Jahre war die Democrazia Cristiana unter der italienischen Bevölkerung (die rund ein Viertel der Gesamtbevölkerung Südtirols umfasst) durchwegs die stärkste politische Partei, wenngleich der verhältnismäßig hohe Anteil an Industriearbeitern auch der Kommunistischen Partei Italiens zeitweise drei von 35 Landtagsmandaten sicherte. Vor allem die Umsetzung des Zweiten Autonomiestatus für Südtirol und die damit verbundene Einführung des „ethnischen Proporzes“ verunsicherte in den 1980er Jahren viele italienischsprachige Wähler, die sich infolge mehrheitlich italienisch-nationalistischen Parteien wie dem neofaschistischen und anti-autonomistischen Movimento Sociale Italiano (MSI), später der Alleanza Nazionale und dem italienischen Mitte-rechts-Lager rund um Forza Italia bzw. den Popolo della Libertà zuwandten. Das italienische Mitte-links-Lager (Democratici di Sinistra, Partito Democratico) bekannte sich hingegen stets zur Lokalautonomie und wirkte aktiv an deren Ausgestaltung mit. Dementsprechend waren seit der Auflösung der Democrazia Cristiana Parteien dieses Spektrums – wie im italienischen Parlament – bevorzugter Koalitionspartner der SVP auf Landesebene und in den größeren Stadtgemeinden. Unter dem Eindruck des latenten Konsensverlustes der italienischen Mitte-Links-Parteien änderte die SVP 2019 auf Landesebene ihre Koalitionspräferenz und bildete erstmals mit der rechtspopulistischen Lega Nord eine Koalitionsregierung.

### Landtag
- Grüne: 3
- PD: 1
- LC: 1
- TK: 4
- SVP: 13
- SMW: 1
- F: 2
- STF: 4
- JWA: 2
- VITA: 1
- Lega: 1
- FdI: 2

Der Südtiroler Landtag (italienisch Consiglio provinciale, ladinisch Cunsëi provinziel) ist die Volksvertretung der Autonomen Provinz Bozen. Die 35 Abgeordneten sind zugleich auch Mitglieder des Regionalrats Trentino-Südtirol. Das Autonomiestatut verleiht dem Landtag umfangreiche legislative Befugnisse und Kompetenzen. Seine Hauptaufgaben liegen in der Gesetzgebung sowie der Wahl und Kontrolle der Landesregierung. In die Landesregierung gewählte Abgeordnete behalten ihren Sitz im Landtag, wodurch sie eine Doppelfunktion in Legislative und Exekutive innehaben können. Die Dauer einer Legislaturperiode beträgt fünf Jahre. Den Vorsitz führt ein für zweieinhalb Jahre gewählter Landtagspräsident, den abwechselnd die deutsche und die italienische Sprachgruppe stellt oder alternativ die ladinische Sprachgruppe. Derzeit (2024) übernimmt Arnold Schuler diese Aufgabe.

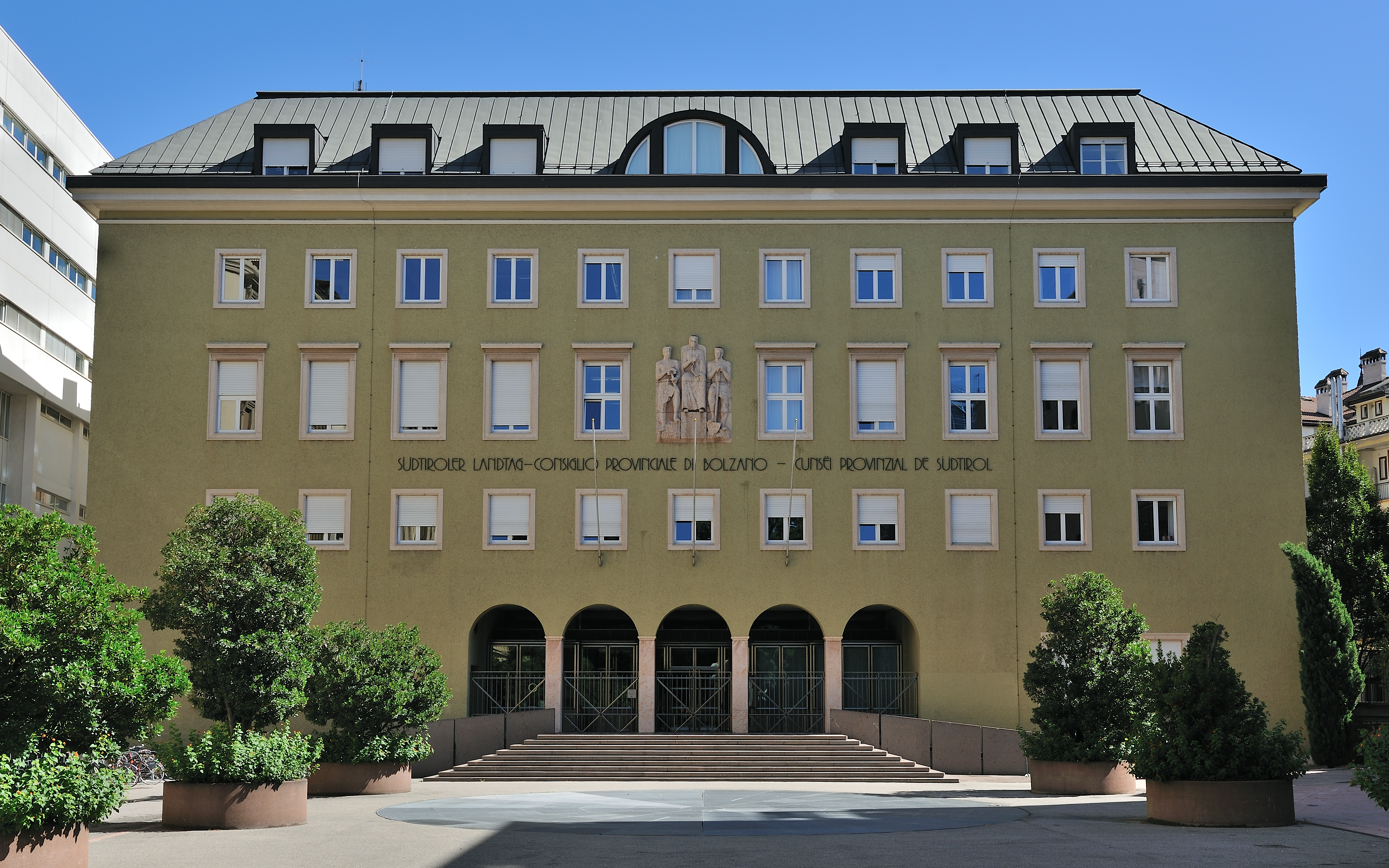
Das Landtagsgebäude in Bozen, Sitz des Landtags

Landtage seit 1948:
| Legislaturperiode | Landtagswahl      | Abgeordnete                             |
| ----------------- | ----------------- | --------------------------------------- |
| 1948–1952         | Landtagswahl 1948 | Abgeordnete der I. Legislaturperiode    |
| 1952–1956         | Landtagswahl 1952 | Abgeordnete der II. Legislaturperiode   |
| 1956–1960         | Landtagswahl 1956 | Abgeordnete der III. Legislaturperiode  |
| 1960–1964         | Landtagswahl 1960 | Abgeordnete der IV. Legislaturperiode   |
| 1964–1968         | Landtagswahl 1964 | Abgeordnete der V. Legislaturperiode    |
| 1968–1973         | Landtagswahl 1968 | Abgeordnete der VI. Legislaturperiode   |
| 1973–1978         | Landtagswahl 1973 | Abgeordnete der VII. Legislaturperiode  |
| 1978–1983         | Landtagswahl 1978 | Abgeordnete der VIII. Legislaturperiode |
| 1983–1988         | Landtagswahl 1983 | Abgeordnete der IX. Legislaturperiode   |
| 1988–1993         | Landtagswahl 1988 | Abgeordnete der X. Legislaturperiode    |
| 1993–1998         | Landtagswahl 1993 | Abgeordnete der XI. Legislaturperiode   |
| 1998–2003         | Landtagswahl 1998 | Abgeordnete der XII. Legislaturperiode  |
| 2003–2008         | Landtagswahl 2003 | Abgeordnete der XIII. Legislaturperiode |
| 2008–2013         | Landtagswahl 2008 | Abgeordnete der XIV. Legislaturperiode  |
| 2013–2018         | Landtagswahl 2013 | Abgeordnete der XV. Legislaturperiode   |
| 2018–2023         | Landtagswahl 2018 | Abgeordnete der XVI. Legislaturperiode  |
| 2023–             | Landtagswahl 2023 | Abgeordnete der XVII. Legislaturperiode |

### Landesregierung
Die Südtiroler Landesregierung (früher auch Landesausschuss genannt, italienisch Giunta provinciale, ladinisch Junta provinziala) besteht aus einem Landeshauptmann und einer variablen Anzahl an Landesräten. Aktuell (2024) besteht die Landesregierung aus zehn Landesräten und dem Landeshauptmann. Aus den Reihen der Landesräte werden die Stellvertreter des Landeshauptmanns ernannt. Der derzeitige Landeshauptmann ist Arno Kompatscher (SVP), seine Stellvertreter sind die Landesräte Rosmarie Pamer (SVP), Marco Galateo (FdI) und Daniel Alfreider (SVP).
Der Landeshauptmann und die Landesräte werden vom Landtag in geheimer Wahl mit absoluter Stimmenmehrheit gewählt. Die Zusammensetzung der Landesregierung muss in jedem Fall die proportionale Verteilung der deutschen und der italienischen Sprachgruppe im Landtag widerspiegeln. Diese Bestimmung verhinderte in der Vergangenheit eine Alleinregierung der deutschsprachig dominierten Südtiroler Volkspartei (SVP) und ermöglichte den italienischen Parteien eine Beteiligung an der Landesregierung. Da die ladinische Sprachgruppe mit nur knapp 4 % der Wohnbevölkerung Südtirols über ein geringes Wählerpotential verfügt, ermöglicht eine eigene Bestimmung im Autonomiestatut die ladinische Vertretung in der Landesregierung unabhängig von ihrer anteilsmäßigen Vertretung im Landtag.

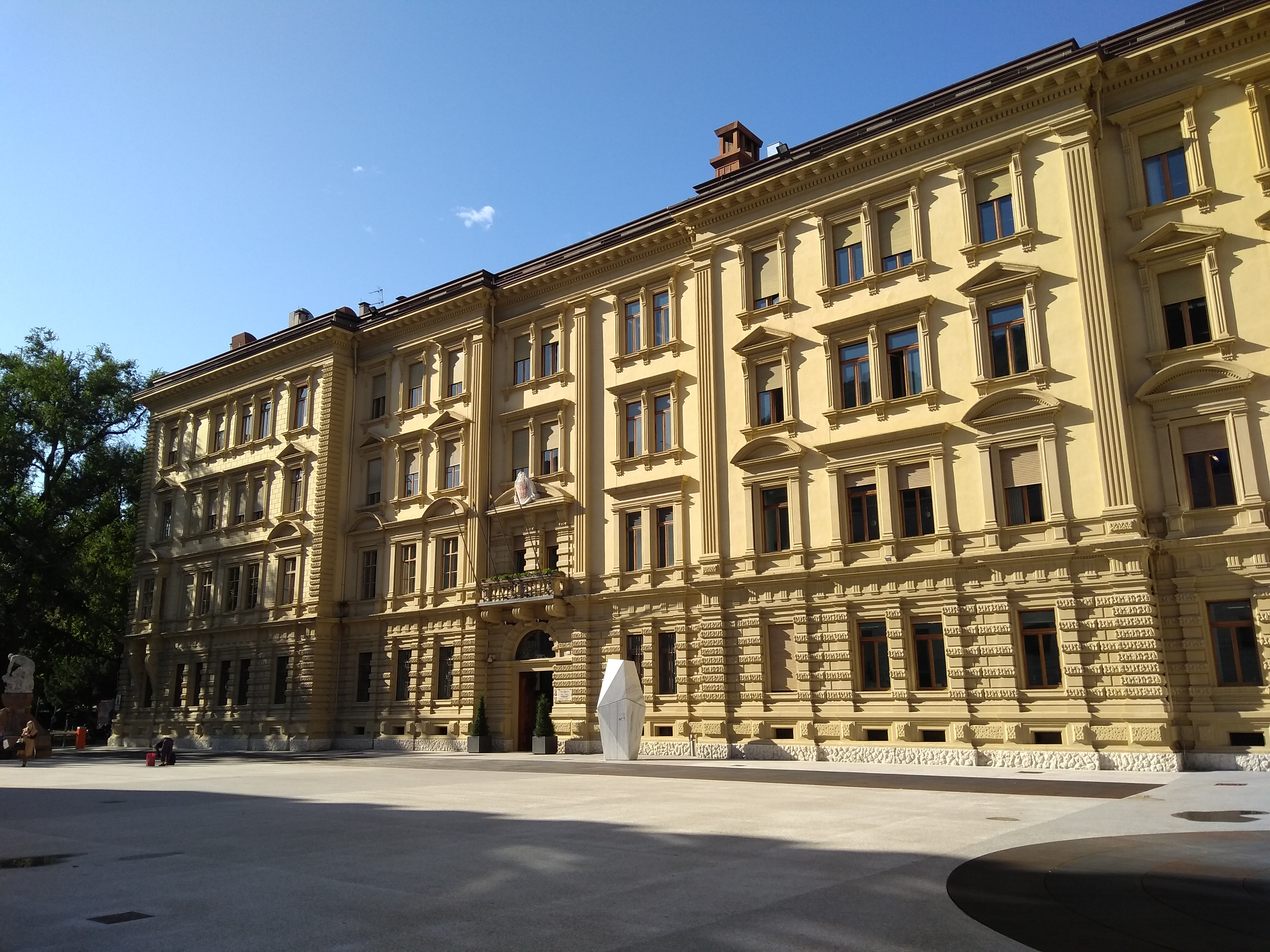
Das Palais Widmann in Bozen, Sitz der Landesregierung

Landesregierungen seit 1948:
| Regierungszeit | Landeshauptmann          | Kabinett        | Koalitionsparteien                      |
| -------------- | ------------------------ | --------------- | --------------------------------------- |
| 1948–1952      | Karl Erckert             | Erckert I       | SVP, DC, PRI                            |
| 1952–1956      | Karl Erckert, Alois Pupp | Erckert II      | SVP, DC                                 |
| 1956–1960      | Alois Pupp               | Pupp            | SVP, DC                                 |
| 1960–1965      | Silvius Magnago          | Magnago I       | SVP, DC                                 |
| 1965–1969      | Silvius Magnago          | Magnago II      | SVP, DC, PSDI                           |
| 1969–1974      | Silvius Magnago          | Magnago III     | SVP, DC, PSI                            |
| 1974–1979      | Silvius Magnago          | Magnago IV      | SVP, DC, PSI                            |
| 1979–1984      | Silvius Magnago          | Magnago V       | SVP, DC, PSDI                           |
| 1984–1989      | Silvius Magnago          | Magnago VI      | SVP, DC, PSI                            |
| 1989–1994      | Luis Durnwalder          | Durnwalder I    | SVP, DC, PSI                            |
| 1994–1999      | Luis Durnwalder          | Durnwalder II   | SVP, Partito Popolare Altoatesino, PDS  |
| 1999–2003      | Luis Durnwalder          | Durnwalder III  | SVP, Unione Democratica Altoatesina, DS |
| 2003–2008      | Luis Durnwalder          | Durnwalder IV   | SVP, Unione Autonomista, DS             |
| 2008–2014      | Luis Durnwalder          | Durnwalder V    | SVP, PD                                 |
| 2014–2019      | Arno Kompatscher         | Kompatscher I   | SVP, PD                                 |
| 2019–2024      | Arno Kompatscher         | Kompatscher II  | SVP, LN                                 |
| 2024–          | Arno Kompatscher         | Kompatscher III | SVP, Freiheitliche, FdI, LN, La Civica  |

### Staatliche Verwaltung
Die staatliche italienische Verwaltung wird in Südtirol durch das Regierungskommissariat für die Provinz Bozen (Commissariato del Governo per la provincia di Bolzano) verkörpert, das von einem von der italienischen Zentralregierung in Rom ernannten Regierungskommissar (Commissario del Governo) geleitet wird. Seit dem 1. Mai 2017 bekleidet Vito Cusumano dieses Amt. Der Regierungskommissar entspricht den Präfekten der anderen italienischen Provinzen. Abgesehen davon, dass der Regierungskommissar als offizieller Vertreter Roms gegenüber der Landesregierung fungiert, hat das Regierungskommissariat Kompetenzen im Bereich der inneren Sicherheit, des Zivilschutzes, der Einwanderung und der Organisation von Wahlen. Ihren Sitz hat die Behörde im Herzogspalast, der ehemaligen Villa Wendlandt.
Liste der Präfekten und Regierungskommissare:
| Amtsinhaber                                | Amtszeit                    |                             |                             |                             |                             |                             |                             |                             |
| Präfekten der Provinz Bozen                | Präfekten der Provinz Bozen | Präfekten der Provinz Bozen | Präfekten der Provinz Bozen | Präfekten der Provinz Bozen | Präfekten der Provinz Bozen | Präfekten der Provinz Bozen | Präfekten der Provinz Bozen | Präfekten der Provinz Bozen |
| ------------------------------------------ | --------------------------- | --------------------------- | --------------------------- | --------------------------- | --------------------------- | --------------------------- | --------------------------- | --------------------------- |
| Umberto Ricci                              | 1927–1928                   |                             |                             |                             |                             |                             |                             |                             |
| Giambattista Marziali                      | 1928–1933                   |                             |                             |                             |                             |                             |                             |                             |
| Giuseppe Mastromattei                      | 1933–1940                   |                             |                             |                             |                             |                             |                             |                             |
| Agostino Podestà                           | 1940–1942                   |                             |                             |                             |                             |                             |                             |                             |
| Guglielmo Froggio                          | 1942–1943                   |                             |                             |                             |                             |                             |                             |                             |
| Emanuele Zannelli                          | 1943                        |                             |                             |                             |                             |                             |                             |                             |
| Adalberto Berruti                          | 1943                        |                             |                             |                             |                             |                             |                             |                             |
| Peter Hofer                                | 1943                        |                             |                             |                             |                             |                             |                             |                             |
| Karl Tinzl                                 | 1943–1945                   |                             |                             |                             |                             |                             |                             |                             |
| Bruno De Angelis                           | 1945–1946                   |                             |                             |                             |                             |                             |                             |                             |
| Silvio Innocenti                           | 1946–1947                   |                             |                             |                             |                             |                             |                             |                             |
| Francesco Quaini                           | 1947                        |                             |                             |                             |                             |                             |                             |                             |
| Edoardo Bisia                              | 1947                        |                             |                             |                             |                             |                             |                             |                             |
| Francesco Quaini                           | 1948                        |                             |                             |                             |                             |                             |                             |                             |
| Vizeregierungskommissare der Provinz Bozen |                             |                             |                             |                             |                             |                             |                             |                             |
| Oscar Benussi                              | 1949–1954                   |                             |                             |                             |                             |                             |                             |                             |
| Luigi Sandrelli                            | 1954–1955                   |                             |                             |                             |                             |                             |                             |                             |
| Gildo Marchione                            | 1955–1958                   |                             |                             |                             |                             |                             |                             |                             |
| Francesco Puglisi                          | 1958–1964                   |                             |                             |                             |                             |                             |                             |                             |
| Augusto Bianco                             | 1964–1966                   |                             |                             |                             |                             |                             |                             |                             |
| Luigi Masci                                | 1966–1972                   |                             |                             |                             |                             |                             |                             |                             |
| Regierungskommissare für die Provinz Bozen |                             |                             |                             |                             |                             |                             |                             |                             |
| Luigi Masci                                | 1972–1973                   |                             |                             |                             |                             |                             |                             |                             |
| Giustiniano de Pretis                      | 1973–1979                   |                             |                             |                             |                             |                             |                             |                             |
| Ignazio Marotta                            | 1979–1982                   |                             |                             |                             |                             |                             |                             |                             |
| Mario Urzì                                 | 1982–1994                   |                             |                             |                             |                             |                             |                             |                             |
| Carla Scoz                                 | 1995–2000                   |                             |                             |                             |                             |                             |                             |                             |
| Giustino Di Santo                          | 2000–2005                   |                             |                             |                             |                             |                             |                             |                             |
| Giuseppe Destro                            | 2005–2006                   |                             |                             |                             |                             |                             |                             |                             |
| Carla Scoz                                 | 2007                        |                             |                             |                             |                             |                             |                             |                             |
| Fulvio Testi                               | 2007–2012                   |                             |                             |                             |                             |                             |                             |                             |
| Valerio Valenti                            | 2012–2013                   |                             |                             |                             |                             |                             |                             |                             |
| Elisabetta Margiacchi                      | 2014–2017                   |                             |                             |                             |                             |                             |                             |                             |
| Vito Cusumano                              | seit 2017                   |                             |                             |                             |                             |                             |                             |                             |

## Wirtschaft

### Wirtschaftsstruktur
Das Bruttoinlandsprodukt pro Kopf lag 2013 in Südtirol bei etwa 40.000 Euro (Italien: 26.500 Euro; Österreich: 38.100 Euro; EU: 26.600 Euro); damit positionierte sich Südtirol in einer kaufkraftbereinigten Rangliste auf Platz 21 der 273 NUTS-2-Regionen in der EU und auf Platz 1 in Italien vor der Lombardei. Auch die lokalen Verbraucherpreise überstiegen dabei den staatlichen und EU-weiten Durchschnitt: Der Harmonisierte Verbraucherpreisindex lag 2012 bei 3,7 (Italien: 3,3; Österreich: 2,6; EU: 2,6). Die Arbeitslosenquote belief sich 2013 auf 4,4 % (3,9 % bei Männern und 5,0 % bei Frauen), was 11.400 Arbeitssuchenden entsprach. Diese Daten lagen deutlich unterhalb des gesamtstaatlichen Vergleichswerts von 12,2 %. Im Jahr 2017 betrug die Arbeitslosenquote 3,1 %.
Südtirols Wirtschaft ist vor allem durch den Dienstleistungsbereich geprägt, dem 2012 etwa drei Viertel der lokalen Wertschöpfung entstammten. Zu den wichtigsten Sparten dort zählen der Tourismus, Handel und Verkehr. Etwa ein Fünftel der lokalen Wertschöpfung entfiel auf das produzierende Gewerbe, speziell Verarbeitungsbetriebe (Handwerk, kleinere und mittelgroße Industrie), Energieversorgungs- und Bauunternehmen, die restlichen 5 % auf Land- und Forstwirtschaft. Ein markantes Merkmal ist die für Italien überproportionale Stärke des Genossenschaftswesens (am Stichtag 31. Dezember 2012 gab es 955 Genossenschaften mit etwa 160.000 Mitgliedern), das nicht nur in den klassischen Feldern Landwirtschaft und Bankenwesen operiert, sondern auch in Bereichen wie Tourismus, Handel oder Energie.
Am Stichtag 31. Dezember 2011 waren in Südtirol 43.059 Unternehmen tätig – bei insgesamt 46.396 Arbeitsstätten mit 188.292 Beschäftigten. Die durchschnittliche Betriebsgröße lag bei 4,1 Beschäftigten je Arbeitsstätte. 58,7 % der Bediensteten waren Arbeiter, 33,6 % Angestellte und 2,8 % Führungskräfte oder leitende Angestellte. Von den Unternehmen mit mehr als drei Mitarbeitern waren 32,2 % international aktiv, 14,4 % auf dem gesamtstaatlichen Markt und somit 53,4 % ausschließlich lokal. Der größte Arbeitgeber war die öffentliche Hand mit 43.827 Angestellten in 189 Körperschaften.
2012 wurden in Südtirol insgesamt etwa 113,5 Millionen Euro für Forschung und Entwicklung ausgegeben, was 0,59 % des Südtiroler Bruttoinlandsprodukts entsprach. Damit lag das Land deutlich hinter den gesamtstaatlichen und EU-weiten Durchschnittswerten, aber auch unterhalb des vom Europa-2020-Programm geforderten Zielwerts von 3 %. Seit den 1990er Jahren versucht die lokale Politik, diesen Rückstand aufzuholen, etwa durch die Gründungen des Forschungszentrums Eurac Research, der Freien Universität Bozen und des NOI Techparks. Für das Jahr 2015 stellte die Landesregierung beispielsweise 110 Millionen Euro an öffentlichen Mitteln für Forschung und Entwicklung zur Verfügung.

### Primärsektor
Die Land- und Forstwirtschaft prägen seit jeher das Südtiroler Landschaftsbild. Noch in den 1960er Jahren war die Provinz Bozen das am deutlichsten agrarisch geprägte Gebiet der italienischen und österreichischen Alpen, bevor auch im ländlichen Raum Industrie und Tourismus die wichtigsten Beschäftigungszweige wurden. 2010 waren in Südtirol 20.247 land- und forstwirtschaftliche Betriebe tätig, die etwa 484.000 ha bearbeiteten und etwa 5 % der lokalen Wertschöpfung hervorbrachten. Bei einer gesamten landwirtschaftlichen Nutzfläche von 240.535 ha verfügte ein Durchschnittsbetrieb über etwa 11,9 ha Grund und ließ 88,3 % aller Arbeitstage von familieneigenen
Arbeitskräften leisten. Ein starkes Genossenschaftswesen im Verbund mit einer regionalen Wertschöpfungskette ermöglicht diesen kleinstrukturierten Bauernhöfen Konkurrenzfähigkeit. Mit „Qualität Südtirol“ existiert ein eigenes regionales Gütezeichen für landwirtschaftliche Produkte. Die wichtigste Interessenvertretung des Primärsektors ist der Südtiroler Bauernbund.
Die Sohlen des Etschtals bis in den oberen Vinschgau und des Eisacktals bis in den Raum Brixen dienen vorwiegend dem Anbau von Äpfeln. Elf Sorten können markenrechtlich geschützt als „Südtiroler Apfel“ vertrieben werden. 2010 betrug die gesamte Anbaufläche 18.540 ha, die Erntemenge belief sich auf 1.064.639 t. Im Jahr 2011 kamen mehr als die Hälfte der italienischen und über 10 % der EU-weiten Apfelproduktion aus Südtirol, wo der Apfelanbau für 53 % der landwirtschaftlichen Wertschöpfung verantwortlich war.
Der Weinbau im heutigen Südtirol geht in seinen Ursprüngen wahrscheinlich bereits auf vorrömische Zeiten zurück. Das Südtiroler Weinbaugebiet erstreckt sich an den Hängen des Etschtals – vorwiegend südlich von Bozen entlang der Weinstraße – und des Eisacktals in Höhenlagen zwischen etwa 220 und 1000 m s.l.m. Im Jahr 2012 umfasste die gesamte Weinbaufläche 5.360 ha. Damit gehörte es zu den kleinsten italienischen Weinbauregionen (etwa 0,7 % der Gesamtfläche). Den Erzeugern stehen, soweit sie hiervon Gebrauch machen wollen, für verschiedene Weine geschützte Herkunftsbezeichnungen (darunter auch Denominazione di origine controllata, kurz DOC) zur Verfügung, wenn ihre Weine die diesbezüglichen Anforderungen erfüllen. Die qualitätsvollen Weißweine aus Südtirol werden zu den besten Italiens gezählt, seit den frühen 1990er Jahren erwarben auch die Rotweine großes Renommée; zu den bedeutendsten Sorten zählen bei den weißen Gewürztraminer, Ruländer und Weißburgunder, bei den roten Blauburgunder, Lagrein und Vernatsch.
In den höher gelegenen Gebieten dominieren die Weide- und Forstwirtschaft. Die meist in Verbund mit Viehhaltung praktizierte Weidewirtschaft beanspruchte 2010 etwa 61 % der landwirtschaftlichen Nutzflächen. 2013 gab es in Südtirol ca. 130.000 Rinder, 47.000 Schafe, 23.000 Ziegen, 10.000 Schweine (vorwiegend für die Produktion von „Südtiroler Speck“) und 7.000 Pferde. Die Kuhmilchproduktion belief sich 2012 auf etwa 410 Millionen Liter. Die Gesamtfläche der Südtiroler Wälder betrug 2008 rund 337.000 ha, ca. 200.000 ha davon wurden als Nutzwald bewirtschaftet. 2012 wurden 481.763 Festmeter Nutzholz (vorwiegend Tanne und Fichte) und 287.403 Festmeter Brennholz geschlägert.

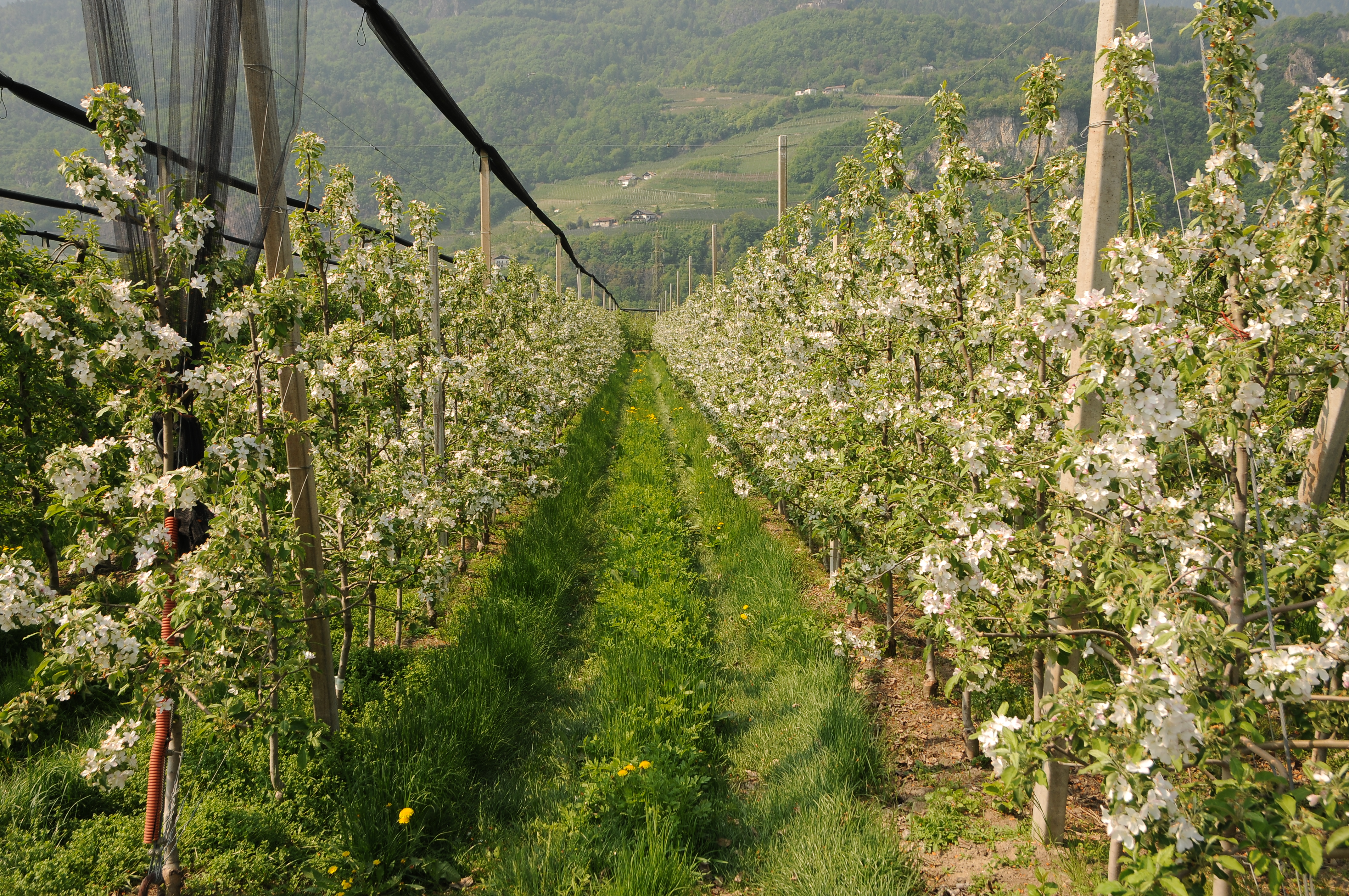
Apfelplantagen bei Lana
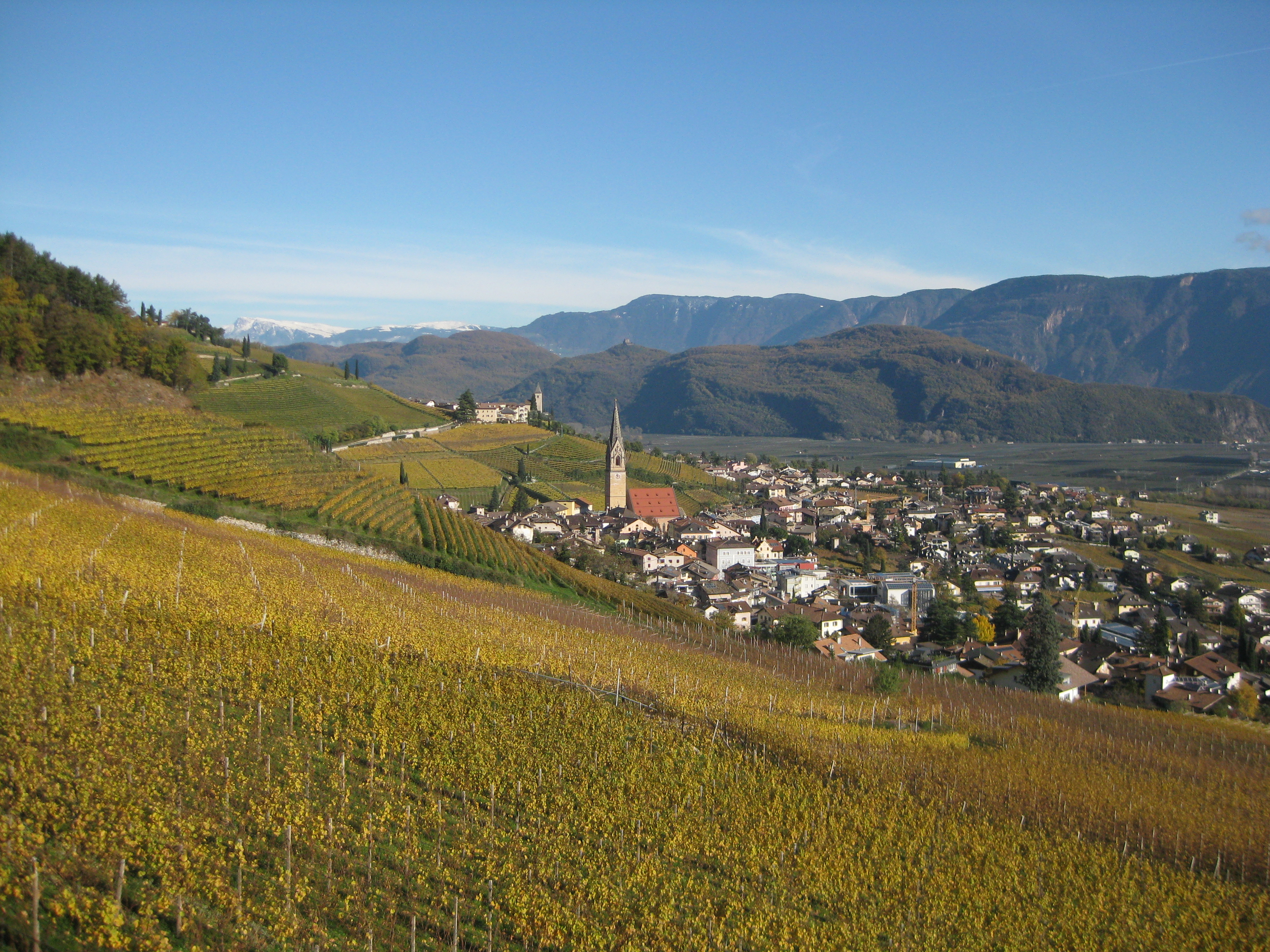
Weinberge bei Tramin
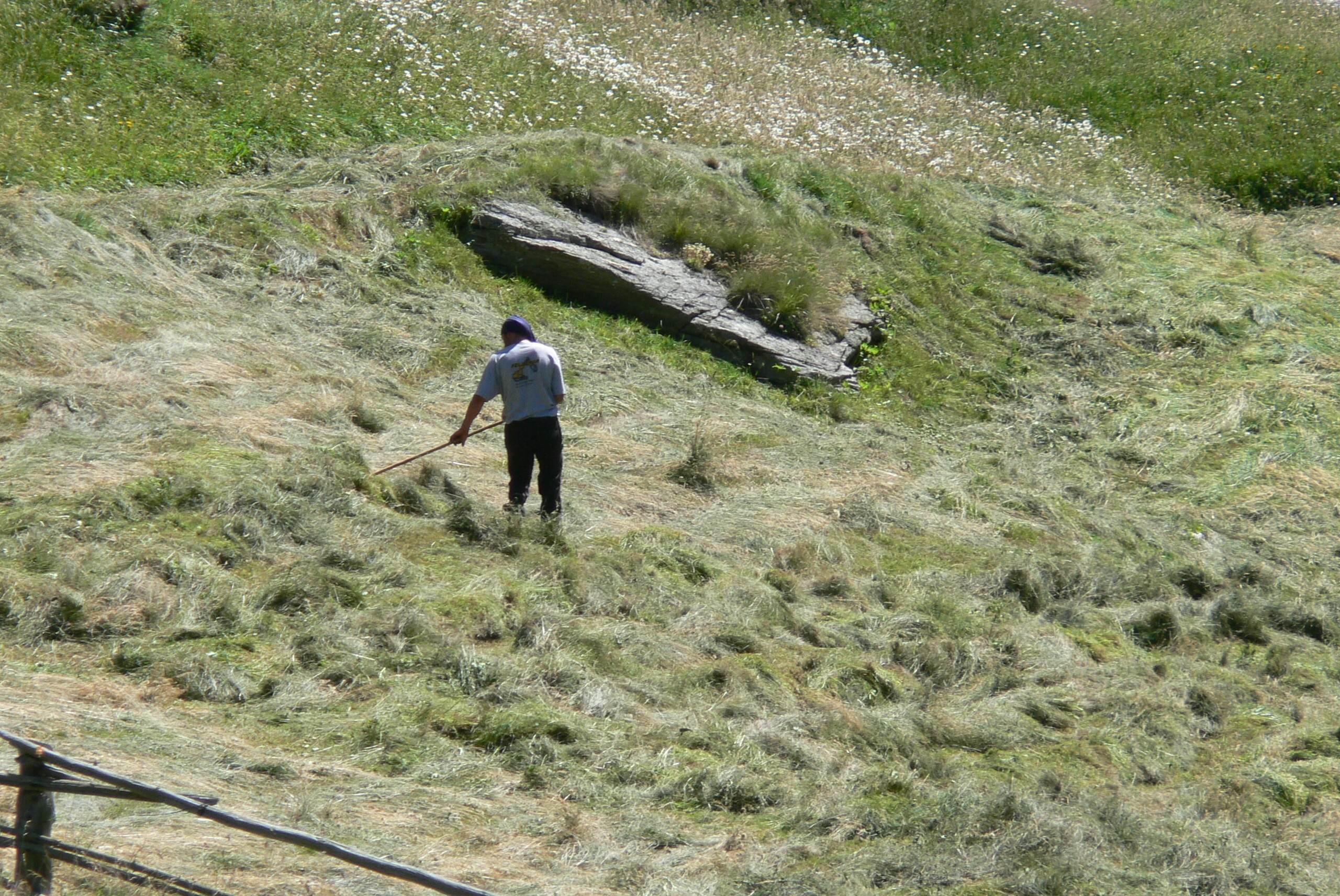
Heuarbeit im Pfossental
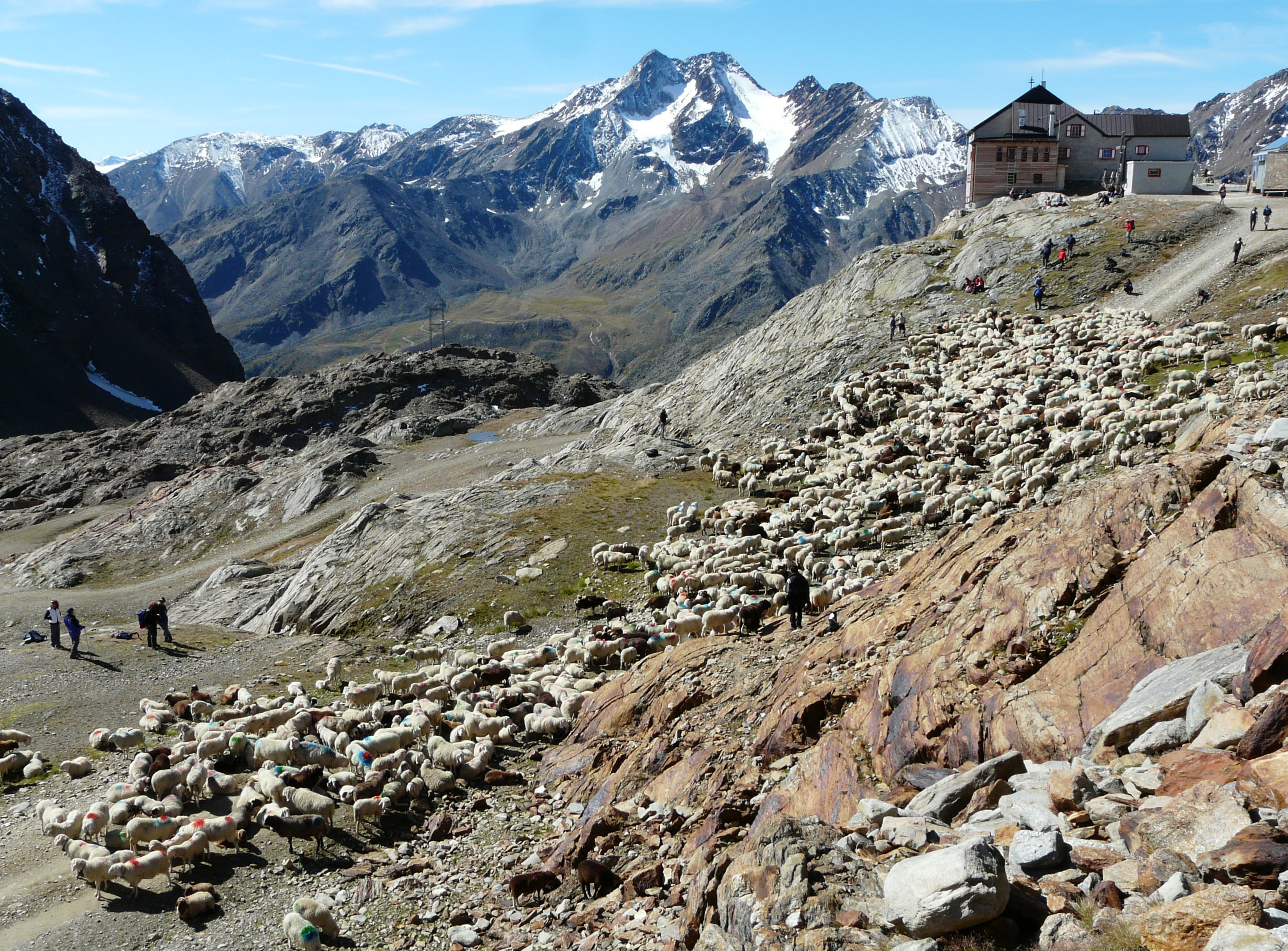
Schaftrieb in Schnals
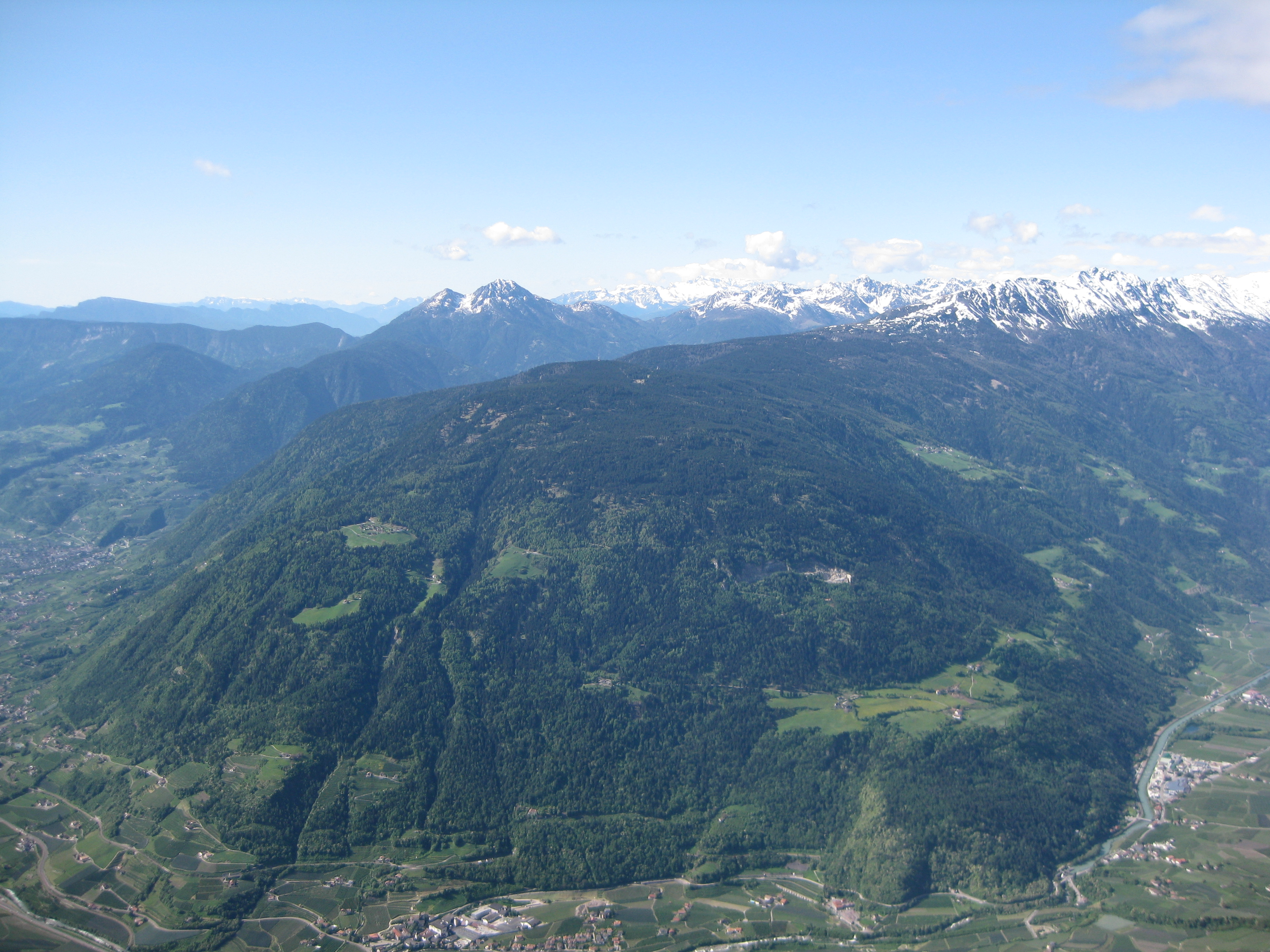
Nutzwald am Vigiljoch

### Sekundärsektor
Ein erster, noch zaghafter Industrialisierungsschub erfolgte in Südtirol um die Wende vom 19. zum 20. Jahrhundert in den größeren städtischen Zentren. Diese Ansätze wurden durch die faschistische Politik der 1930er Jahre intensiviert, beschränkten sich aber ebenso weitgehend auf den urbanen Raum, etwa das ausgedehnte Industriegebiet Bozen. Nachdem es bei den bestehenden Betrieben zu rückläufigen Produktionszahlen gekommen war, startete etwa um 1965 ein erneuter, diesmal dezentral angelegter Aufschwung, der in den 1970er Jahren signifikante Zuwachsraten mit sich brachte. 2012 verantwortete das produzierende Gewerbe, das u. a. vom Unternehmerverband Südtirol seine Interessen vertreten lässt, einen Anteil von etwa 20 % an der lokalen Wertschöpfung.
2011 waren in Südtirol 9.355 Betriebe im Sekundärsektor tätig (ganz überwiegend kleine und mittlere Unternehmen), die etwa 40.000 Beschäftigten Arbeit gaben. Neben der Kleinstrukturiertheit ist auch die Stärke des Handwerks, dem im Jahr 2009 etwa 81 % der Betriebe im verarbeitenden Gewerbe zuzurechnen waren, ein Merkmal der Südtiroler Wirtschaft.
Von besonderer Bedeutung in Südtirol sind das Baugewerbe und die Energiewirtschaft, die hauptsächlich mit den erneuerbaren Energiequellen Wasserkraft und Biomasse operiert. 2012 erreichte die produzierte Nettoenergie beinahe 6,4 Millionen kWh (lokaler Verbrauch: ca. 2,9 Millionen kWh), was etwa 2 % der gesamten in Italien produzierten Strommenge entsprach. Das mit Abstand größte Unternehmen im Energiesektor ist Alperia. Andere wichtige Branchen sind die Lebensmittelindustrie (etwa Brauerei Forst, Dr. Schär, Loacker), die Metall- und Holzverarbeitung (etwa Rubner), die Elektroindustrie (etwa Durst Phototechnik), der Maschinenbau (etwa Leitner, Prinoth, TechnoAlpin) und die Textilindustrie (etwa die Unternehmen der Familie Oberrauch).

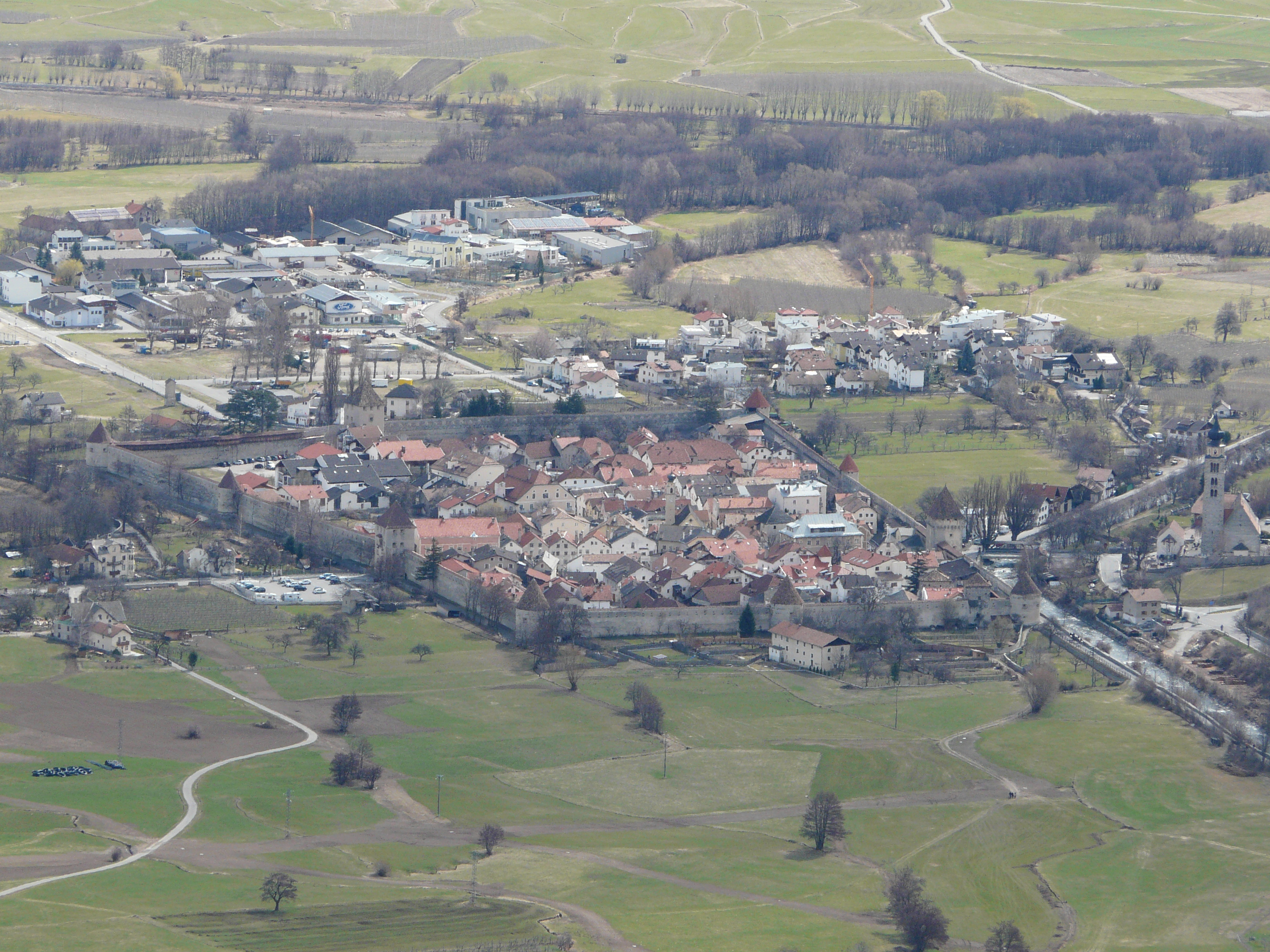
Stadtzentrum von Glurns mit dahinterliegendem Gewerbegebiet
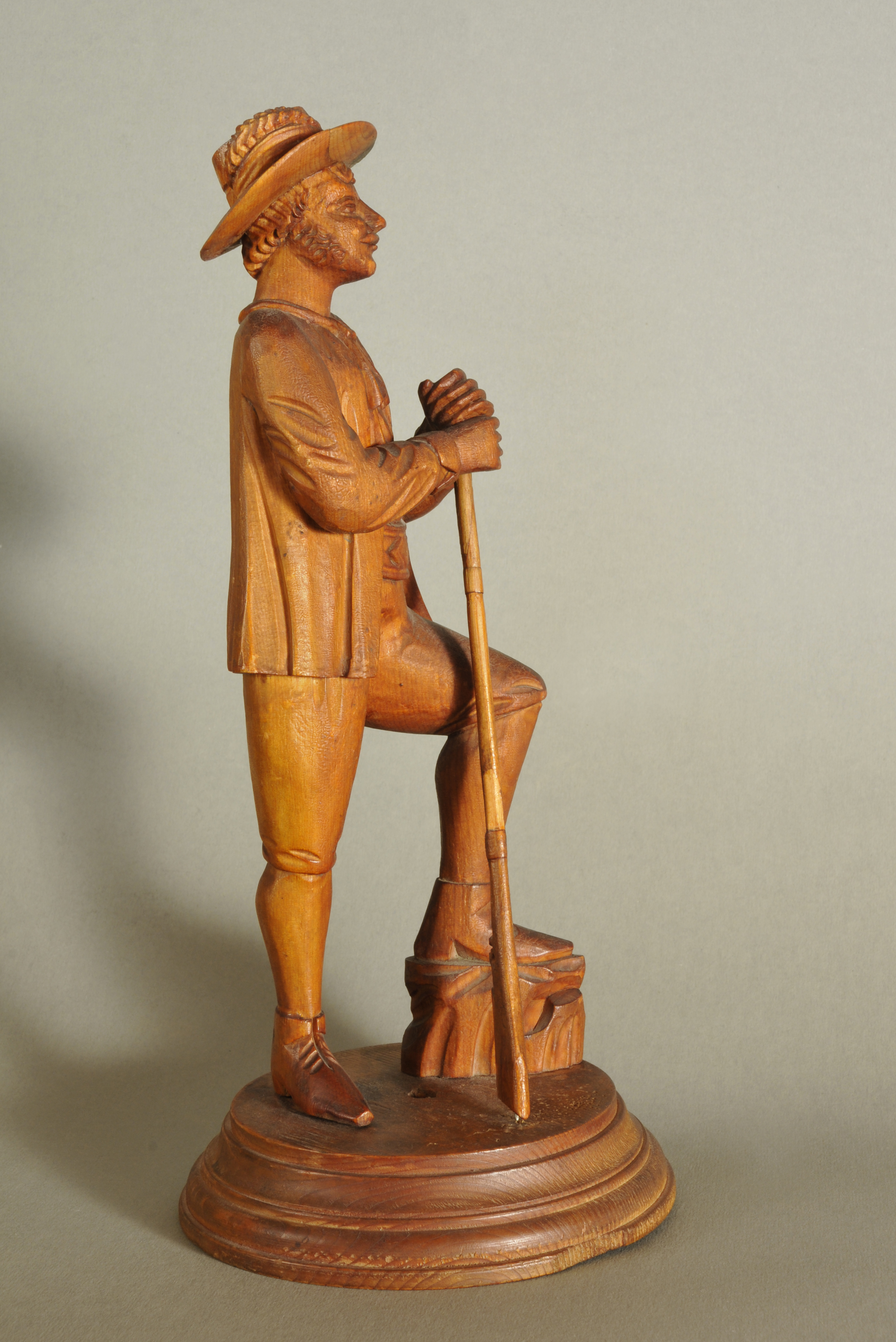
Traditionelle Grödner Holzschnitzkunst
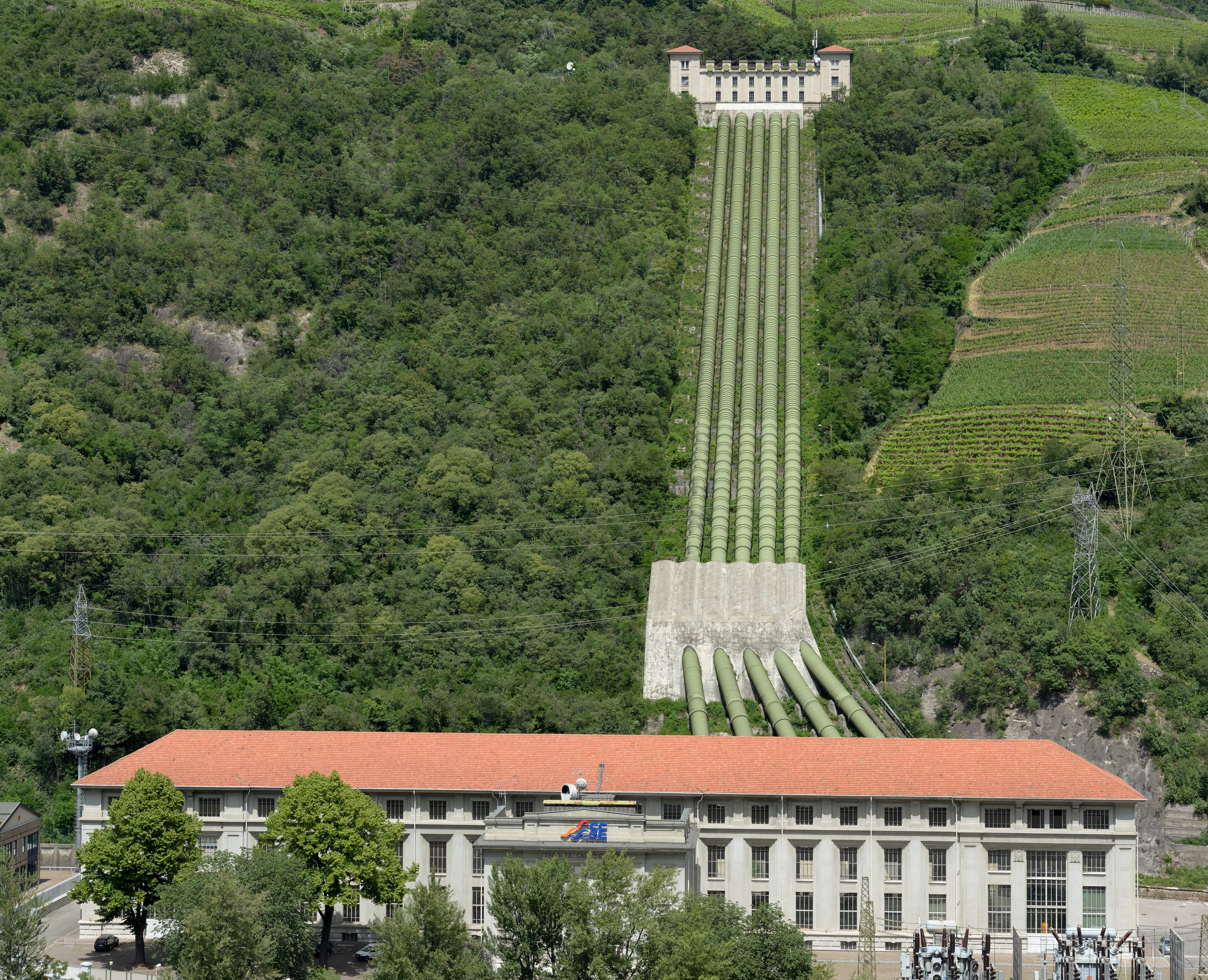
Wasserkraftwerk Kardaun bei Bozen
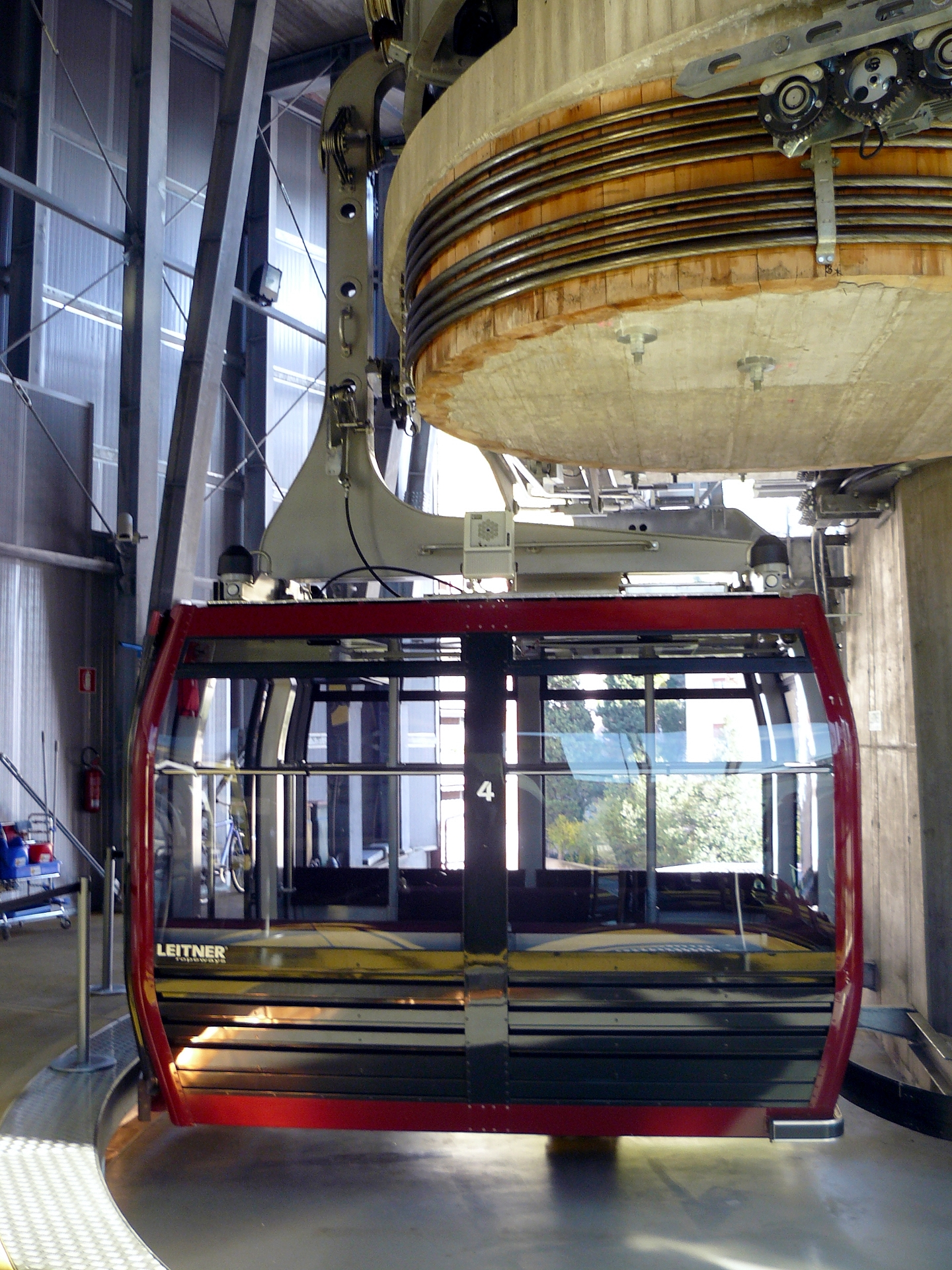
Seilbahnkabine des Unternehmens Leitner
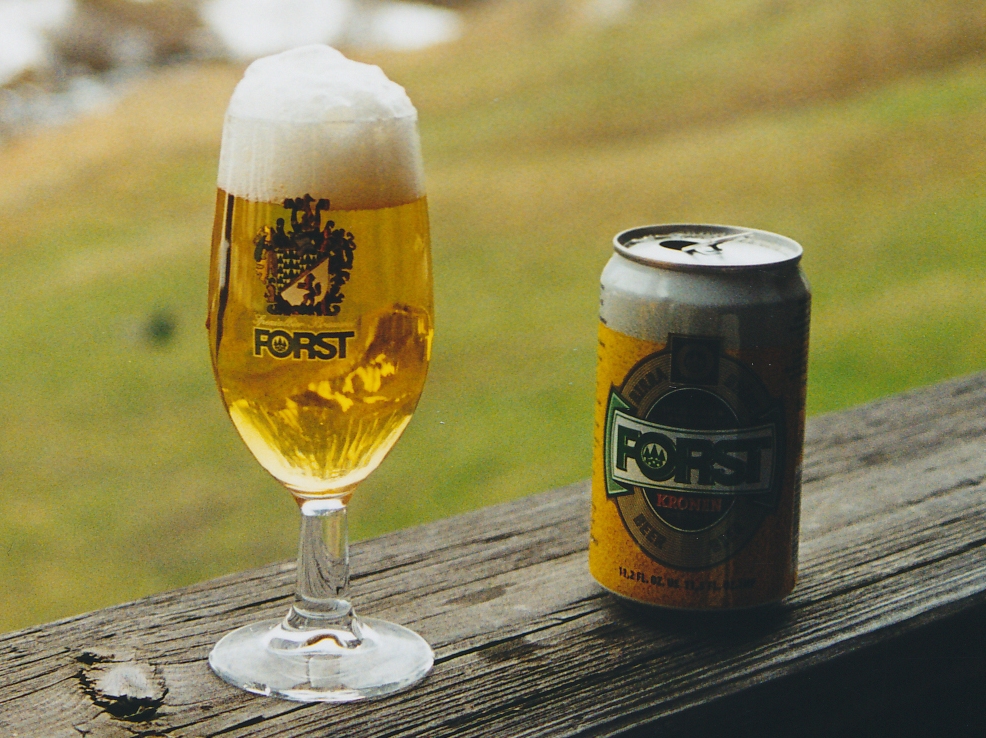
Pils der Brauerei Forst

### Tertiärsektor
Etwa drei Viertel der lokalen Wertschöpfung in Südtirol gehen auf den Dienstleistungsbereich zurück. Zu den wichtigsten Branchen, die sich unter anderem durch den Handels- und Dienstleistungsverband Südtirol vertreten lassen, zählen Tourismus, Handel und Verkehr.
Der Tourismus spielt eine zentrale Rolle in der Wirtschaft des rohstoffarmen Landes. Seine Anfänge gehen in Südtirol auf das 19. Jahrhundert zurück, als etwa die Kurstadt Meran wegen des milden Klimas stark besucht wurde. Ab den 1960er Jahren kam es zu enormen Wachstumsraten: Allein zwischen 1960 und 1980 vervierfachte sich nahezu die Zahl der Ankünfte. Wichtige Elemente des Aufschwungs waren damals die deutschen Gästen entgegenkommende Schwäche der Lira, sowie ein Boom des „Urlaubs auf dem Bauernhof“ und des Wintersports, der Südtirol eine zweite Hauptsaison ermöglichte (siehe auch Liste der Skigebiete in Südtirol). Seither entwickelten sich insbesondere die Orte in den Tallagen zu Fremdenverkehrszentren, während die umliegenden Berggebiete für sommerlichen wie winterlichen Erlebnisurlaub genutzt werden.
2014/15 konzentrierten sich etwas weniger als zwei Drittel des gesamten Tourismusaufkommens auf das Sommerhalbjahr, etwa mehr als ein Drittel auf das Winterhalbjahr. Über 10.000 Beherbergungsbetriebe stellten 2015 den Touristen rund 220.000 Betten zur Verfügung; die Besucher gaben 2012/13 im Durchschnitt täglich etwa 120 Euro pro Kopf aus.
Mit einer Summe von 28,9 Millionen Übernachtungen belegte Südtirol 2011 den zweiten Platz unter allen italienischen Provinzen – hinter Venedig (35 Millionen), aber noch vor Rom (25,8 Millionen) und Rimini (16,2 Millionen).
|                               | 1960      | 1970       | 1980       | 1990       | 2000       | 2010       | 2015       |
| ----------------------------- | --------- | ---------- | ---------- | ---------- | ---------- | ---------- | ---------- |
| Ankünfte insgesamt            | 713.682   | 1.187.856  | 2.675.668  | 3.605.914  | 4.113.125  | 5.699.182  | 6.495.949  |
| Ankünfte von Ausländern       | 496.408   | 854.775    | 2.167.473  | 2.311.006  | 2.621.524  | 3.495.516  | 4.187.908  |
| Übernachtungen insgesamt      | 3.738.061 | 10.206.377 | 20.169.330 | 23.167.146 | 23.649.699 | 28.580.491 | 29.475.245 |
| Übernachtungen von Ausländern | 2.338.192 | 7.860.029  | 16.873.053 | 14.977.581 | 15.283.546 | 18.116.711 | 20.080.507 |

Der Handel hat im Transitland Südtirol eine lange Tradition, an die die Messe Bozen anknüpft. Die beiden Handelsunternehmen Aspiag (Lebensmitteleinzelhandel) und Würth (Großhandel) waren 2012 zum wiederholten Mal die größten privaten Arbeitgeber Südtirols. Im Bereich der Logistikunternehmen sind Betriebe wie Fercam und Gruber zu nennen. Dienstleistungen für das verbreitete Genossenschaftswesen erbringen Genossenschaftsverbände wie der Raiffeisenverband Südtirol. Die bedeutendsten lokalen Banken sind die Südtiroler Sparkasse, die Südtiroler Volksbank und die Raiffeisen Landesbank Südtirol. Ein wichtiger wissensbasierter Dienstleister ist die Zertifizierungsagentur KlimaHaus, die Südtirol in Italien eine Vorreiterrolle im Bereich energieeffizienten und nachhaltigen Bauens verschafft hat.

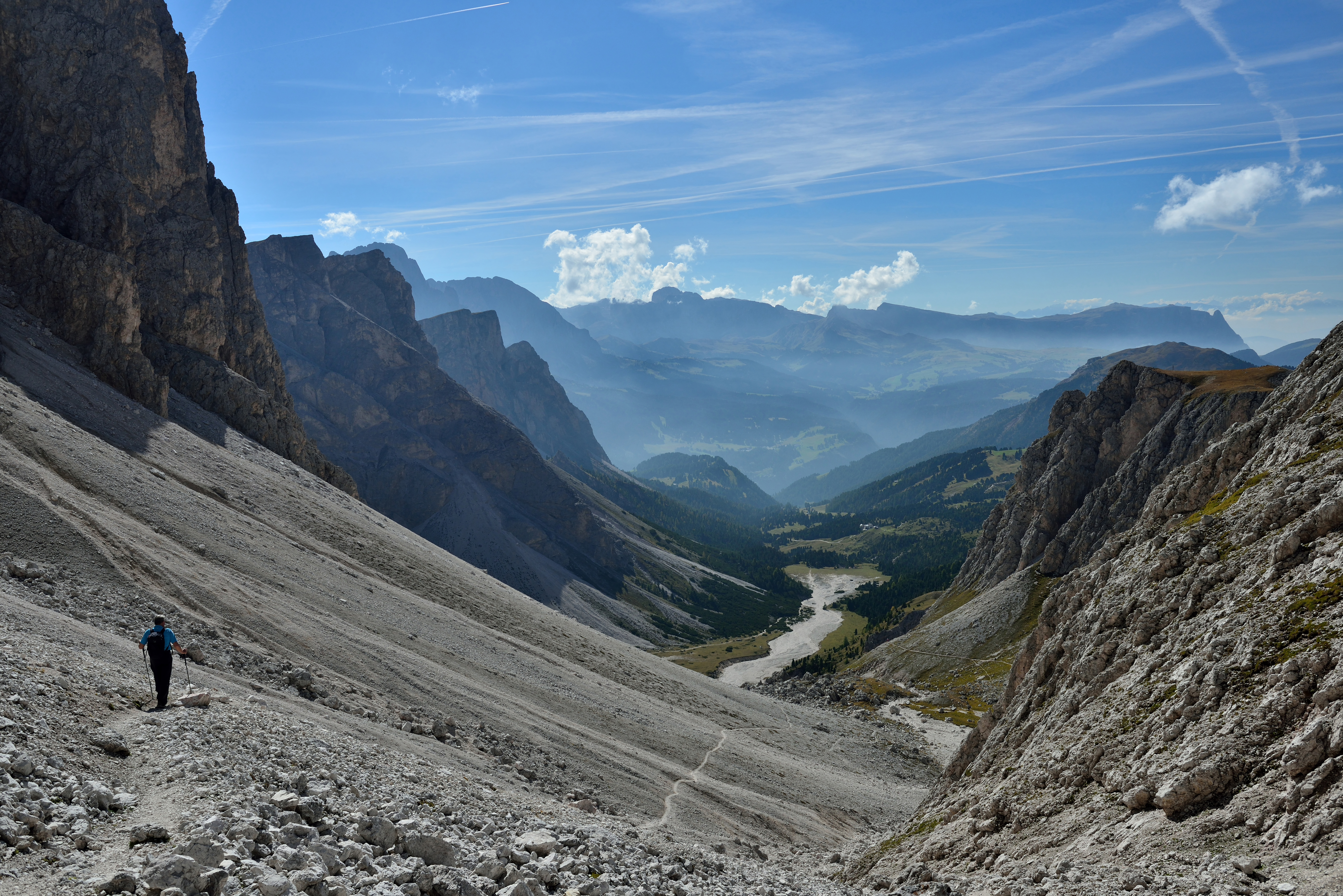
Bergwandern in den Dolomiten
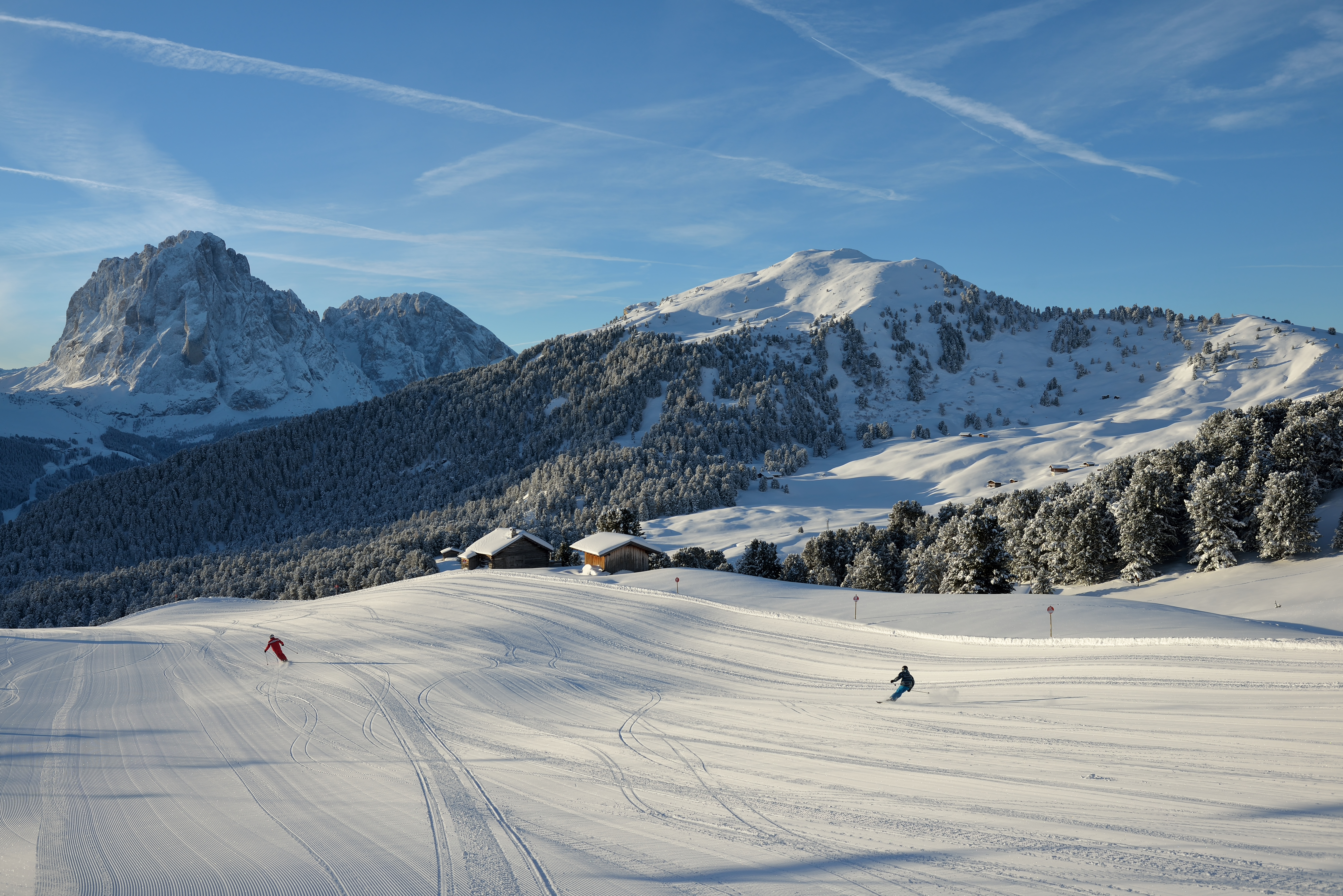
Skipiste in Gröden
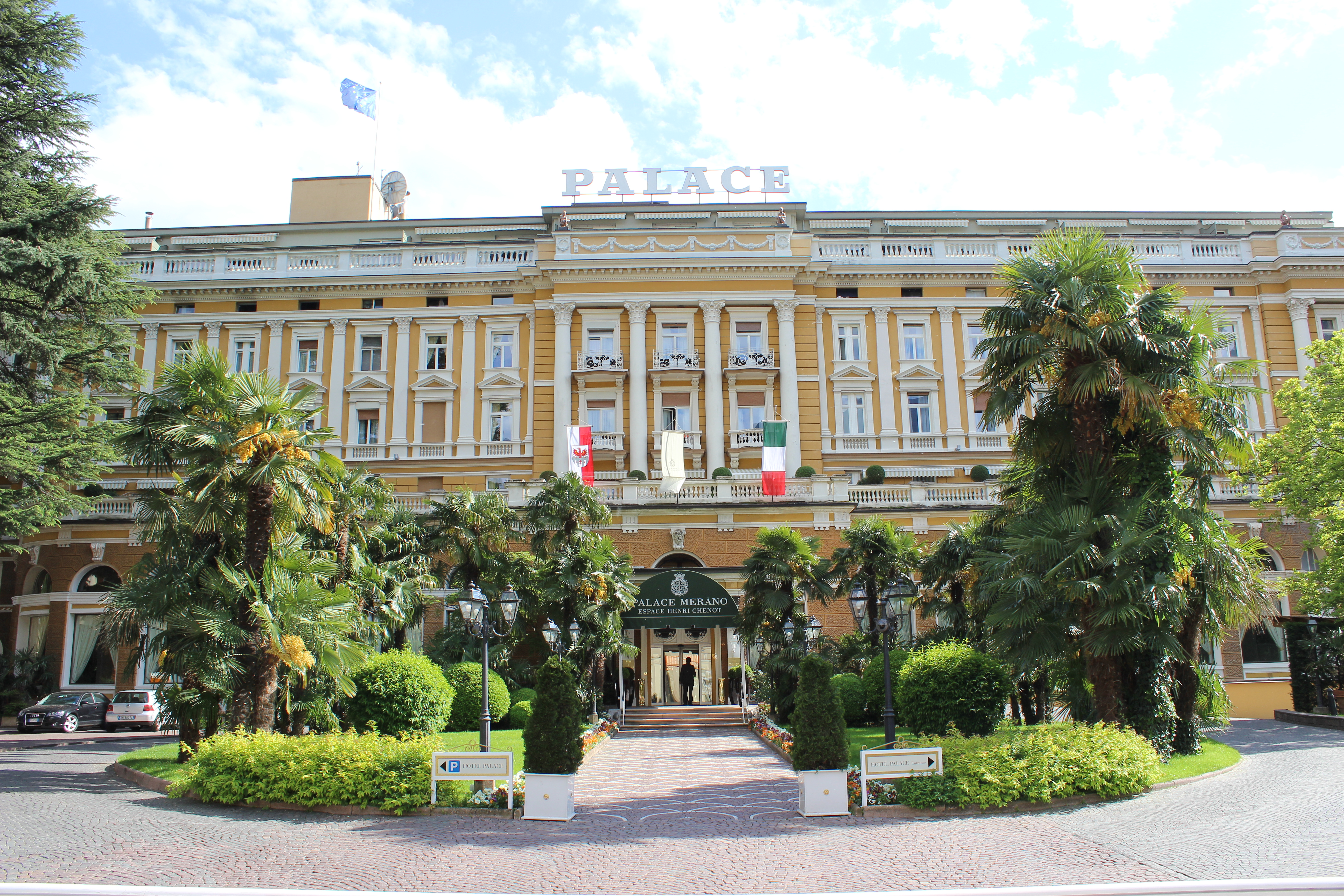
Hotel Palace in Meran

## Verkehr

### Straßenverkehr
Südtirol verfügt über ein gut ausgebautes, über 5000 km langes Straßennetz. Die bedeutendste Verkehrsinfrastruktur ist die mautpflichtige Brennerautobahn A22, die Teil der Europastraße 45 ist. Sie durchquert das Land in Nord-Süd-Richtung vom Brenner (1370 m) an Brixen und Bozen vorbei bis zur Salurner Klause (207 m). Der Brenner ist der Alpenpass mit dem höchsten Aufkommen an Güterkraftverkehr. 2023 fuhren im Tagesdurchschnitt 25.440 PKWs und 13.187 LKWs über die A22.
Die wichtigen Ortschaften, Täler und Pässe Südtirols werden durch Staats- und Landesstraßen erschlossen, die seit 1998 ausnahmslos von der Südtiroler Landesverwaltung gewartet und finanziert werden. Daneben bestehen noch zahlreiche Gemeindestraßen. Die Straßen mit dem höchsten Verkehrsaufkommen sind die großen Staatsstraßen insbesondere im Bereich der Ballungsräume. Auf der den Westen des Landes bedienenden SS 38, die zwischen Meran und Bozen als MeBo vierspurig ausgebaut ist, wurden 2024 im Raum Bozen im Durchschnitt über 41.000 Durchfahrten täglich gemessen. Die das Überetsch von Bozen aus erschließende SS 42 kam auf über 24.000 Durchfahrten, die parallel zur Autobahn verlaufende SS 12 („Brennerstaatsstraße“) am Eingang des Eisacktals auf über 20.000, die SS 49 im Pustertal abschnittsweise auf über 21.000.
Die Gebirgslandschaft in Südtirol bringt mit sich, dass Verkehrswege vieler aufwendiger Kunstbauten bedürfen. Allein auf Landes- und Staatsstraßen gibt es etwa 1700 Brücken und über 200 Tunnels. Wartungsintensiv sind die dem allgemeinen Kraftverkehr zugänglichen Passstraßen im Hochgebirge, von denen sieben Scheitelpunkte mit über 2000 m Höhe erreichen, nämlich jene über das Stilfser Joch (2757 m), das Timmelsjoch (2474 m), das Sellajoch (2218 m), das Penser Joch (2211 m), das Grödner Joch (2121 m), den Jaufenpass (2094 m) und den Staller Sattel (2052 m).

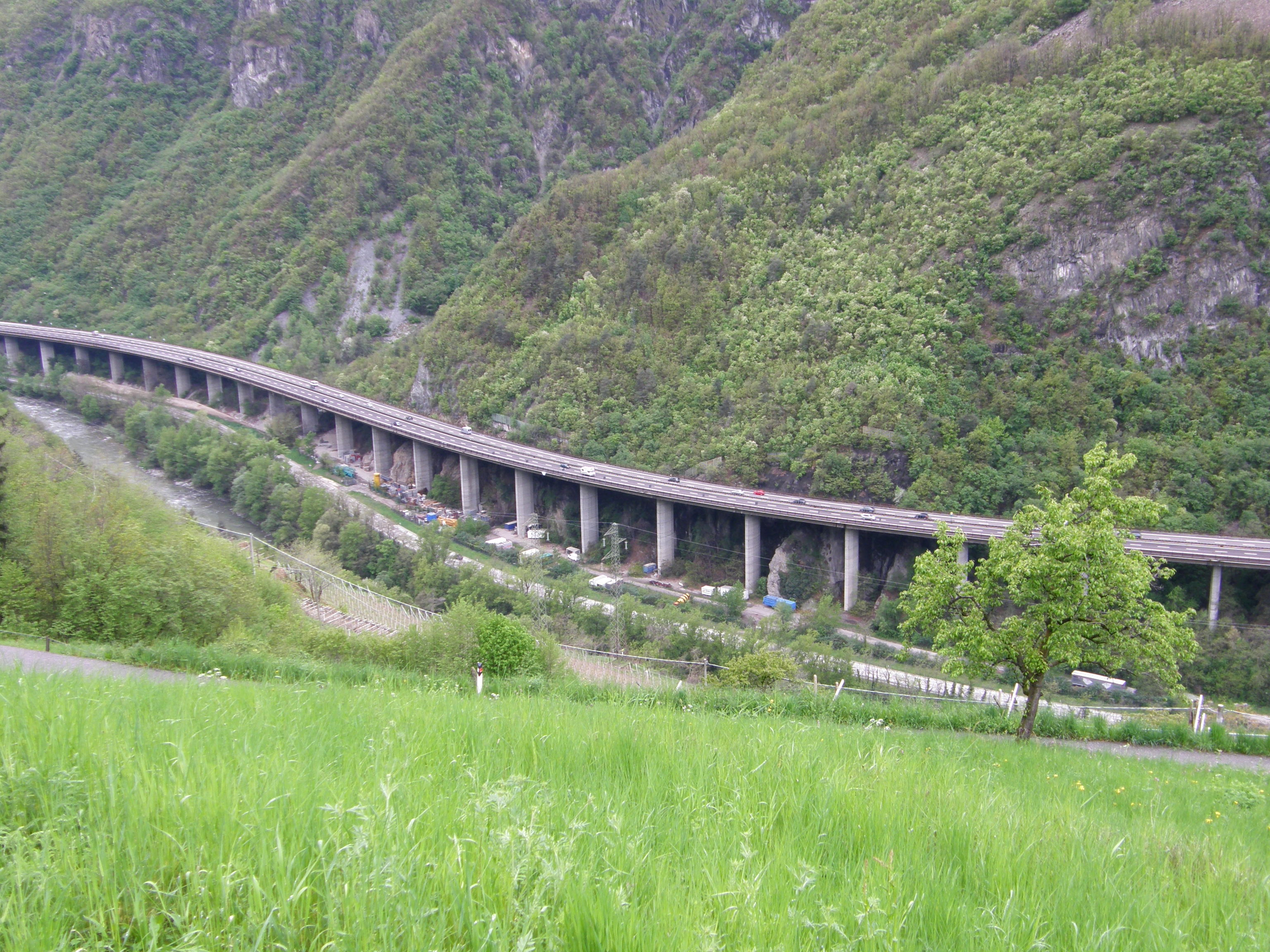
A22 im Eisacktal
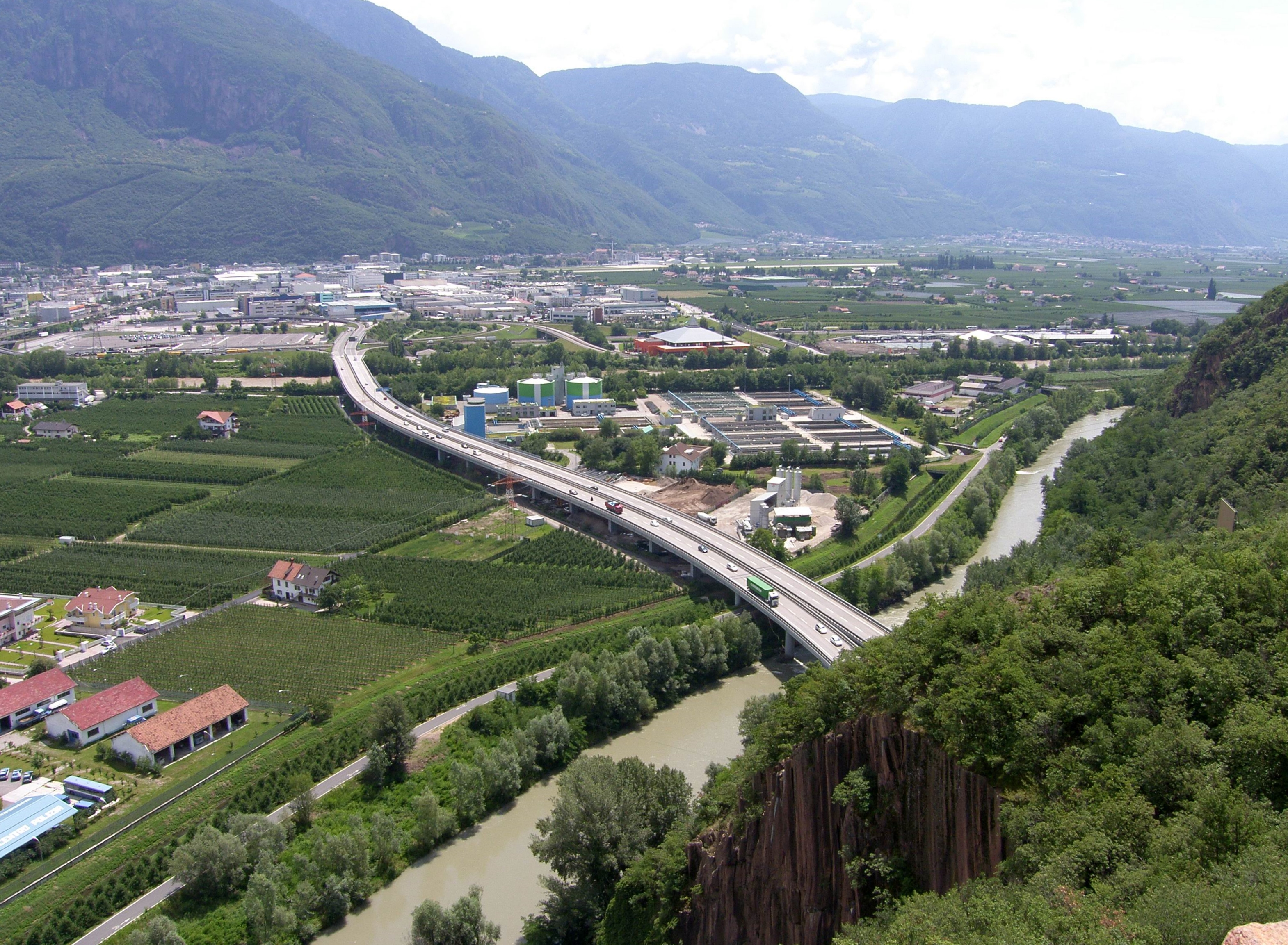
MeBo bei Bozen
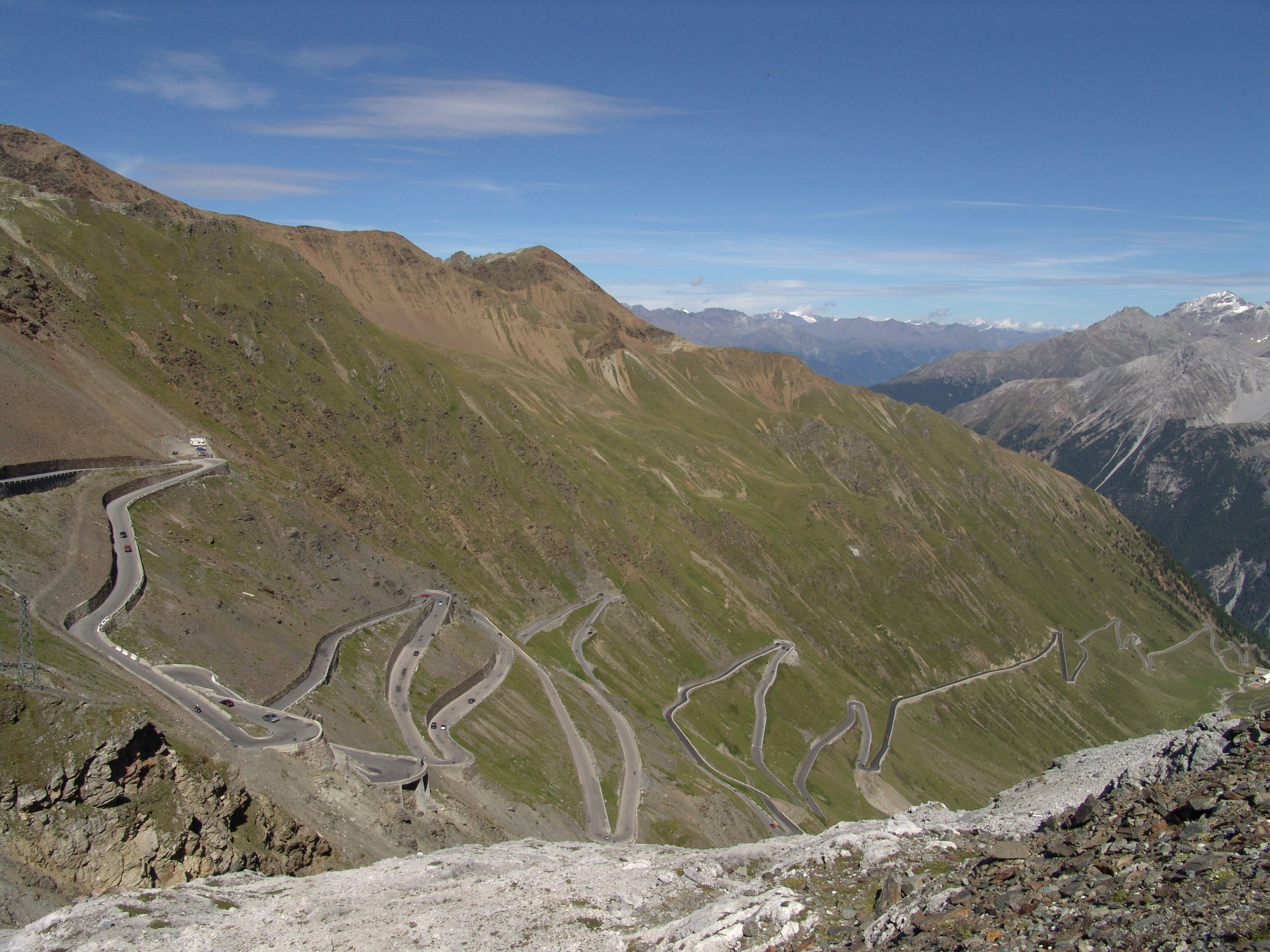
SS 38 am Stilfser Joch
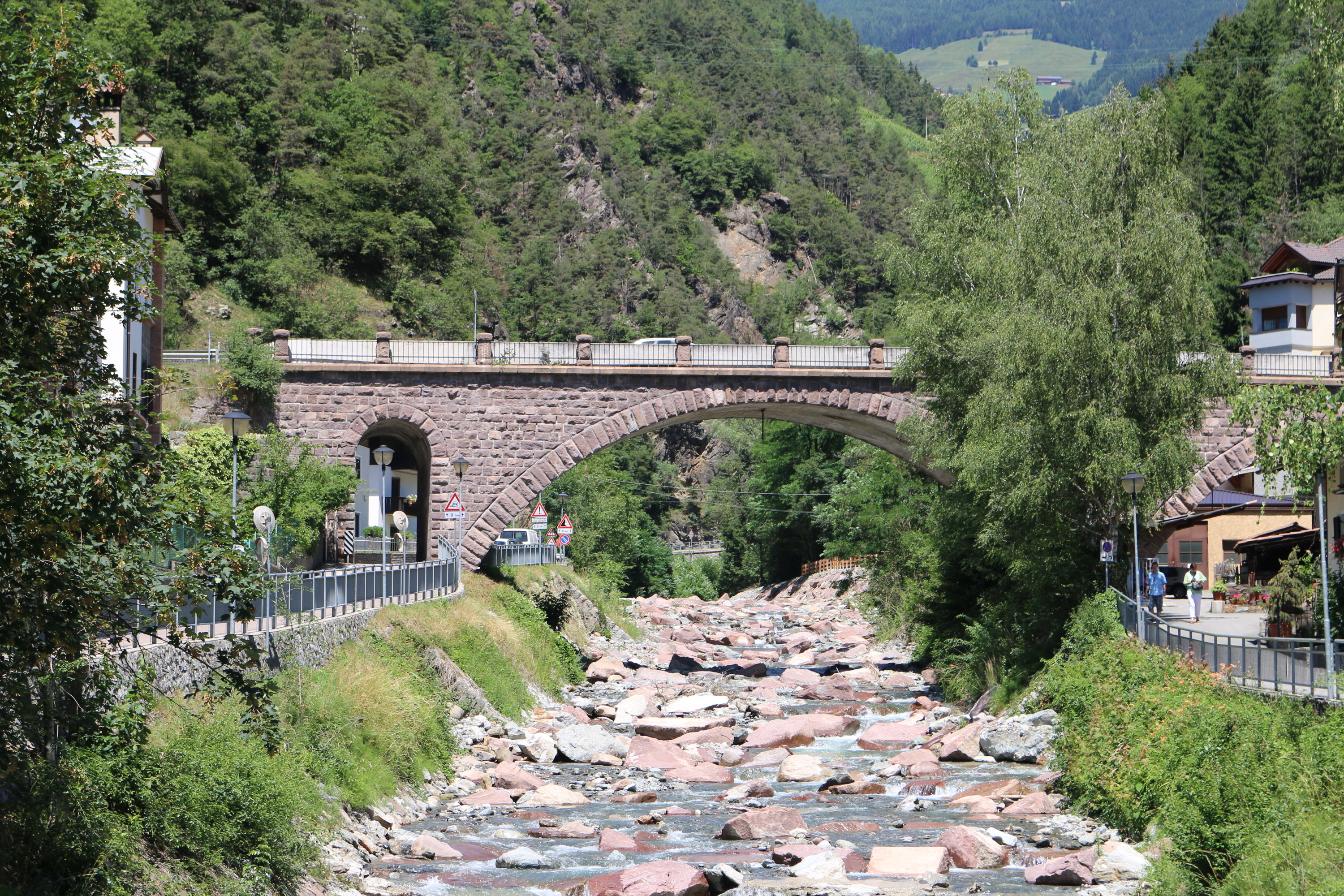
Brücke der SS 12 in Klausen
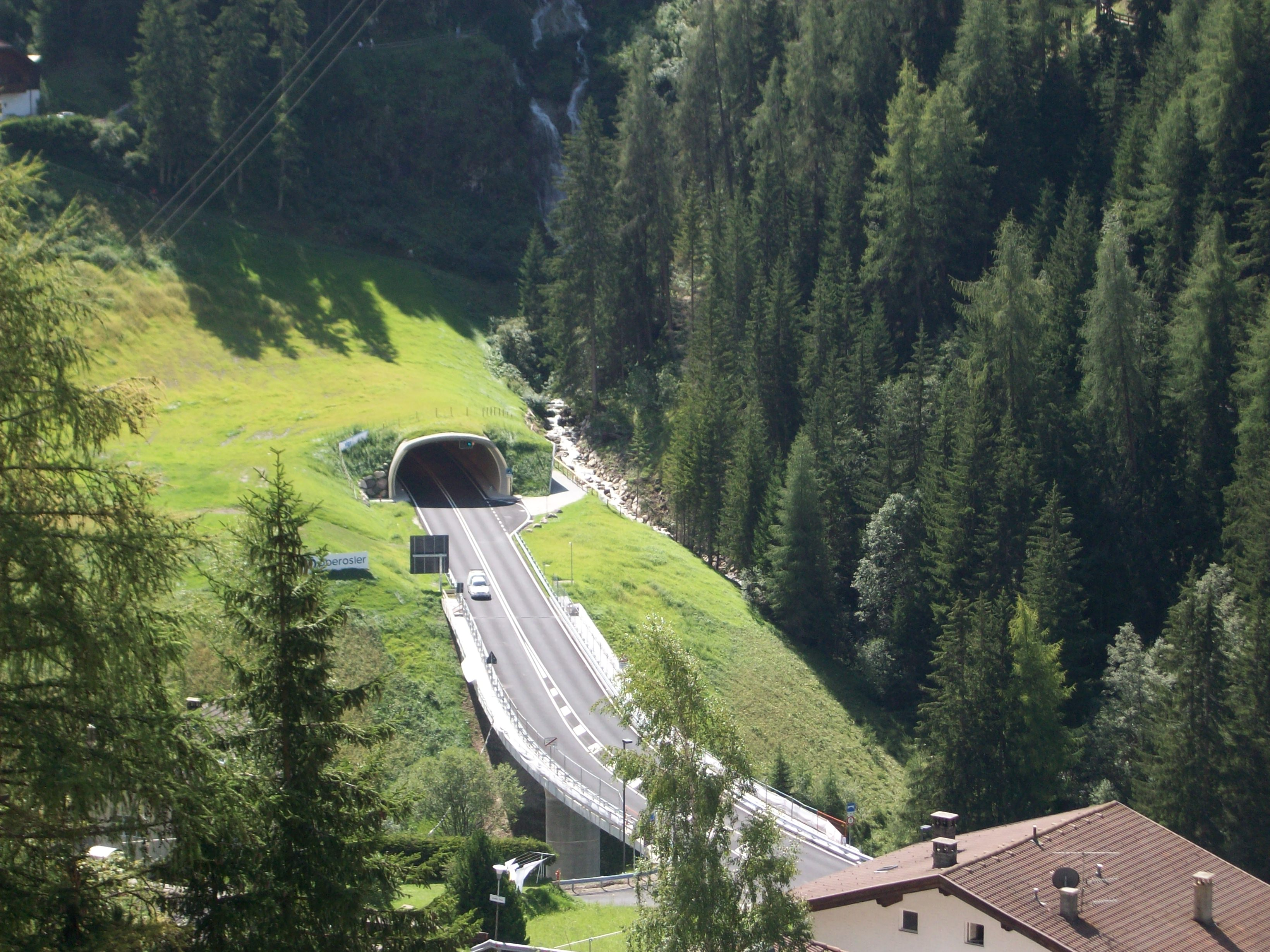
Tunnel der SS 242 in Gröden

### Schienenverkehr
Das Südtiroler Schienennetz umfasst Strecken von rund 300 km Länge. Geführt wird es teils von der Rete Ferroviaria Italiana, teils von den Südtiroler Transportstrukturen.
Die Brennerbahn verbindet als Teil der Eisenbahnachse Berlin–Palermo Innsbruck über Bozen und Trient mit Verona und durchzieht das Land in Nord-Süd-Richtung. Der im Bau befindliche 55 km lange Brennerbasistunnel (BBT), der den Brennerpass unterqueren wird, soll im Jahr 2032 in Betrieb gehen und in erster Linie Gütertransitverkehr von der Straße auf die Schiene verlagern. Der Westen Südtirols wird durch die Bahnstrecke Bozen–Meran und die daran anschließende Vinschgaubahn bedient. Die von Franzensfeste nach Innichen führende Pustertalbahn stellt eine Verbindung zur Drautalbahn und damit zum österreichischen Osttirol her. Daneben besteht noch eine Reihe kleinerer schienengebundener Verkehrsmittel, die eher touristischer Bedeutung sind, darunter die Rittner Bahn und die Mendelbahn. Einige Nebenstrecken, zu denen etwa die Überetscher Bahn und die Tauferer Bahn zählen, wurden mit dem Aufkommen des Automobilverkehrs zwischen 1950 und 1971 stillgelegt.
Staatlicher und zwischenstaatlicher Personenfernverkehr finden in Südtirol ausschließlich auf der Brennerbahn statt. Grenzüberschreitenden Personennahverkehr gibt es auf der Brenner- und der Pustertalbahn. Der Güterverkehr wird wiederum vollständig über die Brennerbahn abgewickelt, 2013 betrug die gesamte Transportmenge etwa 11,7 Millionen Tonnen Fracht.

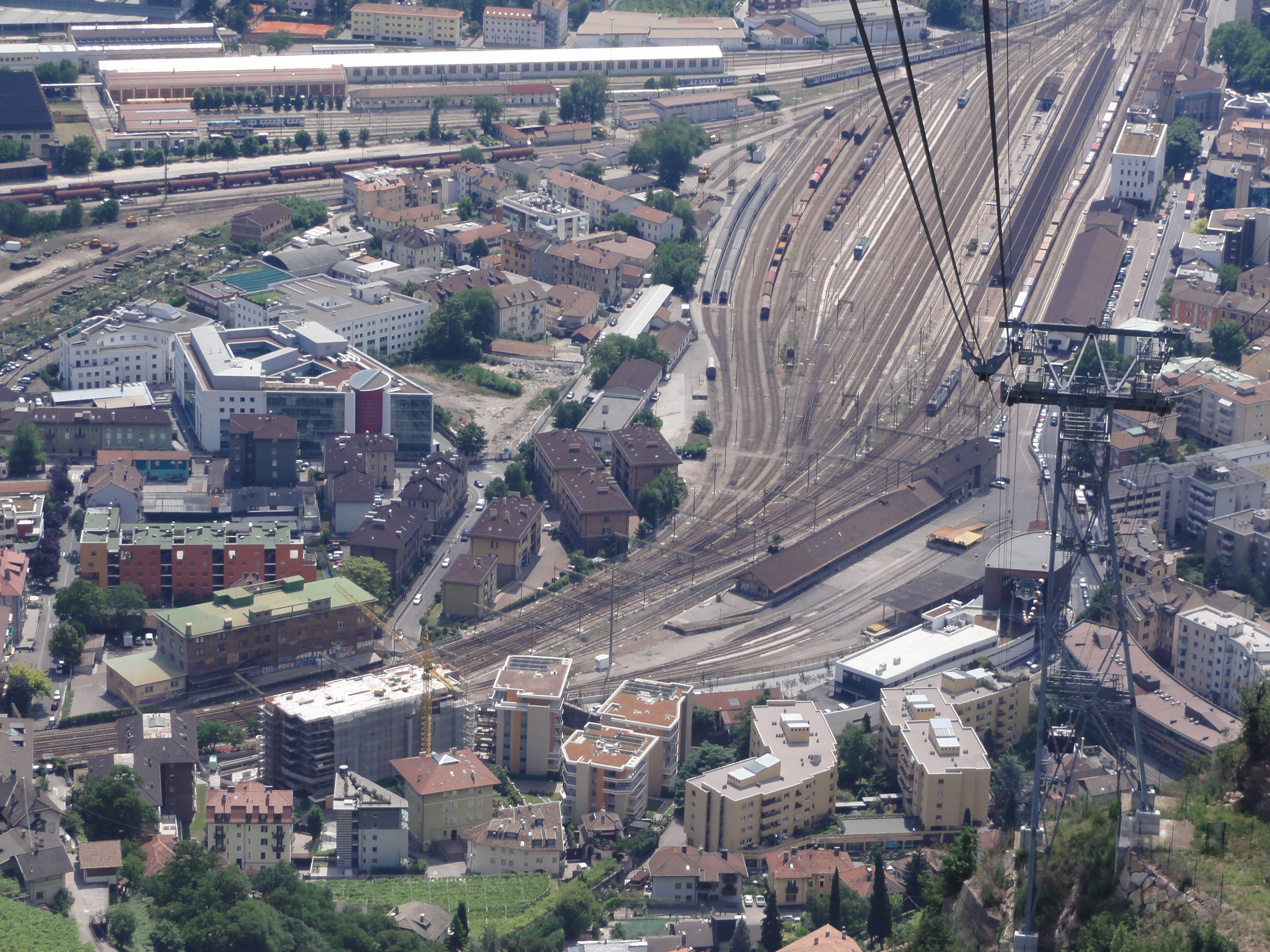
Bahnhof Bozen
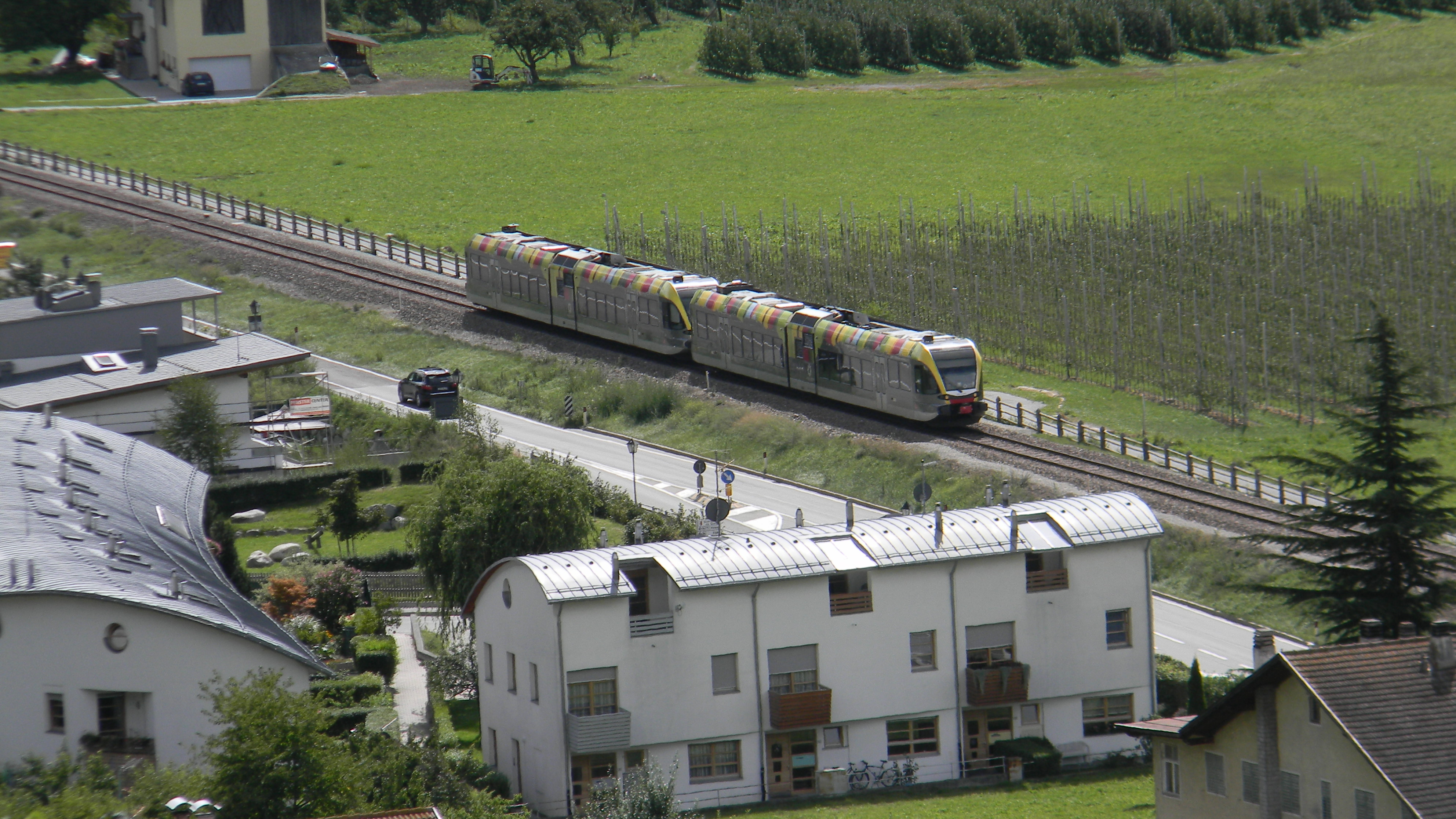
Vinschgaubahn bei Schluderns
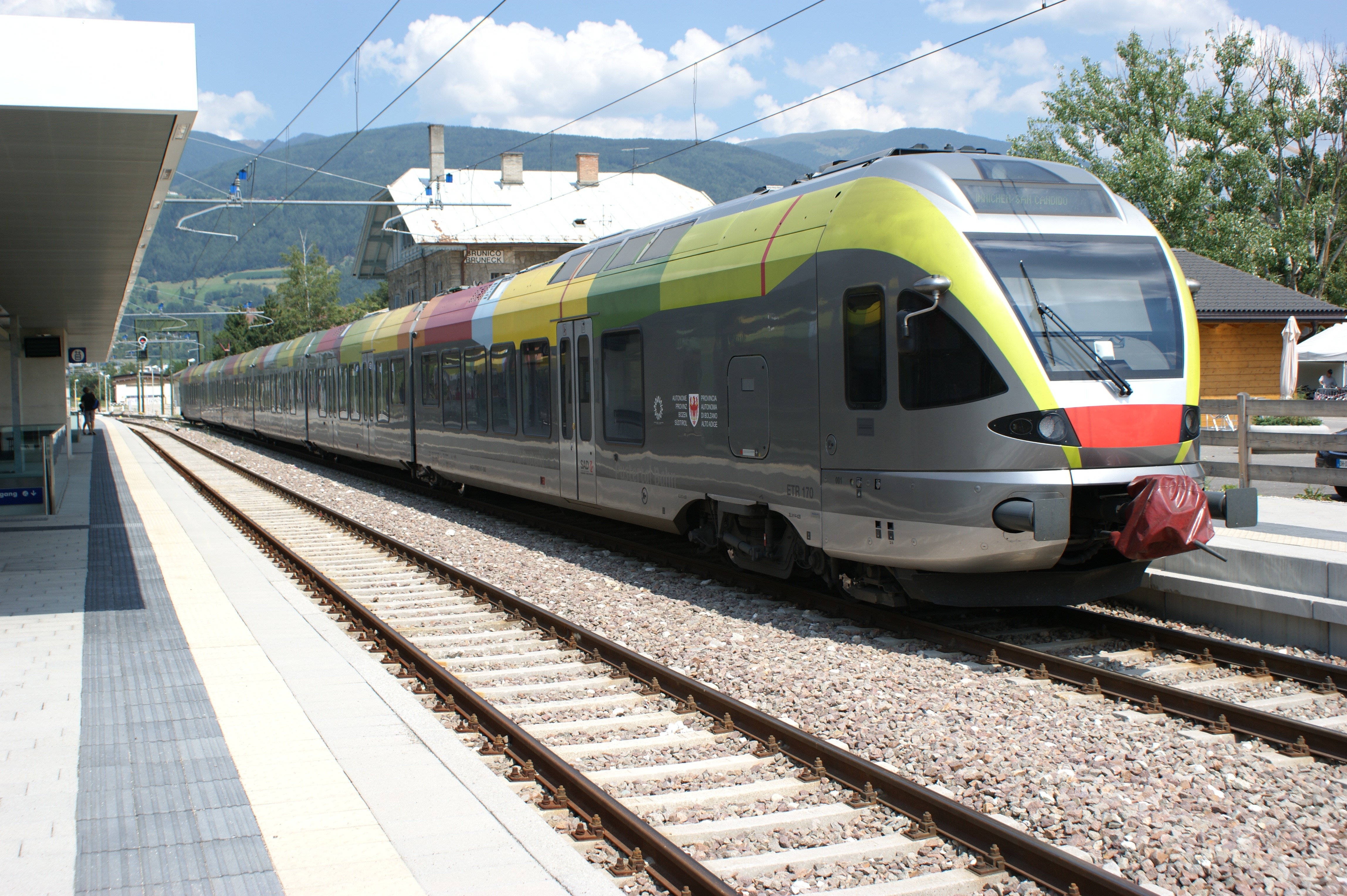
Pustertalbahn im Bahnhof Bruneck
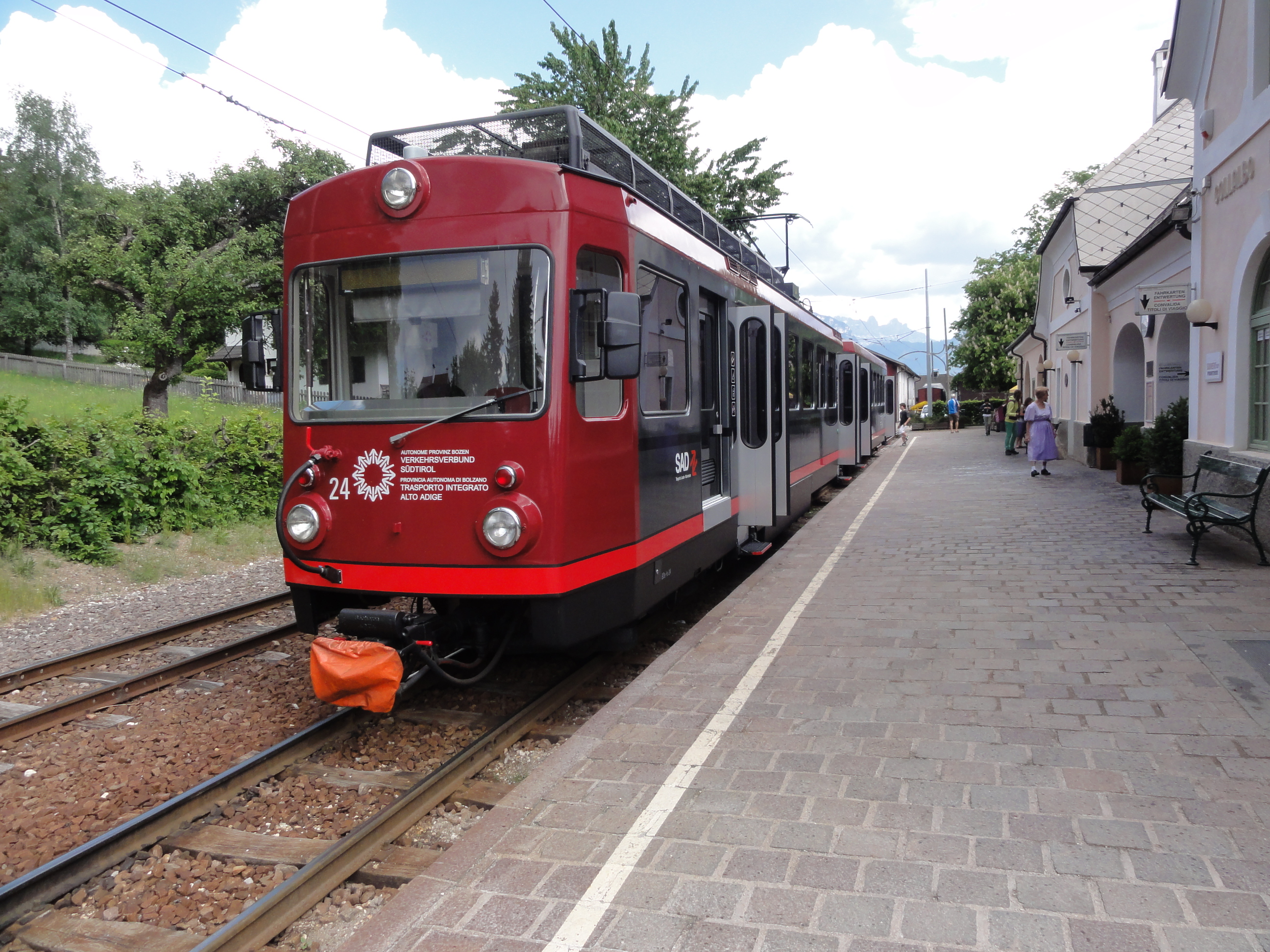
Rittner Bahn im Bahnhof Klobenstein
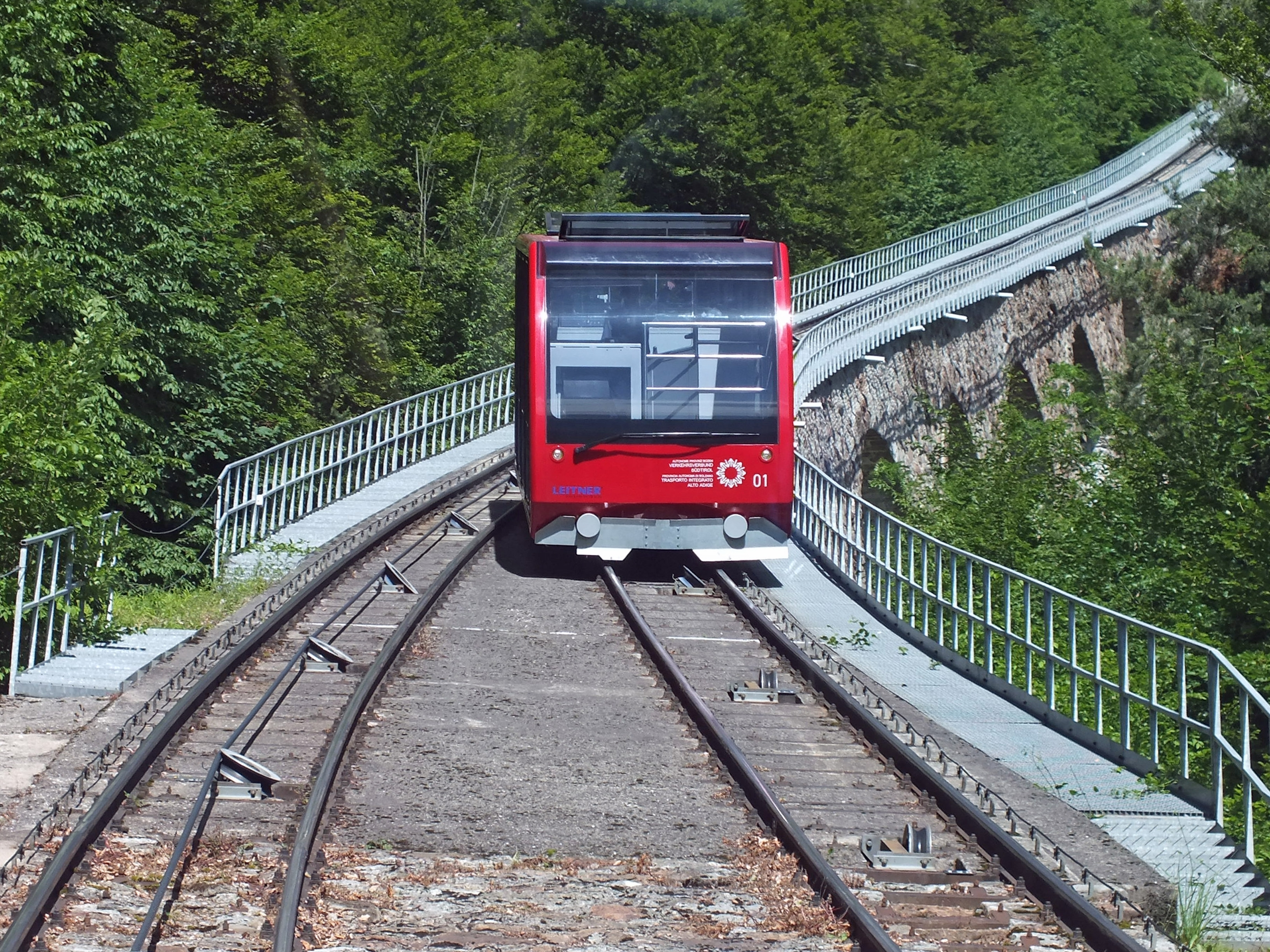
Mendelbahn

### Rad-, Luftseilbahn- und Flugverkehr
Seit Jahren beständig im Ausbau begriffen ist das übergemeindliche Netz aus Radrouten, welches Strecken mit einer insgesamten Länge von über 500 km umfasst. Die drei die Haupttäler durchziehenden Haupttrassen, die Radroute 1 „Brenner–Salurn“, die Radroute 2 „Vinschgau–Bozen“ und die Radroute 3 „Pustertal“, sind bis auf wenige Teilstücke durchgehend befahrbar. Das Radwegenetz besteht allein im städtischen Raum Bozens aus etwa 50 km gesondert ausgewiesenen Verkehrsanlagen, über die rund 30 % der gefahrenen Strecken im Stadtverkehr zurückgelegt werden.
In Südtirol gab es im Jahr 2024 insgesamt 354 Luftseilbahnanlagen. Der überwiegende Teil davon dient der Erschließung von Wintersportgebieten, einzelne Anlagen unterstützen aber auch den öffentlichen Personennahverkehr. Gut die Hälfte der Anlagen wurden nach 2000 erbaut. 
Der Flughafen Bozen wird von Linienflügen, Charterflügen, der allgemeinen Luftfahrt und dem Militär genutzt. Daneben besteht noch der Flugplatz Toblach, der in erster Linie dem Militär dient, aber eingeschränkt auch Privatpersonen zugänglich ist.

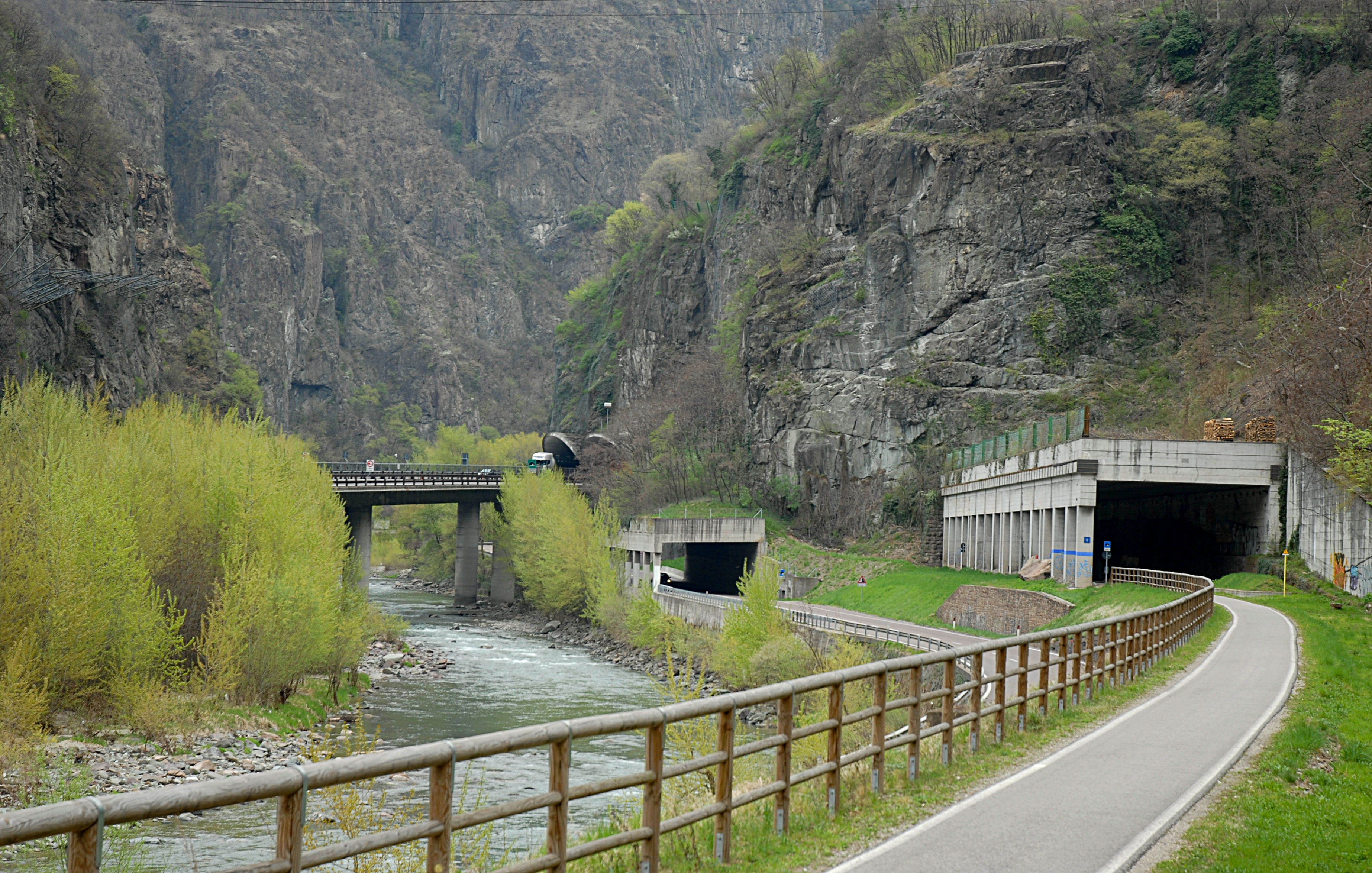
Radroute 1, SS 12 und A22 zwischen Kardaun und Blumau
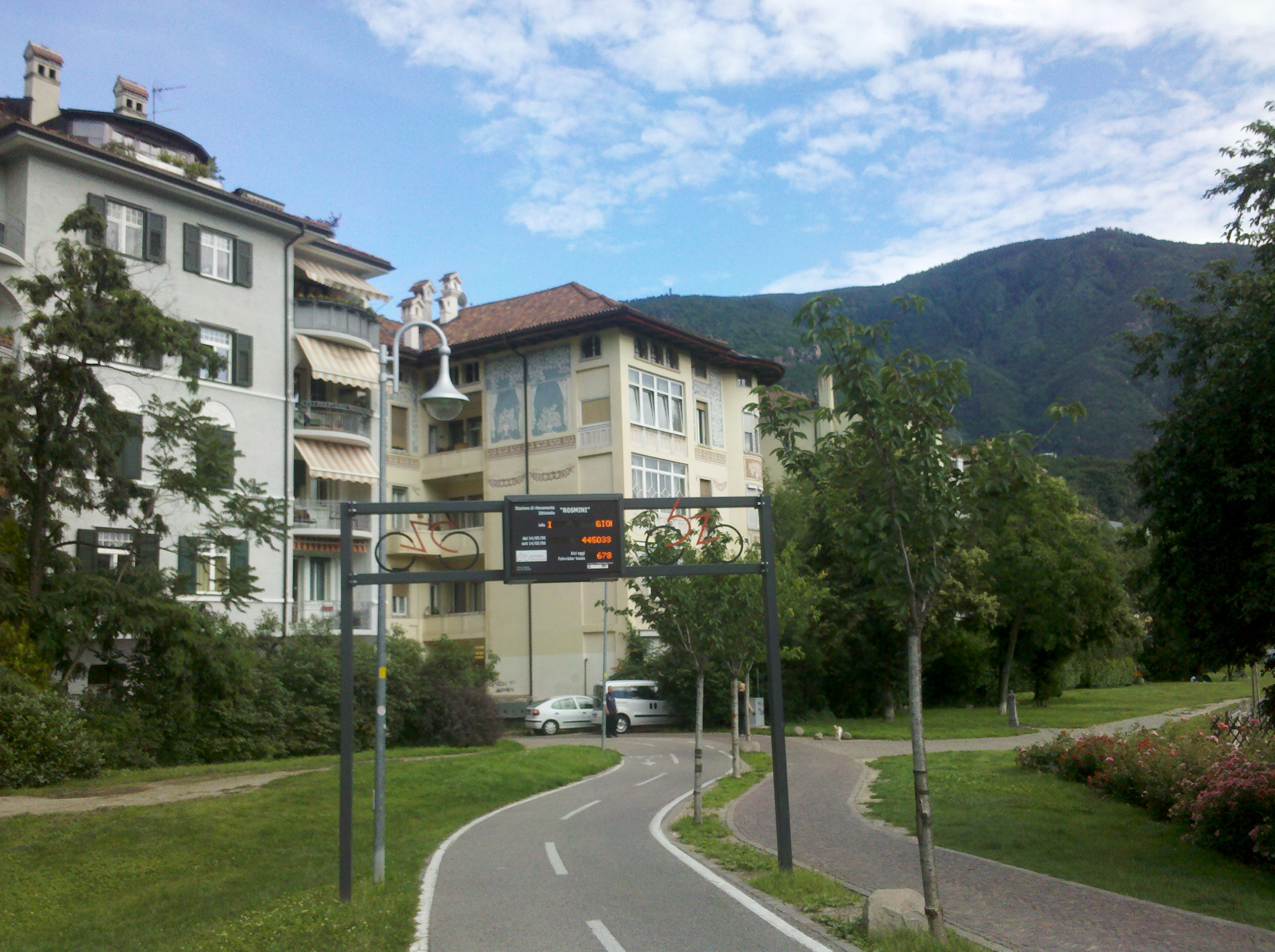
Radweg in Bozen
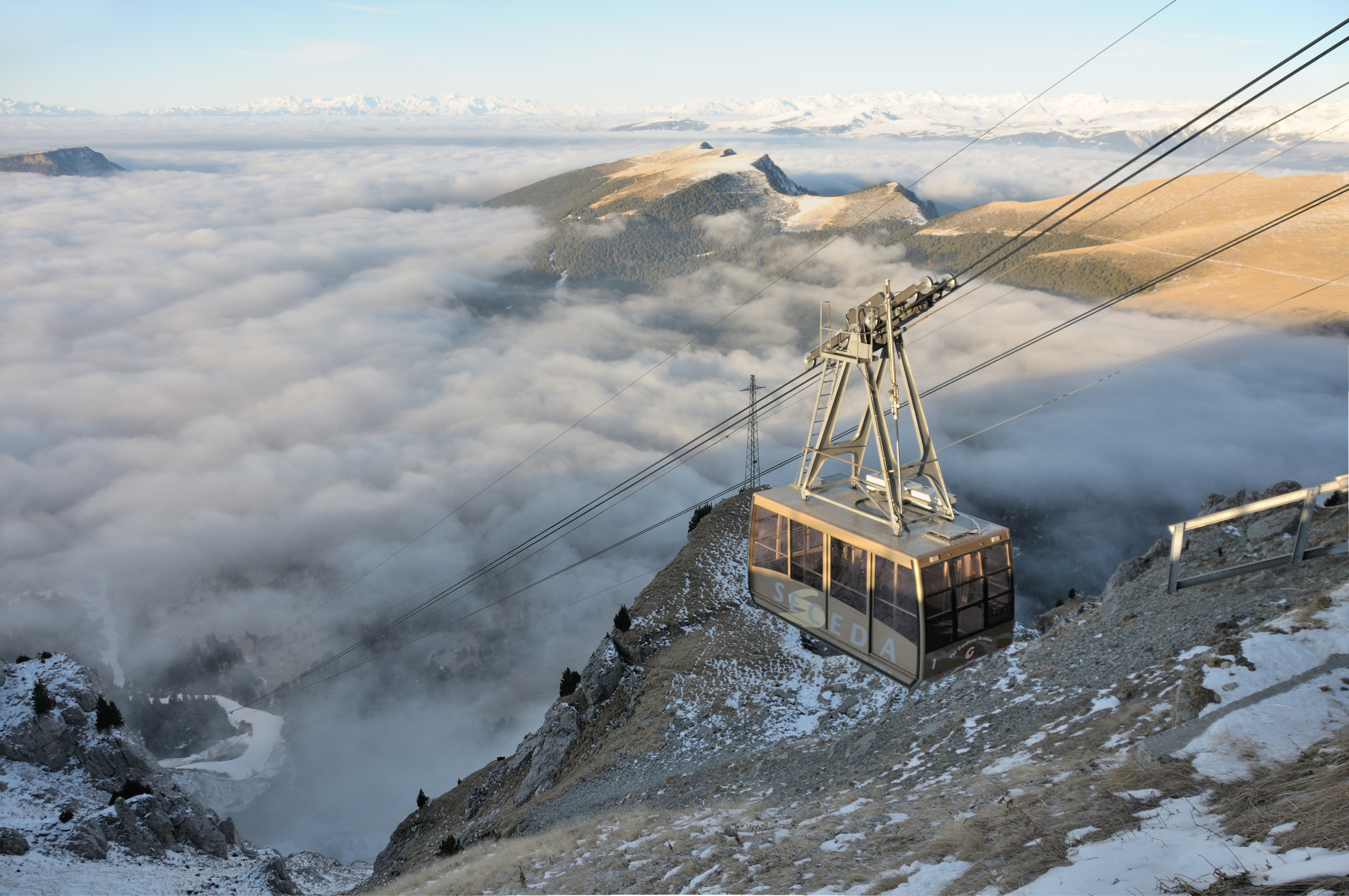
Seilbahn auf die Seceda
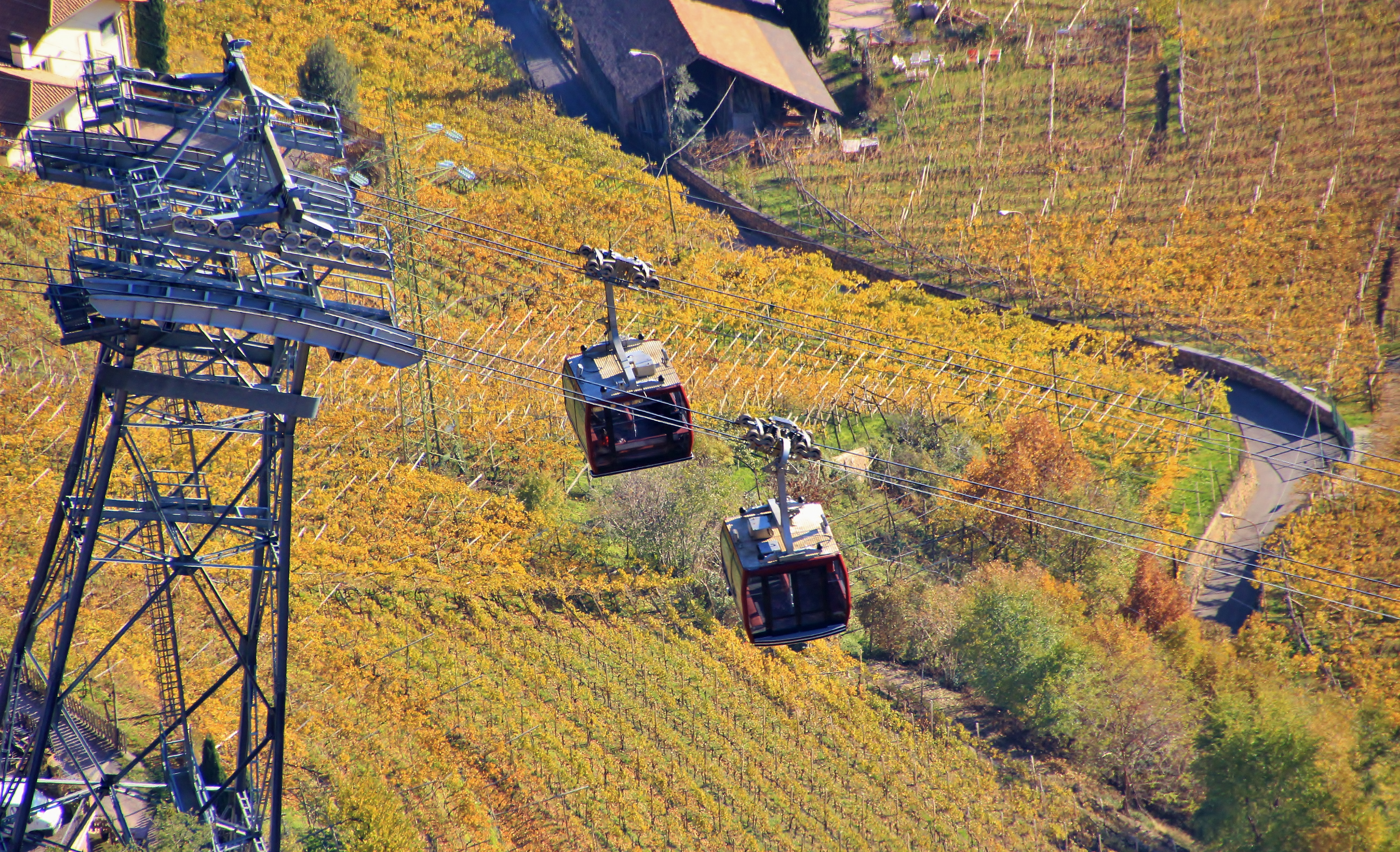
Rittner Seilbahn
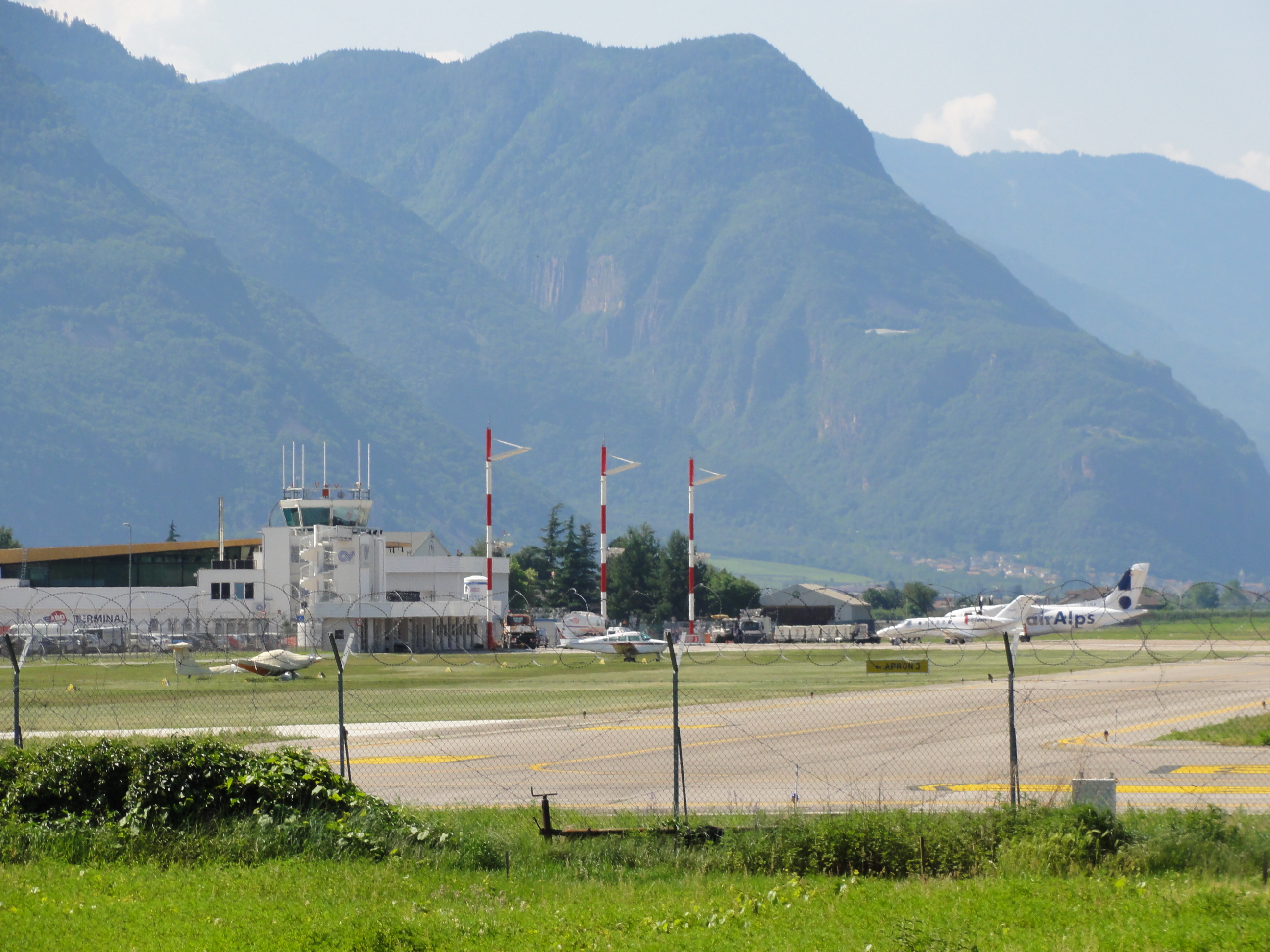
Flughafen Bozen

### Öffentlicher Personenverkehr
Die öffentlichen Personenverkehrsmittel des Südtiroler Nah- und Regionalverkehrs sind einheitlich im Verkehrsverbund Südtirol zusammengeschlossen. Mehr als die Hälfte der Südtiroler besitzt einen Südtirol Pass, der eine Contactless-Entwertung und Fahrten in allen Transportmitteln des Verkehrsverbundsystems ermöglicht. Dieses umfasst Überland- und Stadtbusse (etwa der SASA), die von SAD und Trenitalia betriebenen Regionalzüge, die Mendelbahn und die Rittner Bahn, sowie die Seilbahnen nach Kohlern, Meransen, Mölten, auf den Ritten und nach Vöran. In den 2000er Jahren wurde das Bus- und Bahnangebot mit Finanzierung des Landes Südtirol umfassend ausgebaut und dicht getaktet. Mit der schrittweisen Einführung des sogenannten „Südtirol-Takts“ entstanden auf den Hauptlinien halbstündliche oder stündliche Verbindungen, verdichtete Angebote zu Stoßzeiten und genauere Abstimmungen zwischen Bus und Bahn.

## Militär und Einsatzorganisationen

### Militär
Die italienischen Streitkräfte sind mit Einheiten des Heeres und der Carabinieri in Südtirol präsent. Von Bedeutung sind insbesondere das Gebirgstruppenkommando (Comando Truppe Alpine) der Alpini in Bozen, dem ein Unterstützungsverband in Bataillonsstärke zugeordnet ist (Reparto Comando e Supporti Tattici “Tridentina”), sowie die aktiven Regimenter der Gebirgsbrigade „Julia“ (Brigata alpina “Julia”) in Sterzing (5º Reggimento Alpini) und Meran (Reggimento Logistico “Julia”). Weitere Regimenter in Südtirol sind: ein Heeresfliegerregiment (4º Reggimento Aviazione dell'Esercito “Altair”) und Kommunikationsregiment (2º Reggimento Trasmissioni Alpino) in Bozen, ein Trainingsregiment (6º Reggimento Alpini) in Bruneck und ein Carabinieriregiment (7º Reggimento Carabinieri “Trentino-Alto Adige”) in Leifers. Das Heer unterhält auch eine kleine Kaserne zur Winter- und Kletterausbildung in Corvara und ein Gelände zur Gefechtsausbildung in Toblach. Südlich des Kalterer Sees befindet sich das zentrale Munitionsdepot für Südtirol und in Salurn der Heeresschießplatz. Die Luftwaffe unterhält nur den kleinen Flugplatz Toblach zur Gebirgsflugausbildung. 2017 waren rund 2700 Angehörige der Streitkräfte (ohne Carabinieri) in Südtirol stationiert.

### Polizeiorganisationen
Die in Südtirol präsenten italienischen Polizeiorganisationen sind in die Staatspolizei, die Carabinieri, die Finanzwache, die Stadt- und Gemeindepolizei sowie das Forstkorps unterteilt. Die Staatspolizei, geführt von einem Quästor, unterhält Kommissariate in den drei größten Städten Bozen, Meran und Brixen, sowie in der Nähe der bedeutendsten Grenzübergänge in Brenner, in Innichen und in Mals. Die Carabinieri betreiben in nahezu jeder Gemeinde eine Kaserne. Die Finanzwache hat in den Städten und Bezirkshauptorten sowie in grenznahen Orten Niederlassungen. Stadt- und Gemeindepolizeien werden von sämtlichen Gemeinden getragen. Das Südtiroler Landesforstkorps ist seinen Aufgaben gemäß hauptsächlich in der Peripherie aktiv. 2017 wiesen die Staatspolizei, Carabinieri und Finanzwache in Südtirol einen Personalstand von rund 2.800 Beschäftigten auf.

### Feuerwehr

Logo der Berufsfeuerwehr Bozen

Die Feuerwehr in Südtirol gliedert sich in 306 Freiwillige Feuerwehren, eine Berufsfeuerwehr in Bozen und 3 Betriebsfeuerwehren. Insgesamt haben die Freiwilligen Feuerwehren rund 18.000 Mitglieder. Davon sind etwa 13.000 aktive Feuerwehrleute und deutlich über 1.000 in Feuerwehrjugendgruppen gemeldet. Zusätzlich zählen auch noch Ehrenmitglieder, Mitglieder außer Dienst und Fahrzeugpatinnen als Mitglieder. Die Berufsfeuerwehr Bozen weist einen Personalstand von 150 Mitarbeitern auf.

## Bildung und Forschung

### Primar- und Sekundarschulen

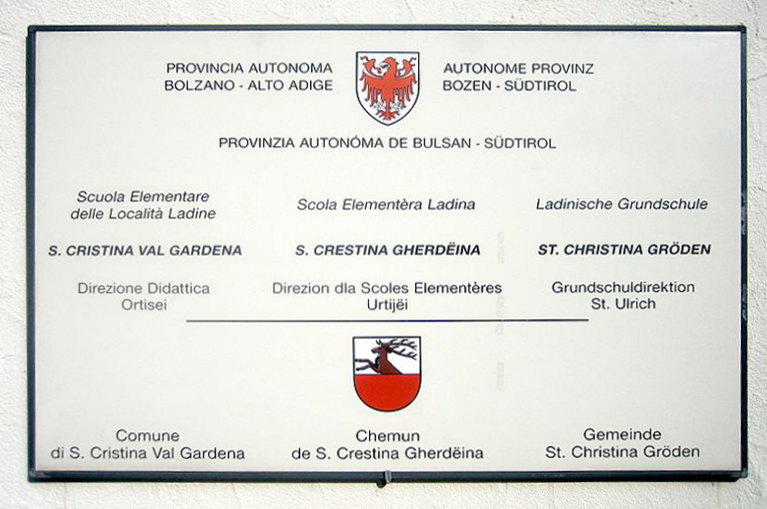
Schild der ladinischen Grundschule in St. Christina

Das Südtiroler Schulwesen basiert in seinen Grundlagen auf dem üblichen Bildungssystem in Italien. Im Rahmen der Südtiroler Bildungsautonomie wurde dieses durch Schulreformen der Unter- und Oberstufe den lokalen Bedürfnissen entsprechend modifiziert. Das italienische Bildungssystem unterscheidet die Grundschule (fünf Jahre), die Sekundarstufe ersten Grades in der Mittelschule (drei Jahre) sowie die Sekundarstufe zweiten Grades (drei bis fünf Jahre). Grund- und Mittelschule sind dabei als Gesamtschulen konzipiert. Nach Abschluss der Mittelschule können Schüler frei unter verschiedenen fünfjährigen Oberschulen wählen, zu denen Gymnasien, Wirtschaftsfachoberschulen und Technologische Fachoberschulen zählen, oder alternativ eine drei- bis vierjährige Berufsschule besuchen. Die Hochschulreife erwirbt man mit dem Ablegen der Staatlichen Abschlussprüfung.
Eine Besonderheit Südtirols besteht im Nebeneinander von deutschen, italienischen und ladinischen Schulen. Die Schulen für die drei Sprachgruppen unterscheiden sich im Wesentlichen in der Sprache des Fachunterrichts. In deutschen Schulen findet dieser auf Deutsch statt, in italienischen auf Italienisch, in ladinischen zu etwa gleichen Teilen auf Deutsch und Italienisch, während Ladinisch dort lediglich in einem eigenen Unterrichtsfach Verwendung findet. Neben den öffentlichen Schulangeboten gibt es in Südtirol auch eine Reihe von Privatschulen, darunter etwa das Franziskanergymnasium Bozen und das Vinzentinum Brixen. Seit 2003 finden regelmäßig von der OECD koordinierte Evaluationen der Pflichtschüler statt, deren Auswertung auf Landesebene als gesonderte Südtiroler PISA-Ergebnisse publiziert werden.

### Hochschulen

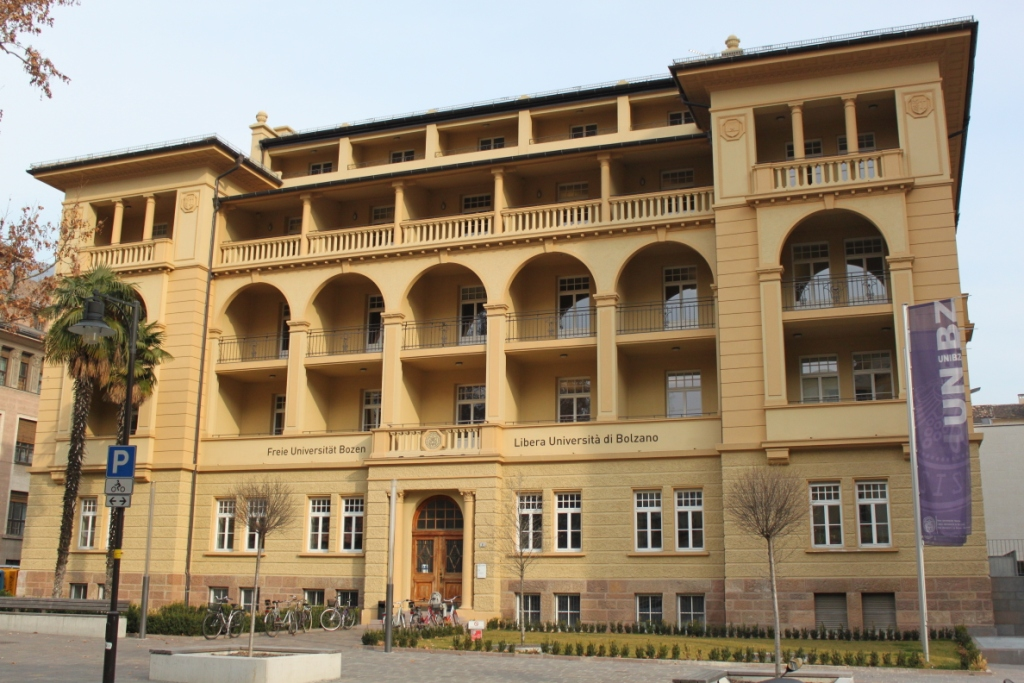
Rektoratsgebäude der Freien Universität Bozen

Im Bereich des Hochschulangebots gilt die 1669 gegründete Universität Innsbruck traditionell als „Landesuniversität“ für das Bundesland Tirol, Südtirol, Vorarlberg und das Fürstentum Liechtenstein. In Südtirol wurde ab 1997 mit der Freien Universität Bozen (FUB) ergänzend eine eigene Universität aufgebaut. Diese verfügt über drei Studienstandorte (Bozen, Brixen und Bruneck), wo die Fakultäten für Wirtschaftswissenschaften, Informatik, Design und Künste, Naturwissenschaften und Technik, sowie für Bildungswissenschaften untergebracht sind. Neben der FUB bieten Einrichtungen wie die Philosophisch-Theologische Hochschule Brixen, das Universitäre Ausbildungszentrum für Gesundheitsberufe Claudiana und das Konservatorium „Claudio Monteverdi“ Bozen fachspezifische Hochschulausbildungen an. Die größte Interessenvertretung Südtiroler Studenten ist die sh.asus.

### Museen
Das Museumsangebot in Südtirol ist breit gefächert. Etwa die Hälfte der Einrichtungen wird von privater Hand geführt, die Hälfte von öffentlichen Körperschaften oder kirchlichen Institutionen. Starke Besucherzahlen weisen die elf Südtiroler Landesmuseen mit kultur-, natur- und geschichtswissenschaftlicher Ausrichtung auf, die teilweise auf mehrere Standorte in Südtirol verteilt sind:
- Südtiroler Archäologiemuseum
- Südtiroler Bergbaumuseum
- Museum Eccel Kreuzer
- Festung Franzensfeste
- Südtiroler Landesmuseum für Jagd und Fischerei
- Südtiroler Landesmuseum für Kultur- und Landesgeschichte
- Museum Ladin
- Naturmuseum Südtirol
- Touriseum mit angeschlossenen Gärten von Schloss Trauttmansdorff
- Südtiroler Landesmuseum für Volkskunde
- Südtiroler Weinmuseum

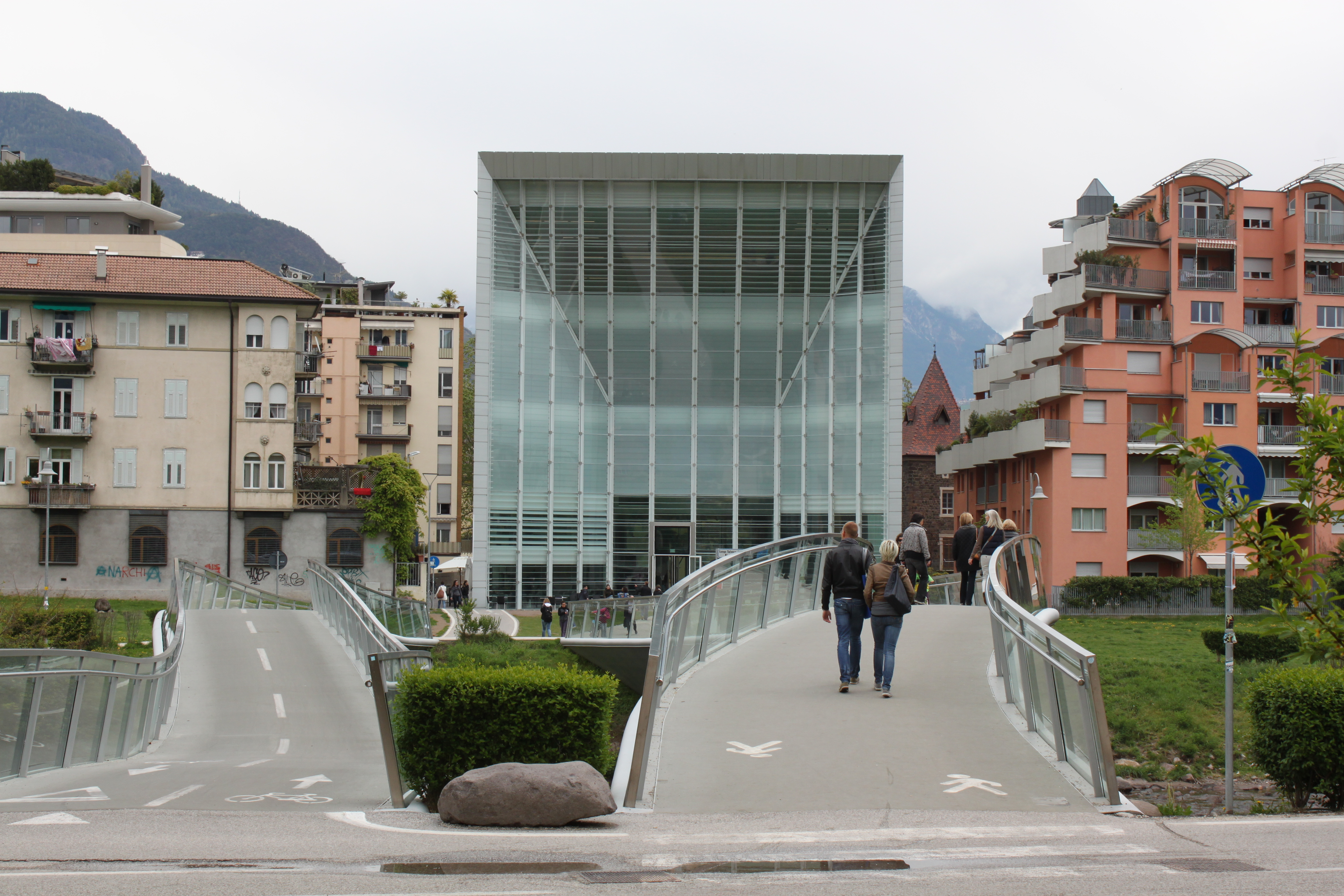
Das Museion, Museum für moderne und zeitgenössische Kunst in Bozen

Zu den Einrichtungen mit privater, kirchlicher oder gemischter Trägerschaft zählen beispielsweise das von Reinhold Messner initiierte Messner Mountain Museum zum Themenkomplex „Berg“, das Diözesanmuseum Brixen mit seiner Sammlung christlicher Kunst aus Mittelalter und Neuzeit, das Pharmaziemuseum Brixen und das von einem Verein und vom Land gemeinsam geführte Museion, das Museum für moderne und zeitgenössische Kunst in Bozen.

### Bibliotheken
In Südtirol gibt es etwa 280 öffentliche Bibliotheken, die mit zahlreichen privat geführten Einrichtungen im Bibliotheksverband Südtirol zusammengeschlossen sind. Zwei wissenschaftliche Bibliotheken ragen in ihrer Bedeutung und Größe deutlich heraus: die Landesbibliothek „Dr. Friedrich Teßmann“ mit ihrer umfassenden Tirolensien-Sammlung und die auf drei Standorte verteilte Bibliothek der Freien Universität Bozen. Um die Katalogisierung der in Südtirol vorhandenen Altbestände kümmert sich seit 1997 das Projekt „Erschließung Historischer Bibliotheken“.

### Forschungseinrichtungen

Logo des Forschungszentrums Eurac Research

Die bedeutendsten Forschungseinrichtungen Südtirols sind an der Freien Universität Bozen und der Eurac Research angesiedelt. Die Universität engagiert sich dabei überwiegend in den Fachbereichen ihrer Fakultäten, also Ökonomie, Informatik, Natur-, Ingenieur- und Bildungswissenschaften. Die elf Institute des 1992 gegründeten Forschungszentrums Eurac Research arbeiten interdisziplinär zu den Themenkomplexen Autonomien, Gesundheit, Berge und Technologien.
Das Versuchszentrum Laimburg hat praxisorientierte landwirtschaftliche Forschung zur Aufgabe. Eine im Jahr 2009 gegründete italienische Tochterorganisation der Fraunhofer-Gesellschaft ist im NOI Techpark in Bozen angesiedelt. Der historischen Quellenforschung dienen u. a. das Südtiroler Landesarchiv, das Staatsarchiv Bozen und das Stadtarchiv Bozen. Weitere Forschungsstellen bestehen bei den Südtiroler Landesmuseen, so etwa das Zentrum für Regionalgeschichte.

## Gesundheits- und Sozialwesen

### Gesundheitswesen
Die von der öffentlichen Hand finanzierten Einrichtungen des Gesundheitssystems werden zentral vom Südtiroler Sanitätsbetrieb verwaltet und koordiniert. Zum Sanitätsbetrieb gehören sieben Krankenhäuser: das Zentralkrankenhaus Bozen, die Schwerpunktkrankenhäuser in Brixen, Bruneck und Meran, sowie die Grundversorgungskrankenhäuser in Innichen (zum Gesundheitsbezirk Bruneck gehörig), Schlanders (zum Gesundheitsbezirk Meran gehörig) und Sterzing (zum Gesundheitsbezirk Brixen gehörig). Zudem ist Südtirol in eine Reihe kleinerer Gesundheitssprengel mit lokalen Ambulatorien eingeteilt, in denen Dienstleistungen im Bereich der Vorbeugung, Diagnostik, Therapie, Rehabilitation und Beratung erbracht werden. Der Sanitätsbetrieb ist der mit Abstand größte Posten im Südtiroler Landeshaushalt: 2024 beanspruchte er 1,57 Milliarden Euro.
Ergänzend zu den öffentlichen Krankenhäusern bestehen in Bozen, Meran und Brixen einige anerkannte Privatkliniken.

### Sozialwesen
Öffentliche Träger des Sozialwesens in Südtirol sind in erster Linie die Bezirksgemeinschaften, die diesen Aufgabenbereich von den Gemeinden übernommen haben. Die meisten sozialen Leistungen (darunter finanzielle Sozialhilfe, Hauspflege, sozialpädagogische Grundbetreuung und Bürgerservice) werden von den über das ganze Land verteilten Sozialsprengeln erbracht, deren Sitze mit jenen der Gesundheitssprengel zusammenfallen; einzelne Dienste werden allerdings aus organisatorischen Gründen sprengelübergreifend angeboten.
Ein wichtiges Element der Sozialpolitik ist das 1972 – unmittelbar nach Verabschiedung des Zweiten Autonomiestatuts – gegründete Südtiroler Wohnbauinstitut (WOBI). Die Aufgabe dieser öffentlich-rechtlichen Körperschaft ist die Errichtung und Vermietung von Wohnungen für einkommensschwache und mittelständische Familien, alte Leute, Menschen mit Behinderung, sowie von Wohnheimen für Arbeiter und Studenten. 2015 verfügte das WOBI über 13.000 Wohnungen in 112 Gemeinden.
Zu den in Südtirol tätigen freien Trägern sozialer Angebote gehören u. a. kirchliche Organisationen wie die Caritas, Vereine wie die Vinzenzgemeinschaft und die Lebenshilfe, sowie eine Vielfalt an Sozialgenossenschaften.

## Medien

### Zeitungen und Zeitschriften

Logo des größten Südtiroler Verlagshauses Athesia

Die älteste und am stärksten verbreitete Tageszeitung ist die in deutscher und geringem Ausmaß auch ladinischer Sprache erscheinende Dolomiten, gefolgt vom italienischsprachigen Alto Adige. Seit ihrer Gründung 1945 vertraten beide Zeitungen als Leitmedien der deutschsprachigen bzw. italienischen Subkultur Südtirols durchwegs gegensätzliche Positionen. 2016 erwarb das größte regionale Verlagshaus Athesia, Herausgeberin der Dolomiten, Mehrheitsanteile am Alto Adige, der bis dahin stets von italienischen Eigentümern geführt worden war.
Von geringerer Bedeutung für die Presselandschaft sind der Lokalteil des Corriere della Sera (Corriere dell’Alto Adige), der aus der ehemaligen Tageszeitung Il Mattino dell’Alto Adige hervorgegangen ist, sowie die deutschsprachige Neue Südtiroler Tageszeitung. Als deutschsprachige Sonntagszeitung erscheint bei Athesia die Zett.
Bedeutende regionale Wochenblätter sind das politische Wochenmagazin ff, die Kirchenzeitungen Katholisches Sonntagsblatt und Il Segno, sowie die Südtiroler Wirtschaftszeitung. Der ff-Media-Verlag veröffentlicht außerdem das Wirtschaftsmagazin Südtirol Panorama. Die Union Generela di Ladins, die Dachorganisation der Ladinerverbände, ist Herausgeberin einer Wochenzeitung in ladinischer Sprache, La Usc di Ladins („Die Stimme der Ladiner“), deren Texte je nach vorwiegend behandelter Talschaft in der jeweiligen Sprachvarietät verfasst sind.
Unter den fachwissenschaftlichen Publikationen sind die regionalgeschichtlichen Periodika Der Schlern und Geschichte und Region/Storia e regione, das ladinistische Jahrbuch Ladinia, sowie die botanisch-zoologische Fachzeitschrift Gredleriana zu nennen. Arunda ist die bekannteste Südtiroler Kulturzeitschrift.

### Literaturen

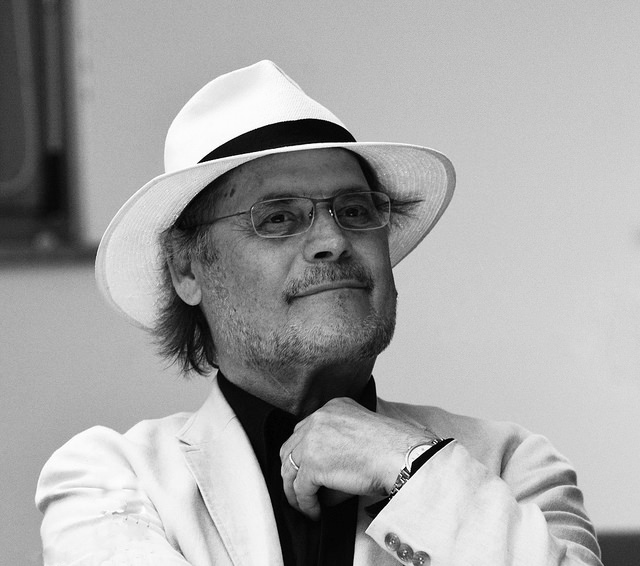
Joseph Zoderer (1935–2022), einer der bedeutendsten Schriftsteller Südtirols

### Musik

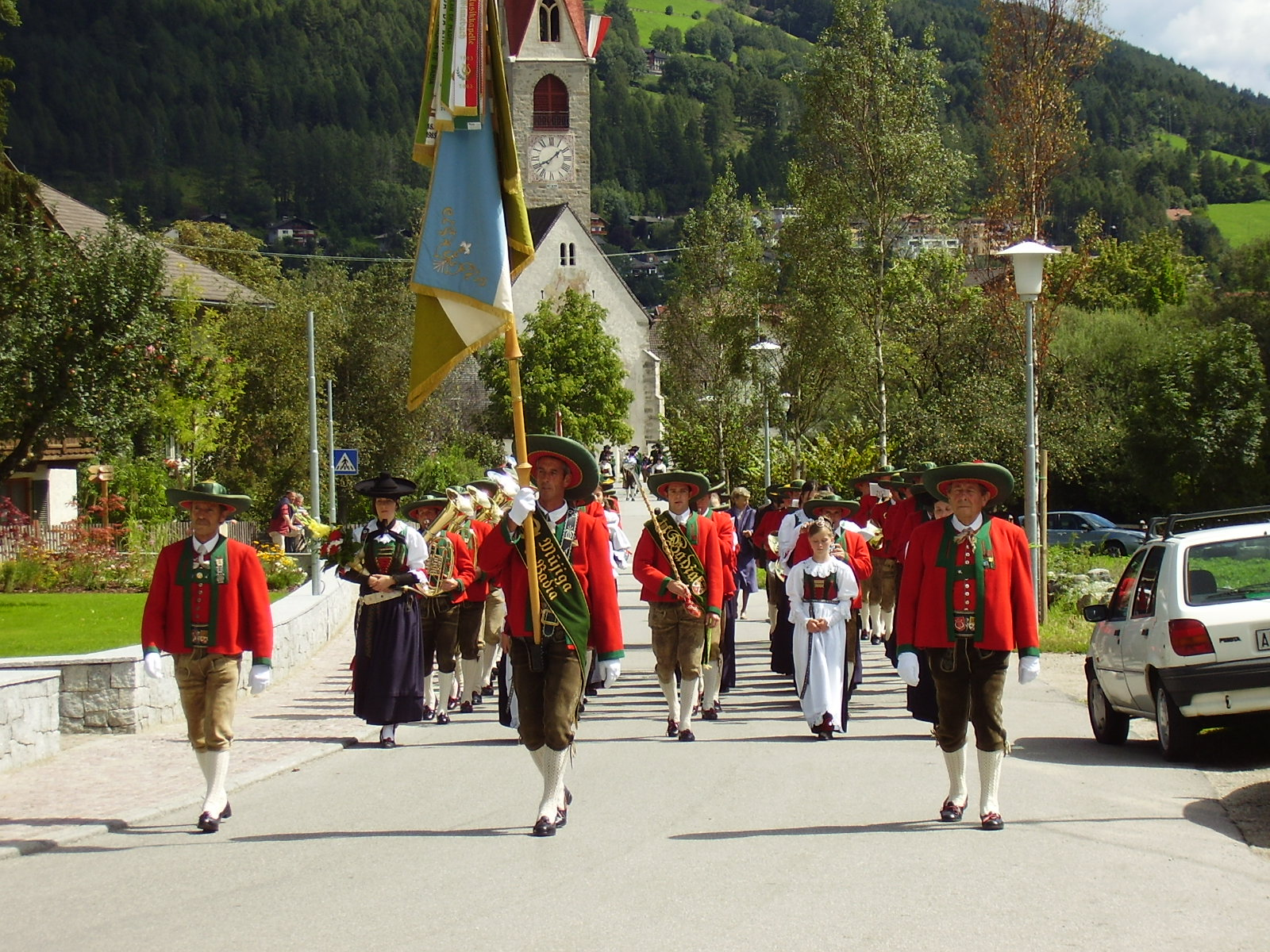
Die Musikkapelle von Badia (Abtei) marschiert am St. Georgener „Kirschta“ auf.

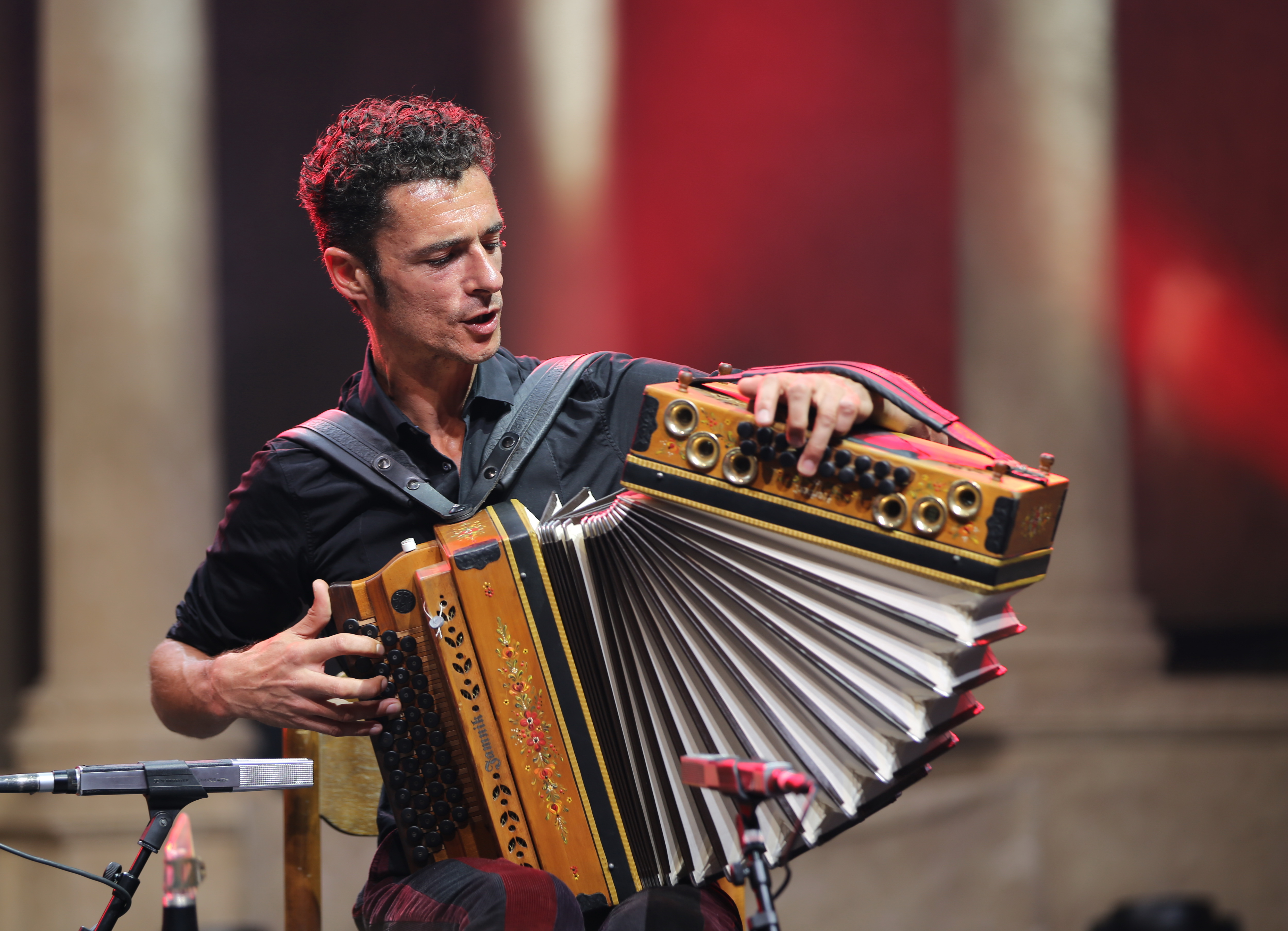
Herbert Pixner zählt zu den überregional bekanntesten Musikern aus Südtirol.

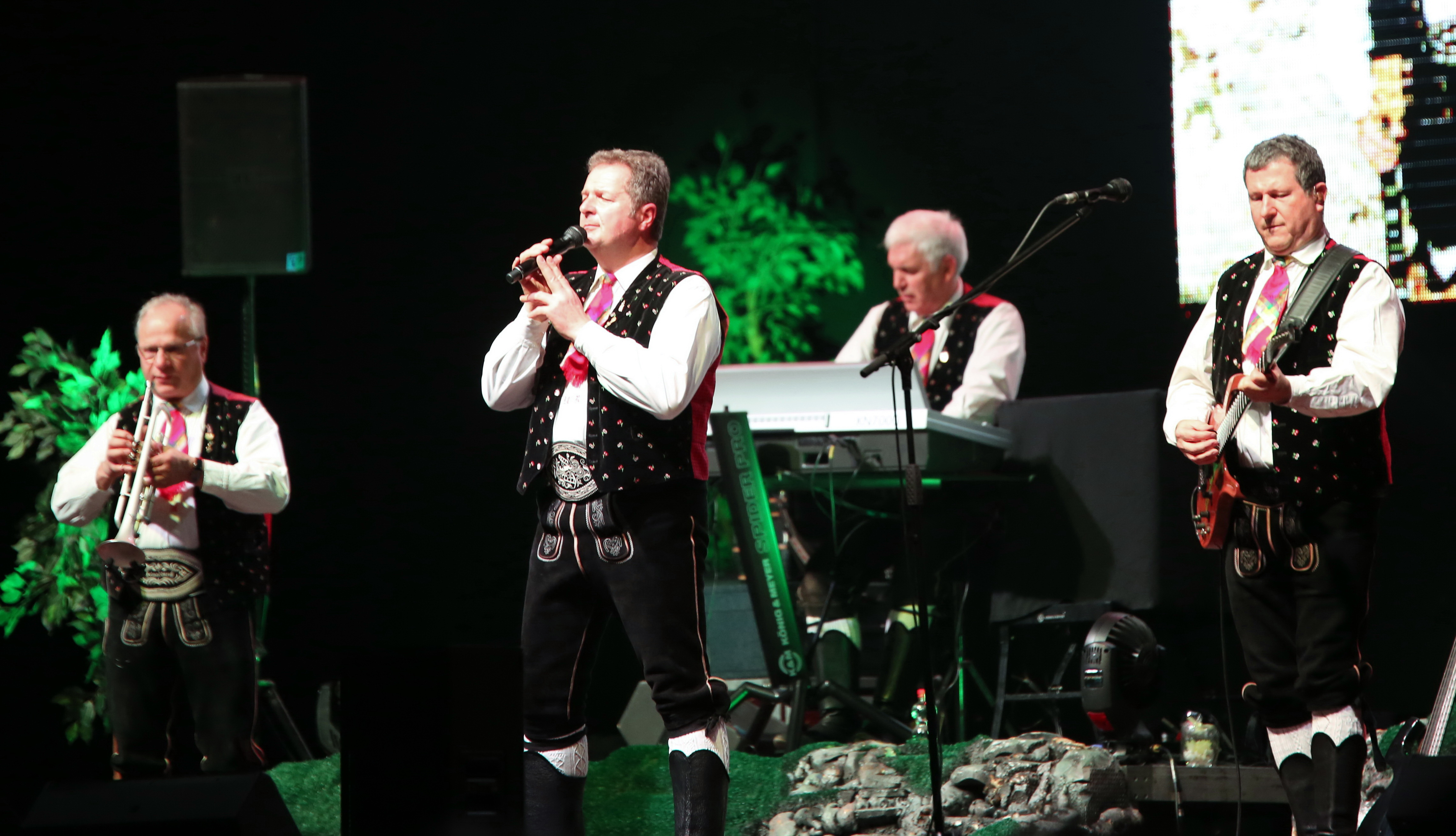
Die Kastelruther Spatzen sind die bekannteste volkstümliche Schlagerband aus Südtirol.

### Bildende Kunst

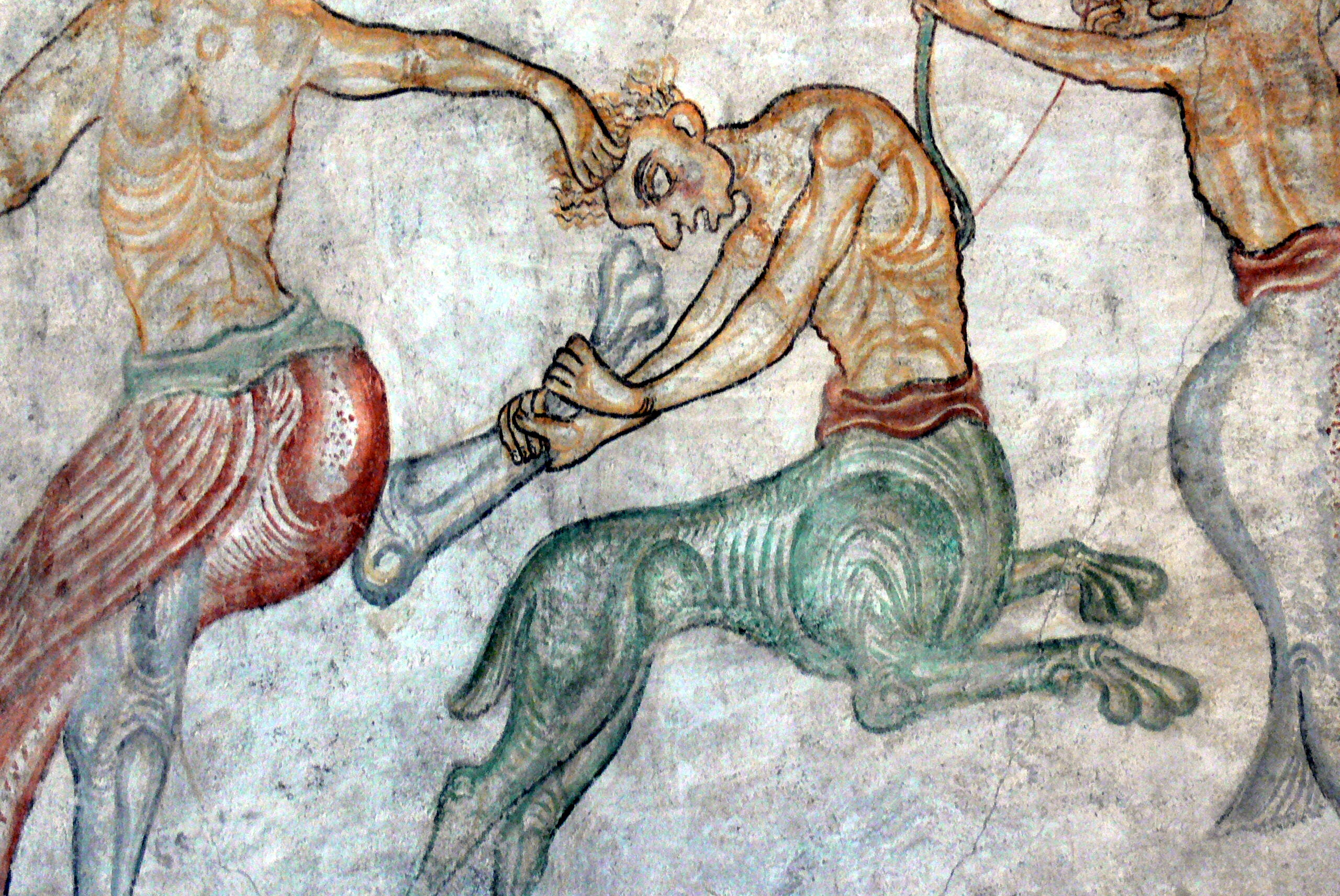
Kämpfender Kentaur in St. Jakob bei Tramin, zwischen 1200 und 1250

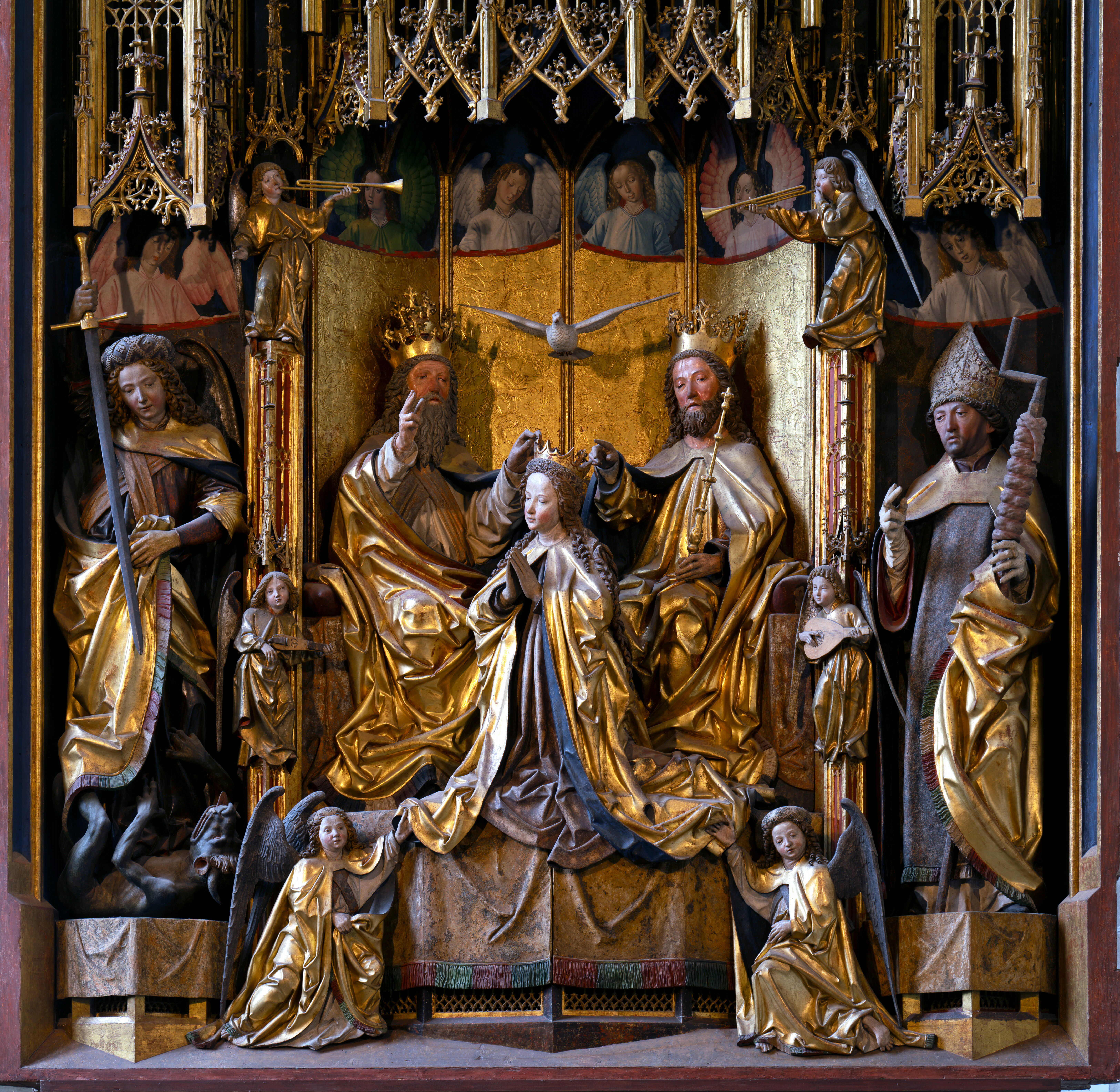
Schnitzaltar von Michael Pacher in der Grieser Pfarrkirche, 1471–1475

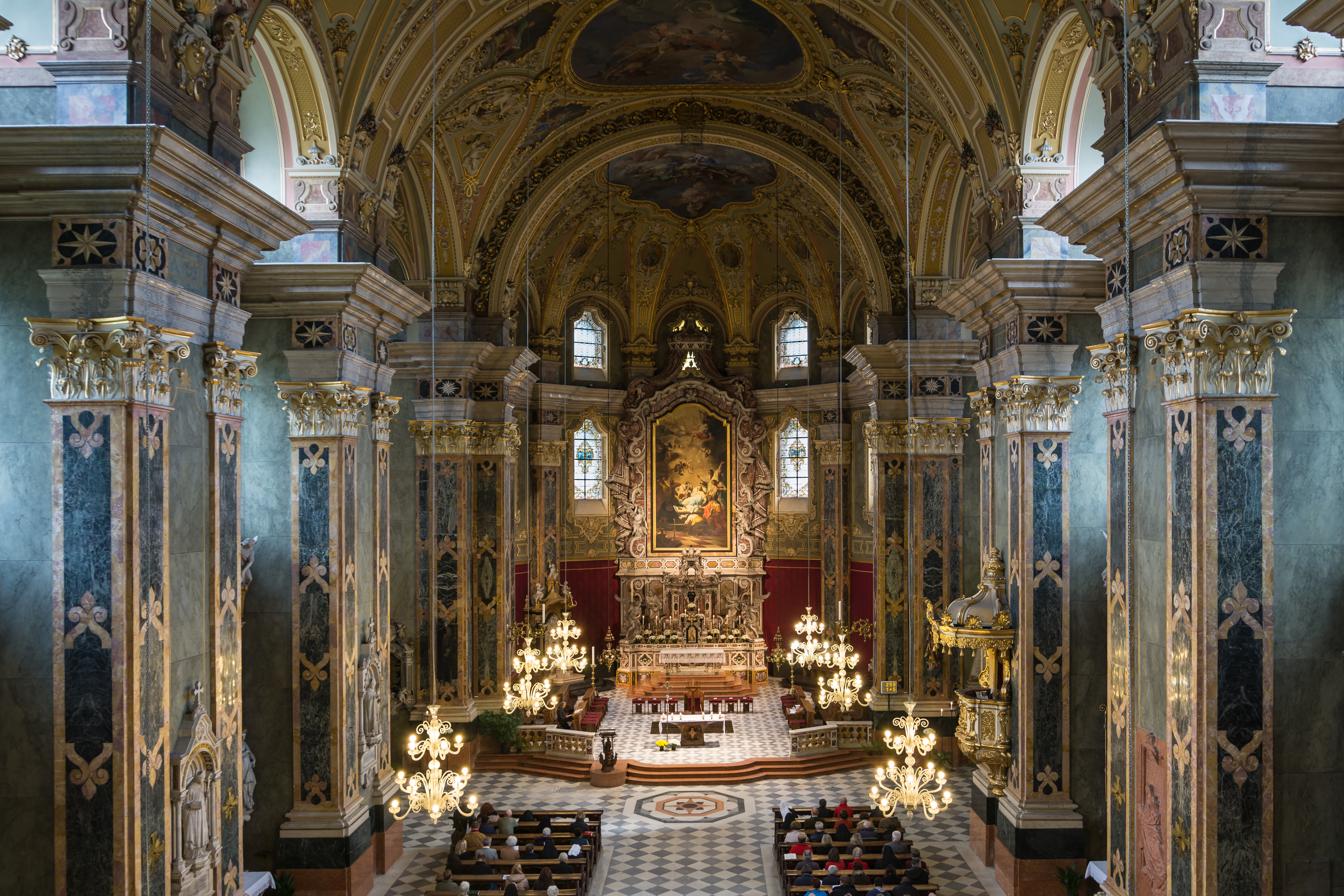
Der Innenraum des Brixner Doms, barocke Umgestaltung 1745–1754

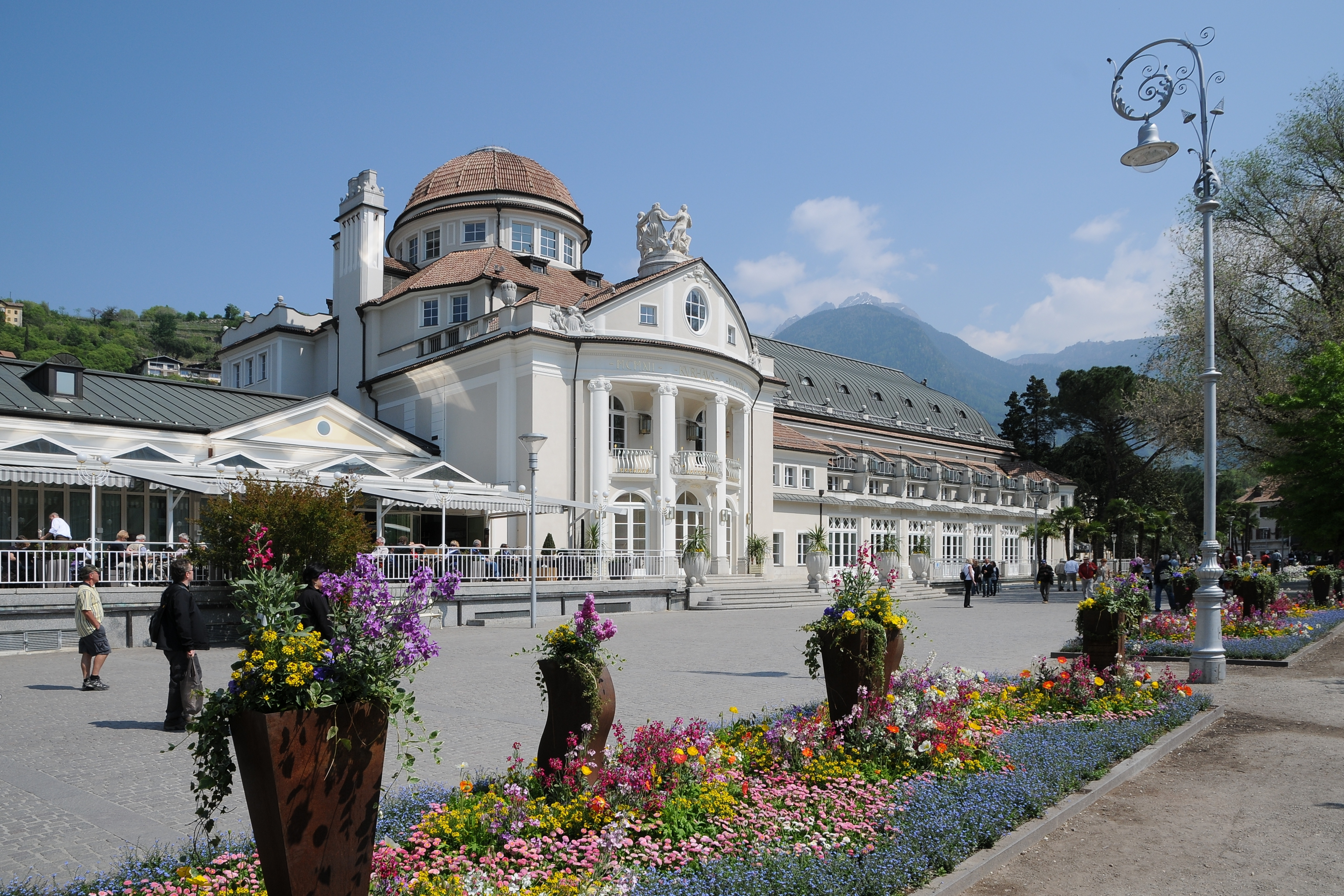
Kurhaus Meran, erbaut in zwei Phasen 1873–1874 und 1912–1914

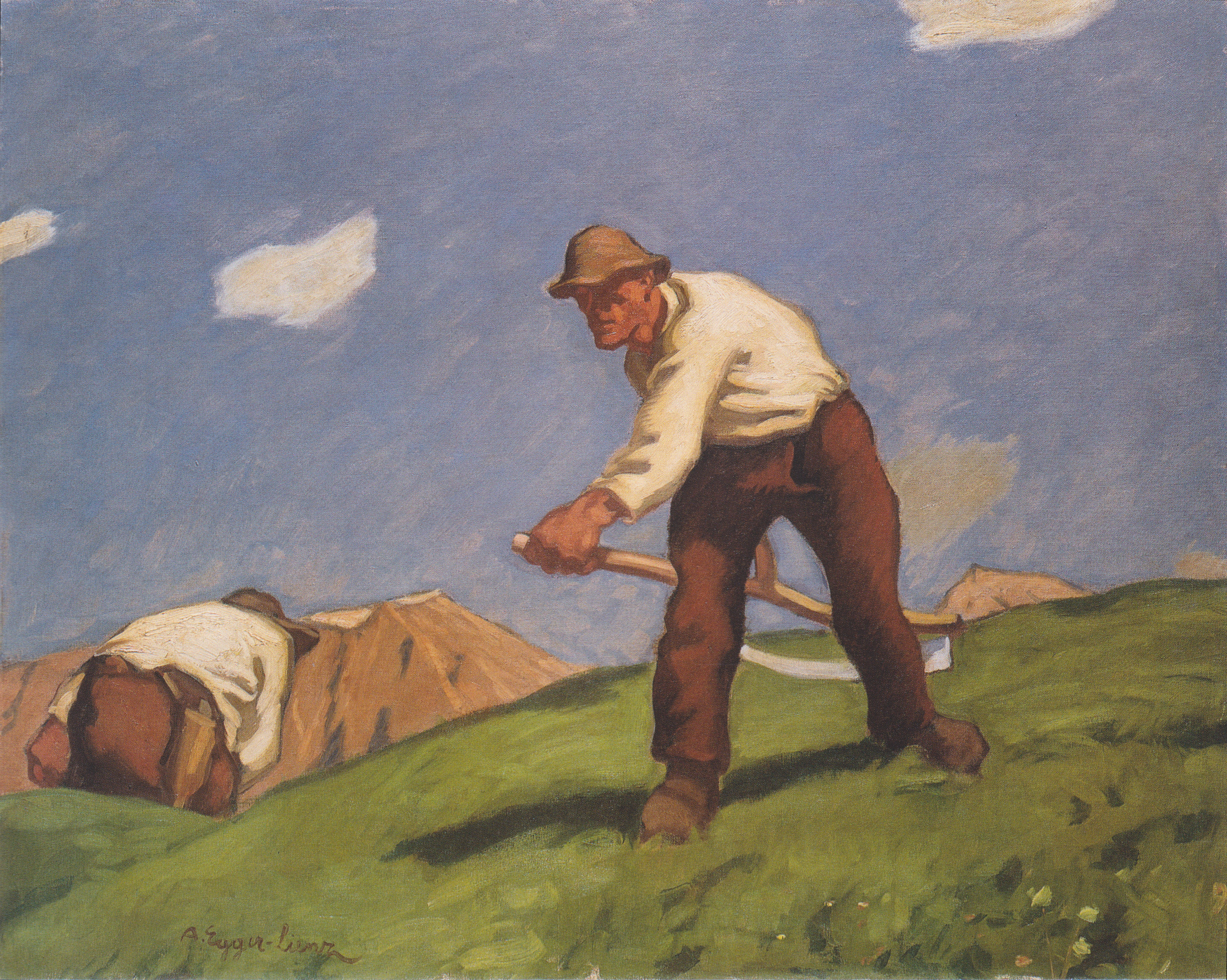
Zwei Bergmäher von Albin Egger-Lienz, 1913

### Küche

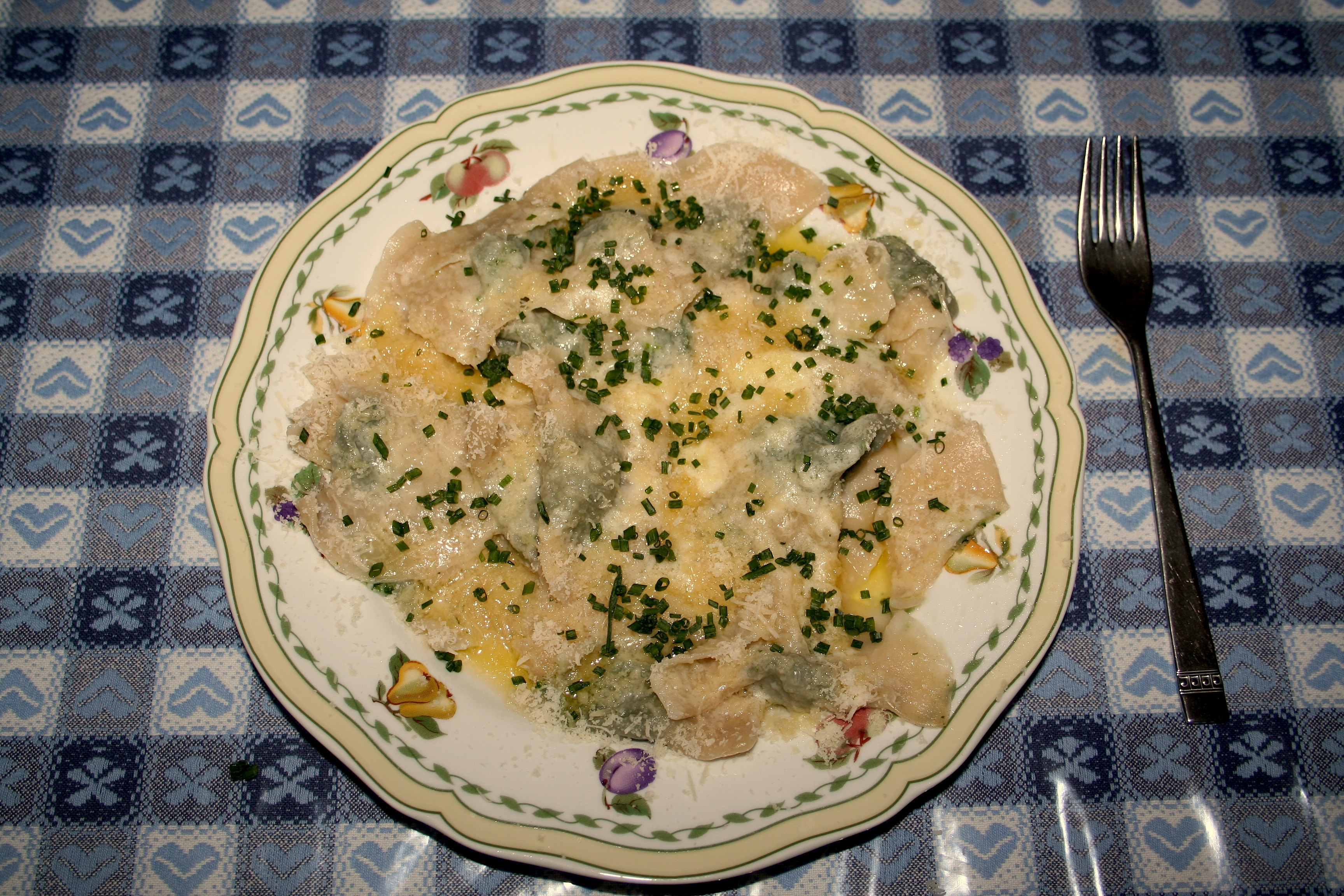
Südtiroler Schlutzkrapfen

### Buchverlage
Im Bereich des Buchverlagswesens entwickelten sich neben dem traditionell beherrschenden Südtiroler Verlagshaus Athesia und dem deutlich kleineren Weger Verlag ab den 1990er Jahren mit Edition Raetia, dem Folio Verlag und dem Provinz Verlag eine Reihe deutschsprachiger Konkurrenzverlage, die teilweise überregional agieren; auch der österreichische Studienverlag hat eine Niederlassung in Bozen. Der italienischsprachige Regionalbuchsektor Südtirols wird vor allem von den Verlagen Praxis 3 und Alpha Beta bedient. Seit der Jahrtausendwende haben einige Verlage verstärkt damit begonnen, ein zweisprachiges Programm aufzubauen (siehe auch Tirolensien).

### Radio

Logo der Rundfunk-Anstalt Südtirol

Unter den Radiosendern ist besonders die öffentlich-rechtliche Rai – Radiotelevisione Italiana hervorzuheben, die im Rai-Funkhaus Bozen drei redaktionell eigenständigen Abteilungen unterhält. Rai Südtirol sendet sein deutschsprachiges Vollprogramm auf einem eigenen Radiokanal. Auf demselben Radiokanal werden auch die von Rai Ladinia produzierten ladinischsprachigen Hörfunksendungen als Fensterprogramm geschaltet. Rai Alto Adige stellt italienischsprachige Sendungen regionalen Inhalts her, die auf Rai Radio 1 oder Rai Radio 2 ausgestrahlt werden. Des Weiteren verfügt Südtirol über zahlreiche Lokalradios in allen Landessprachen, u. a. über die deutschsprachigen Hörfunksender Radio 2000, Radio Grüne Welle, Radio Holiday, Radio Tirol und Südtirol 1 sowie das ladinischsprachige Radio Gherdëina Dolomites. Die meistgehörte Nachrichtensendung ist das von mehreren privaten Stationen gesendete Südtirol Journal.
Über den Standard DAB+ werden von der Rundfunk-Anstalt Südtirol (RAS) folgende Sender in zwei landesweiten Ensembles verbreitet: Rai Radio 1, Rai Radio 2, Rai Radio 3, Rai Südtirol, Bayern 1, Bayern 2, Bayern 3, BR-Klassik, BR Heimat, BR24, Deutschlandfunk Kultur, Deutschlandfunk Nova, Die Maus, Radio Swiss Pop, Radio Swiss Classic, Radio Swiss Jazz, Radiotelevisiun Svizra Rumantscha, Rete Due, Ö1, Radio Tirol, Ö3 und FM4. Dazu kommen weitere Ensembles (DABMedia, Club DAB Italia, Eurodab) mit privaten Südtiroler oder italienischen Radiosendern.

### Fernsehen
Die bedeutendsten Fernsehsender aus Südtiroler Blickwinkel sind die Rai – Radiotelevisione Italiana und der Österreichische Rundfunk (ORF). Im Rai-Funkhaus Bozen operieren drei redaktionell eigenständige Abteilungen. Rai Südtirol strahlt seine deutschsprachigen Fernsehsendungen, zu denen die täglich produzierte Tagesschau zählt, auf einem eigenen Fernsehkanal aus. Auf demselben Fernsehkanal ist auch das ladinischsprachige Programm von Rai Ladinia zu sehen, darunter die Sendung TRaiL mit lokalen Nachrichten. Rai Alto Adige beliefert Rai 3 mit italienischsprachigen Sendungen regionalen Inhalts. Der ORF unterhält in Bozen eine Außenstelle des Landesstudios Tirol, wo die regionale Nachrichtensendung Südtirol heute produziert wird.
Von der Rundfunk-Anstalt Südtirol (RAS) werden im Standard DVB-T die österreichischen Programme ORF 1, ORF 2, ORF III und ORF SPORT +, die bundesdeutschen Programme Das Erste, ZDF, ZDFneo, 3sat, BR Fernsehen, KiKA und arte sowie die Schweizer Programme SRF 1, SRF zwei und RSI LA 1 ausgestrahlt. Über jeweils eigene Sendernetze sind die italienischen öffentlich-rechtlichen Fernsehprogramme (darunter Rai 1, Rai 2, Rai 3, Rai News 24 und Rai Südtirol/Ladinia) sowie italienische Privatsender (speziell die Mediaset-Programme und La7) empfangbar.

### Nachrichten-Websites
Zunehmende Wichtigkeit in der regionalen Berichterstattung kommt Online-Medien zu. Die am häufigsten aufgerufene Nachrichten-Website ist Südtirol Online (stol.it) – seit 1997 im Netz und ebenso wie Südtirol News (suedtirolnews.it) von der Athesia-Gruppe betrieben. Die Neue Südtiroler Tageszeitung (tageszeitung.it), der Alto Adige (altoadige.it) und Rai Südtirol (rai.it/tagesschau) verfügen ebenfalls über Webangebote. Reine Internetzeitungen ohne Verbindung zu Druckmedien sind die Nachrichtenportale salto.bz, das neben redaktionell betreuten Inhalten auch nutzergenerierte Inhalte in Artikelform publiziert, und unsertirol24.com.

## Kultur